# Ар-деко

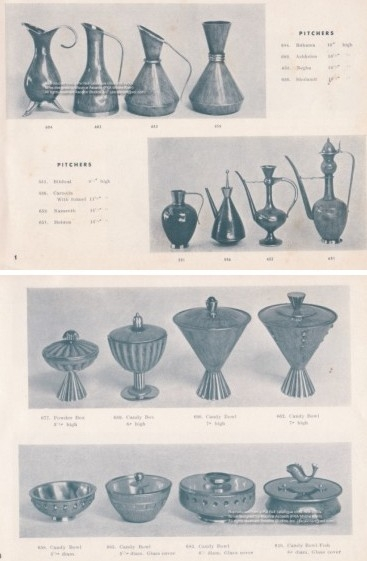
Металеві вироби Моріса Аскалона Maurice Ascalon (1913—2003) у стилі ар деко.

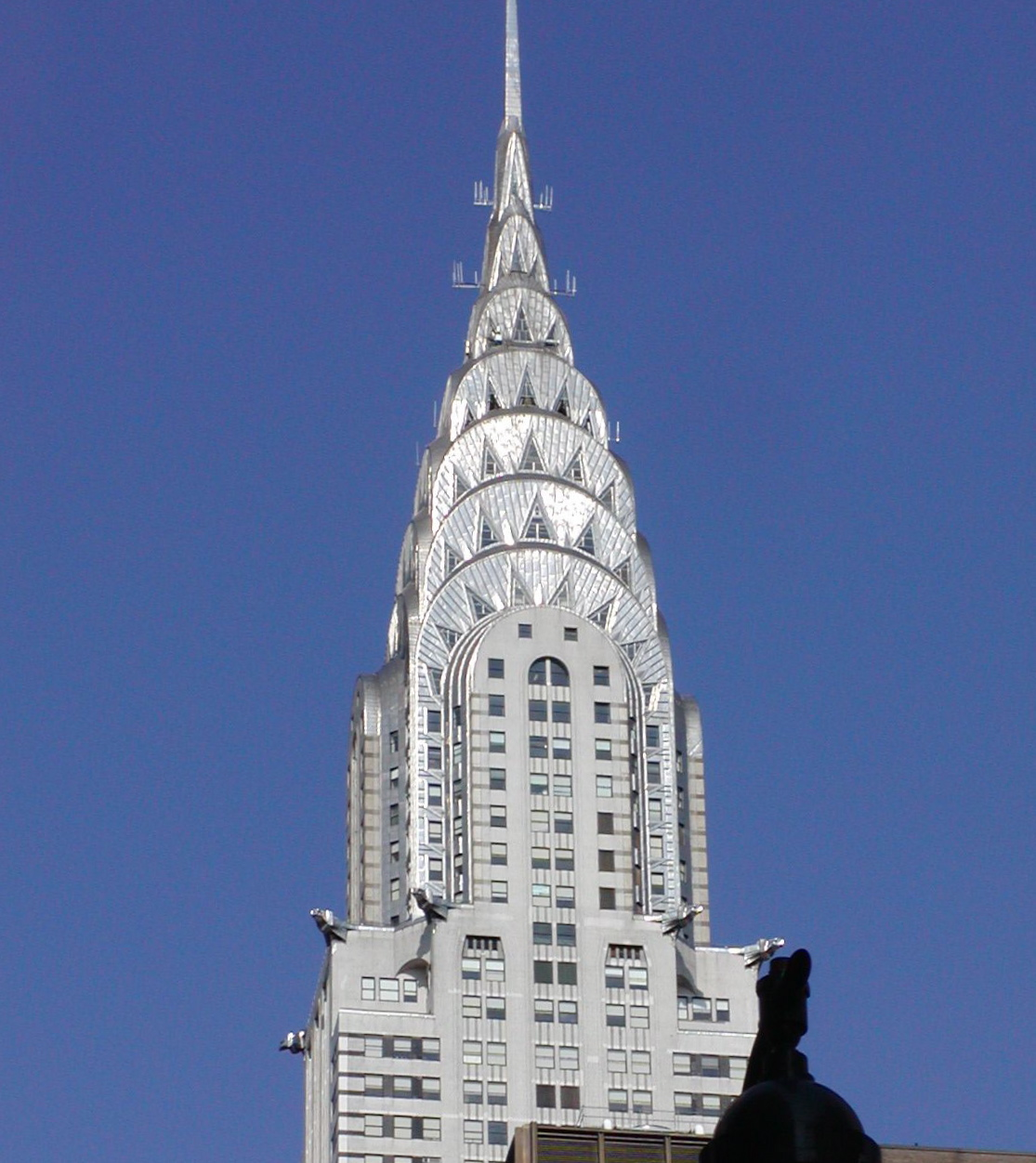
Хмарочос компанії «Chrysler» у Нью-Йорку. 1928–1930 роки.

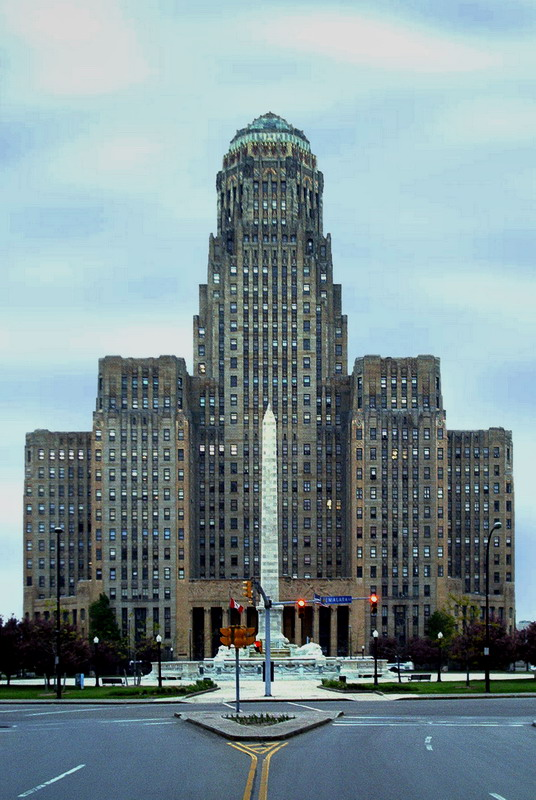
Ратуша в Баффало, Нью-Йорк.

Ар-деко́, також артдеко́, (фр. art déco — дослівно «декоративне мистецтво») — мистецька течія першої половини XX століття. З'явилася і розвивалася в архітектурі, декоративному мистецтві, моді та живописі. Є синтезом модерну і неокласицизму.
Ар-деко — це французька абревіатура від art décoratif, течії в прикладному мистецтві до Першої світової війни, вплив якої також помітний в архітектурі, живописі, прикладній графіці, скульптурі та кіно. Він розпочав своє завоювання світу з Франції у 1920-х роках. До 1930-х років його найбільший вплив прослідковується у Сполучених Штатах, але він також залишив свій слід по всій Європі, в Південній Африці та Китаї. Це був перший сучасний світовий стиль, який часто асоціюється з розкішшю, що мав свій вплив на всі аспекти життя, а також сформував моду і рекламні оголошення того часу.
У 1930-х роках, під час Великої депресії, ар-деко став більш стриманим, а як матеріали використовували хромовані деталі, сталь та пластик. Нові формальні характеристики з'явилися близько 1930 року, коли в архітектурі проясвився стиль обтічного модернізму, з новими формами, включаючи глянцеві поверхні. Ар-деко став першим справді міжнародним, інтернаціональним стилем, що втратив своє домінування з появою модернізму в архітектурі, який був суворо функціональним і позбавленим орнаментики, а також із початком Другої світової війни.

## Відмінні ознаки та загальна характеристика
- сувора закономірність;
- етнічні геометричні візерунки;
- розкіш;
- шик;
- коштовні сучасні матеріали (слонова кістка, крокодиляча шкіра, алюміній, рідкісні породи дерева, срібло).

Його витоки можна простежити у французькому ар-нуво, але він також увібрав у себе елементи авангарду: геометричну стилізацію з конструктивізму, модерністське відродження з футуризму та живописну основу з кубізму. Він також відчув значний вплив єгипетського мистецтва. На відміну від органічних, хвилеподібних, змієподібних мотивів модерну, ар-деко характеризувався прямими лініями та геометричним дизайном. Розвиток промисловості означав, що він, в принципі, відійшов від свого попередника, змістивши акцент з індивідуальних виробів на масове виробництво. Проте не кожен дім був прикрашений світильниками чи меблями в стилі ар-деко — стиль став вираженням розкоші та елегантності. Сміливі, спрощені лінії, сильні, чисті кольори та нові матеріали того часу: нові сплави, хром і бакеліт, які можна було відполірувати до дзеркального блиску, — все це були нові елементи стилю, які припали до душі тогочасній молоді, і незабаром були гідно оцінені. Кульмінацією стала Паризька всесвітня виставка 1925 року, після чого стиль швидко поширився по всьому світу.
У США, Нідерландах, Франції та деяких інших країнах стиль ар-деко поступово розвинувся в бік функціоналізму, у той час, як у країнах з тоталітарними режимами (Третій Рейх, СРСР тощо) ар-деко перетворюється на «новий ампір». У радянській архітектурі періоду постконструктивізму було запозичено багато елементів артдеко (наприклад, готель «Москва»).
Паризька «Міжнародна виставка сучасних декоративних і промислових мистецтв» (Exposition internationale des arts décoratifs et industriels modernes) 1925 року дала життя термінові «ар-деко». Показані на цій виставці предмети розкоші французького виробництва ще раз довели, що Париж залишався інтернаціональним центром стилю й після Першої світової війни. Золотою медаллю був нагороджений художник Вадим Меллер за своє оформлення вистави в театрі «Березіль».
Сам напрямок ар-деко існував і до відкриття виставки в 1925 році. Це було помітно в європейському мистецтві протягом 1920-х років. Американських берегів воно досягло лише 1928 року, де в 1930-х перетворилося на Streamline Moderne — американізоване відгалуження ар-деко, що стало візитною карткою цього десятиліття.
Париж лишався центром стилю ар-деко. У меблях його втілював Жак-Еміль Рульманн — найвідоміший з дизайнерів меблів тієї епохи. Крім того, характерними є роботи Жана-Жака Рато, продукція компанії «Süe et Mare», ширми Айлін Ґрей, ковані вироби з металу Едґара Брандта, вироби з металу та емалі швейцарця єврейського походження Жана Дюнана, вироби зі скла Рене Лаліка та Моріса Маріно, а також годинники та ювелірні вироби «Cartier».
Символом ар-деко в декоративно-прикладному мистецтві стала скульптура з бронзи і слонової кістки. Під впливом «Російських сезонів» Дяґілєва, мистецтва Єгипту та Сходу, а також технологічних досягнень «століття машин», французькі та німецькі майстри створили унікальний стиль у малій пластиці 1920-х — 1930-х років, котрий підняв статус декоративної скульптури до рівня «високого мистецтва». Класичними представниками артдеко в скульптурі вважаються Дмитро Чіпарус, Клер Жан Робер Коліне, Поль Філіп ( Франція), Фердинанд Прайсс, Отто Поерцель ( Німеччина), Бруно Зак, Дж. Лоренцль ( Австрія).
Хоча термін ар-деко виник у 1925 році, він не був часто вживаним до самої зміни ставлення до цілої епохи у 1960-х роках. Майстри стилю ар-деко не входили до якогось єдиного товариства. Рух вважався еклектичним, хоча він зазнавав впливу таких течій, як, наприклад, Віденська сецесія, кубізм, футуризм, неокласицизм тощо.

## Назва
Ар-деко — це скорочення від французького arts décoratifs, яке почало використовуватися після Міжнародної виставки сучасних промислових і декоративних мистецтв (Exposition internationale des arts décoratifs et industriels modernes) у Парижі в 1925 році, хоча його характерні елементи з'явилися в Парижі та Брюсселі ще до Першої світової війни. Втім, сам термін arts décoratifs з'явився набагато раніше, у «Бюлетені Французької асоціації фотографії» (Bulletin de la Société française de photographie), опублікованому у Франції в 1858 р. У той час термін arts décoratifs мав різні значення.
У 1868 році французька щоденна газета Le Figaro використовувала термін «предмети декоративно-прикладного мистецтва» («objets d 'art décoratifs») для опису декорацій, виготовлених для Гранд-опери.
У 1875 році французький уряд офіційно оголосив художниками майстрів, які раніше займалися дизайном меблів, текстилю, ювелірних виробів і скла на підставі декрету французького парламенту від. Заснована Людовіком XVI 1766 року Королівська безкоштовна школа декоративного мистецтва (l'École royale gratuite de dessint) була перейменована на Національну школу декоративного мистецтва (l'École nationale des arts décoratifs).
Скорочене позначення термінології — ар-деко — вперше використав Ле Корбюзьє у серії статей, опублікованих у журналі L'Esprit Nouveau під час Всесвітньої виставки 1925 року під назвою «1925 Expo: Arts Déco». Він узагальнив ці статті у своїй книзі «L'art décoratif d'aujourd'hui» — «Декоративне мистецтво сьогодні». Книга була фактично запеклою атакою на виставку перебільшених, барвистих, пишних предметів; основна ідея полягала в тому, що практичні об'єкти, такі як меблі, не потребують жодного декору; і, на його думку, сучасний декор — це не декор.

## Історія

### Витоки

#### Товариство художників-декораторів (1901—1913)

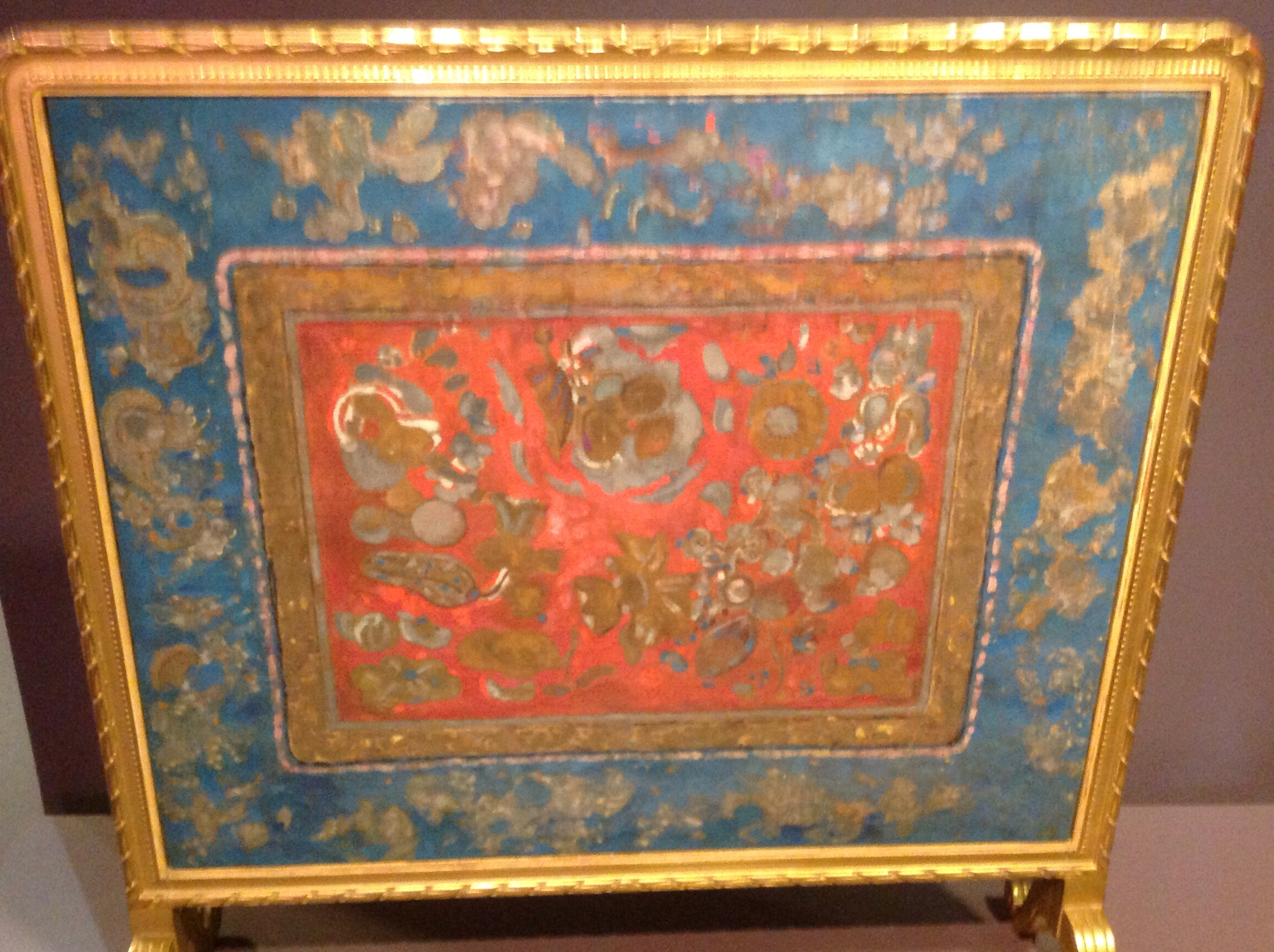
Канделябр, художник-символіст Оділон Редон, Музей д'Орсе, Париж (1908)

Поява Ар Деко тісно пов'язана з підвищенням статусу художників-декораторів. У Франції майстри, яких до кінця 19 століття вважали лише ремісниками, отримали такі ж права, як і художники та скульптори, після створення Товариства художників-декораторів (‘‘Société des artistes décorateurs, SAD‘‘) у 1901 році. Подібний рух розвинувся і в Італії, де 1902 року в Турині відбулася перша міжнародна виставка декоративного мистецтва (‘‘Esposizione internationale d'Arte decorativa moderna‘‘). Починаючи з ХХ століття, на французьких художніх виставках особлива увага відводилась художникам-декораторам, а в 1912 році, за пропозицією SAD, відбулася перша міжнародна виставка художників-декораторів у Франції.
Важливу роль у зародженні ар-деко відіграли паризькі універмаги та модельєри, які приблизно з 1900 року почали наймати художників-декораторів у свої студії. Багато французьких дизайнерів, однак, відмовлялися проєктувати для масового виробництва, наполягаючи на індивідуальному стилі кожного виробу, роблячи його унікальним. Ранній стиль Ар Деко характеризувався розкішшю, екзотичними матеріалами, такими як чорне дерево, слонова кістка, шовк, дуже яскравими кольорами та стилізованими мотивами.

#### Віденська сецесія і Віденські майстерні (1897—1912)
Архітектори Віденської сецесії (утворена 1897 року), особливо Йозеф Гофман, мали помітний вплив на ар-деко. Його палац Стокле в Брюсселі (1905—1911) став прототипом стилю ар-деко з його геометричними об'ємами, симетрією, прямими лініями, бетоном, вкритим мармуровими плитами, витонченим ліпним орнаментом і пишними інтер'єрами, зокрема мозаїчними фризами Ґустав Клімта. Гофман також був засновником «Wiener Werkstätte» (Віденських майстерень) (1903—1932) — об'єднання ремісників та дизайнерів інтер'єрів, які працювали в новому стилі. Це об'єднання стало моделлю для створеної у 1919 році Compagnie des arts français, яка об'єднала Андре Мара та Луї Сюе — перших провідних французьких дизайнерів та декораторів ар-деко.

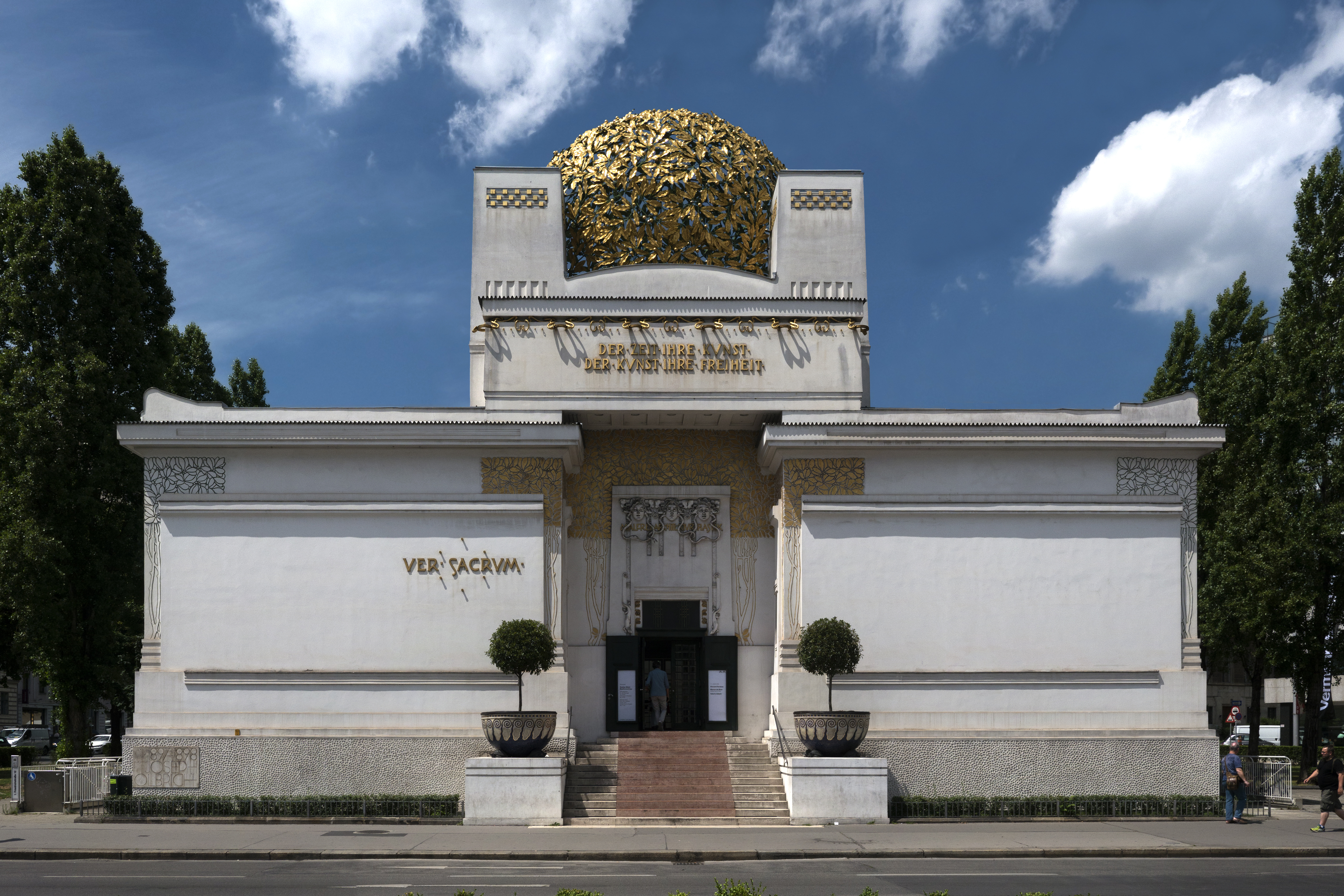
Віденська сецесія Йозефа Марії Ольбріха, Відень (1897-98)
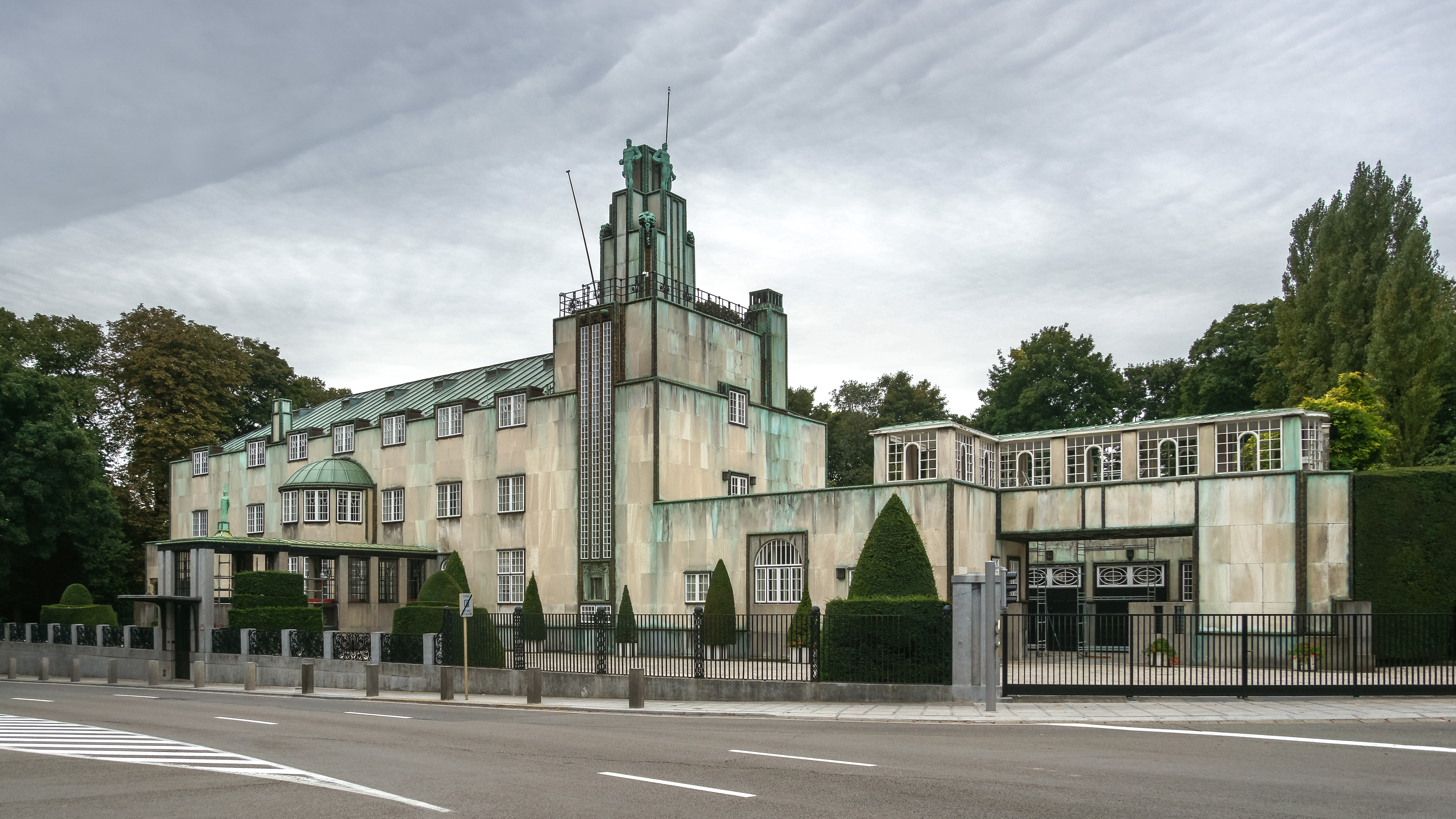
Палац Стокле за проєктом Йозефа Гофмана, Брюссель (1905-1911)
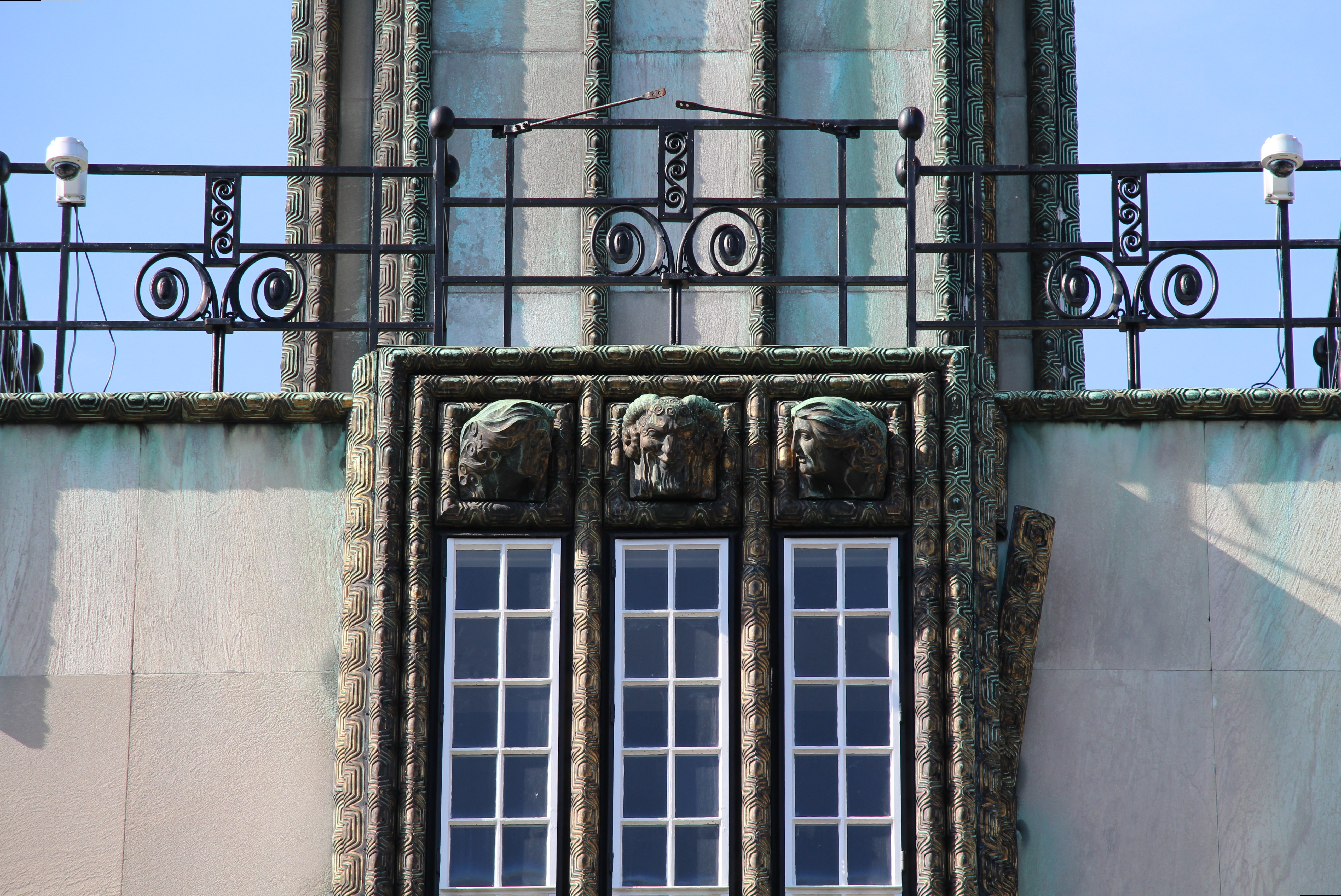
Деталь фасаду палацу Стокле, виконаного із залізобетону, вкритого мармуровими плитами
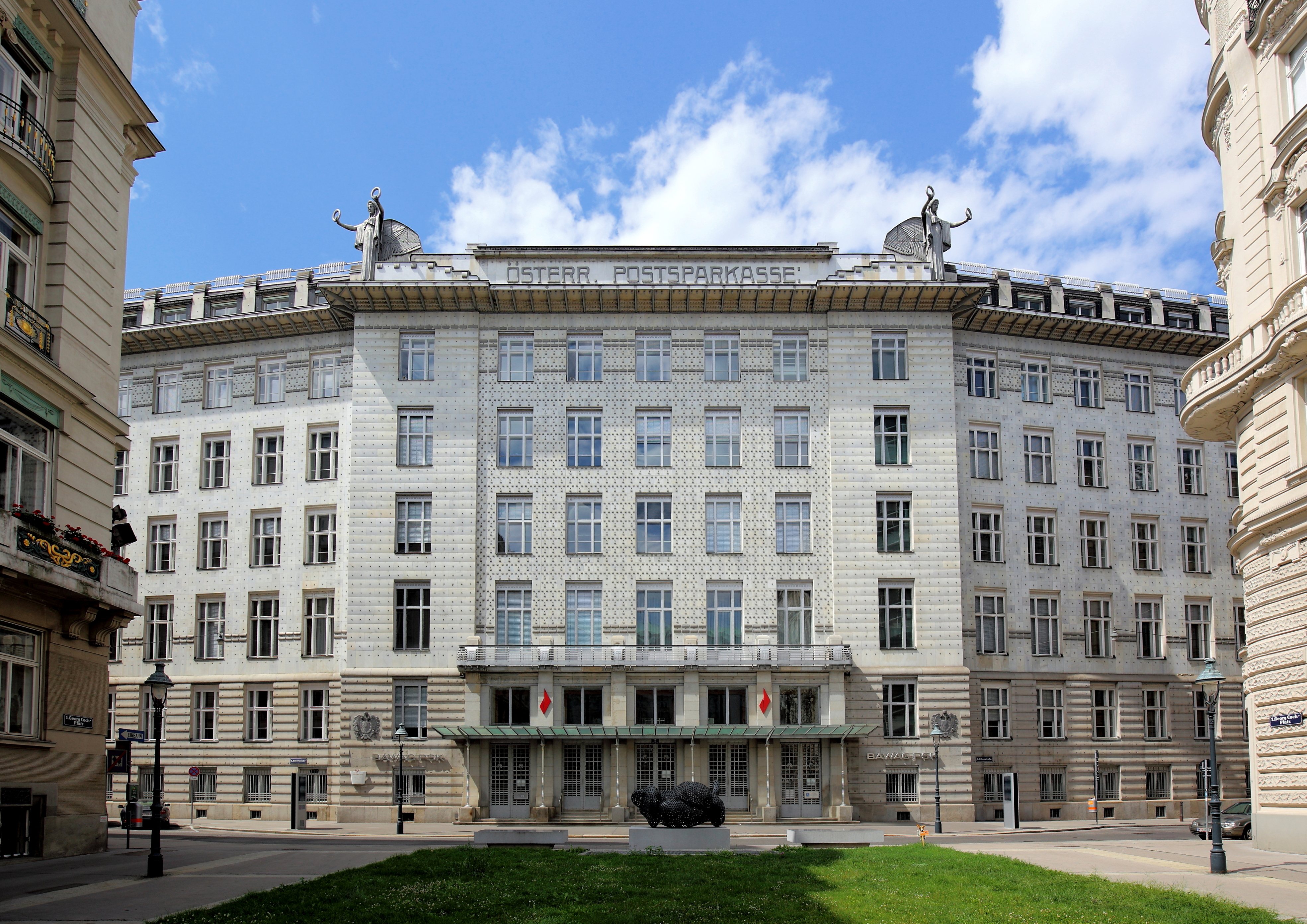
Будівля Австрійського поштового ощадного банку Отто Вагнера, Відень (1904-1912)

#### Нові матеріали та технології
Нові матеріали та технології, особливо залізобетон, були ключовими для розвитку та появи ар-деко. Перший будинок з бетону був побудований Франсуа Куане у 1853 році в передмісті Парижа. У 1877 році Жозеф Моньє представив ідею зміцнення бетону сіткою залізних прутів у вигляді решітки. У 1893 році Огюст Перре побудував перший у Парижі бетонний гараж, потім багатоквартирний будинок, потім, у 1913 році, театр на Єлисейських полях. Один критик назвав театр «дирижаблем з авеню Монтень», що нібито свідчить про германський вплив, скопійований з Віденської сецессї. Згодом більшість будівель у стилі ар-деко будували із залізобетону, що давало більшу свободу форм і меншу потребу в підсилювальних стовпах і колонах. Перре також був піонером у покритті бетону керамічною плиткою — як для захисту, так і для декору. Архітектор Ле Корбюзьє вперше дізнався про використання залізобетону, працюючи креслярем у майстерні Перре
Іншими новими технологіями, важливими для ар-деко, — були нові методи виробництва листового скла, яке було дешевшим і дозволяло виготовляти набагато більші та міцніші вікна, а також масове виробництво алюмінію, який використовувався для будівельних і віконних рам, а пізніше — Корбюзьє, Уорреном Макартуром та іншими — для виготовлення легких меблів.

#### Театр Єлисейських полів (1910—1913)

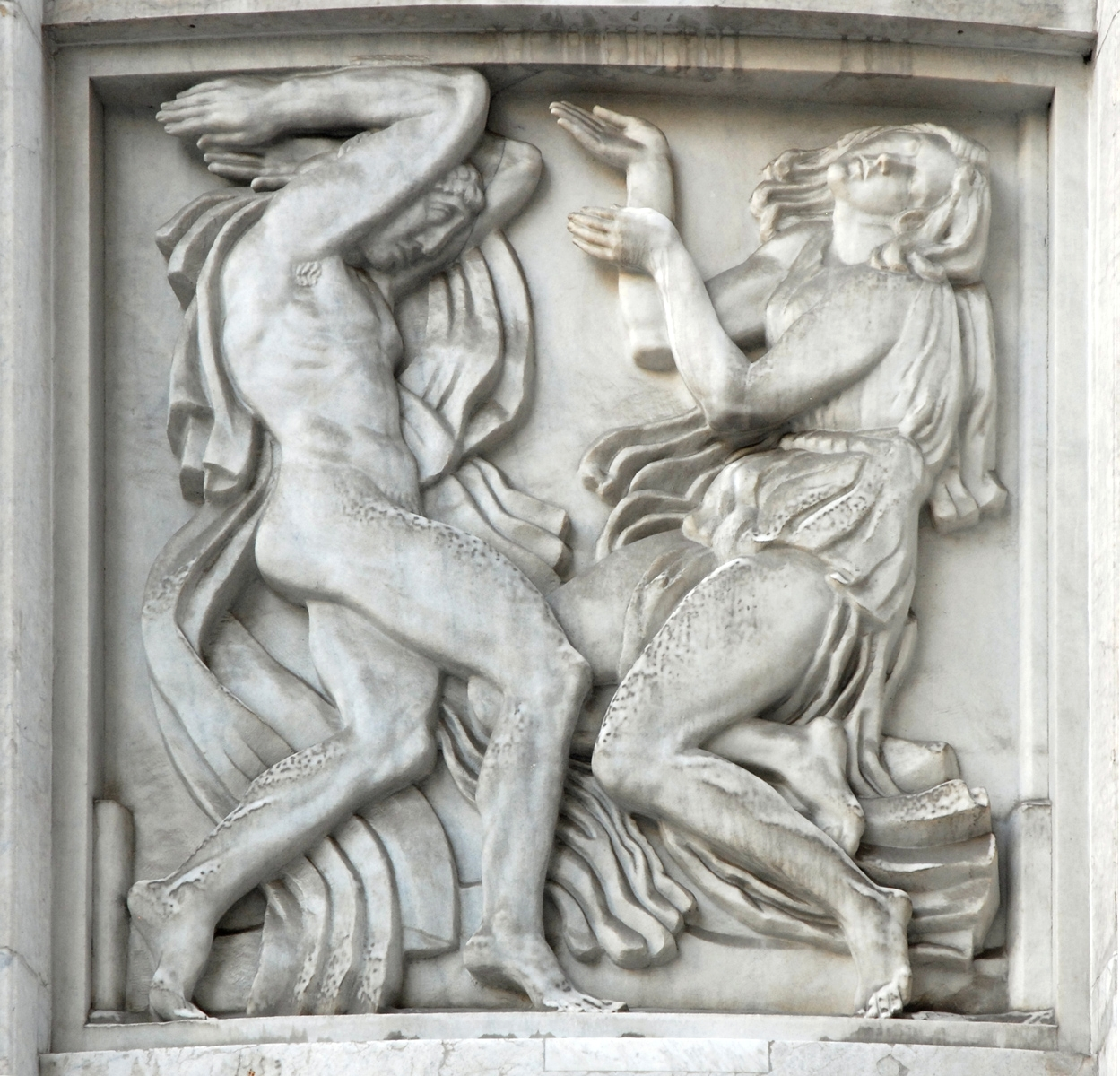
La Danse Рельєф "Танець" Антуана Бурделя на фасаді Театру Єлисейських полів (1912)
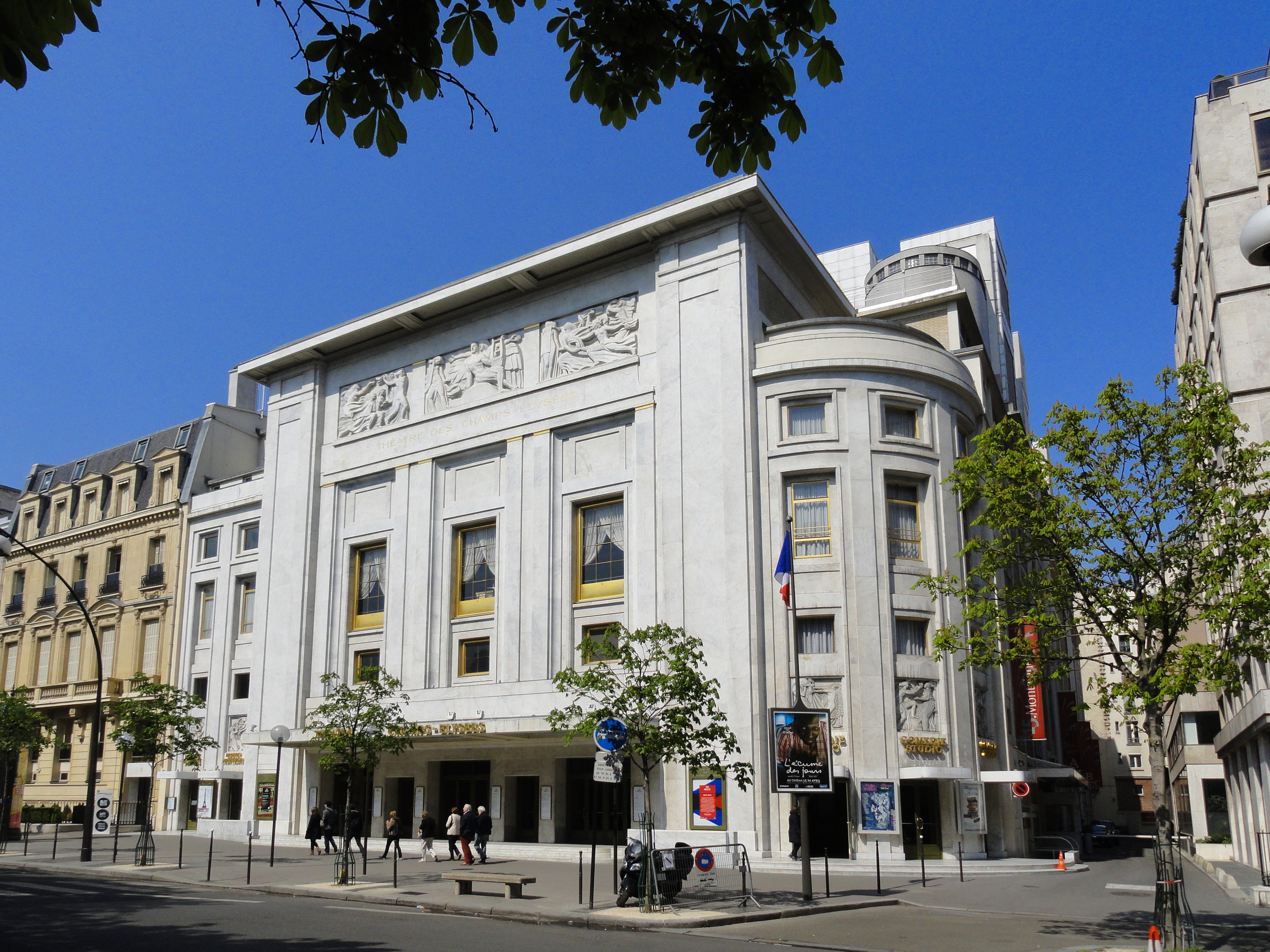
A Théâtre des Champs-Élysées Театр на Єлисейських полях, спроєктований Огюстом Перре (1910-13), Париж
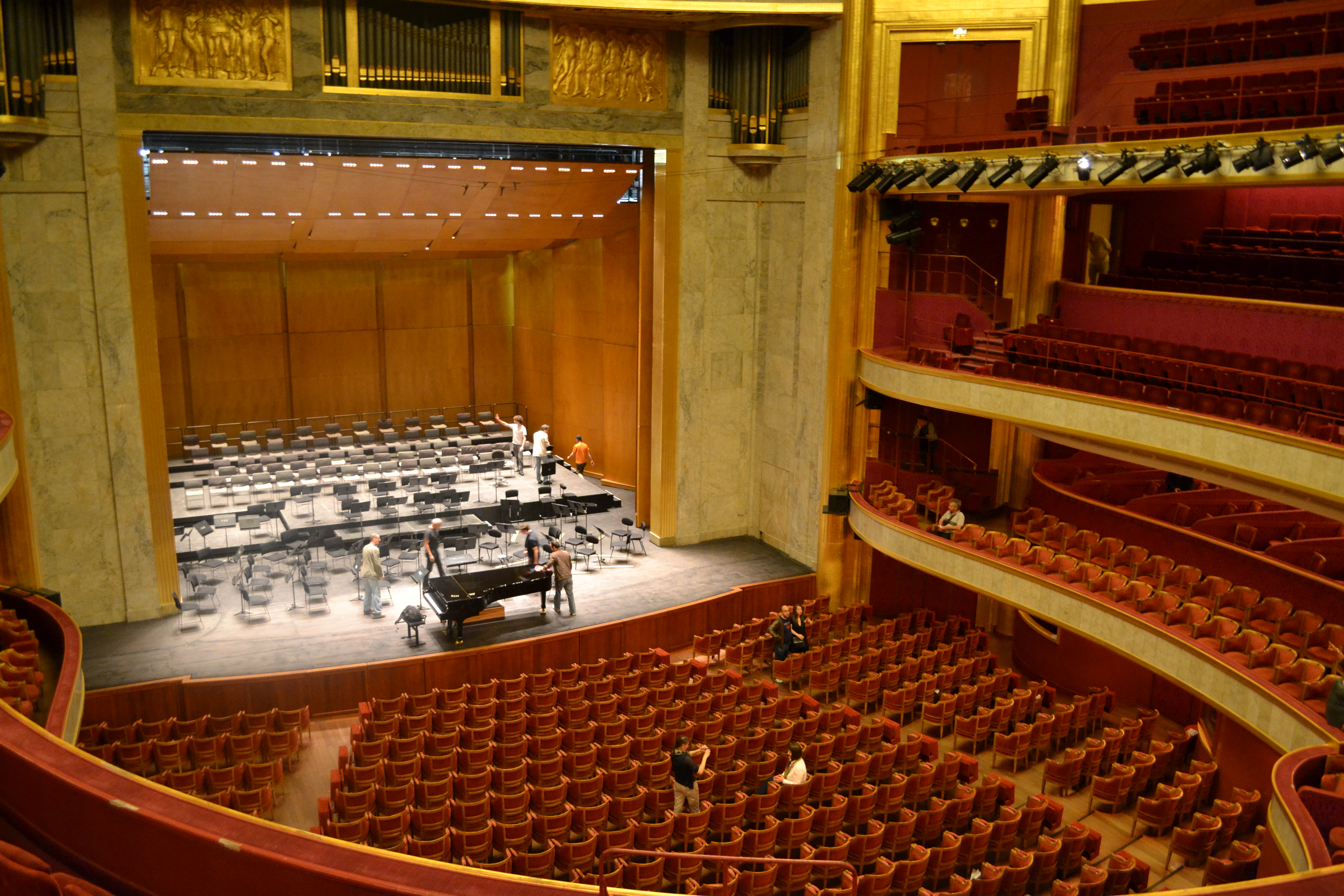
Інтер'єр Театру Єлисейських полів з рельєфами Бурделя над сценою
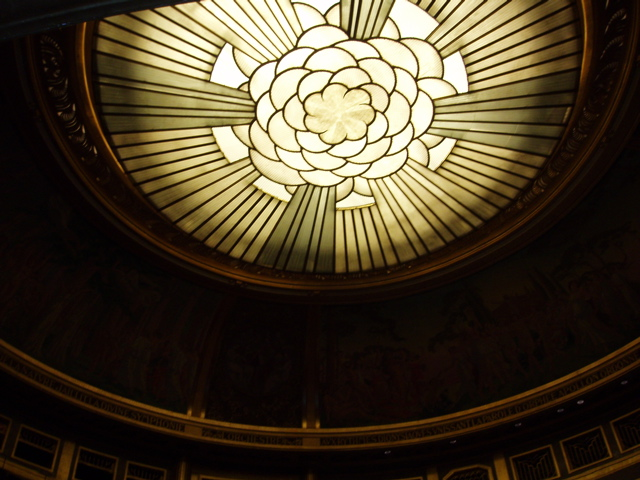
Троянда в стилі ар-деко авторства Моріса Дені на куполі театру

Побудований між 1910 і 1913 роками Театр Єлисейських полів у Парижі за проєктом Огюста Перре вважається першою пам'яткою архітектури ар-деко. До цього залізобетон використовували лише в промислових цілях або при будівництві багатоквартирних будинків — саме тут, між 1908 і 1910 роками, 21-річний Ле Корбюзьє, який також працював в архітектурній практиці Перре, познайомився із залізобетонною архітектурою. Будівля театру Перре мала просту прямокутну форму з геометричним декором, прямі лінії якого стали візитівкою майбутнього ар-деко. Інтер'єр театру також прикрашали скульптури Антуана Бурделя, картини Едуарда Вюйяра та штори Кер-Ксав'є Русселя. Театр Єлисейських полів став відомим як місце проведення прем'єр багатьох постановок «Російського балету».

#### Salon d'Automne (1912—1913)

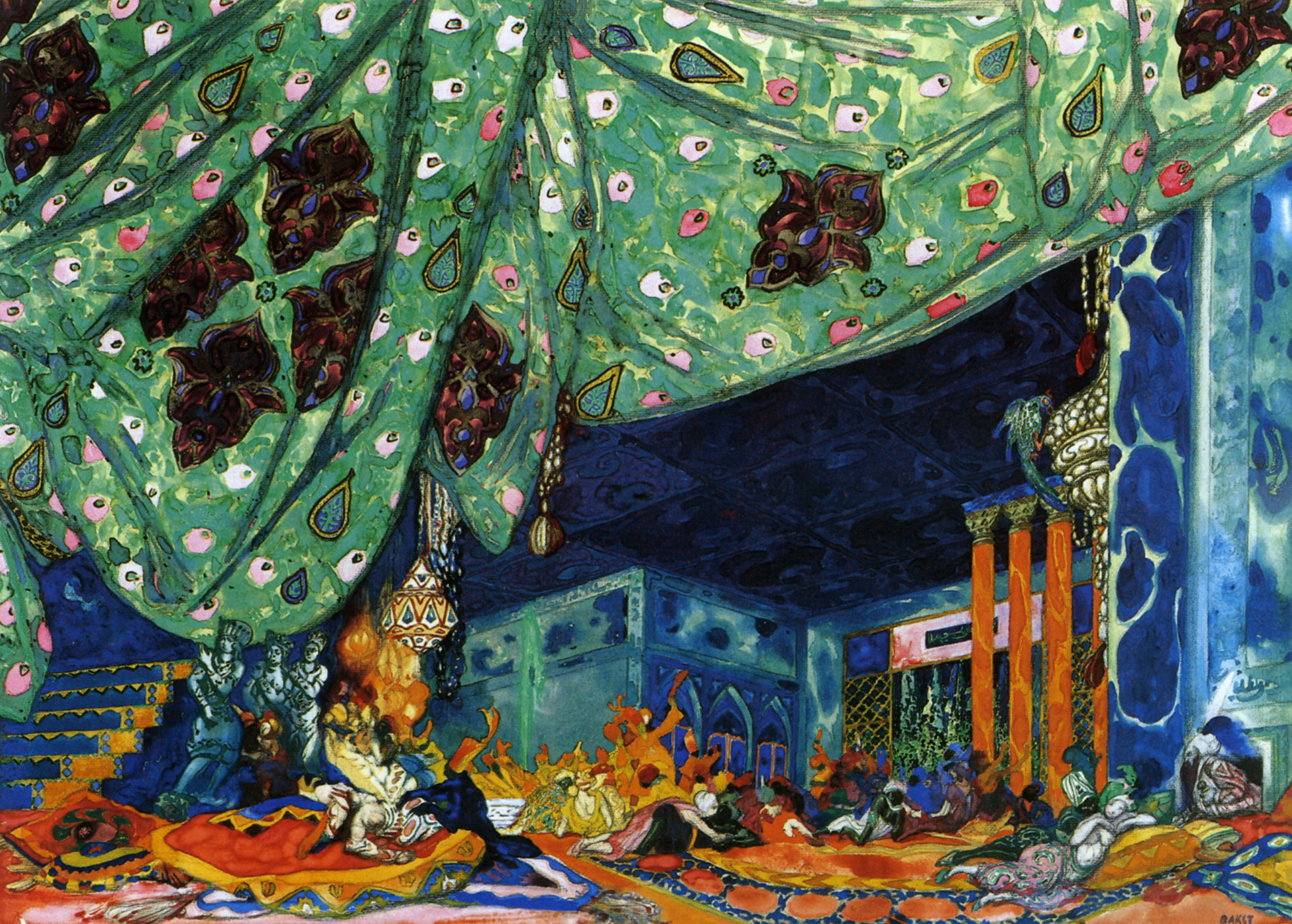
Декорації Леона Бакста до балету Римського-Корсакова "Шехеразада" (1910)
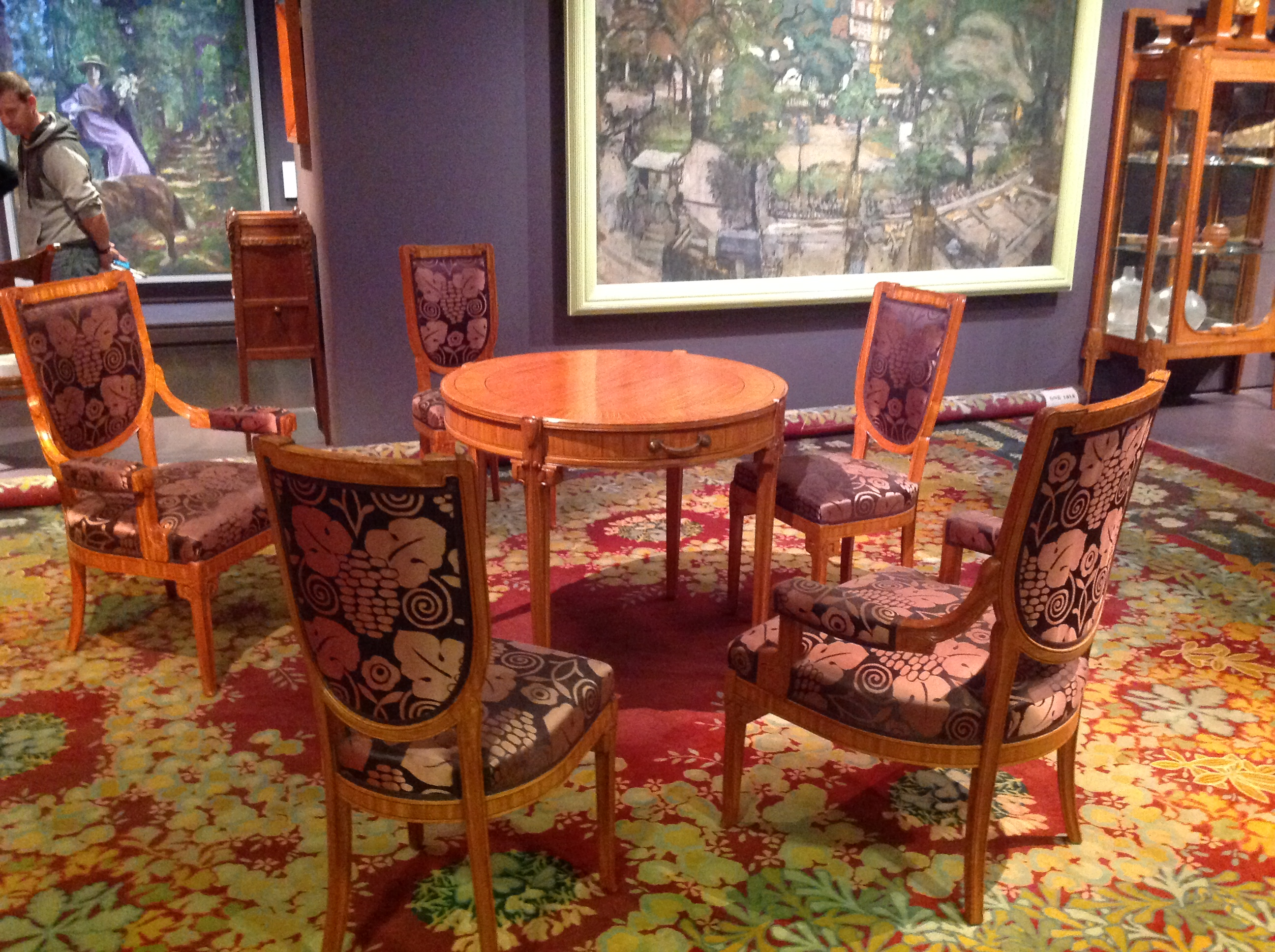
Стіл і стільці, розроблені Морісом Дюфреном і Полем Фолло (1912), (Товариство прикладного мистецтва)
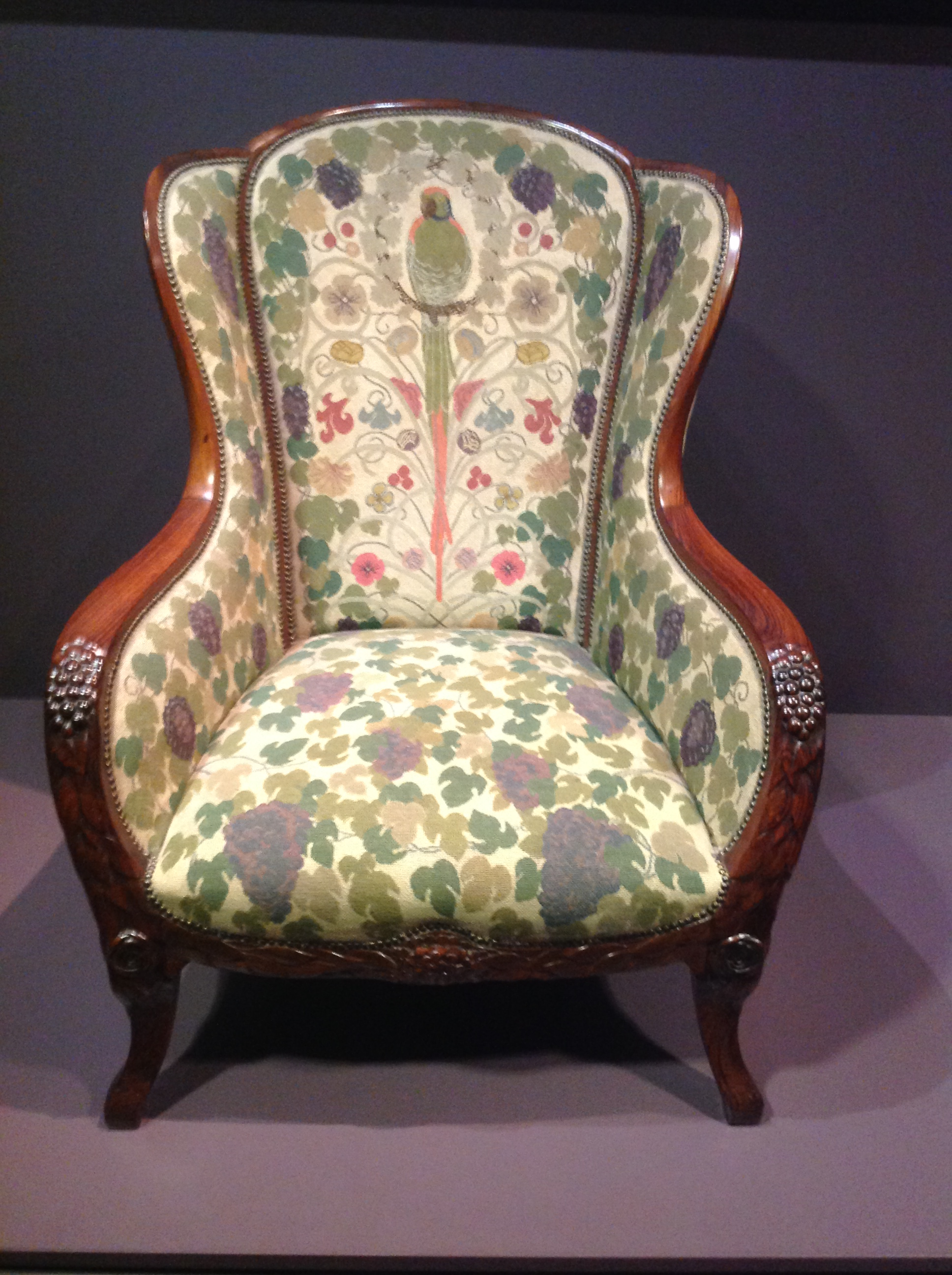
Крісло в стилі ар-деко, спроєктоване Адріаном Карбовським для Жака Дусе (1912-13)
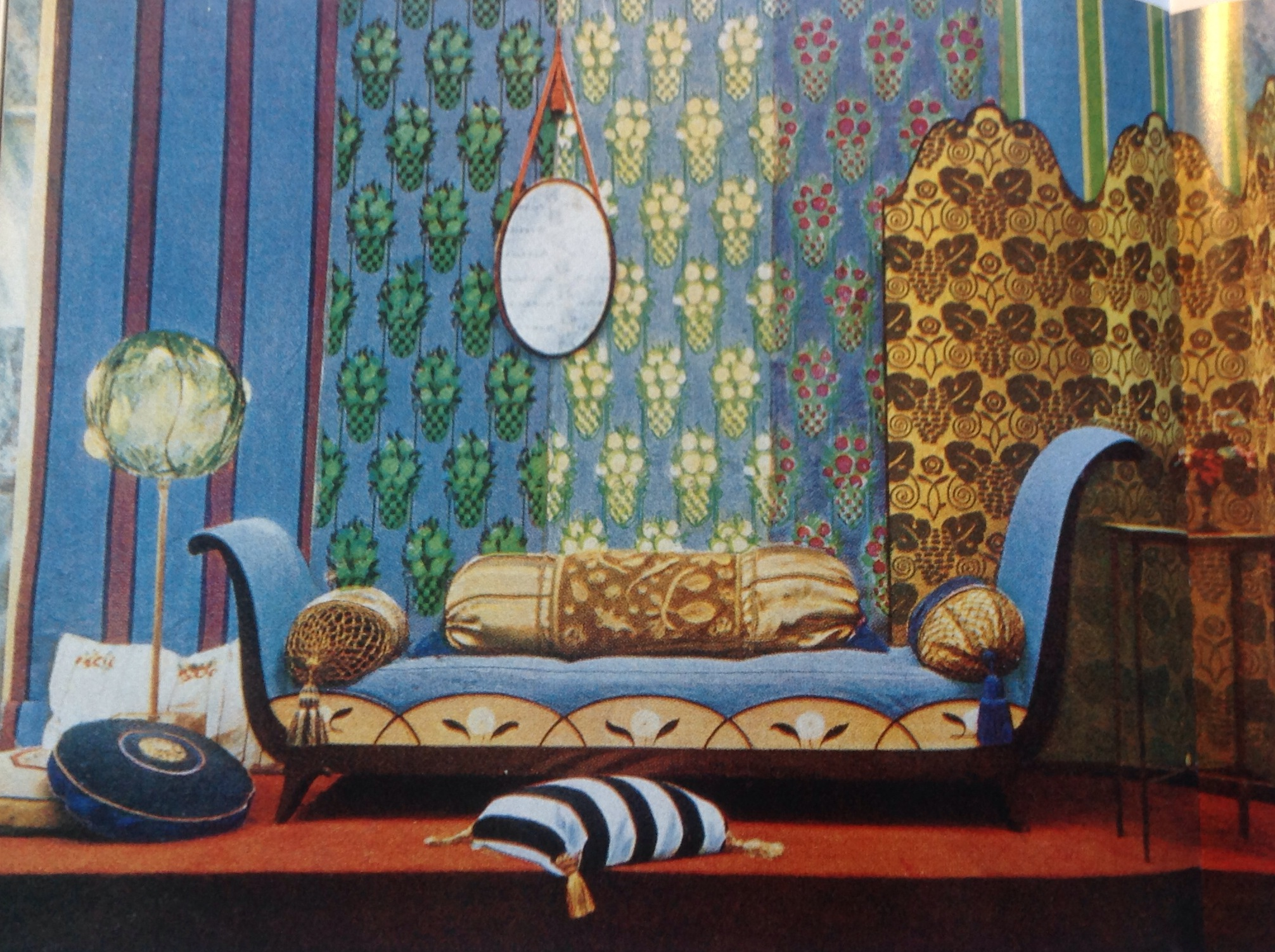
Інтер'єр раннього арт-деко в салоні "Salon d'Automne" (1913) в журналі "Art et décoration" (1914)

На етапі зародження ар-деко, між 1910 та 1914 роками, на щорічній виставці французьких художників — Salon d'Automne («Осінньому салоні») — він вибухнув яскравими, навіть контрастними кольорами та квітковими візерунками, часто на меблях, гобеленах, килимах, абажурах, шпалерах та текстильних виробах. Багато барвистих зразків, зокрема стільці та столи, розроблені Морісом Дюфреном, або яскраві гобеленові килими Поля Фолло, були виставлені в Салоні Товариства прикладних мистецтв 1912 року. У 1913 році Адрієн Карбовський представив крісло з квітковим принтом у вигляді папуги, призначене для мисливського будиночка колекціонера Жака Дусе. Луї Сюе та Андре Маре вперше виставили свої меблі на виставці 1912 року під назвою Atelier Française («Ательє Франсез»), поєднуючи барвисті тканини з екзотичними дорогими матеріалами, зокрема чорним деревом та слоновою кісткою. Після Першої світової війни їхня компанія стала однією з найважливіших французьких фірм з дизайну інтер'єру, що виготовляла меблі для салонів і кают першого класу французьких трансатлантичних океанських лайнерів. Німецькі майстри, які брали участь у виставці, неминуче здивували французів своїми меблями, призначеними для промислового виробництва, а французький ар-деко все ще застряг у секторі індивідуального замовлення.

#### Кубістичний будинок (1912)

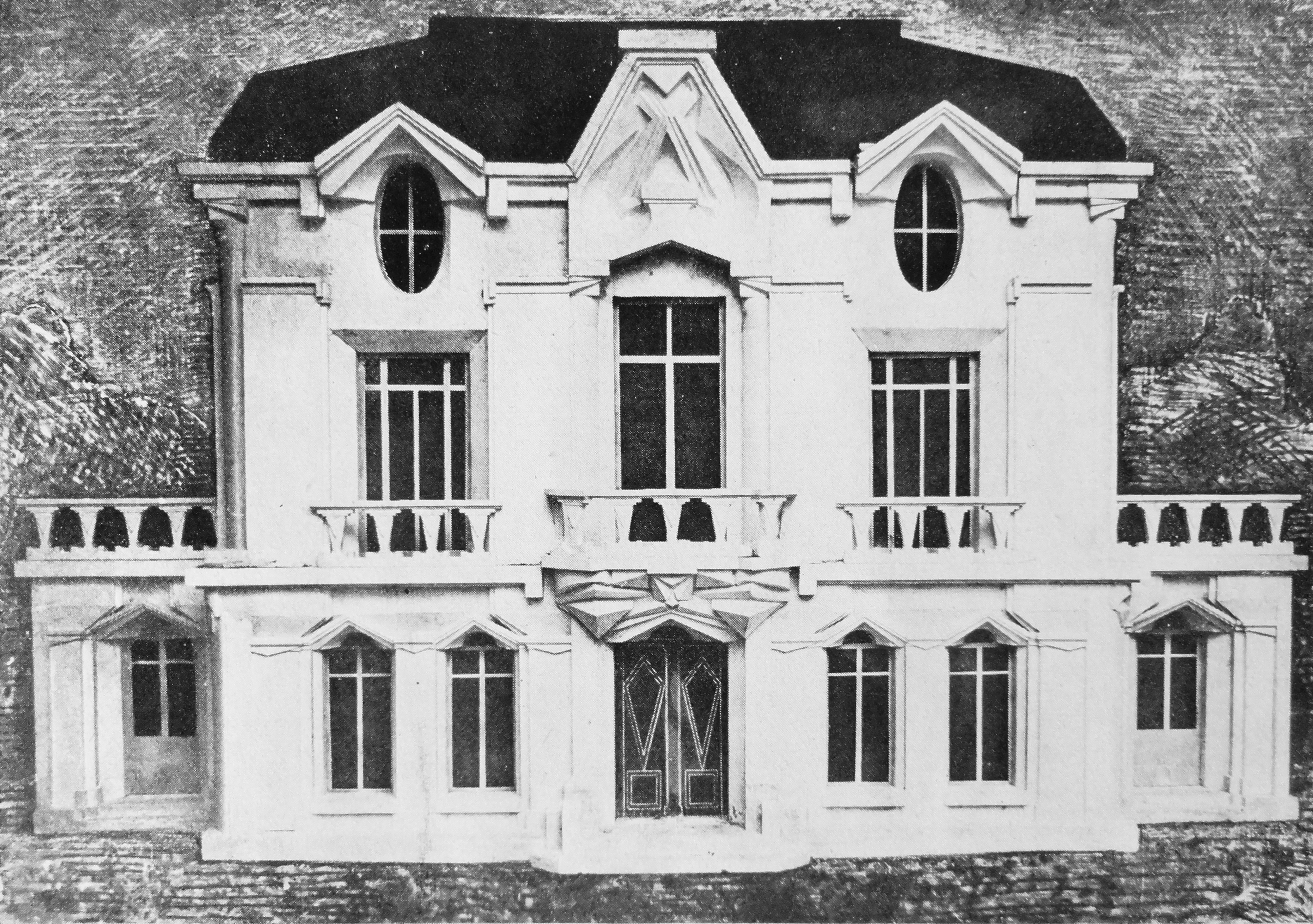
План фасаду Кубістичного будинку, Раймон Дюшан-Крістіан Війон (1912)
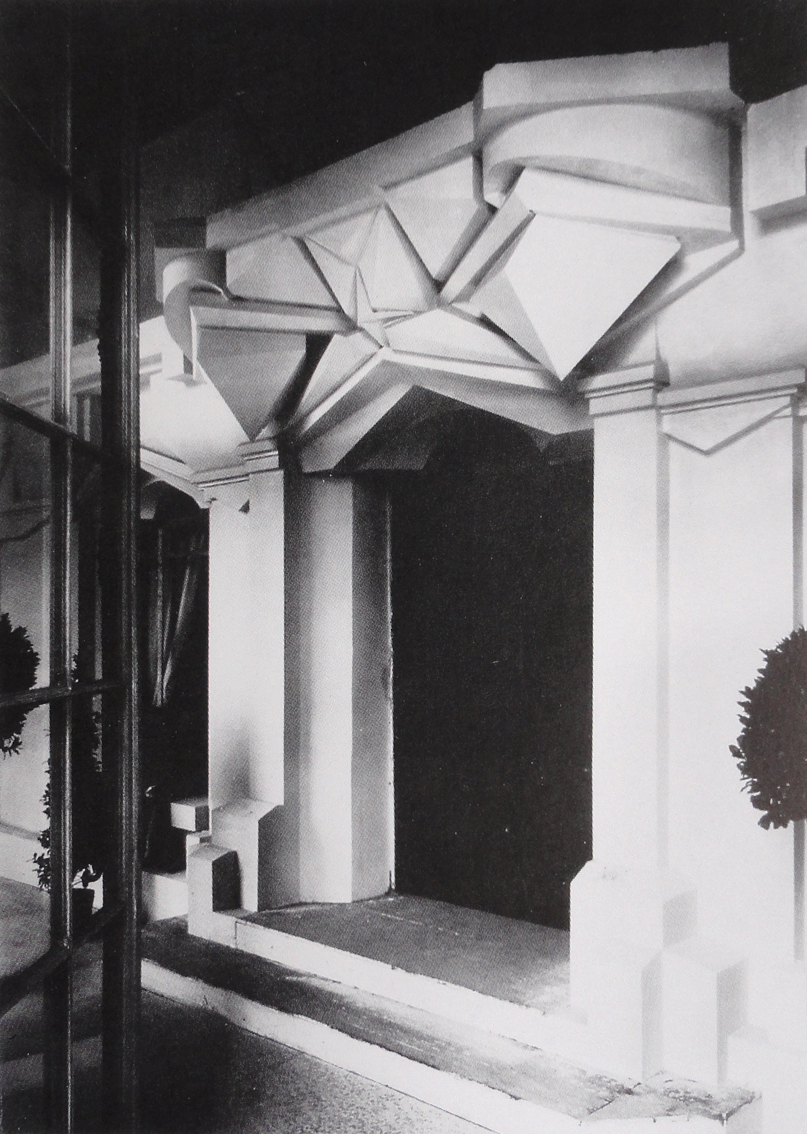
Вхід до Кубістичного будинку, (1912)
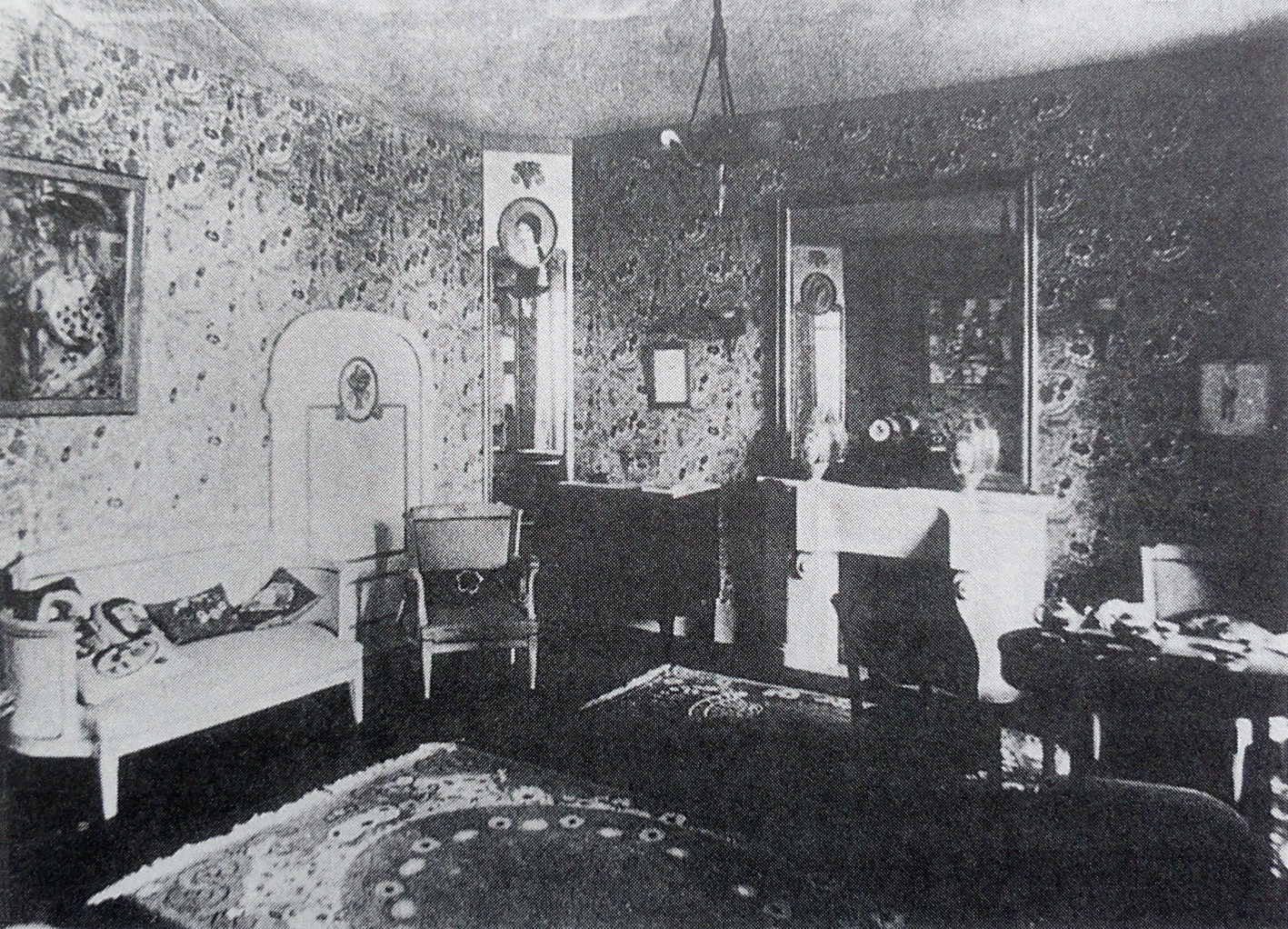
Громадянський салон, спроєктований Андре Маре, в Кубістичному будинку, на лівій стіні картина Жана Метсенже "Жінка на заході сонця" Salon d'Automne, 1912, Париж

Кубізм, що виник у Франції в 1907—1912 рр., також вплинув на розвиток Ар деко. Кубісти були зацікавлені у спрощенні форм до їхньої геометричної сутності. Роботи кубістичної групи Section d'or 1912 року були значно доступнішими для широкої аудиторії, ніж аналітичні кубістичні роботи Пабло Пікассо та Жоржа Брака. Кубістична лексика проникла в моду, дизайн меблів та інтер'єру.
Французький дизайнер садів і міст Андре Вера у своєму маніфесті «Новий стиль», опублікованому в 1912 році в журналі «L'Art décoratif», що виходив у стилі модерн, прямо відкидає форми ар-нуво. Його робота була закликом до більш простого, симетричного, впорядкованого, гармонійного напряму, риси якого, зрештою, були притаманні ар-деко; хоча з часом його стиль часто був радше витіюватим, ніж простим.
У секції декоративно-прикладного мистецтва Осіннього салону 1912 року була представлена архітектурна інсталяція «Кубістичний будинок». Фасад спроєктував Раймон Дюшан-Війон, а інтер'єр розробив Луї Сюе з фірми Андре Маре «Atlelier Français».
У мебльованій інсталяції Кубістичного будинку тисячі глядачів змогли побачити повномасштабну модель, що включала сходи з кованими перилами, спальню, вітальню — Громадянський салон — з картинами Альбера Глейзеса, Жана Метсенже, Марі Лорансена, Марселя Дюшана, Фернана Леже та Роже де Ла Френе на стіна.
Дизайн фасаду Дюшан-Війон не був надто радикальним, як і інтер'єр: стільці та дивани нагадували епоху Людовика XVI, але мали більш кутасту форму, притаманну кубізму, а кубістичні елементи в більшій мірі були представлені картинами. Згодом архітектурна інсталяція експонувалася на Американській виставці сучасного мистецтва (Armory Show) 1913 року в Нью-Йорку, Чикаго та Бостоні.
Хоча ар-деко розгалужувався на кілька напрямків, вплив кубізму продовжував існувати і всередині ар-деко. Одним із прикладів цього є будинок-студія 1927 року в Неї-сюр-Сен, побудований на замовлення французького модельєра і колекціонера Жака Дусе, в оформленні якого брали участь кілька художників-кубістів, зокрема Йожеф Чакі, який спроєктував сходи, Жак Ліпшиц, Луї Маркуссі, Анрі Лоран та ще один угорський художник, Густав Міклош.

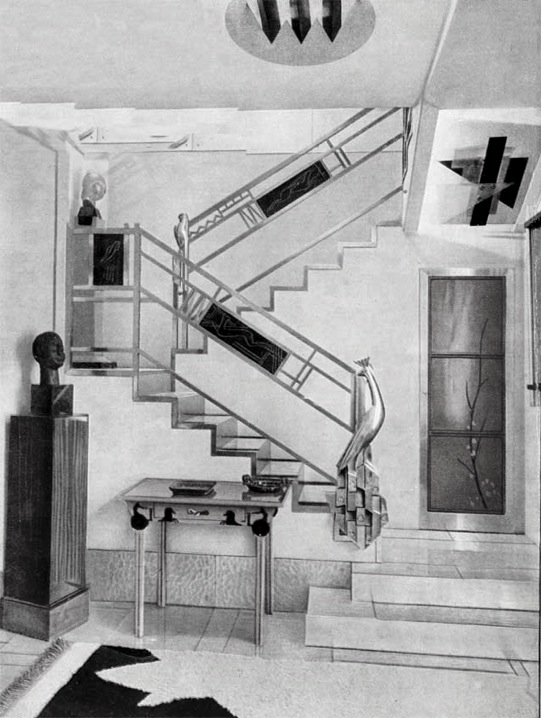
Кубістичні сходи за проєктом Йожефа Чакі в маєтку французького модельєра і колекціонера Жака Дусе, інтер'єр в якому став ключовим в історії ар-деко

### Впливи

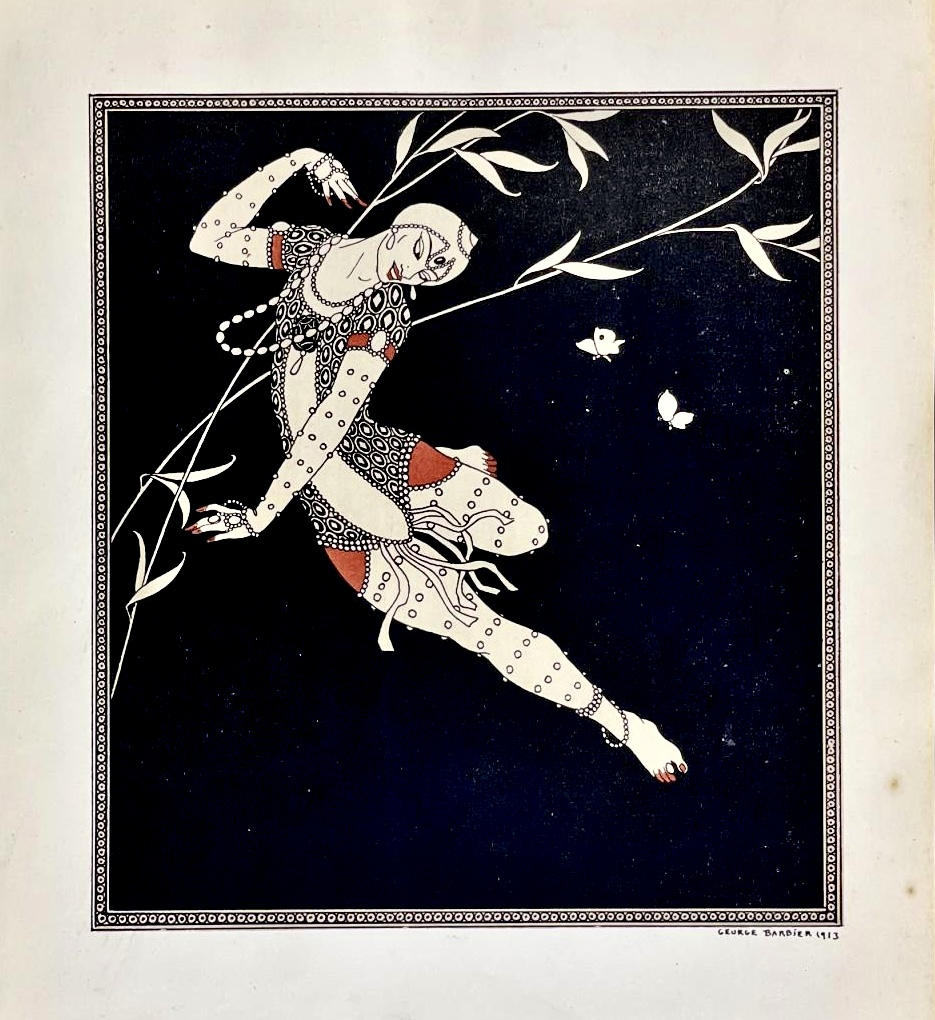
Екзотика російського балету справила сильний вплив і на ранній арт-деко. Малюнок Ніжинського, виконаний Жоржем Барб'є 1913 року
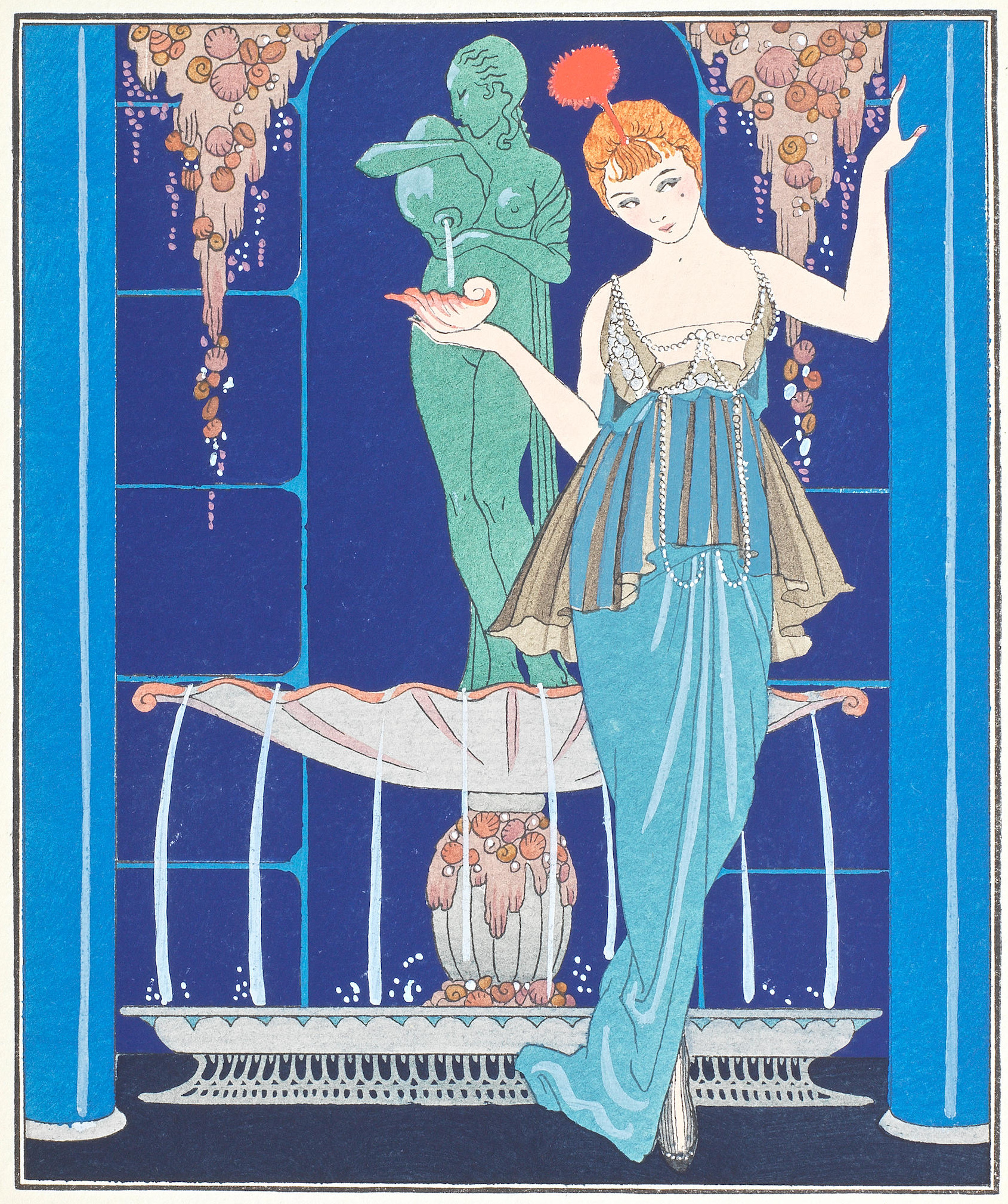
Ілюстрація Жоржа Барб'є на основі сукні, розробленої Жанною Пакен (1914 р.). Ранній ар-деко характеризується стилізованими квітковими мотивами та яскравими кольорами
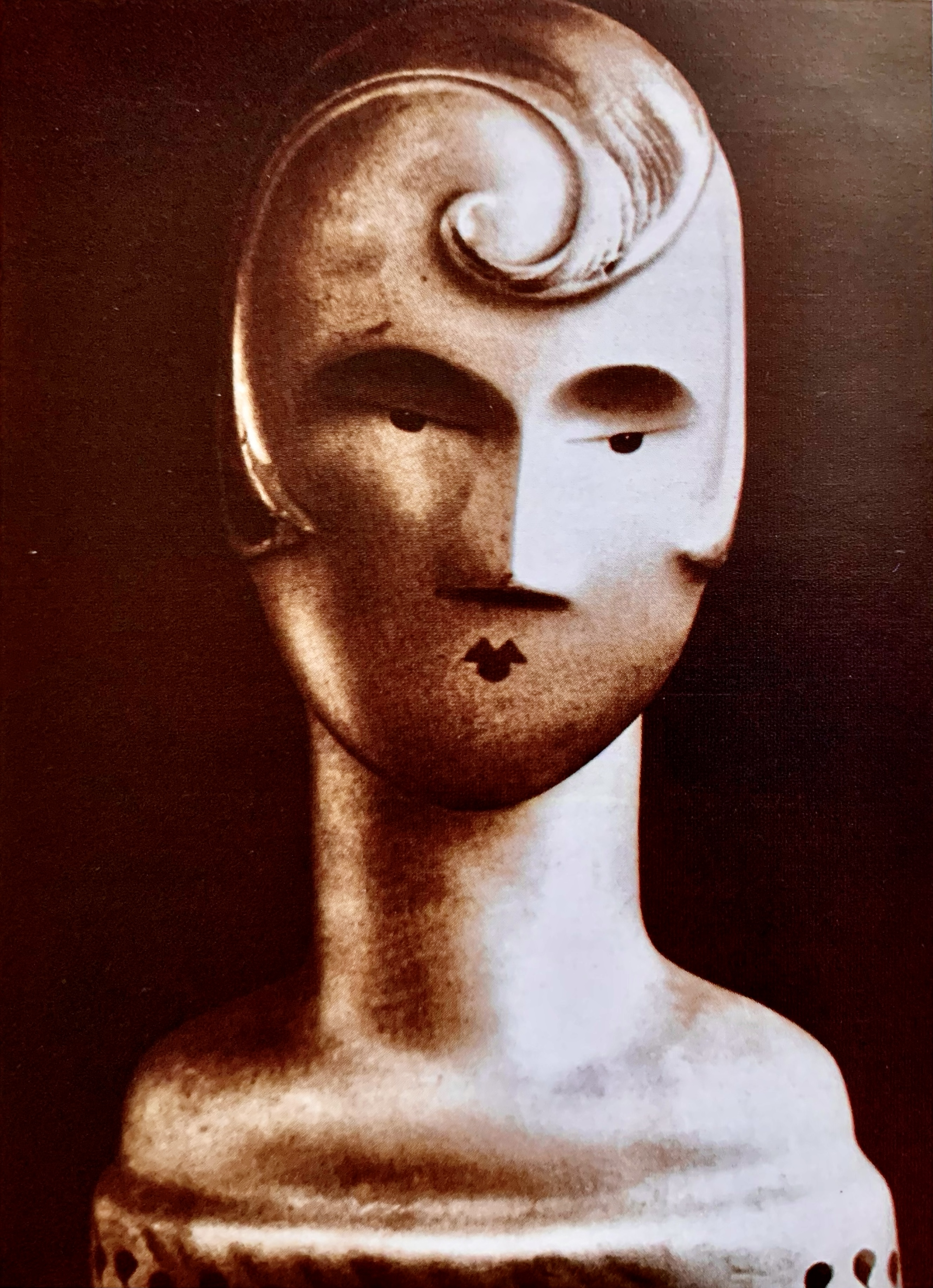
Погруддя із пап'є-маше для вітрини крамниці анонімного бельгійського художника (бл. 1920 р.), приватна колекція, Кельн. Як і у випадку з багатьма скульптурами ар-деко, цей бюст помітно запозичує геометричну чистоту робіт Константіна Бранкузі, таких як "Спляча муза", але додає ще кілька деталей
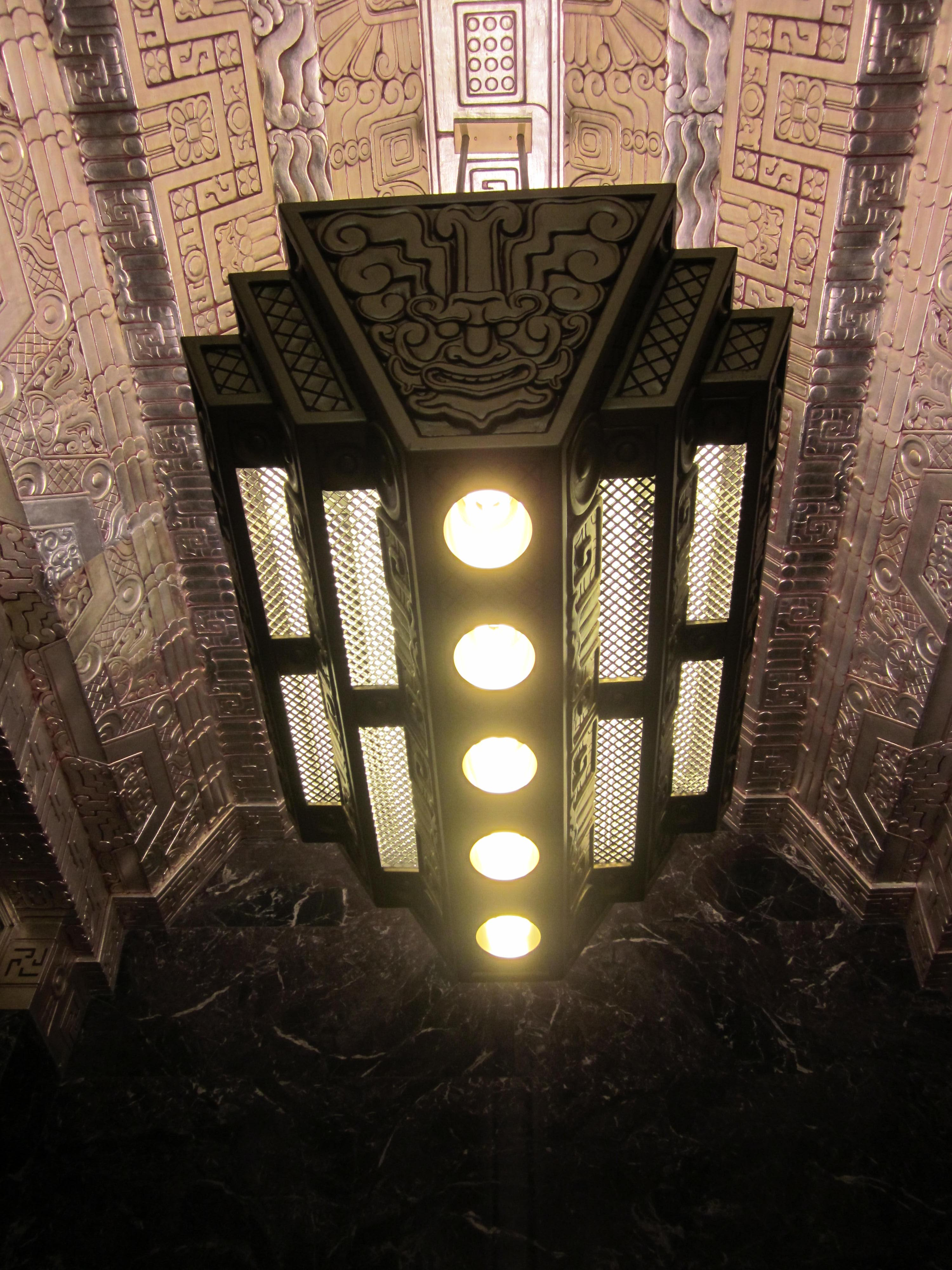
Стеля Тімоті Пфлюгера в стилі майя у вестибюлі будівлі (1929)
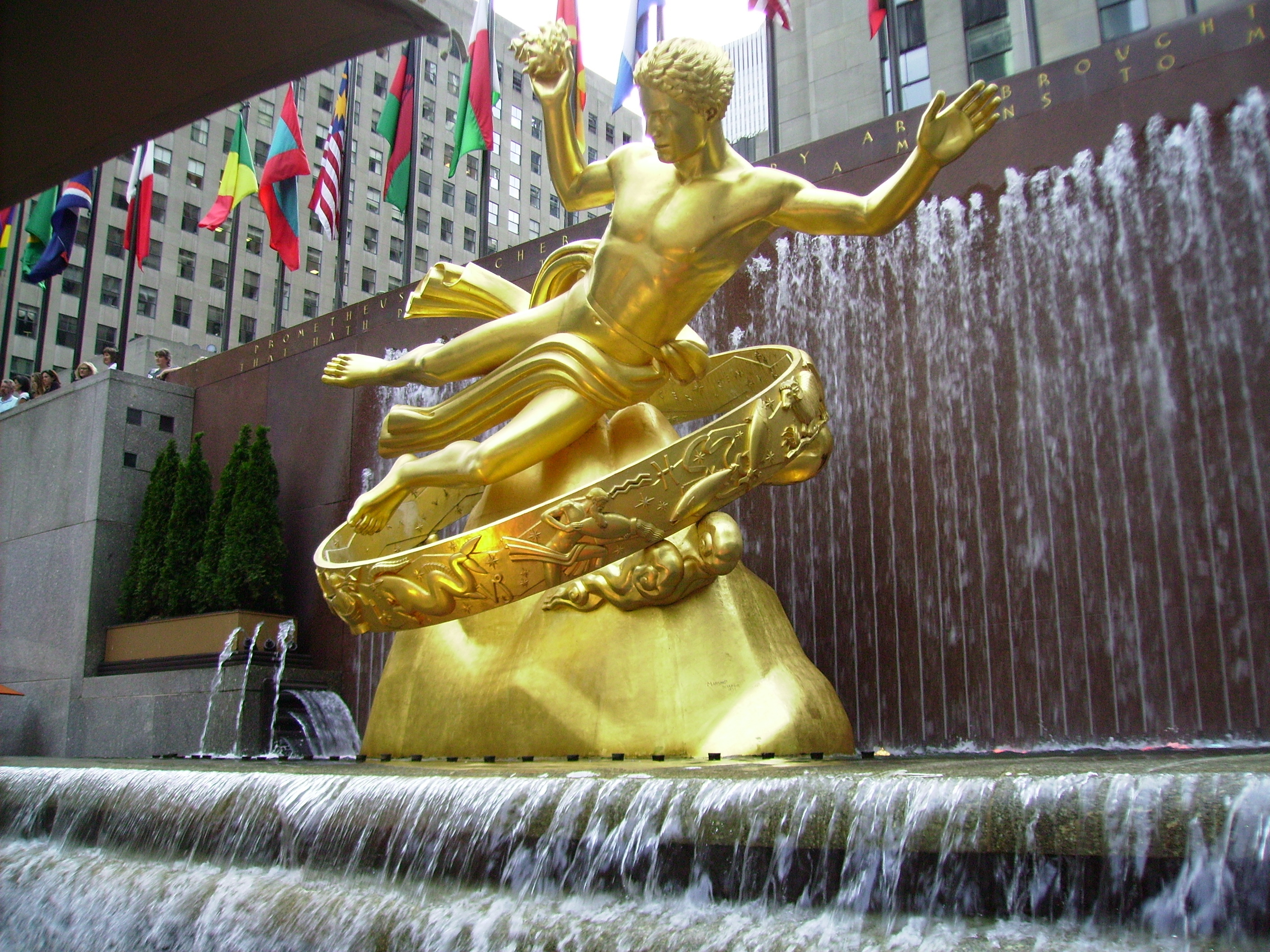
Бронзова скульптура Пола Меншипа "Прометей" у Рокфеллерівському центрі, приклад стилізованого сприйняття класичних впливів (1934)
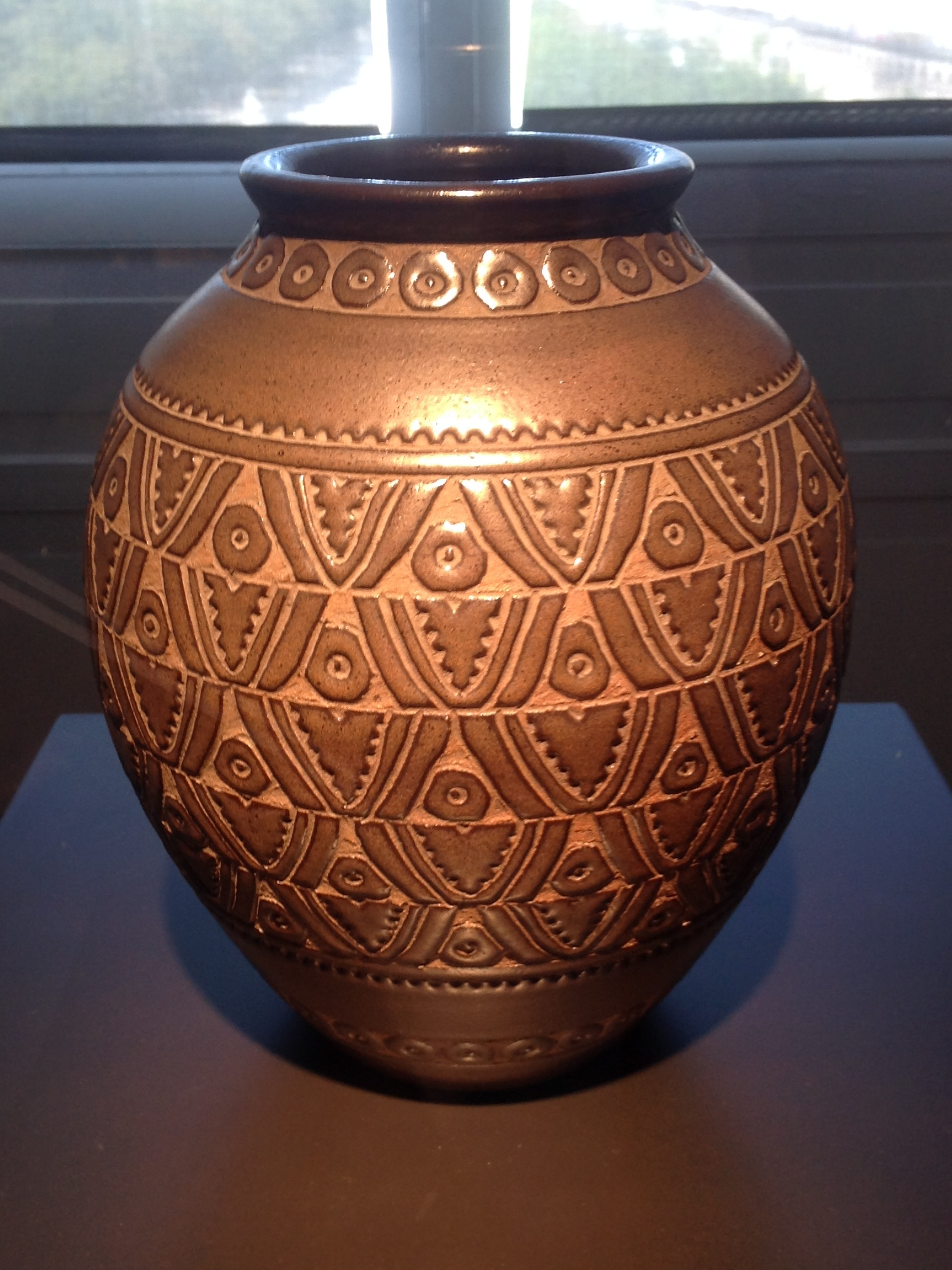
Керамічна ваза з мотивами африканської дерев'яної скульптури Еміль Ленобль, Музей декоративного мистецтва, Париж (1937)

Ар-деко насправді не був єдиним напрямом, а скоріше сукупністю різних, іноді суперечливих стилів. В архітектурі його можна розглядати як тенденцію, що слідувала за модерном, який процвітав у Європі з 1895 року, та історичною архітектурою, і протистояла їм. У своїй праці «Композиція прямокутних елементів» Ежен Грассе детально проаналізував можливості геометричних елементів, як з точки зору форми, так і мотивних варіацій в орнаментиці, водночас відійшовши від популярної до того часу французької архітектури модерну, головним представником якої був Гектор Гімар. Грассе підкреслював, що прості геометричні форми, такі як трикутник або квадрат, є важливими елементами композиційної техніки. Залізобетонні будівлі двох французьких архітекторів, Огюста Перре та Анрі Соважа, і перша будівля в стилі ар-деко — Театр на Єлисейських полях, поклали початок новому стилістичному напряму в архітектурі, чия нова формальна конструкція була наслідувана у багатьох частинах світу.
У сфері декоративного мистецтва ар-деко запозичив елементи з багатьох різних стилів. Так, на нього вплинула екзотика мистецтва премодерну з усього світу, включаючи стародавнє мистецтво Близького Сходу, далекосхідне мистецтво, японізм, вплив Китаю, племінне африканське мистецтво та культури корінних американців, твори яких були виставлені у французьких музеях. Але на нього також вплинули знахідки, виявлены під час археологічних розкопок, зокрема з Помпей, Трої та гробниці Тутанхамона в 1922 році. Митці ар-деко поєднали давньоєгипетські, месопотамські, грецькі, латиноамериканські та океанічні впливи з елементами індустріальної епохи.
Він також увібрав у себе стилістичні риси інших течій: російського конструктивізму, італійського футуризму, а також орфізму, функціоналізму та модернізму. Яскраві, контрастні кольори були запозичені з фовізму і з'явилися на текстилі, шпалерах та розписній кераміці в стилі ар-деко під впливом Анрі Матісса та Андре Дерена. Геометричні лінії, зигзаги і навіть квіткові візерунки стали модними декоративними елементами цього періоду. Починаючи з 1925 року, поява нових технологічних пристроїв — океанських лайнерів, автомобілів, літаків — і пристрасний інтерес до них — також сформували нові стилістичні риси, які приблизно до 1930 року породили новий обтічний стиль — стрімлайн-модерн.

### Стиль розкоші і сучасності

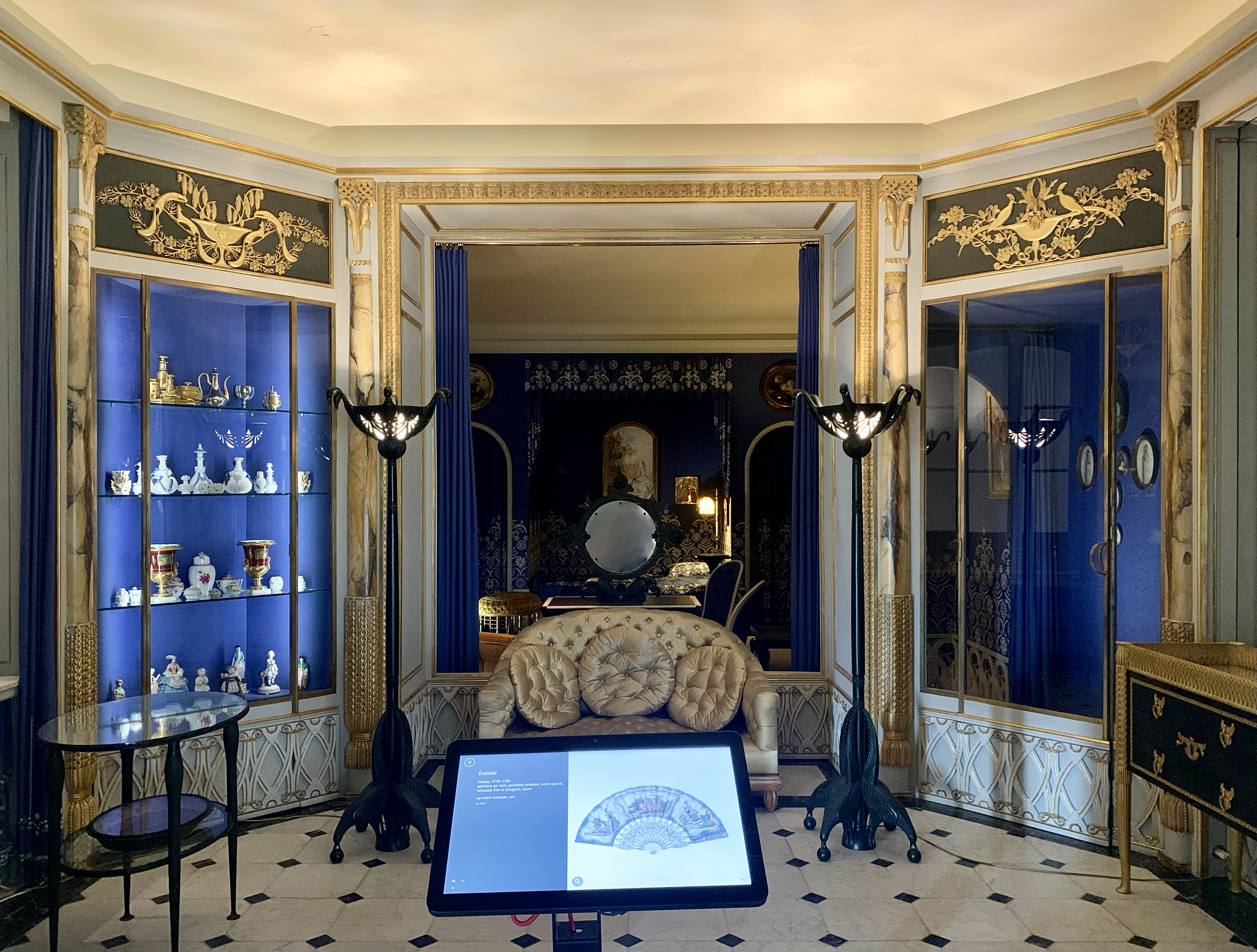
Будуар модельєра Жанни Ланвен (1922-25), Музей декоративного мистецтва, Париж
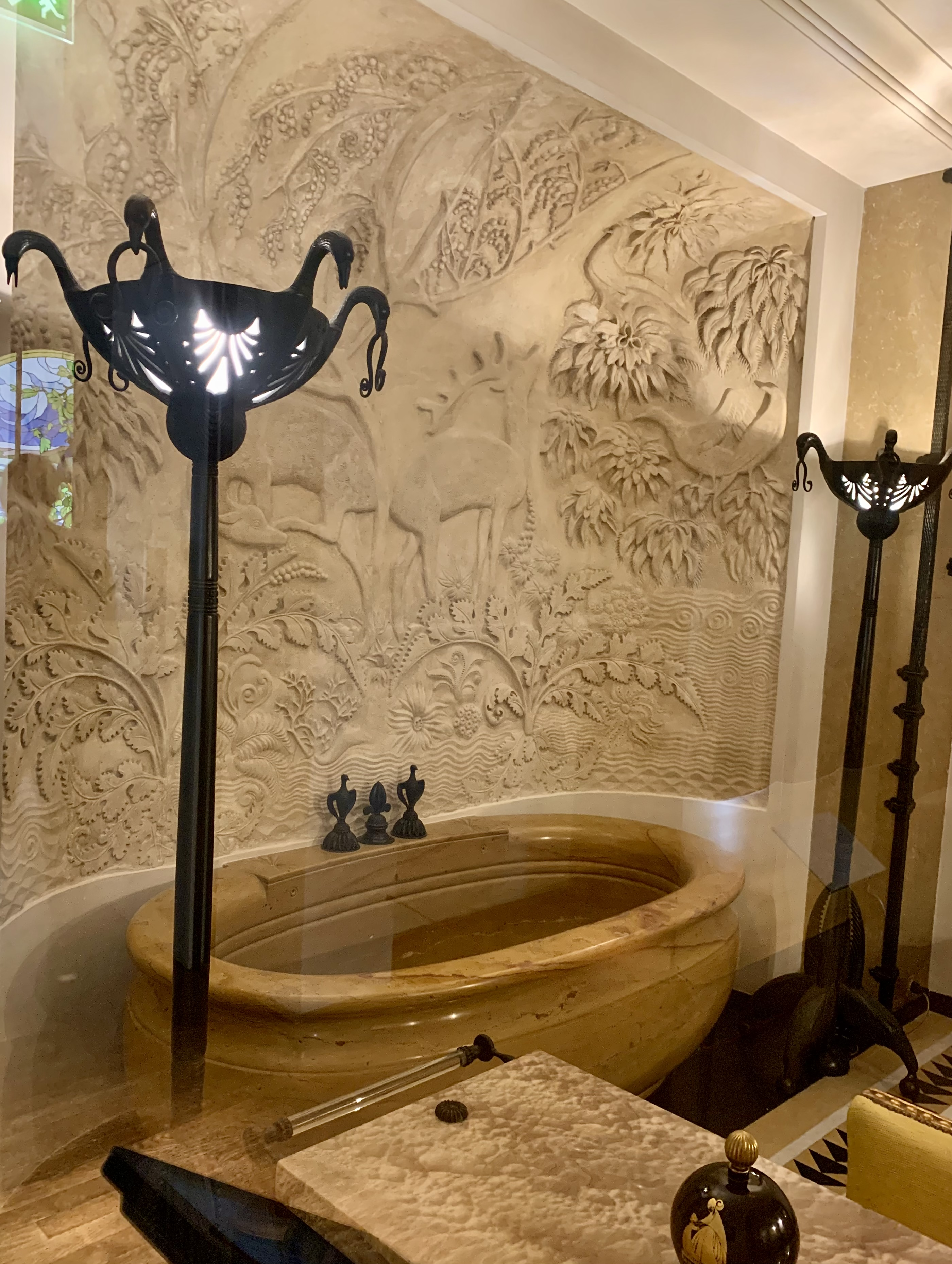
Ванна кімната Жанни Ланвен, мармур, оздоблення різьбленою ліпниною та бронзою (1922-25)
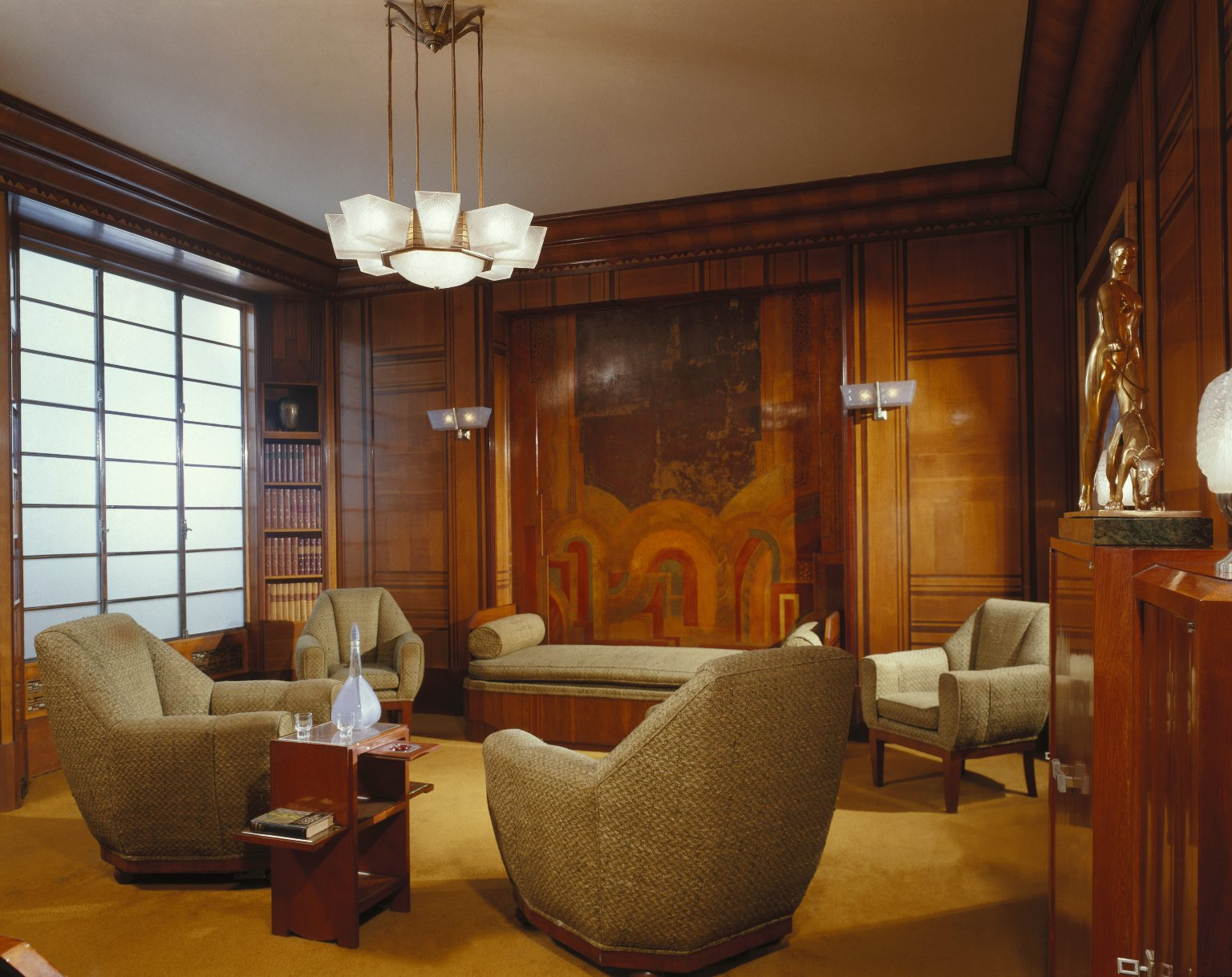
Салон, спроєктований паризькою дизайнерською фірмою Alavoine (1928-30), Бруклінський музей
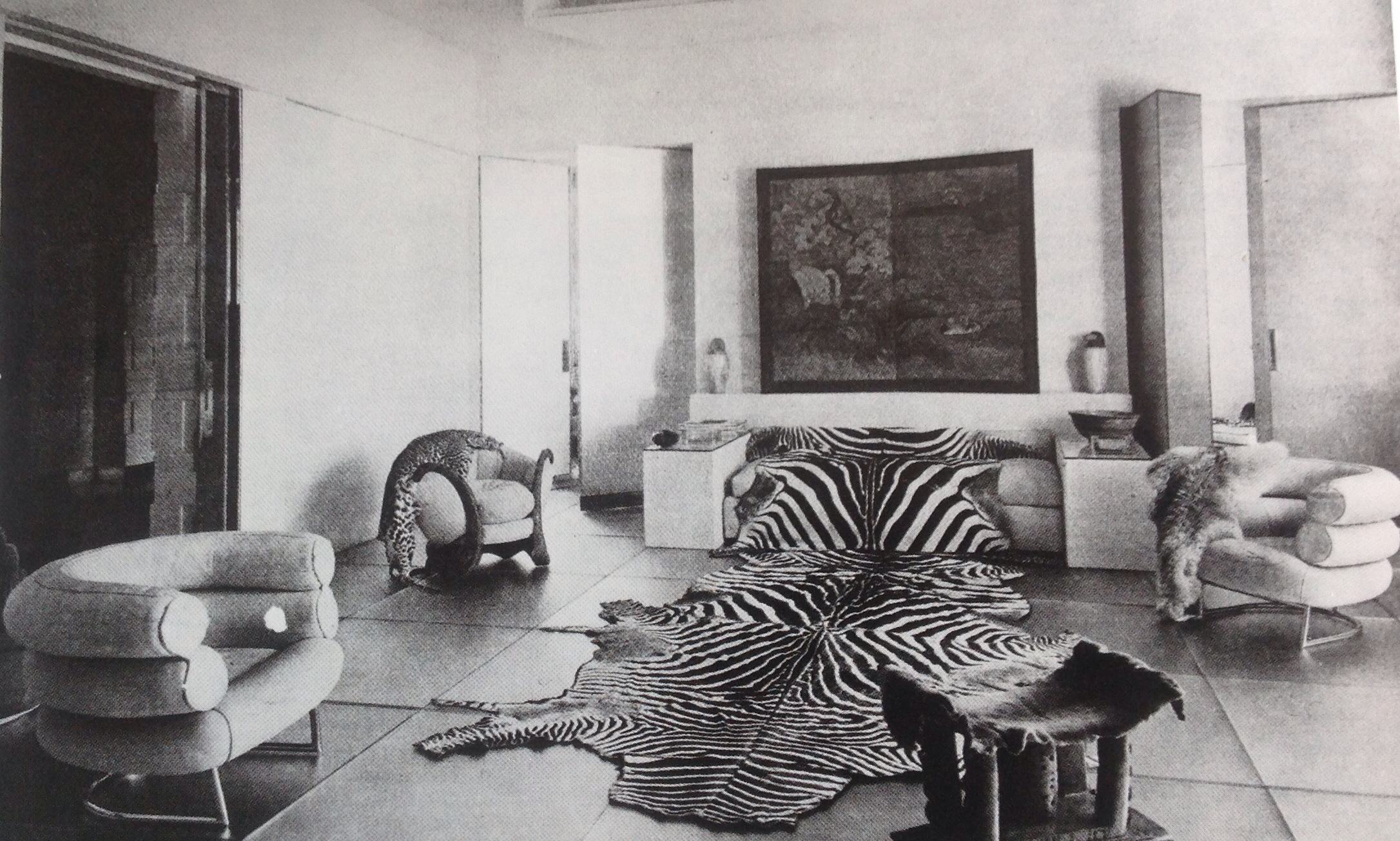
Скляний салон (Le salon de verre) за проєктом Поля Руо, 1922 рік, Париж, вулиця Лота, 9

Ар-деко асоціювався з розкішшю та сучасністю, характеризувався дорогими матеріалами, досконалим виконанням та сучасними формами. Меблі в стилі ар-деко оздоблювали навіть слоновою кісткою та сріблом, ювелірні прикраси поєднували з діамантами та платиною. Першокласні каюти на океанських лайнерах, потяги класу люкс та інтер'єри хмарочосів — були оформлені в стилі ар-деко. Пізніше, після Великої депресії, стиль дещо спростився, але все ще залишався екстравагантним, прикладом чого є Скляний салон, спроєктований дизайнером інтер'єрів Полом Руудом у 1932 році.

### Всесвітня виставка в Парижі 1925 року

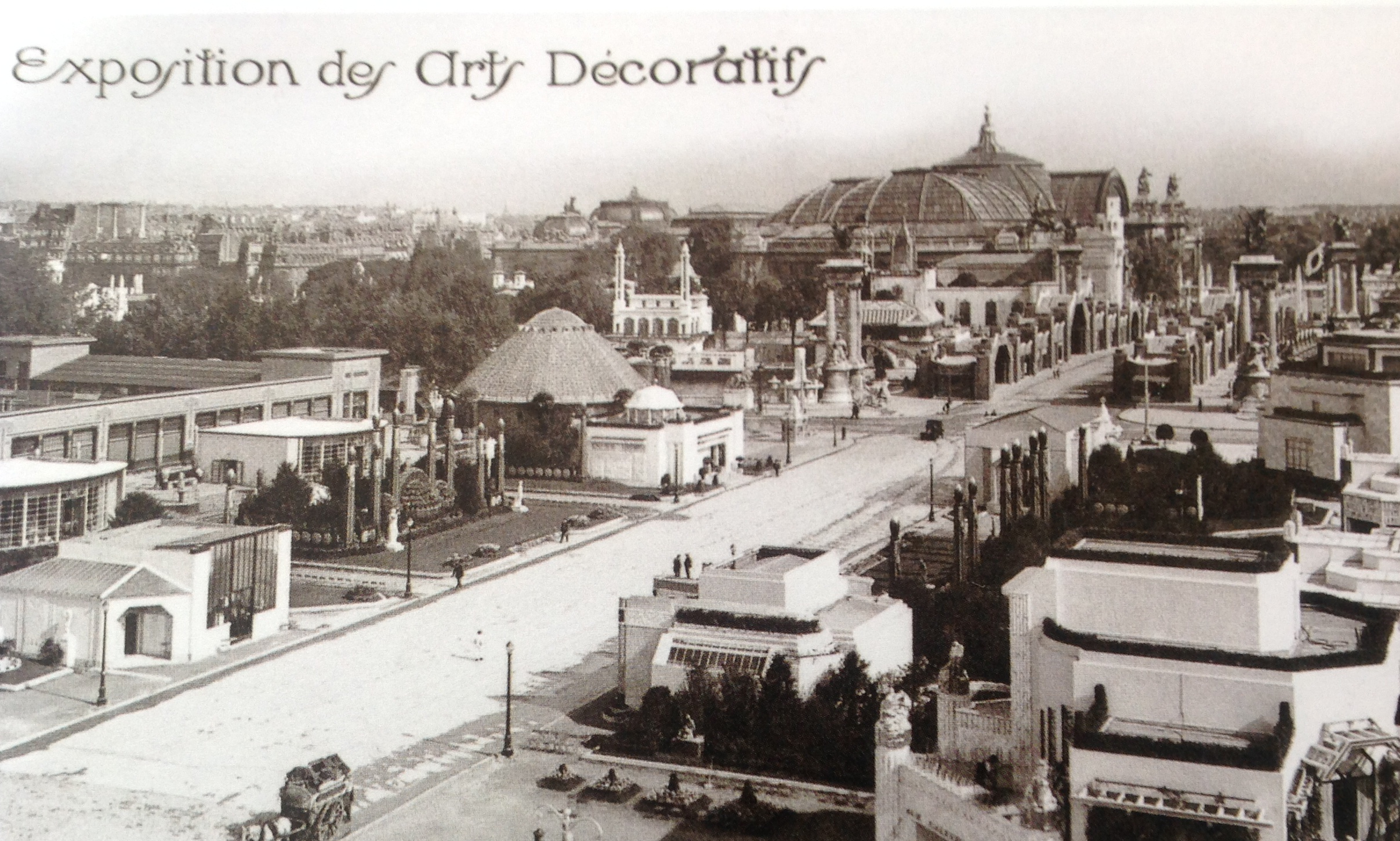
Листівка з виставки (1925)
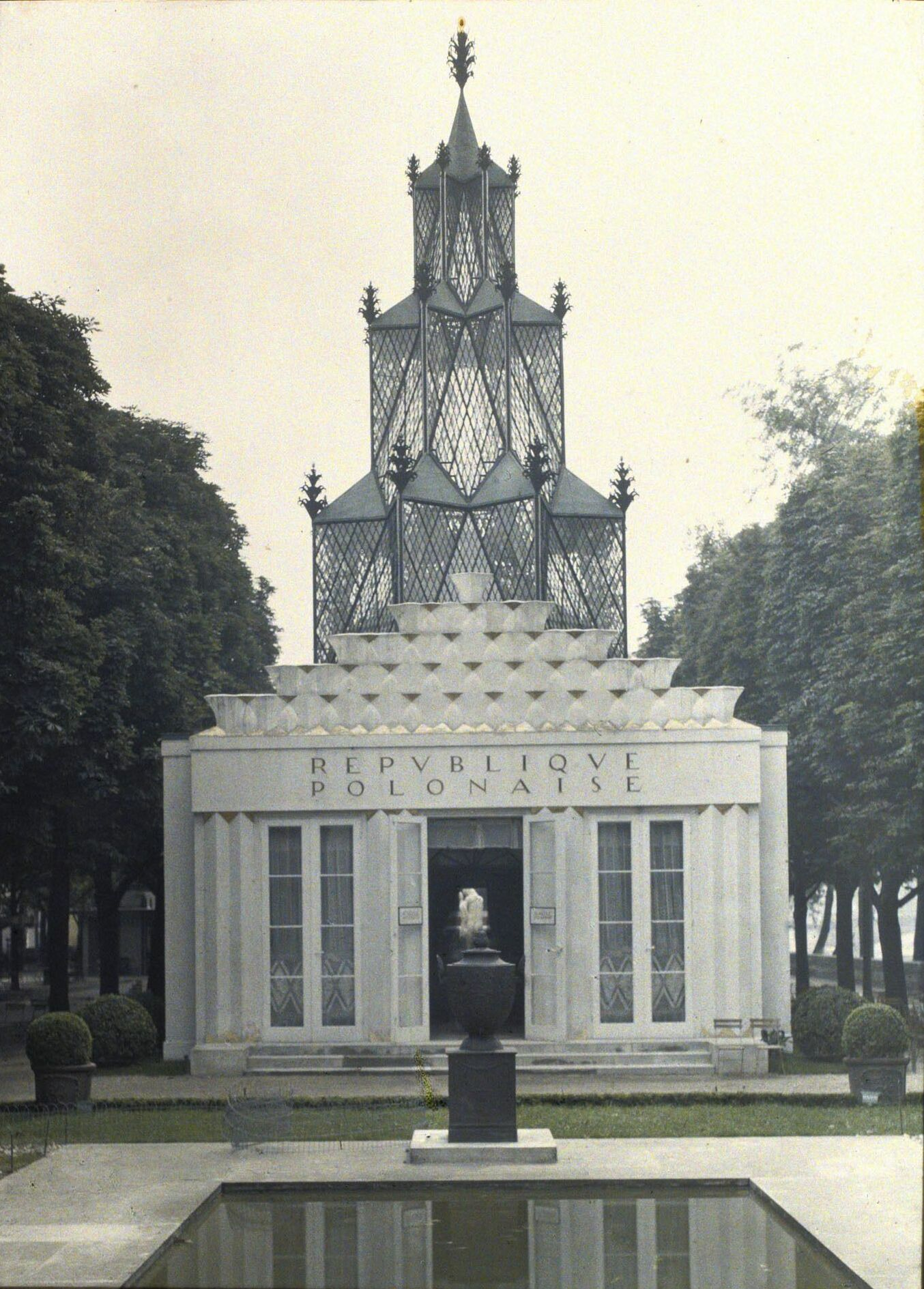
Польський павільйон у Парижі (1925)
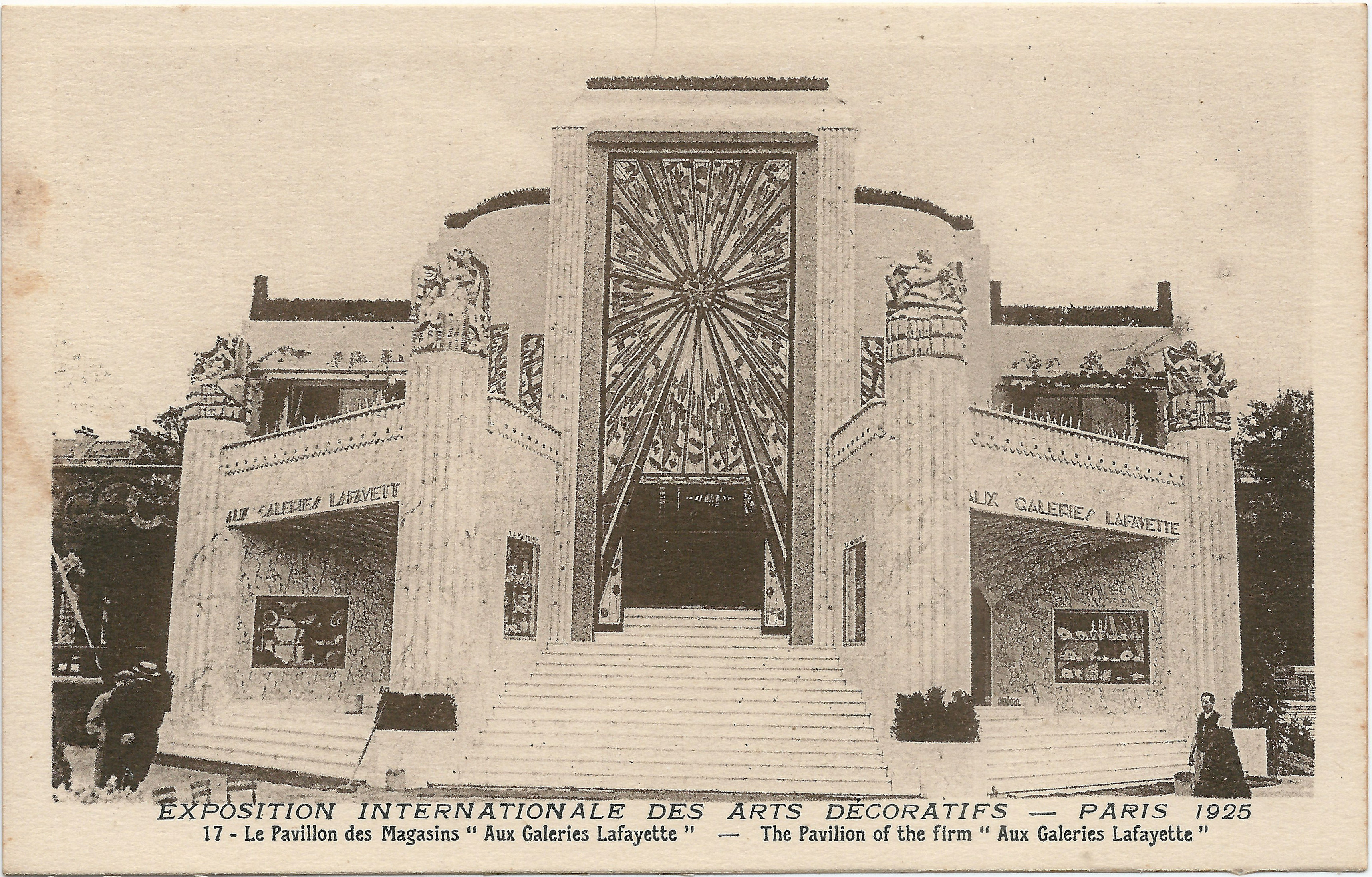
Павільйон універмагу "Лафайєт", 1925 рік
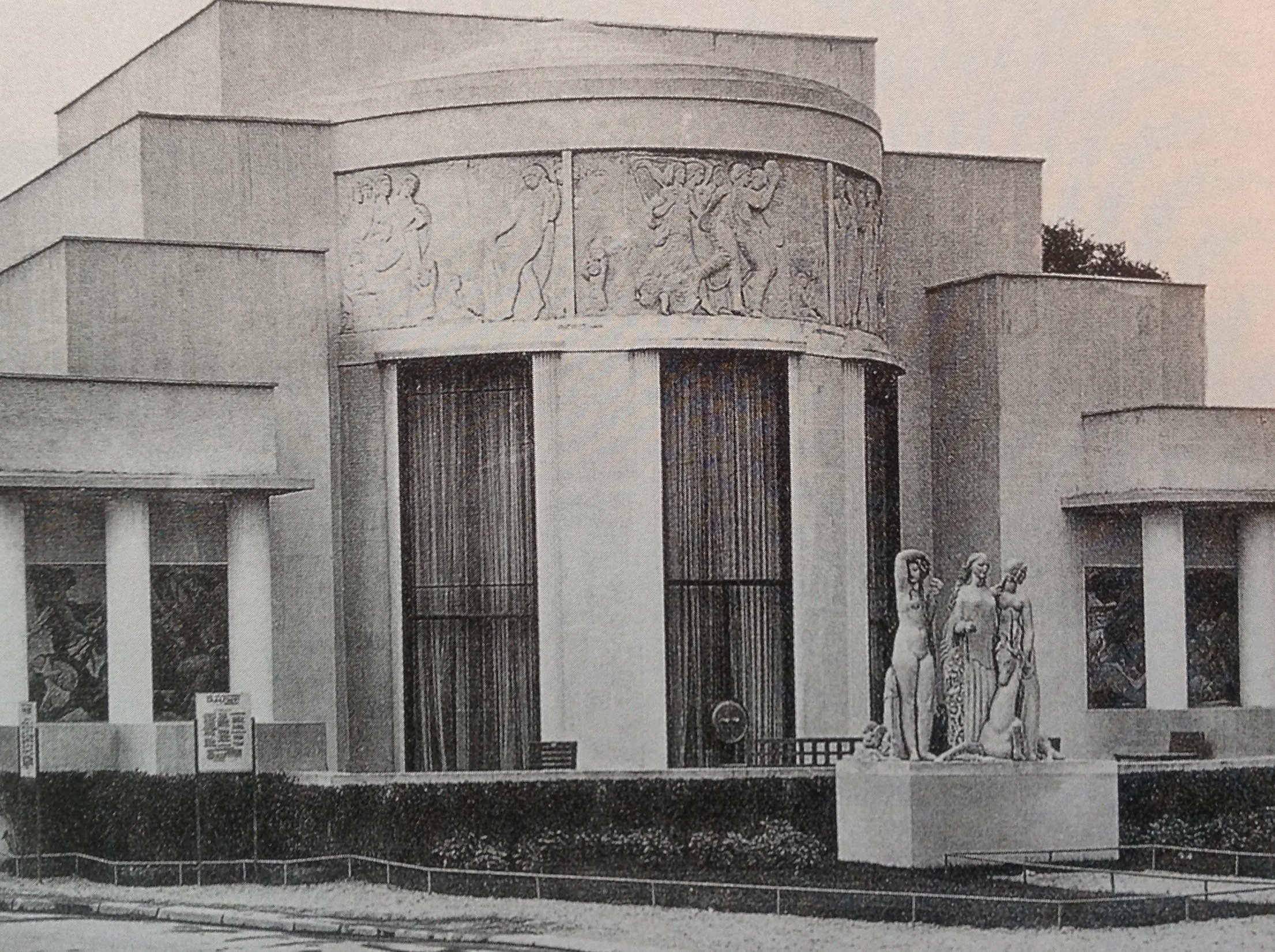
Hotel du Riche Collectionneur, павільйон виробника меблів Еміля-Жака Рульмана (Émile-Jacques Ruhlmann)
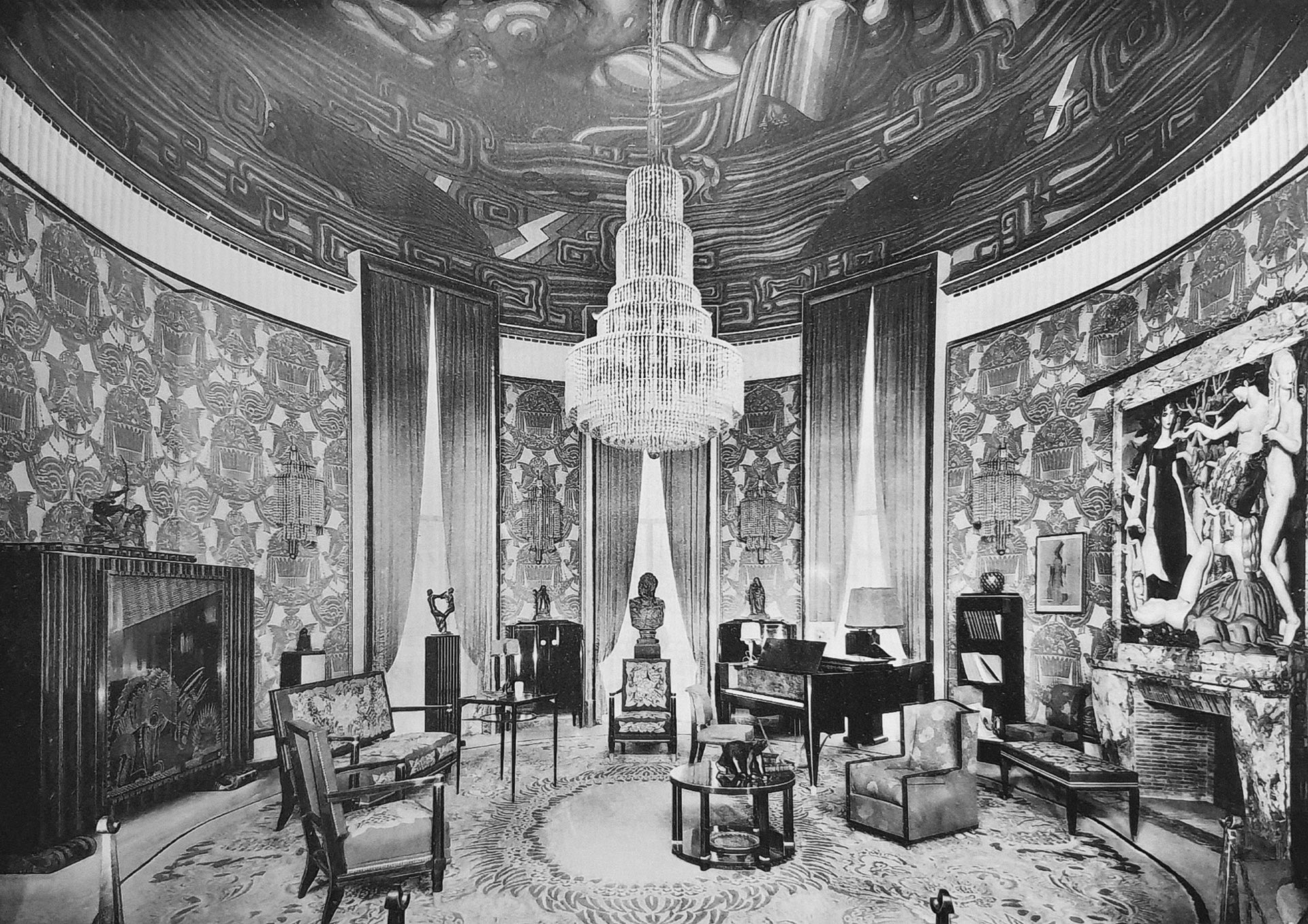
Салон готелю Hôtel du Riche Collectionneur з меблями, спроєктованими Емілем-Жаком Рульманом, і картинами Жана Дюпа
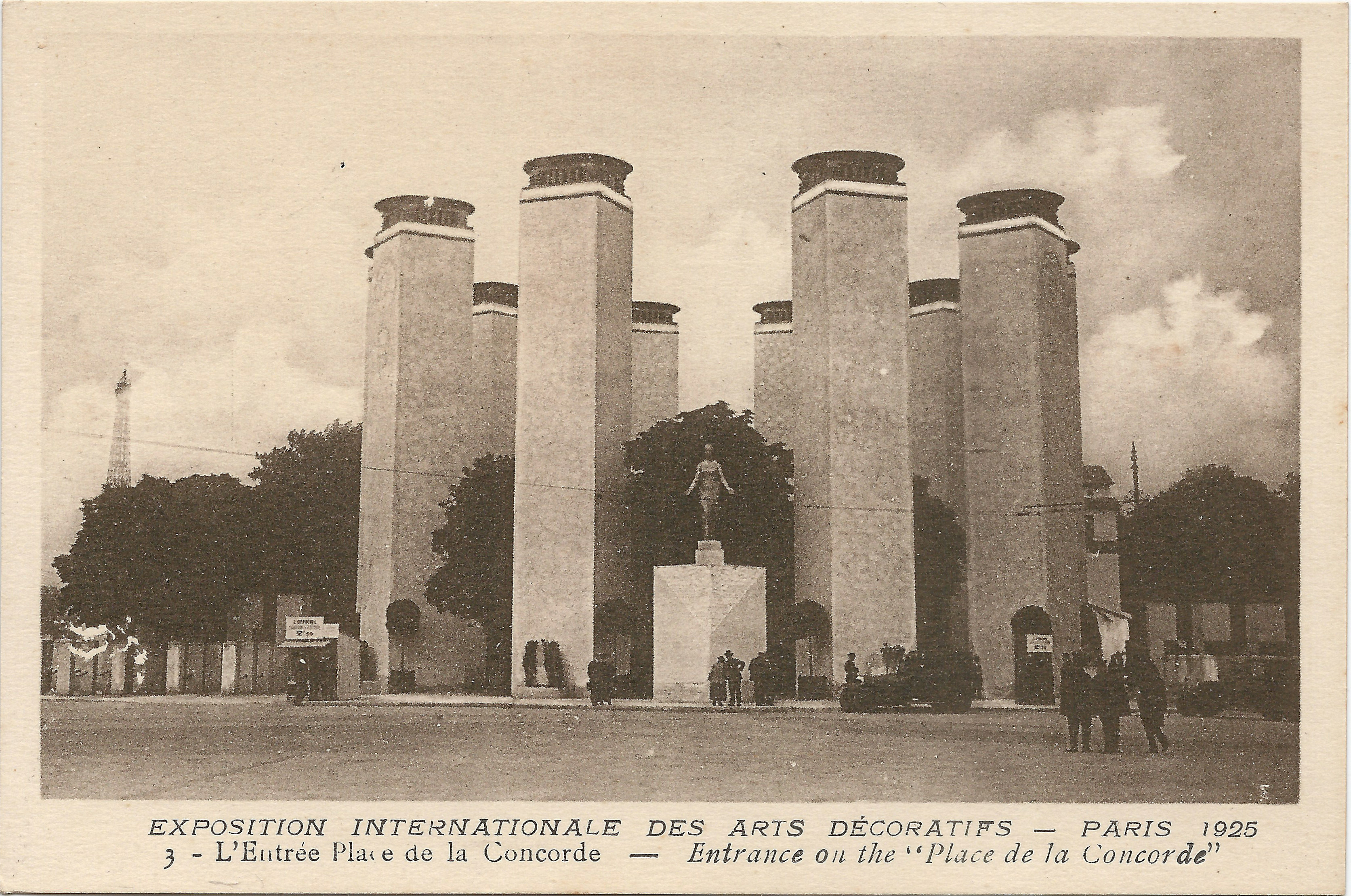
Вхід на виставку 1925 року з Площі Згоди П'єра Пату

Міжнародна виставка сучасних промислових і декоративних мистецтв (Exposition internationale des arts décoratifs et industriels modernes), що проходила в Парижі з квітня по жовтень 1925 року на 55 гектарах землі на березі Сени, стала вершиною ар-деко і була організована за підтримки французького уряду. У виставці взяли участь п'ятнадцять тисяч експонентів з двадцяти різних країн, включаючи Англію, Італію, Іспанію, Польщу, Чехословаччину, Бельгію, Японію та новостворений Радянський Союз, хоча Німеччину навмисно запросили із запізненням, а Сполучені Штати через непорозуміння відмовилися від участі. З фінансових причин Угорщина не була представлена, хоча її павільйон був спроєктований Гезою Мароті. Виставка зібрала шістнадцять мільйонів відвідувачів, і її головною метою було просування французьких розкішних меблів, порцеляни, скла, металу, текстилю та інших декоративних виробів, а також демонстрація роботи паризьких універмагів та їхніх дизайнерів. Після закінчення виставки експонати були показані по всьому світу, в тому числі в Сполучених Штатах, що зробило ар-деко популярним в умовах хмарочосо-будівельної лихоманки в США.

### Пізній ар-деко

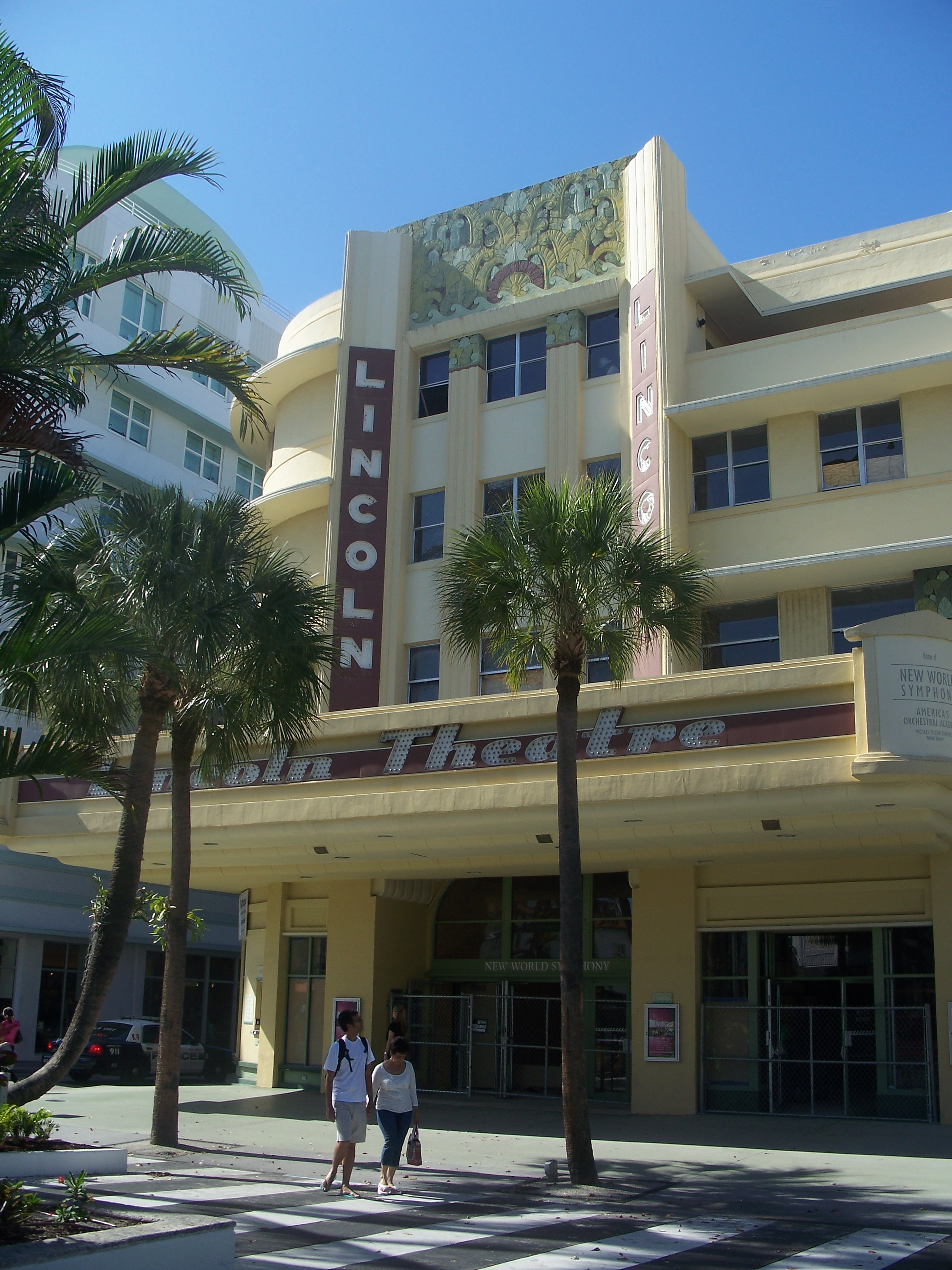
Театр Лінкольна, Маямі-Біч, Флорида, Томас В. Ламб (1936)
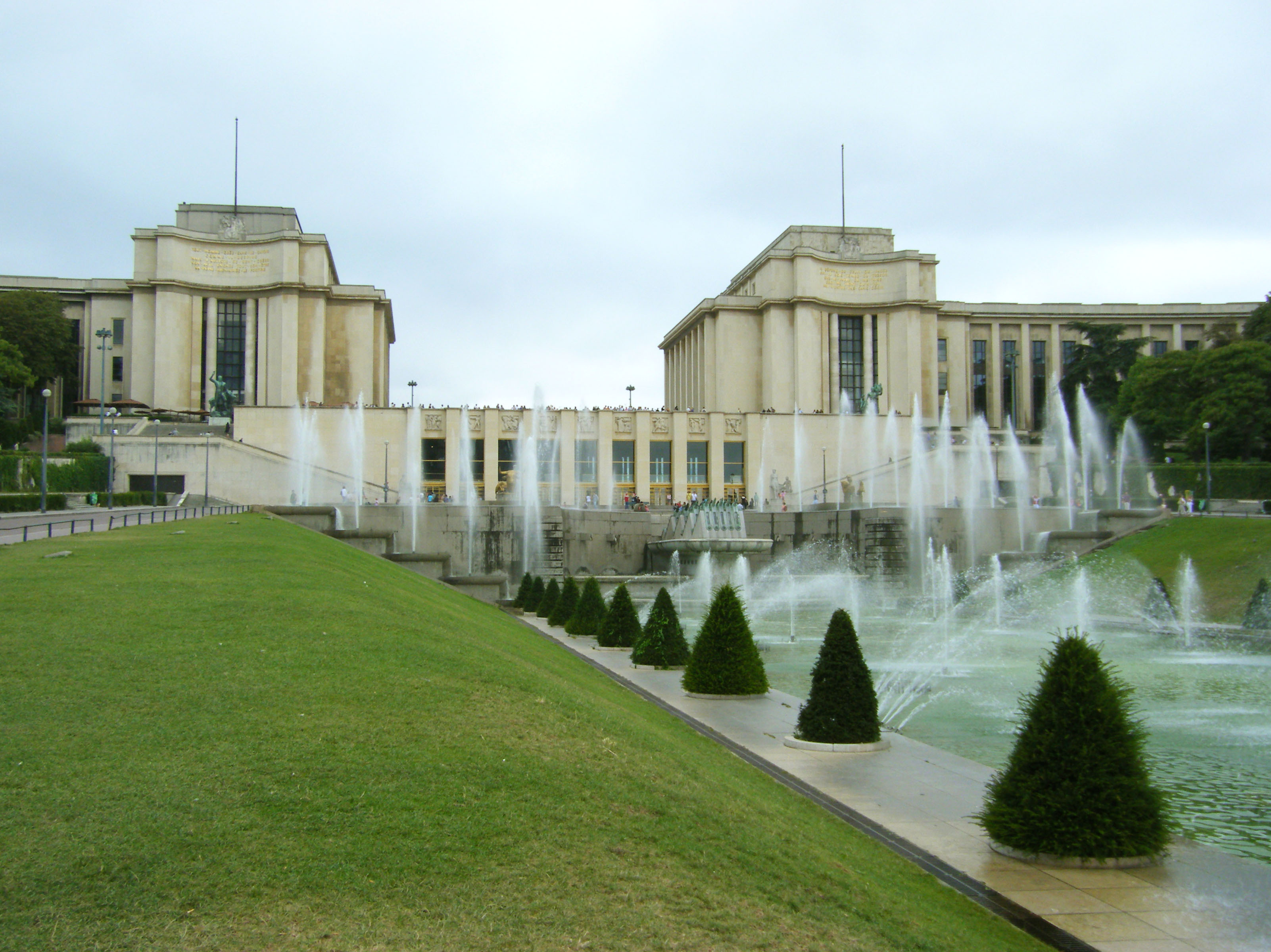
Палац де Шайо, спроєктований Луї-Іпполітом Буало, Жаком Карлю та Леоном Азема для Паризької всесвітньої виставки 1937 року
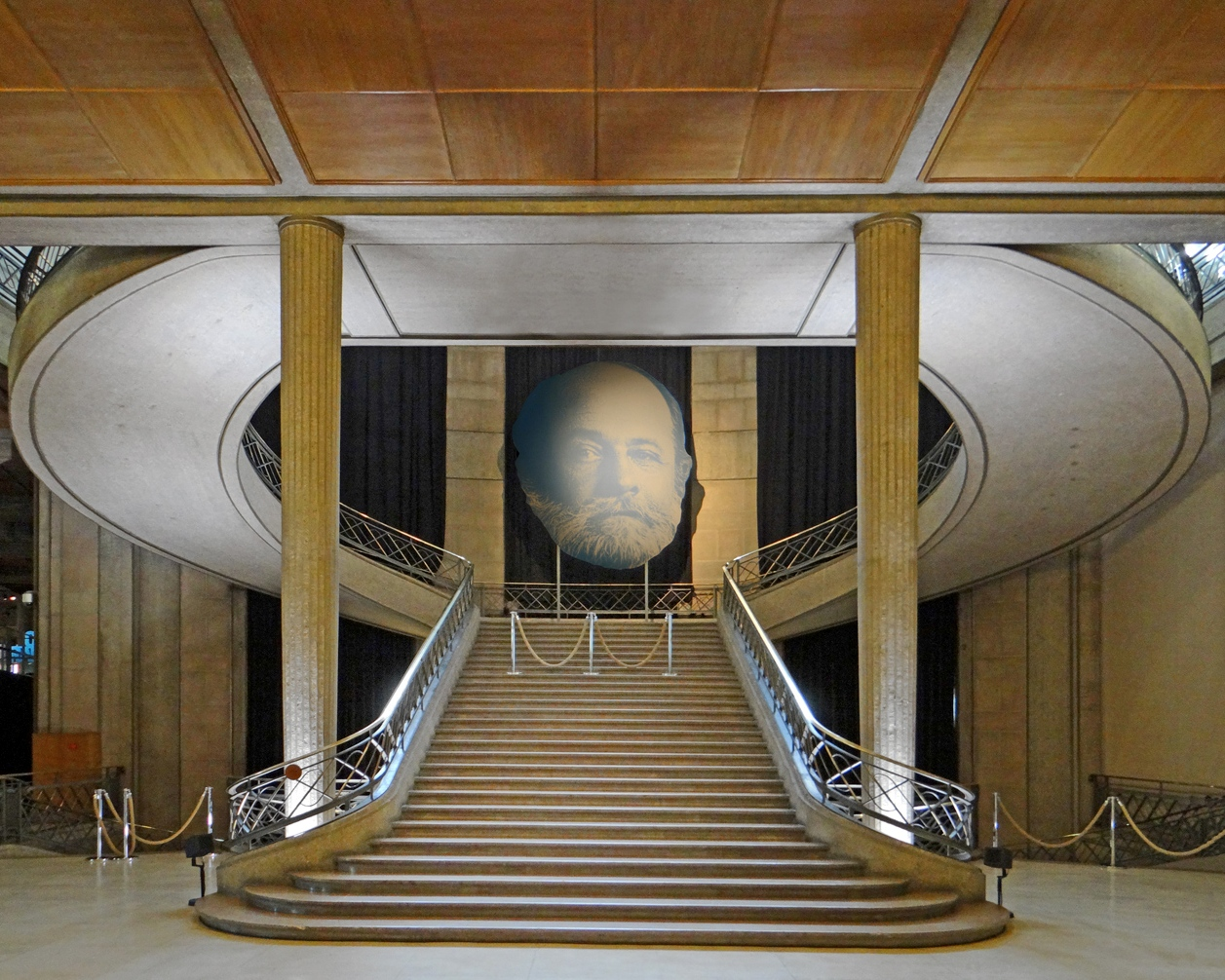
Сходи Французької соціально-економічної ради в Парижі, спочатку спроєктовані Огюстом Перре для Паризької всесвітньої виставки 1937 року (1937)
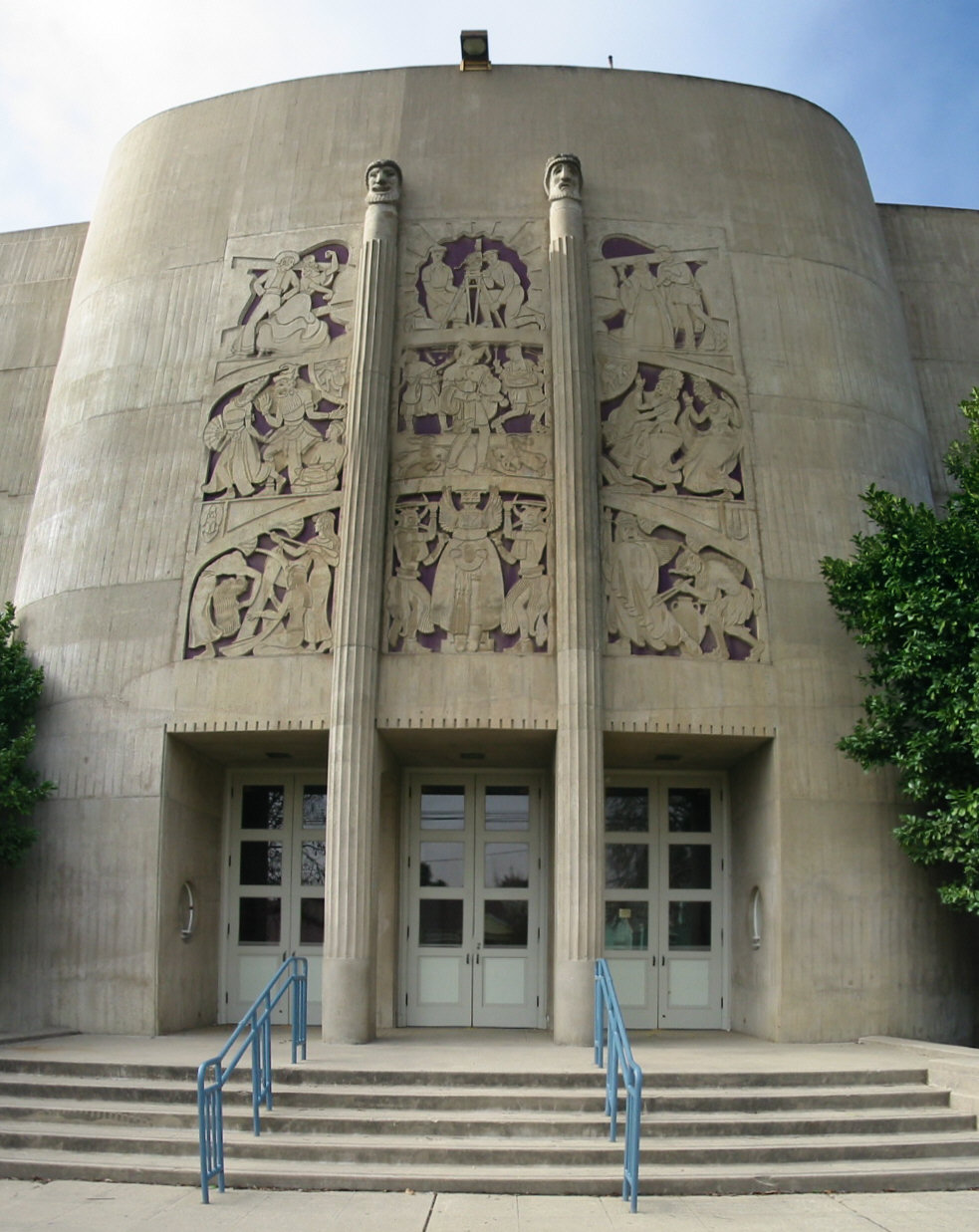
Середня школа в Кінг-Сіті, Каліфорнія, спроєктована Робертом Стентоном (1939)

У 1925 році в ар-деко існували дві різні конкуруючі школи: традиціоналісти, які заснували Товариство художників-декораторів, серед яких були дизайнер меблів Еміль-Жак Рульман, Жан Дюнар, скульптор Антуан Бурдель і дизайнер Поль Пуаре. Вони поєднували сучасні форми з традиційною майстерністю, використовуючи при цьому дорогі матеріали. Інша течія — модерністи, які відкидали традиції і прагнули створити абсолютно новий стиль, заснований на нових технологіях, простоті, відсутності декору і дешевих матеріалах, а також на виробах, призначеними для масового виробництва. У 1929 році модерністи заснували ще одну організацію — Французьку асоціацію сучасних художників. Серед архітекторів, які були її членами, були П'єр Шаро, Франсіс Журден, Робер Малле-Стівенс, Ле Корбюзьє, а потім Канстантін Мєльніков з Радянського Союзу; ірландська дизайнер Ейлін Грей та француженка Соня Делоне; серед ювелірів — Жан Фуке та Жан Пюіфорка. Їхні ідеї полягали в тому, що форма повинна слідувати за функцією, і що масове виробництво повинно заохочуватися використанням сучасних промислових технологій, а не індивідуальністю.
Ле Корбюзьє невтомно захищав модерністів, його ідеї поступово ввійшли в архітектурні школи, й архітектори почали відходити від естетики ар-деко. Велика депресія 1929 року також призвела до значного скорочення дорогих інтер'єрних замовлень. Одними з останніх споруд у стилі ар-деко в Парижі були будівлі, спроєктовані для Всесвітньої виставки 1937 року, зокрема Французька соціально-економічна рада, спроєктована Огюстом Перре у 1937 році.
Після Другої світової війни домінуючим архітектурним стилем став модернізм, започаткований Ле Корбюзьє та Людвігом Місом ван дер Рое, а архітектура ар-деко майже зникла. Пізніше, однак, у 1970-х роках, як у США, так і в Європі розпочалися зусилля зі збереження та реконструкції найкращих зразків архітектури ар-деко. Постмодерністська архітектура 1980-х років, як і ар-деко, також використовує простіші, але декоративні елементи в дизайні інтер'єру, а сучасні ювелірні вироби також мають ознаки ар-деко.

## Живопис

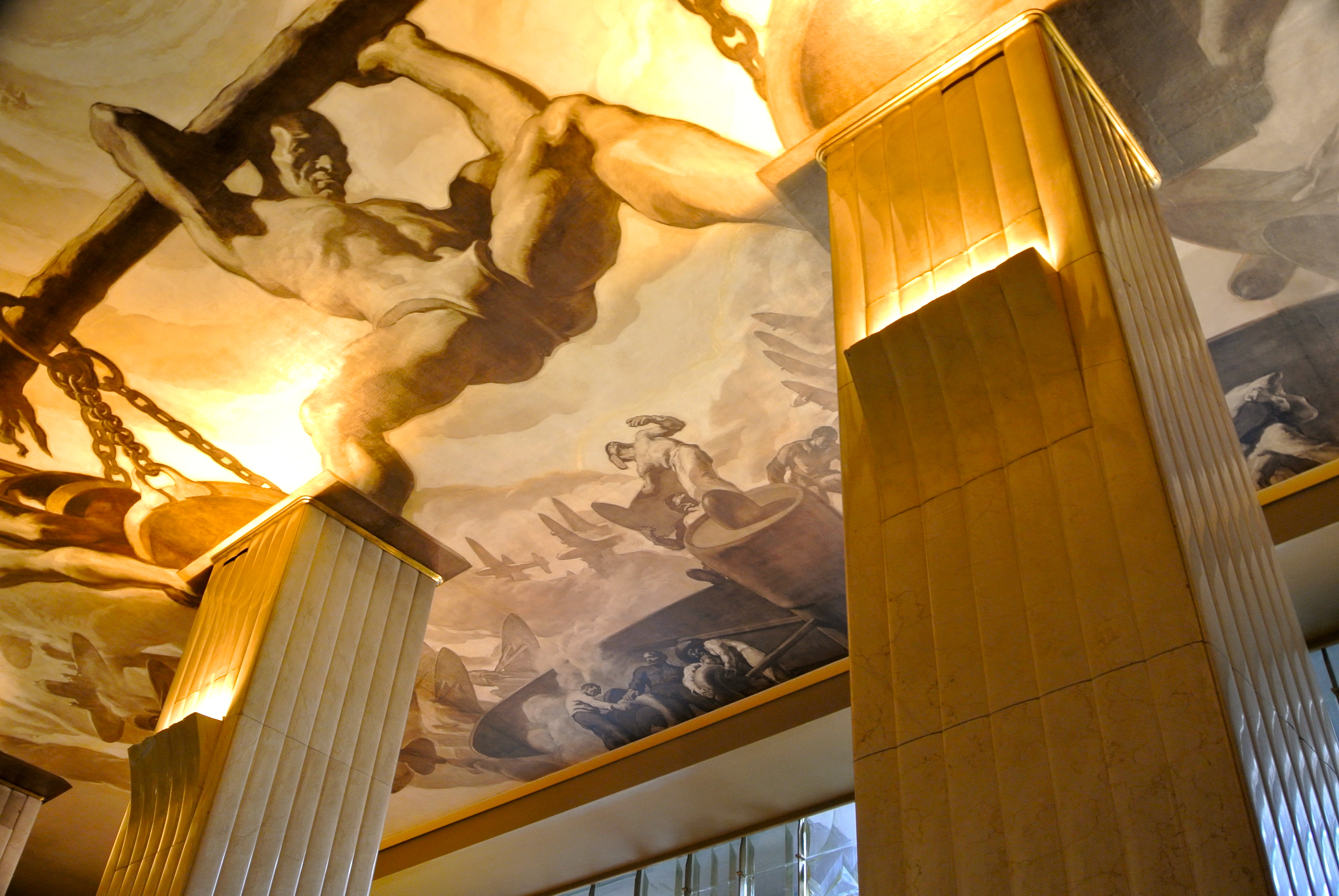
Деталь стельового розпису Хосепа Марії Серта "Час у Рокфеллерівському центрі" (1941)
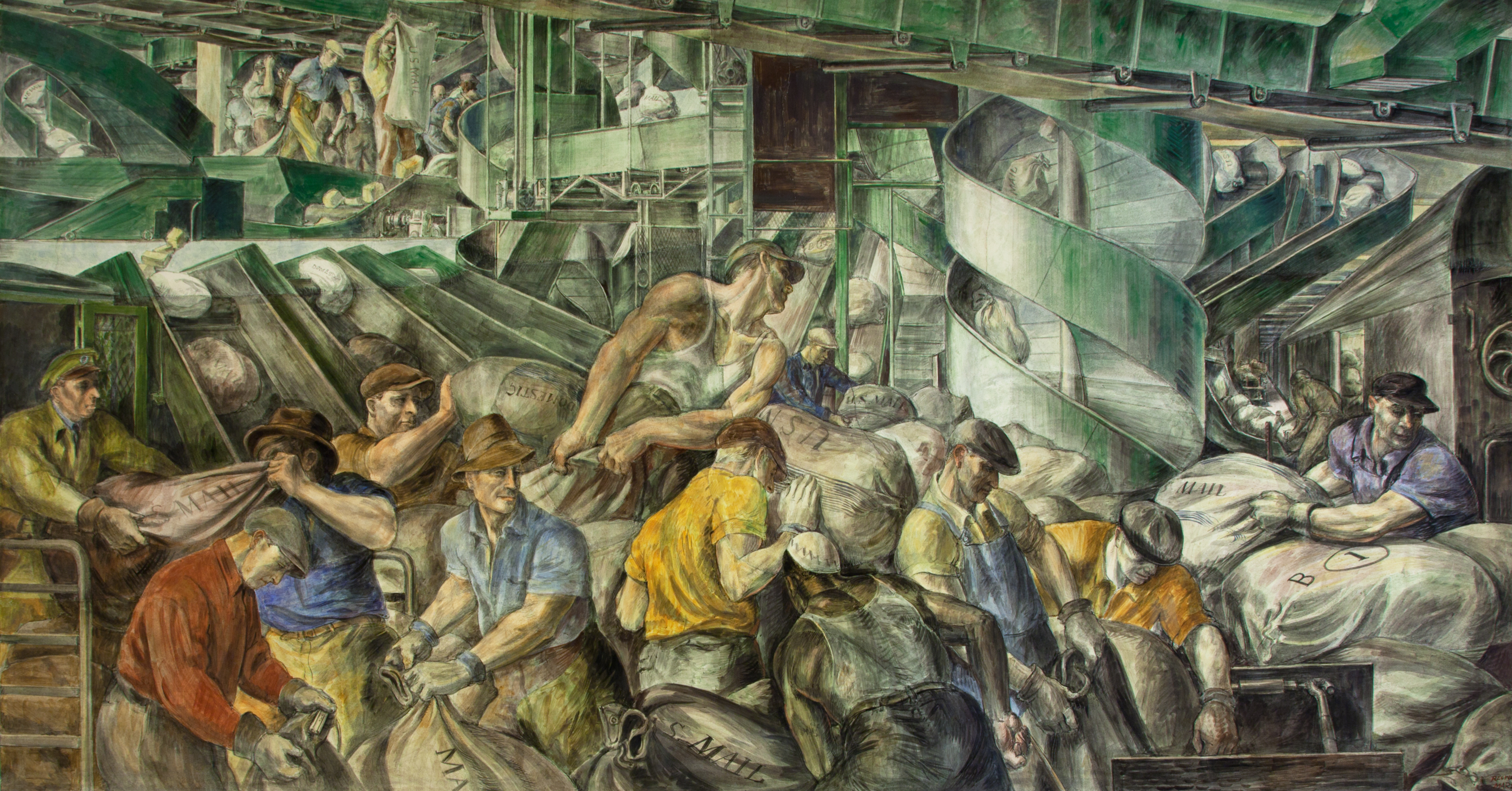
Фреска Реджинальда Марша із зображенням робітників, які сортують пошту в нью-йоркській митниці (1936)
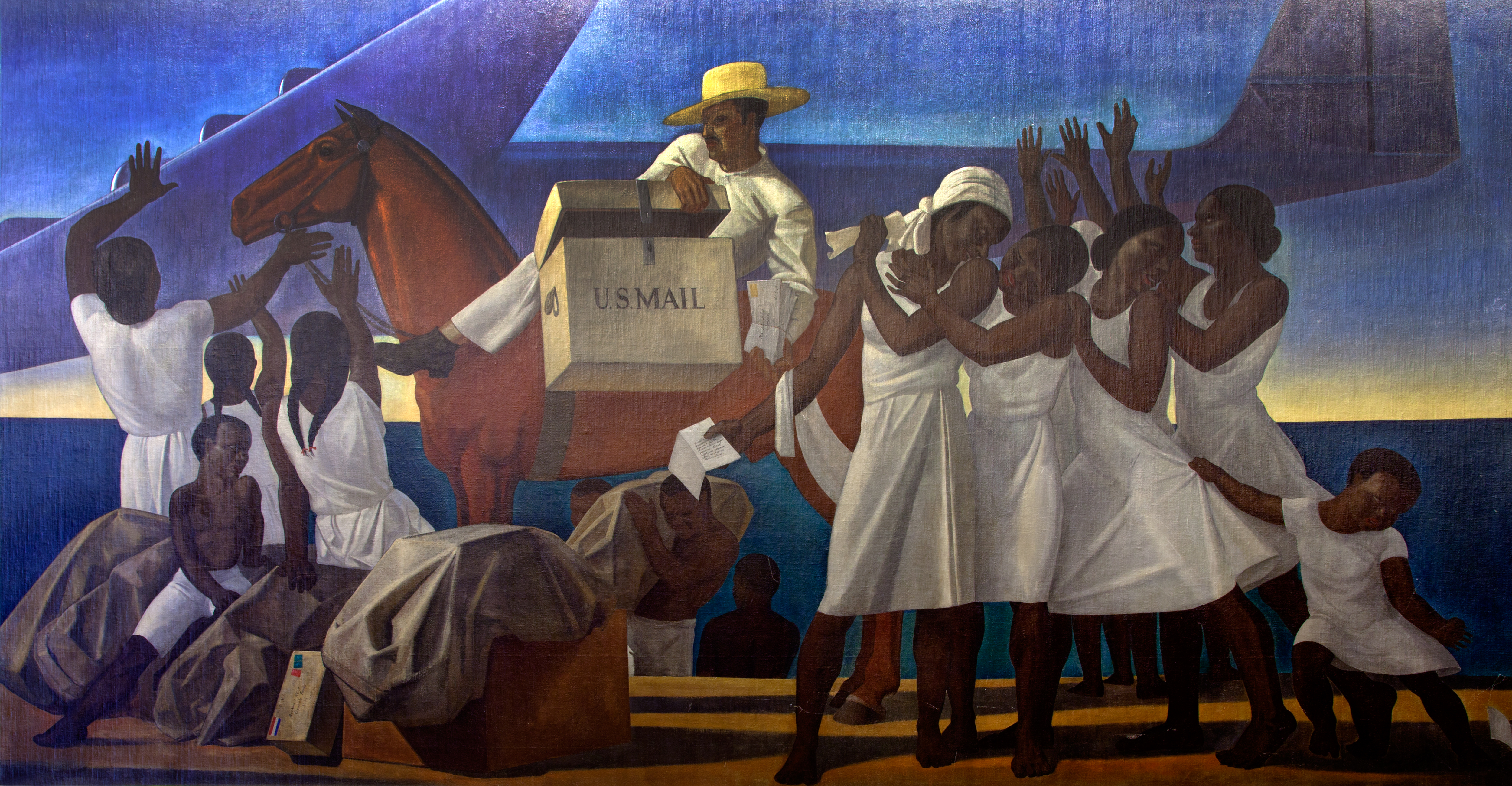
Фреска Рокуелла Кента "Мистецтво в тропіках" у Федеральній будівлі Вільяма Джефферсона Клінтона (1938)

На Всесвітній виставці 1925 року не було окремої секції живопису. За різними визначеннями, картини в стилі ар-деко призначалися лише для прикрашання інтер'єрів, тому лише кілька художників працювали виключно в цьому стилі, але двоє митців тісно пов'язані з ар-деко. Один з них — Жан Дюпа, який намалював фрески для павільйону Бордо на виставці 1925 року, а також намалював камінну ширму для виставки. Його настінні розписи також прикрашали розкішний інтер'єр французького океанського лайнера SS Normandie Іншою художницею, яка також тісно пов'язана зі стилем, є Тамара де Лемпіцька, яка народилася в Польщі, а згодом емігрувала до Парижа. Лемпіцька писала майже виключно портрети, але в реалістичному, динамічному, барвистому стилі ар-деко.
У 1930-х роках у Сполучених Штатах з'явився новий тип живопису — ар-деко. Щоб допомогти безробітним митцям під час Великої депресії, художникам було доручено розписати фресками урядові будівлі, лікарні та школи в рамках Федерального мистецького проєкту. Роботи не були унікальними та специфічними для стилю ар-деко, але поєднували в собі багато впливів. Реджинальд Марш і Рокуелл Кент зобразили на фресках поштових працівників, а Дієго Рівера — працівників автомобільної промисловості на фресці для Детройтського інституту мистецтв.

## Скульптура

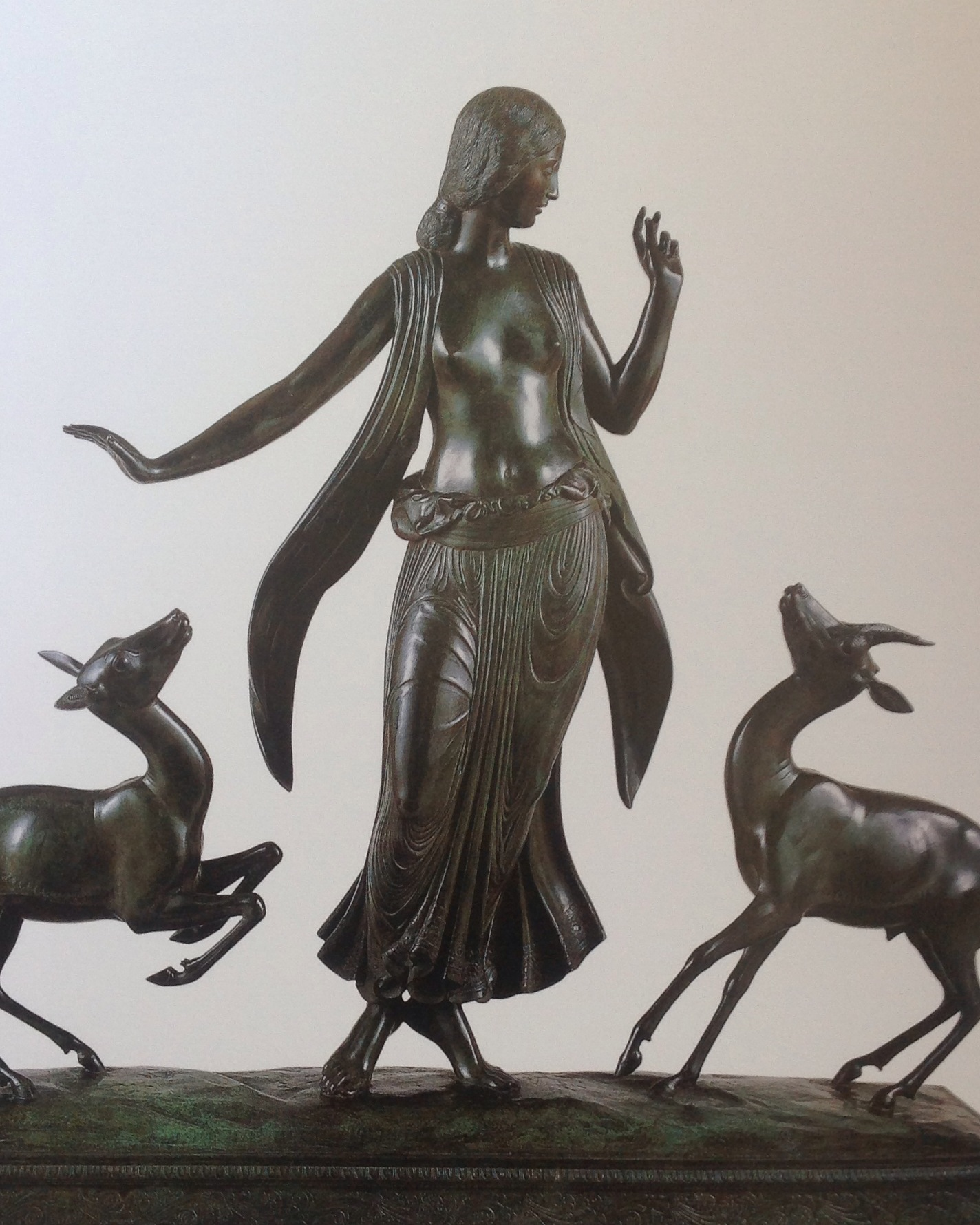
Танцюристи і газелі Бронзова скульптура Пола Меншипа, Метрополітен-музей, Нью-Йорк (1916)
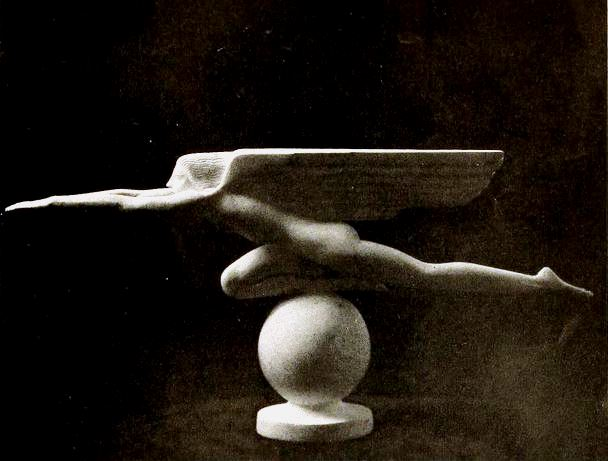
Швидкість Гаррієт Вітні Фрішмут (1922)
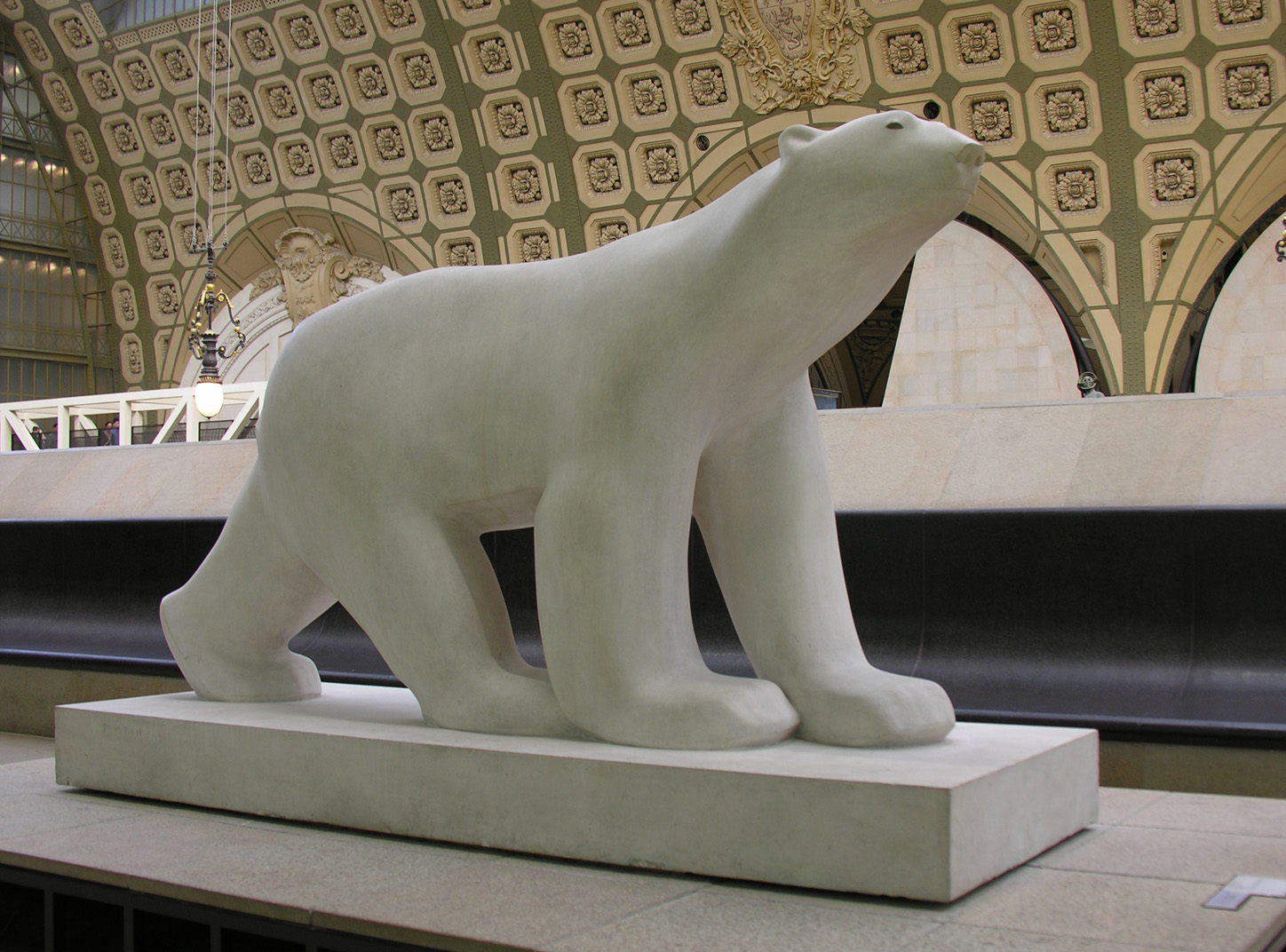
Наш білий ведмідь Франсуа Помпон, Музей Орсе (1922)
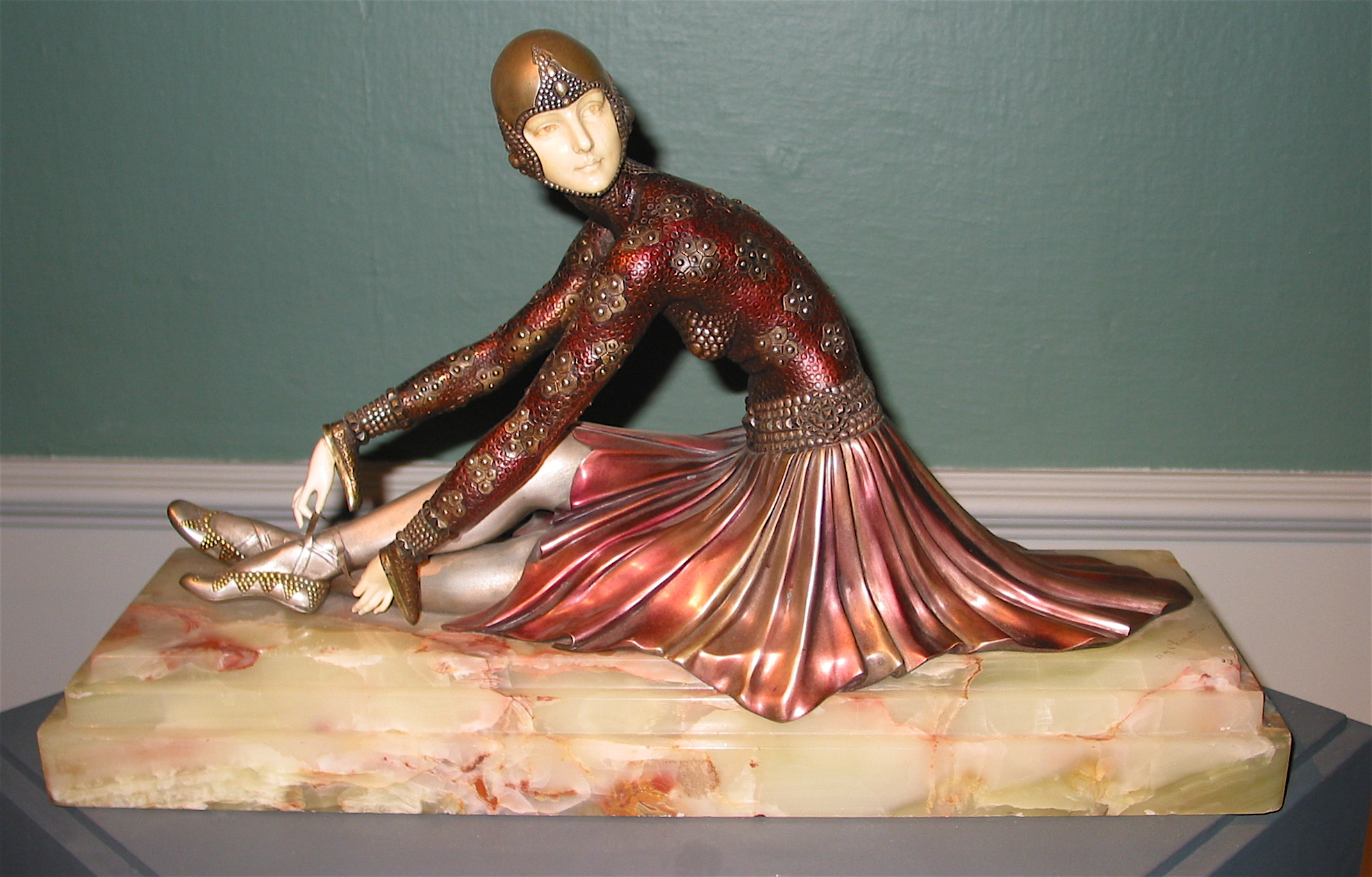
Танара Деметра Хіпарус, статуя з бронзи, слонової кістки та оніксу (близько 1925 року)
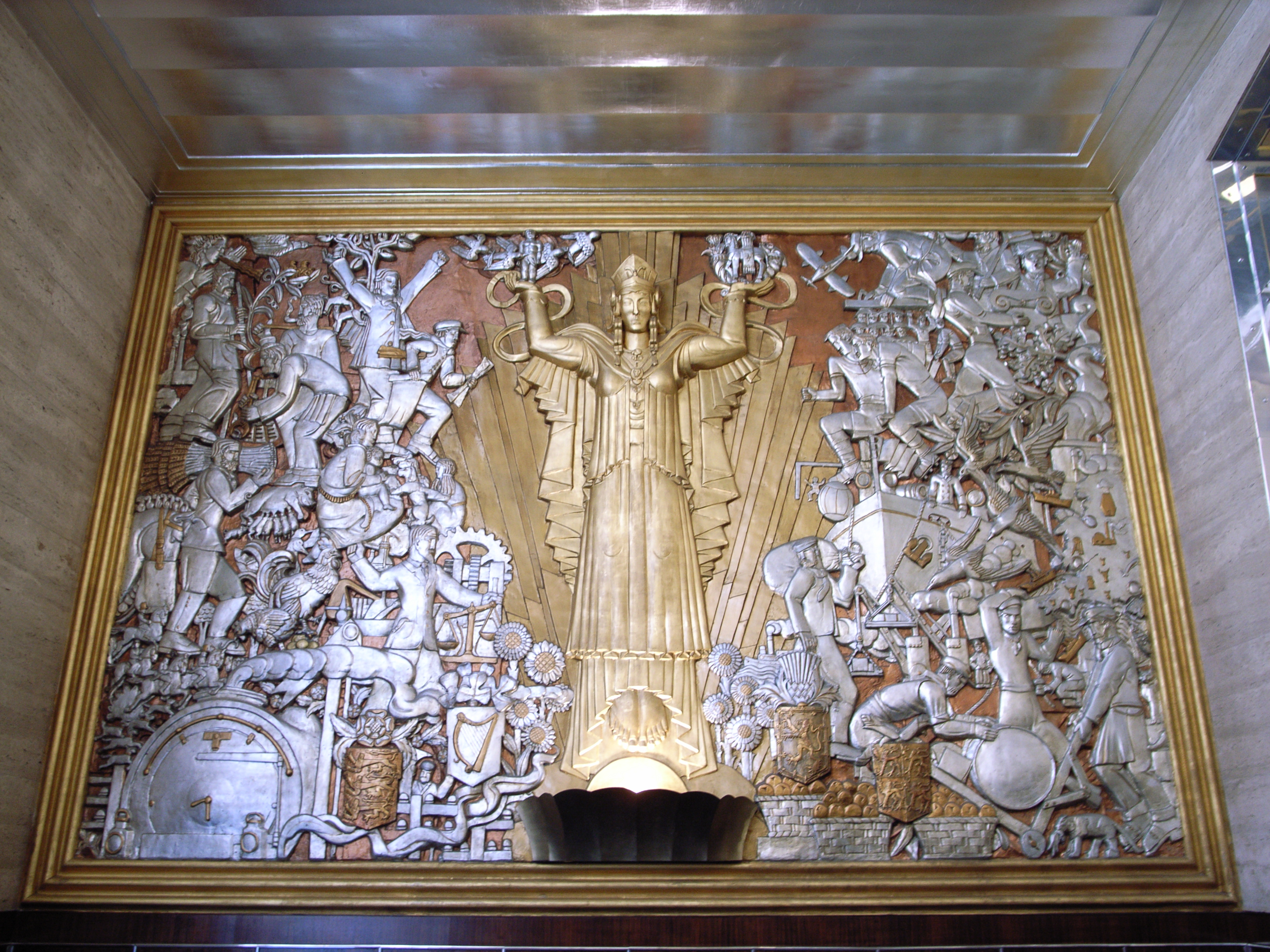
Рельєф у вестибюлі колишньої будівлі Daily Express Лондон (1932)
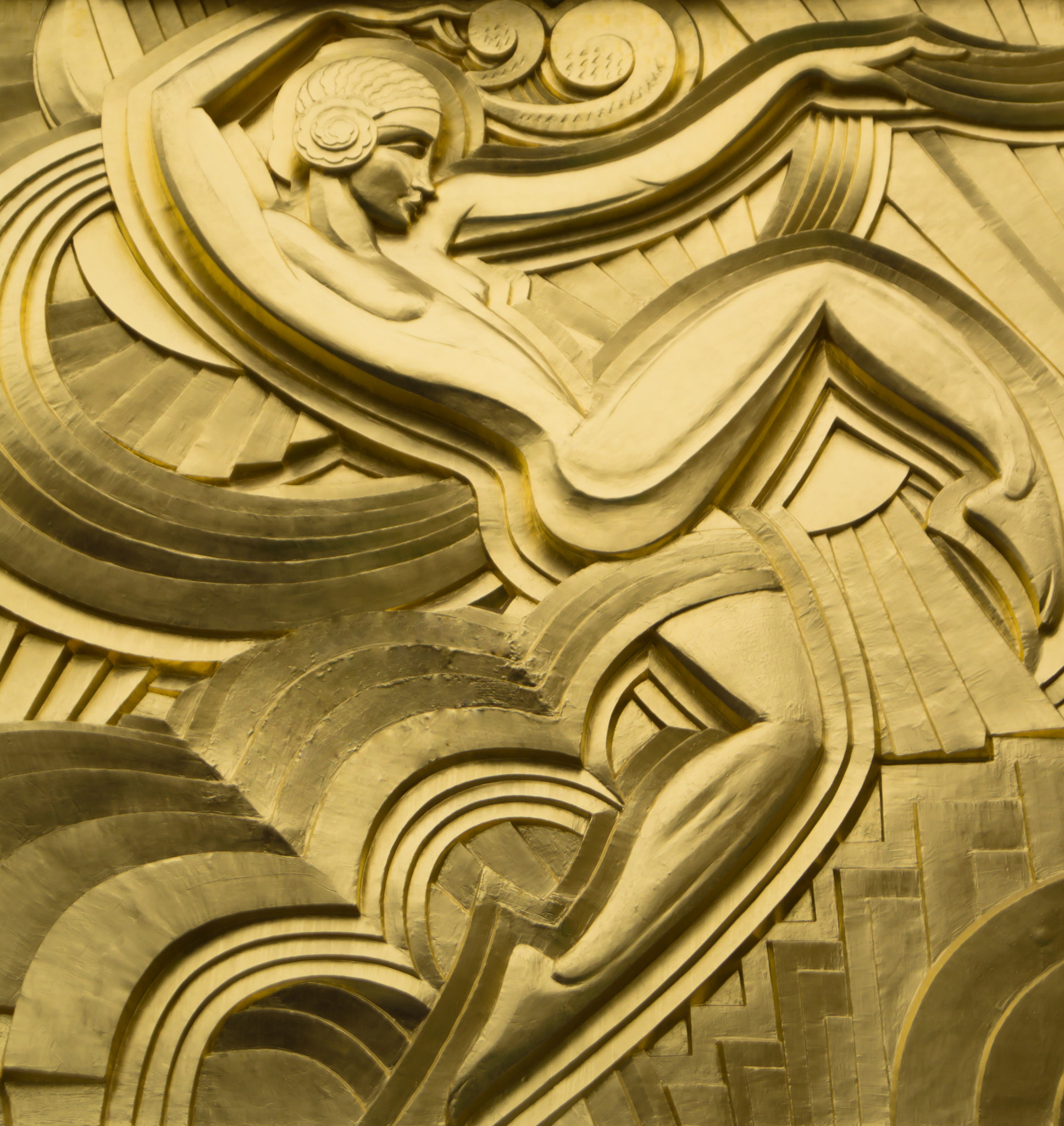
Золота деталь на фасаді музичного залу кабаре «Folies Bergère» у Парижі, автор Моріс Піко (1926)
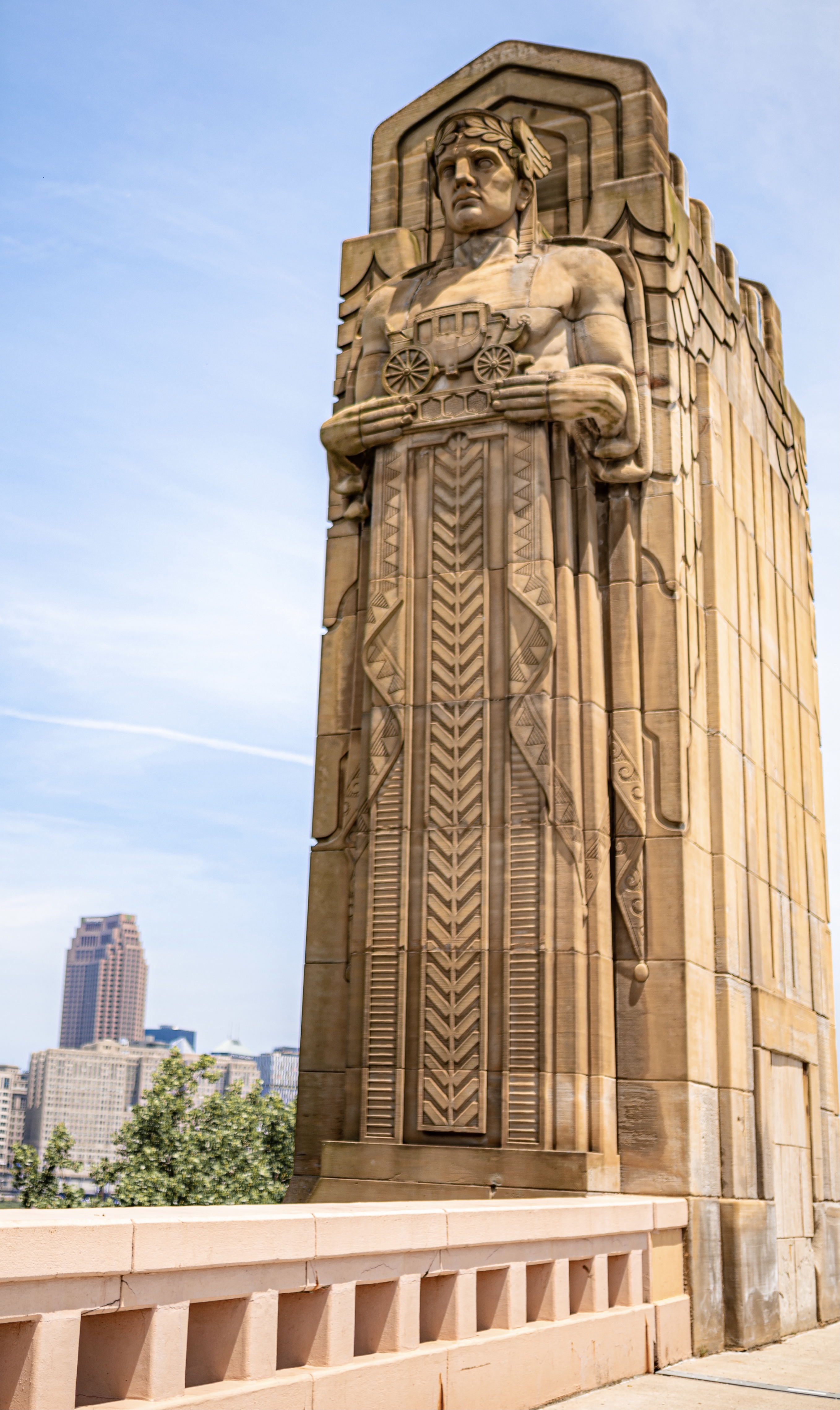
Пілон «Охоронці руху» на Меморіальному мосту Надії в Клівленді, штат Огайо, авторства Генрі Герінга та Френка Вокера (1932 р.)
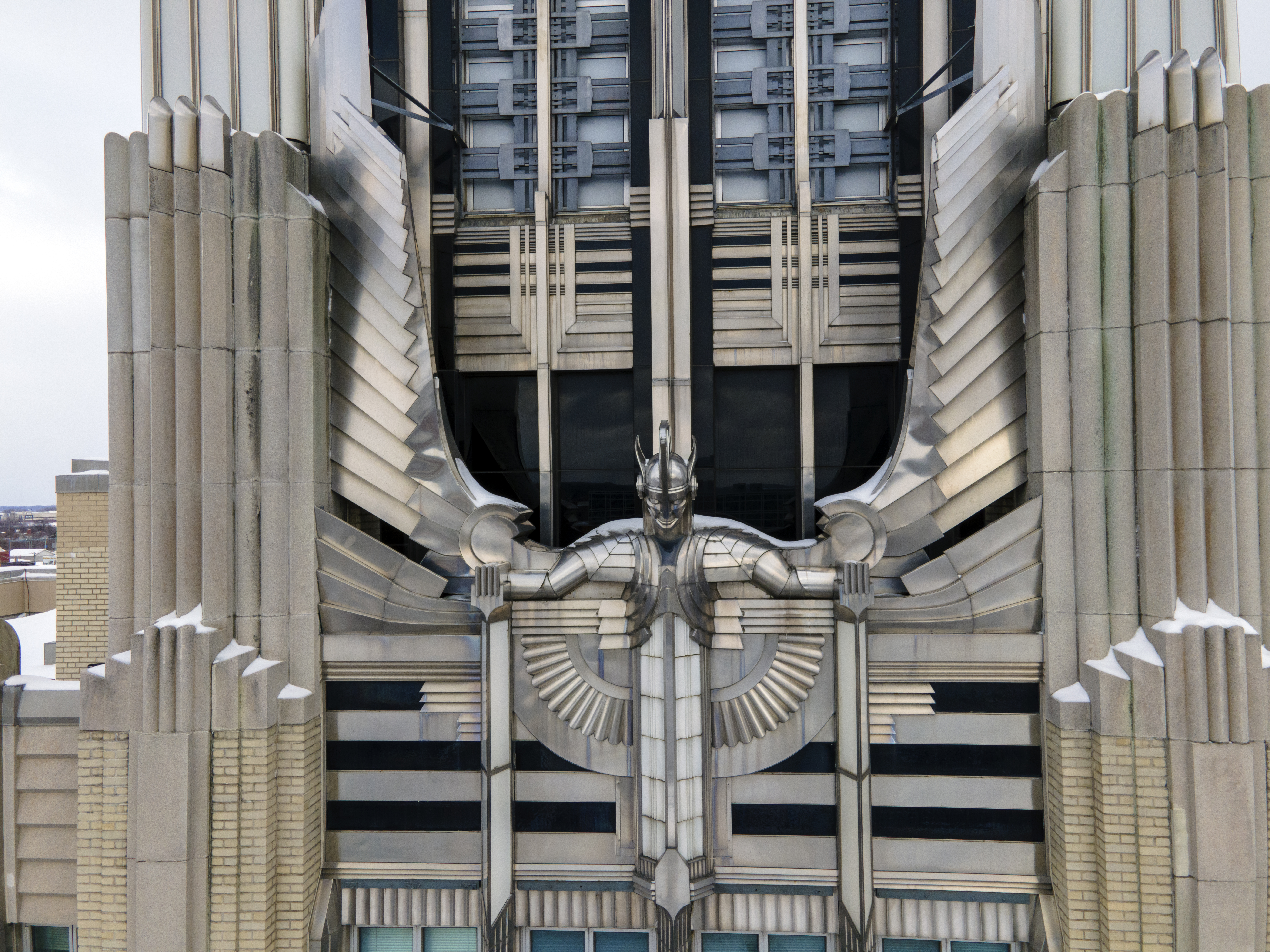
"Дух світла" або "Дух сили", металева скульптура на фасаді Ніагара-Могавк-Білдінг в Сиракузах, Нью-Йорк, автор Клейтон Фрай (1932)
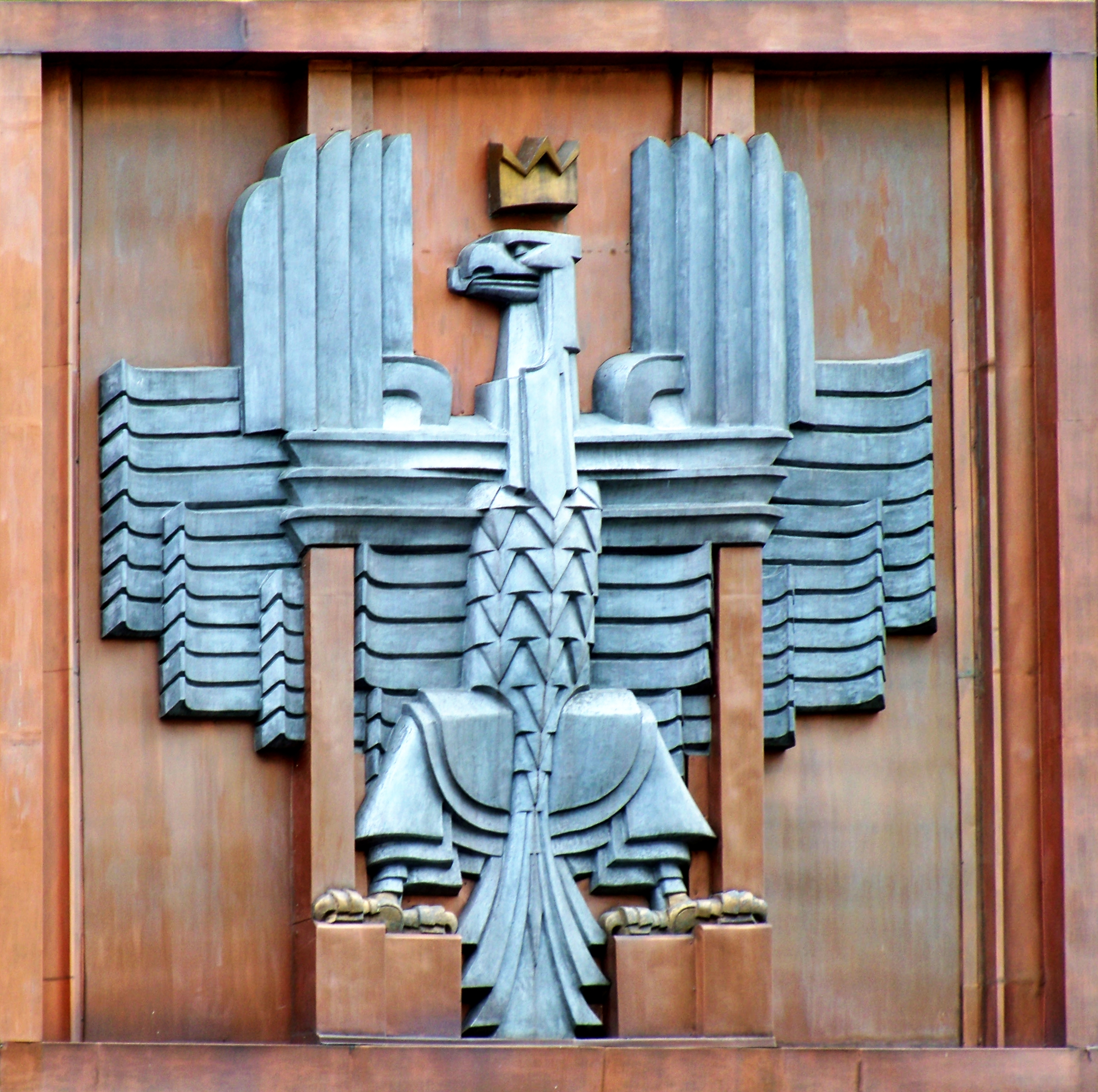
Герб Польщі (неофіційний) на фасаді поштового відділення у Варшаві, автор Юліан Путерман-Садловський (1934)
Чоловік, який контролює торгівлю, у будівлі Федеральної торгової комісії у Вашингтоні, автор Майкл Ланц (1942)
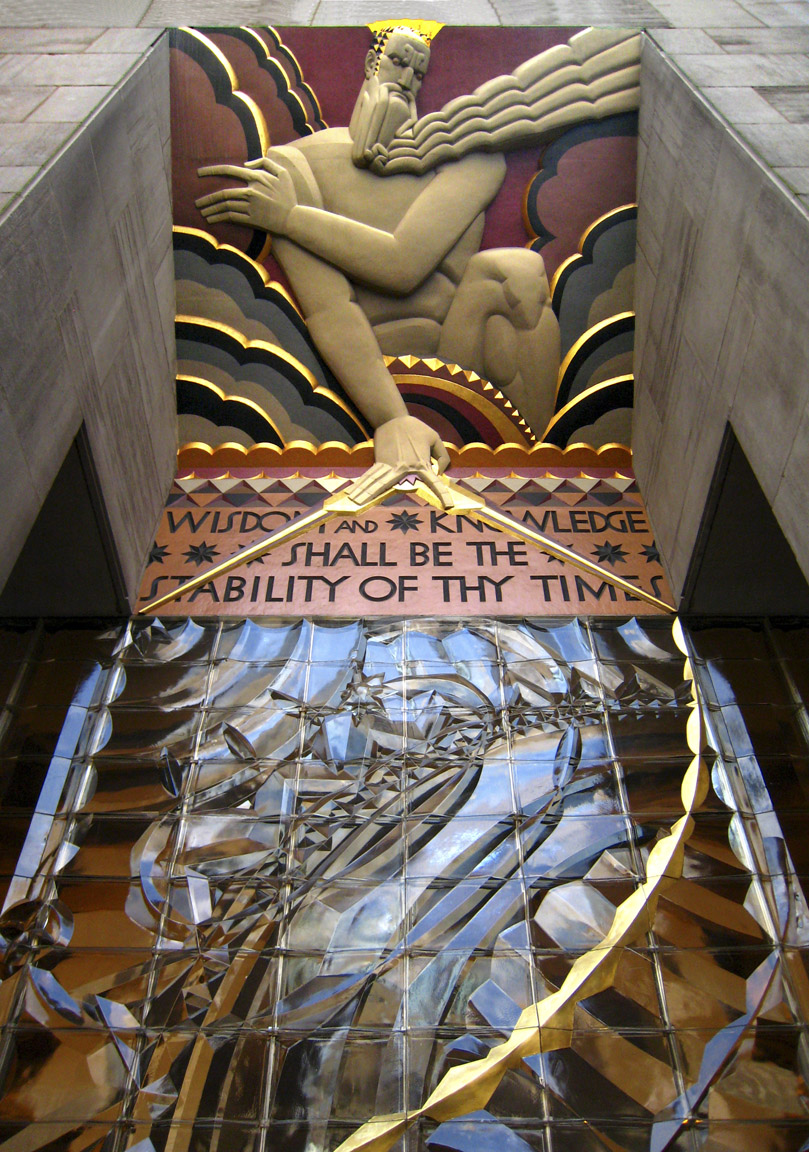
Мудрість Робота Лі Лоурі над входом до будівлі 30 Rockefeller Plaza Рокфеллерівський центр Нью-Йорк (1933)
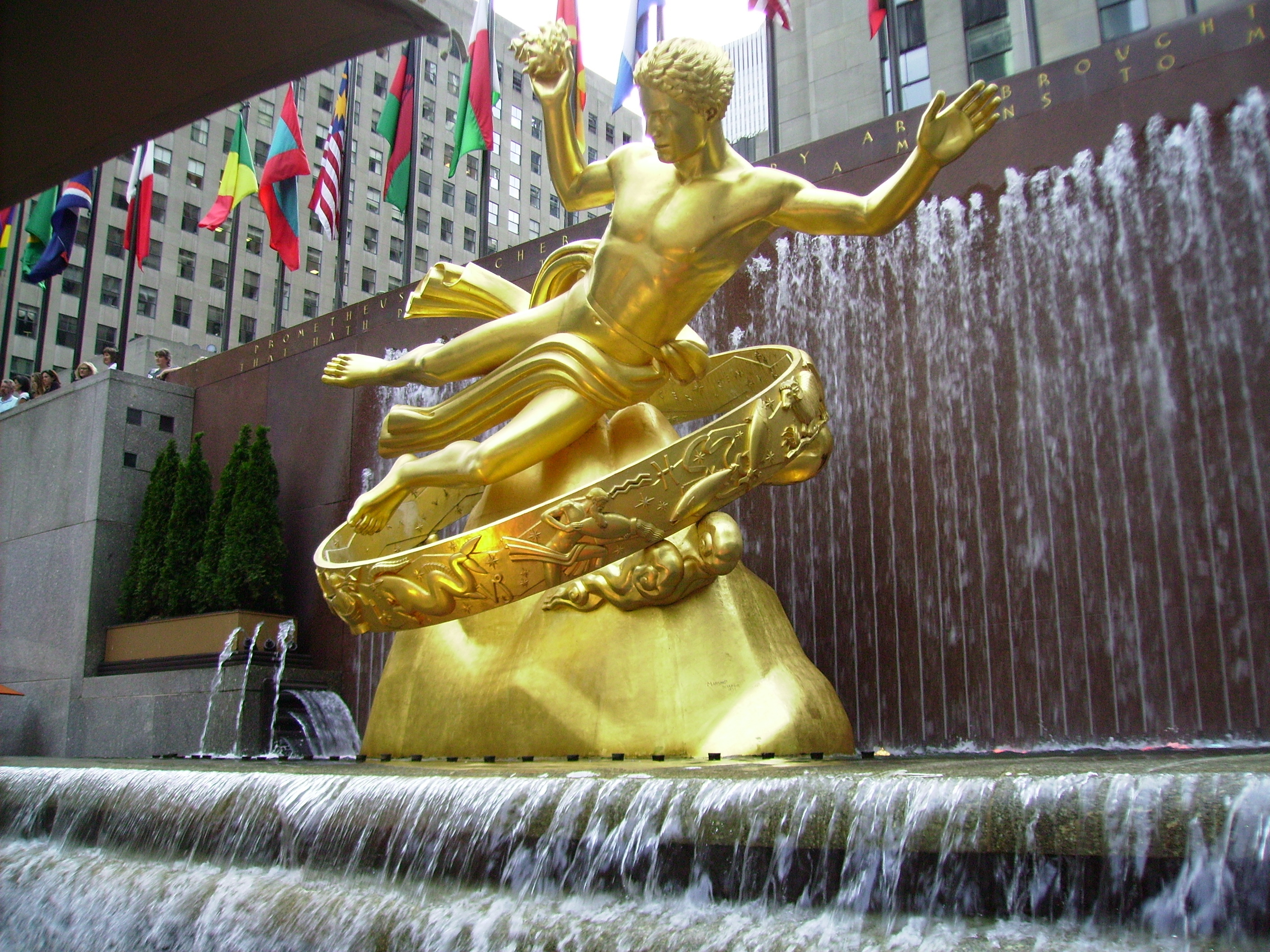
Прометей Пол Меншип, Рокфеллерівський центр Нью-Йорк (1937)
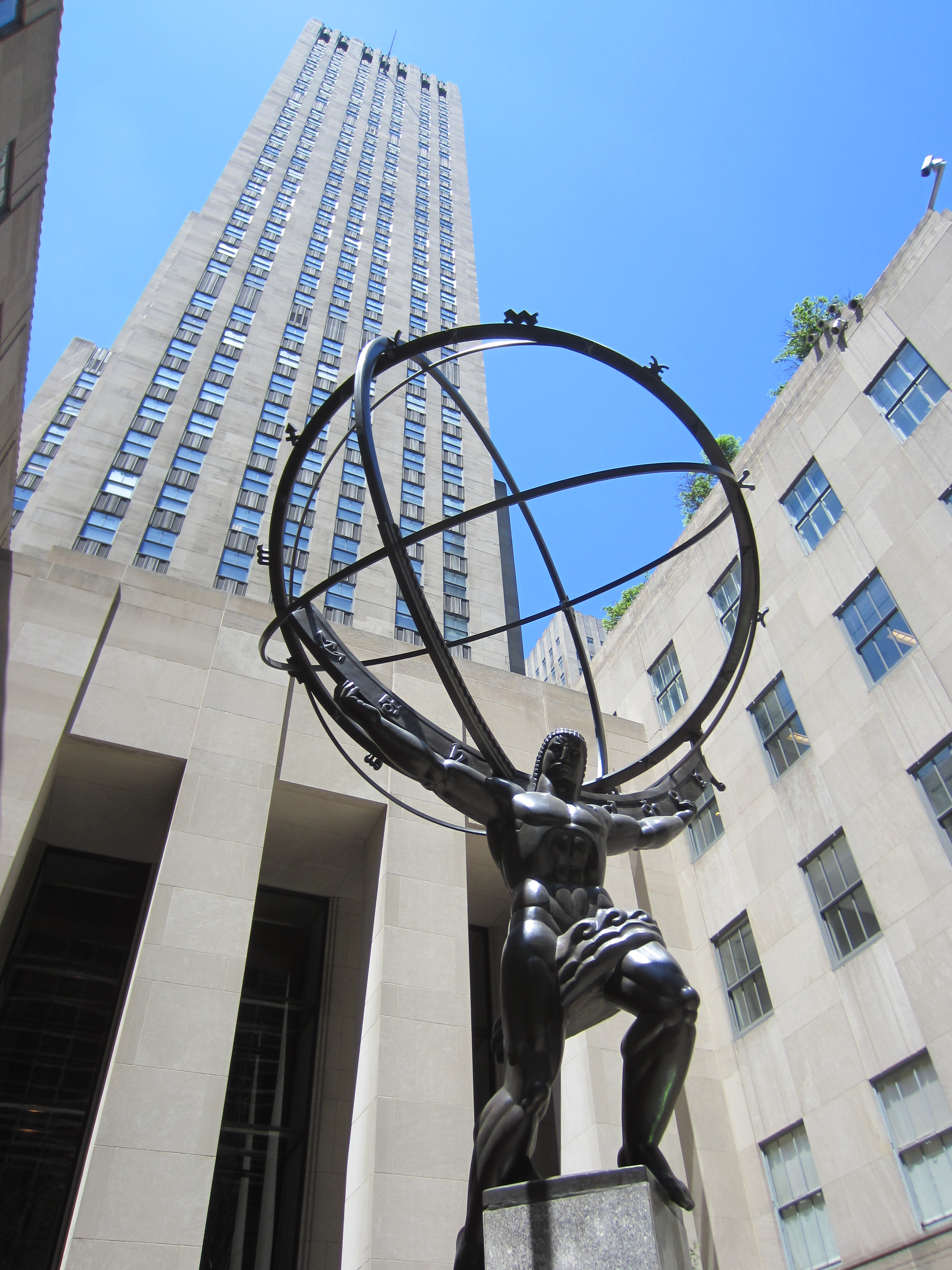
Атлант Лі Лоурі, Рокфеллерівський центр Нью-Йорк (1937)
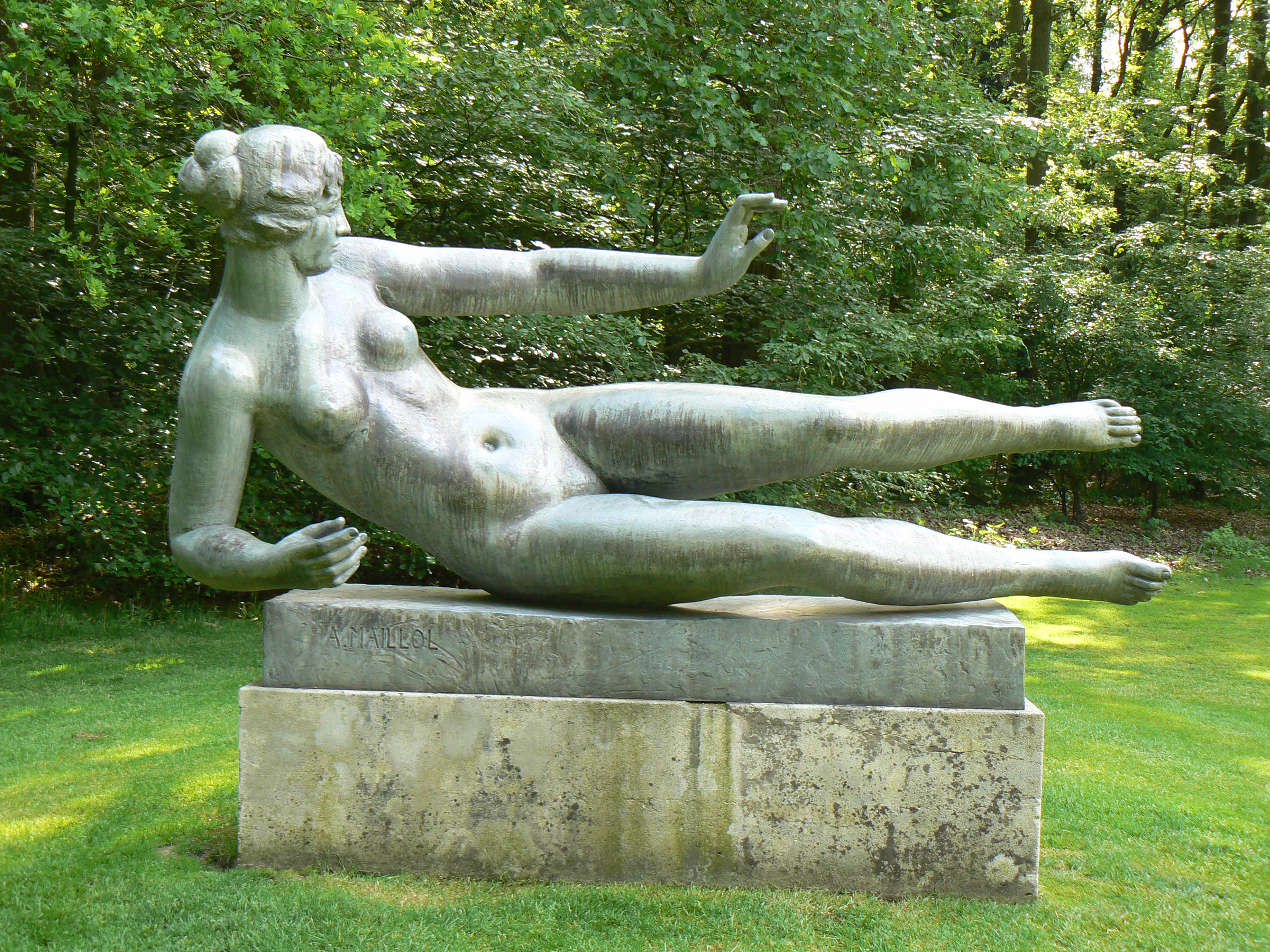
Повітря Статуя Арістида Майоля, Тюїльрі Париж(1938)
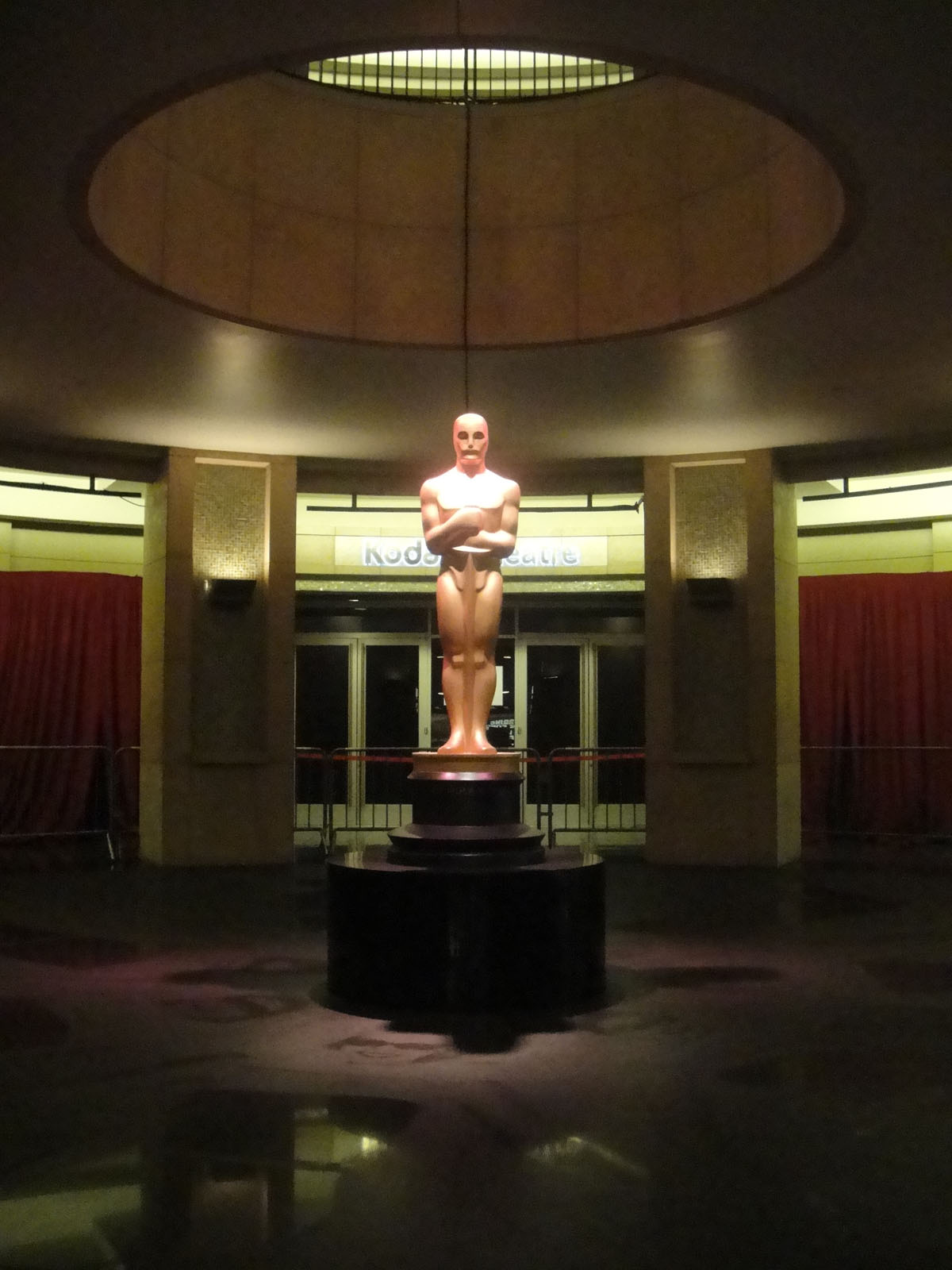
Гігантська копія "Оскара" Створено Джорджем Стенлі та Седріком Гіббонсом (1928)
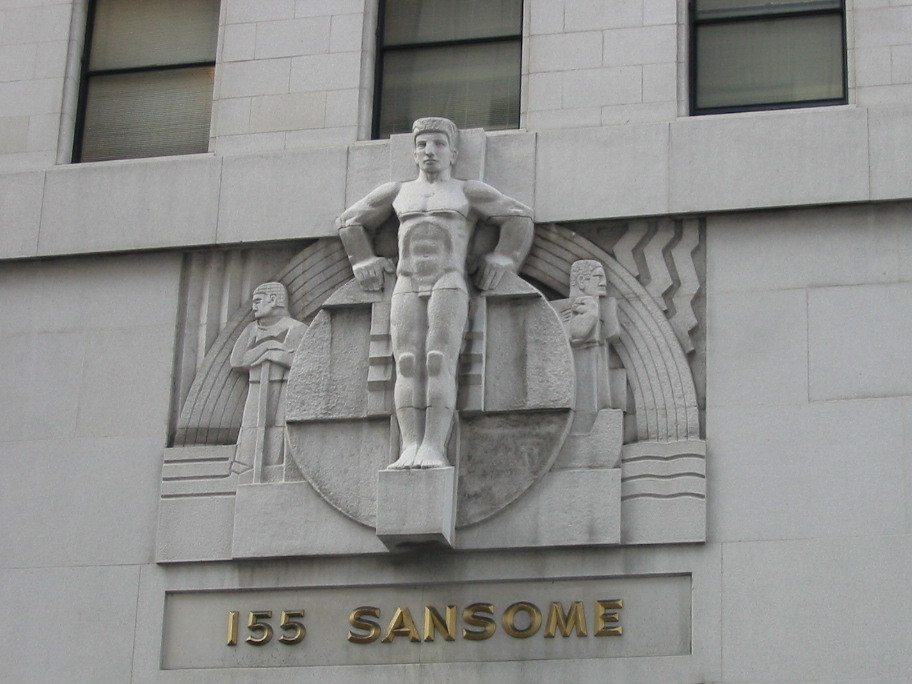
Скульптурна група Ральфа Стекпола над дверима фондової біржі Сан-Франциско; (Тімоті Л. Пфлюгер, 1930)
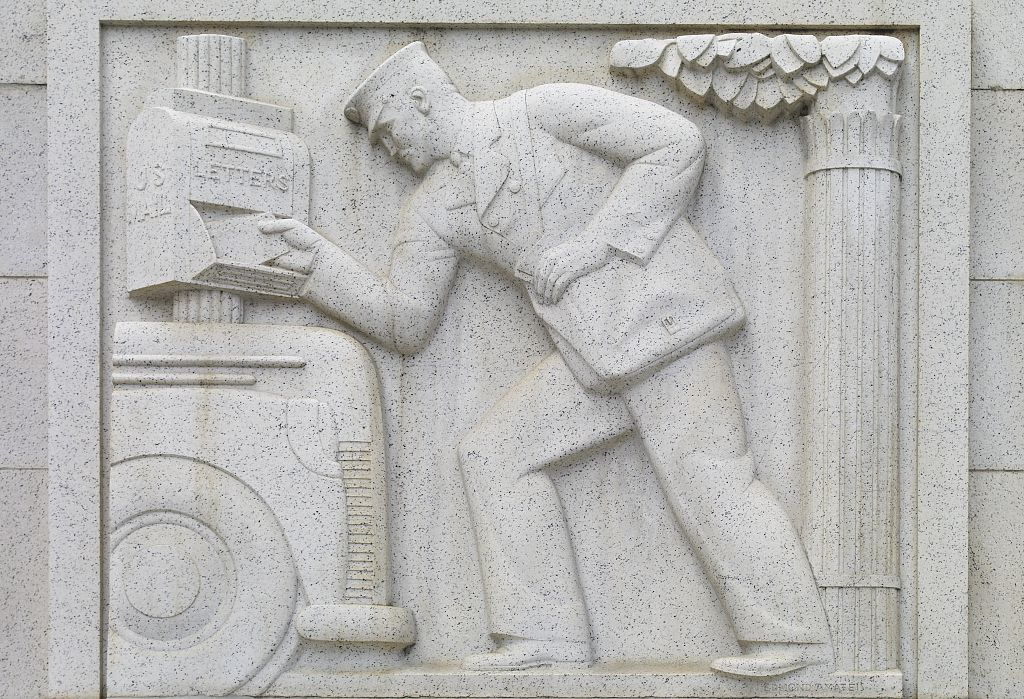
Едмонд Аматейс, настінна скульптура, Федеральна будівля Нікс, Філадельфія (1937)
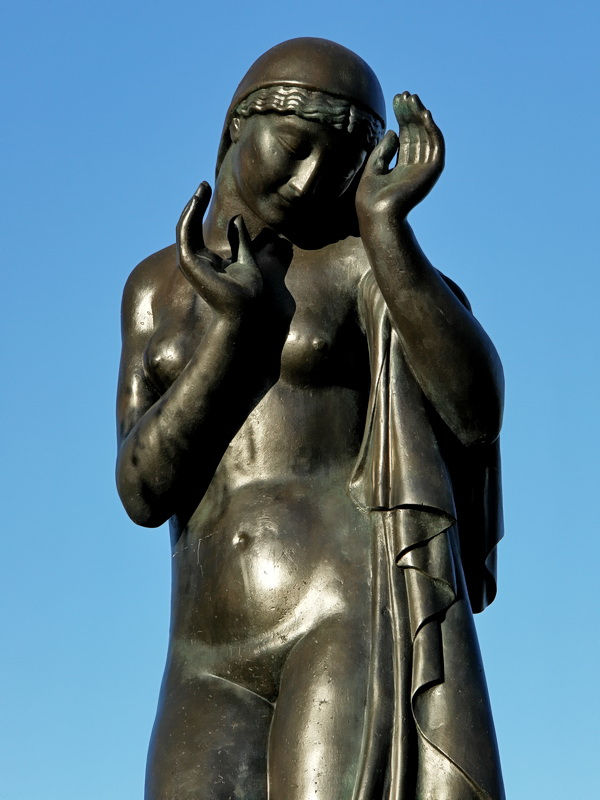
Генрик Куна, "Ритм", у парку Скаришевського, Варшава, Польща (1925)
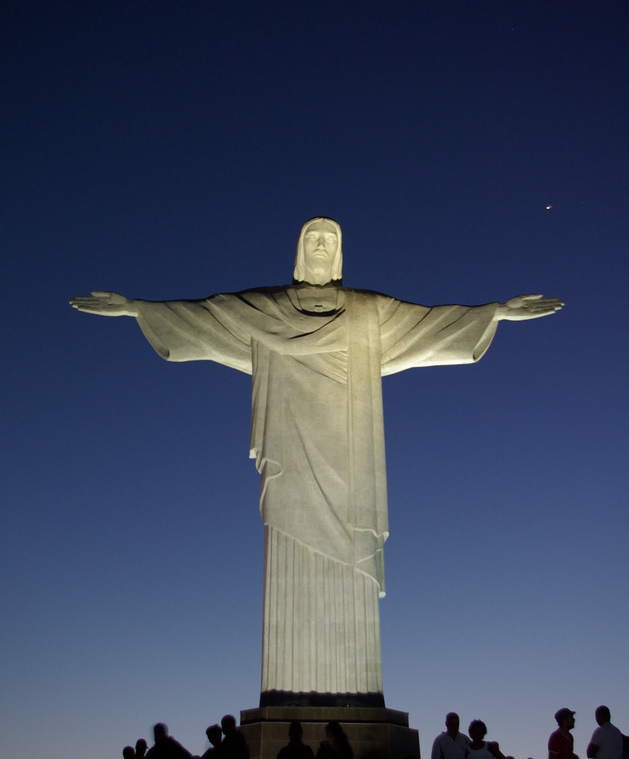
Статуя Христа Спасителя Поль Ландовський, тальк Корковаду (гора), Ріо-де-Жанейро (1931) Споруджений між 1922 і 1931 роками, був найбільшою статуєю в стилі ар-деко у світі доки у 2010 році не з'явилась Статуя Царя Всесвіту Ісуса Христа (Свебодзін).

Скульптури періоду ар-деко, як випливає з назви, створювалися для прикрашання офісних будівель, урядових споруд, громадських просторів та приватних салонів. Майже завжди вони несли репрезентативний характер, зазвичай з героїчними або алегоричними фігурами, залежно від функції будівлі або мецената. Абстрактна скульптура або декор зустрічається вкрай рідко. Вони часто служили оздобленням фасаду будівель, особливо над входом.
Алегоричні скульптури танцю і музики Антуана Бурделя для Театру Єлисейських полів у 1912 році вважаються віхою в скульптурі ар-деко. Арістід Майоль переосмислив класичний ідеал у своїй скульптурі «Річка» (1939), що нині зберігається в Музеї сучасного мистецтва в Нью-Йорку. Мабуть, однією з найвідоміших скульптур ар-деко є Статуя Христа Спасителя французького скульптора Поля Ландовського, встановлена у Ріо-де-Жанейро, створена між 1922 і 1931 роками.
Він навчався в Школі витончених мистецтв разом з багатьма скульпторами, які працювали в США, а інші вчилися у Огюста Родена. Однак після біржового краху 1929 року ринок монументальної скульптури був значною мірою зруйнований, але один великий проєкт вцілів: новий комплекс Рокфеллерівського центру. Лі Лоурі та Пол Меншип розробили героїчні, алегоричні фігури для фасадів будівель Рокфеллерівського центру та відкритих просторів.

## Графіка

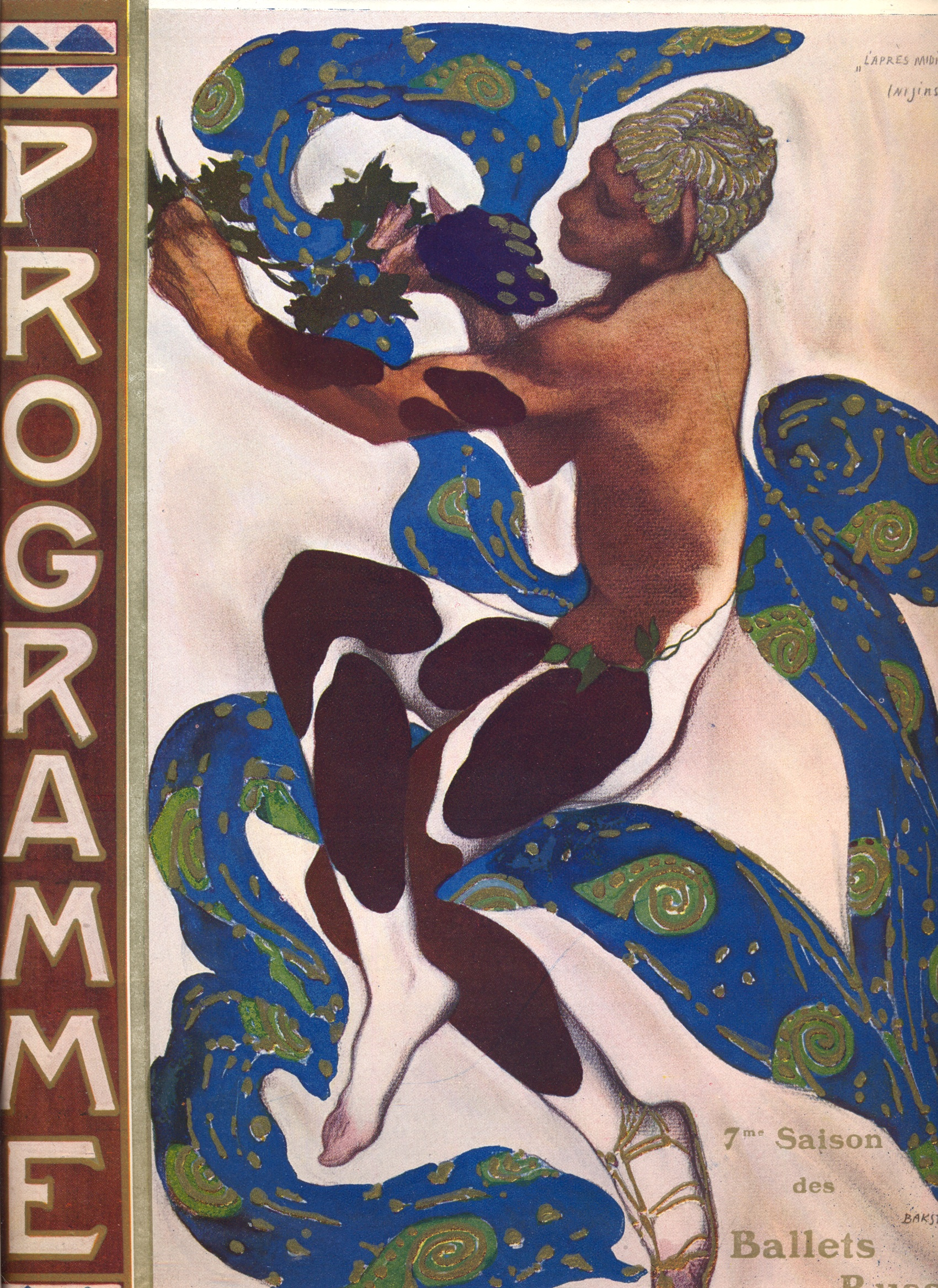
Програма "російського балету" Леон Бакст (1912)
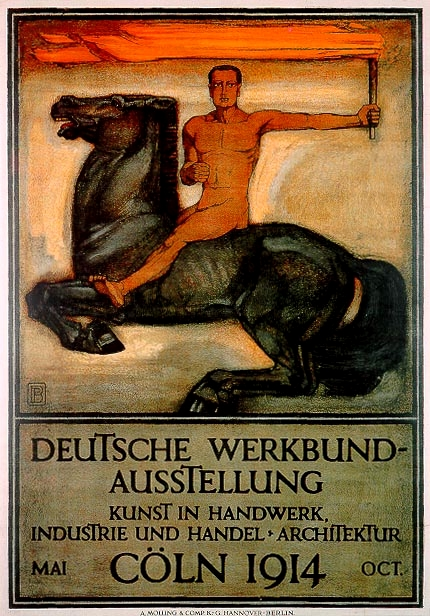
Афіша виставки Deutscher Werkbund (1914) Петер Беренс
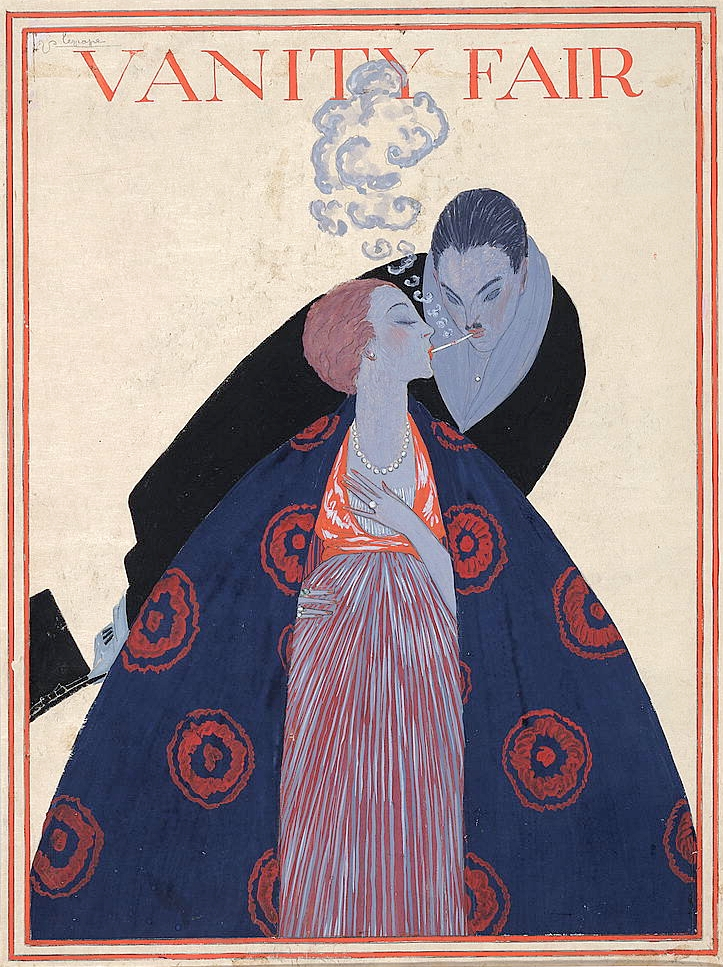
Обкладинка американського журналу Vanity Fair Жоржа Лепапа (1919)
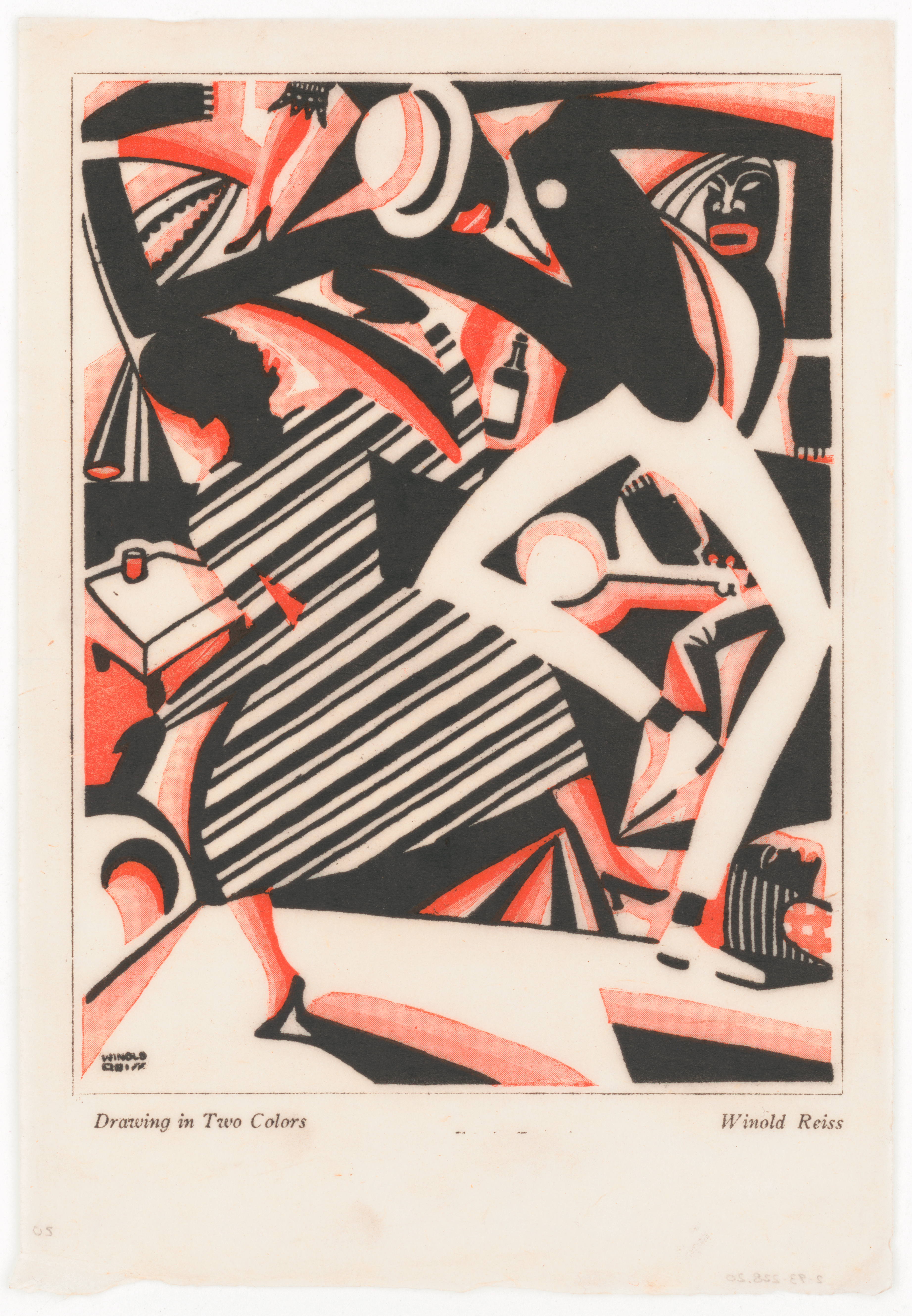
Гарлемська джазова інтерпретація Вінольда Райса (бл. 1920)
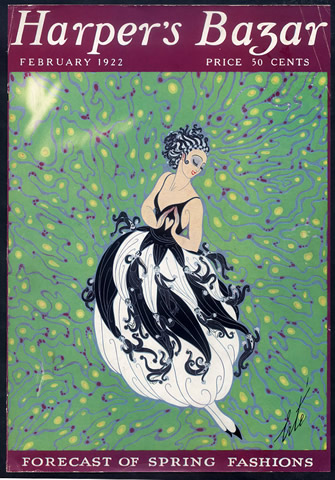
Обкладинка американського модного журналу Harper's Bazaar, Ерте (1922)
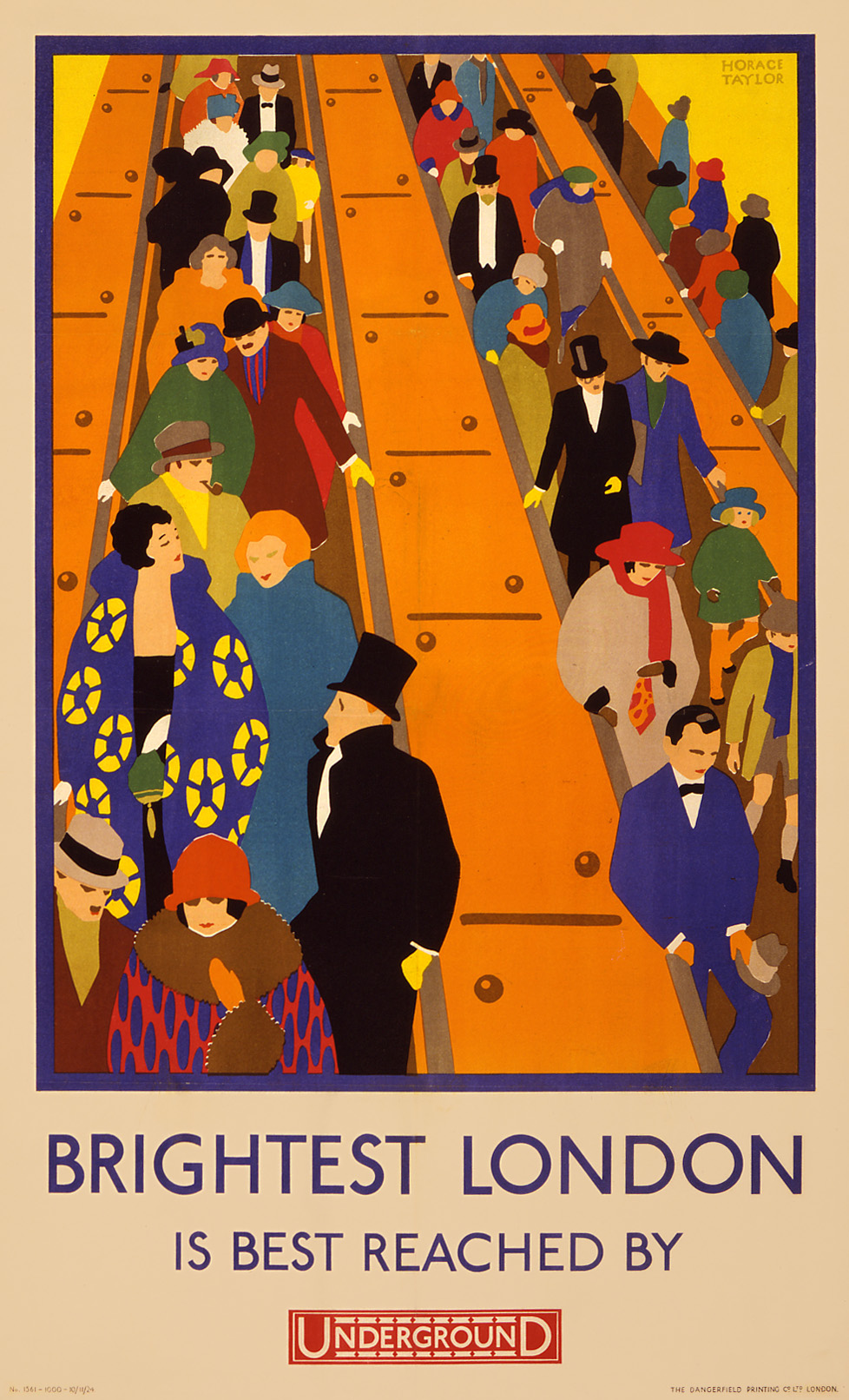
Плакат «Лондонське метро» (1924) Хорас Тейлора (1924)
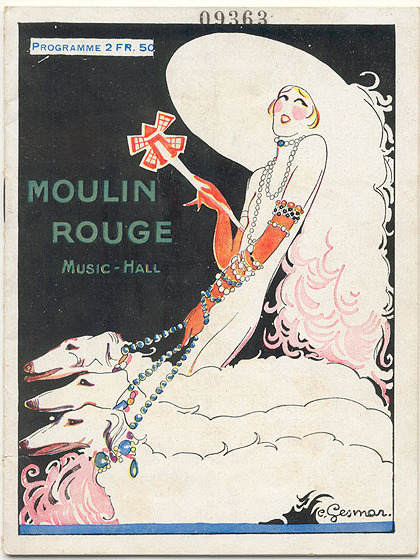
Плакат Мулен Руж Шарль Гесмар (1925)
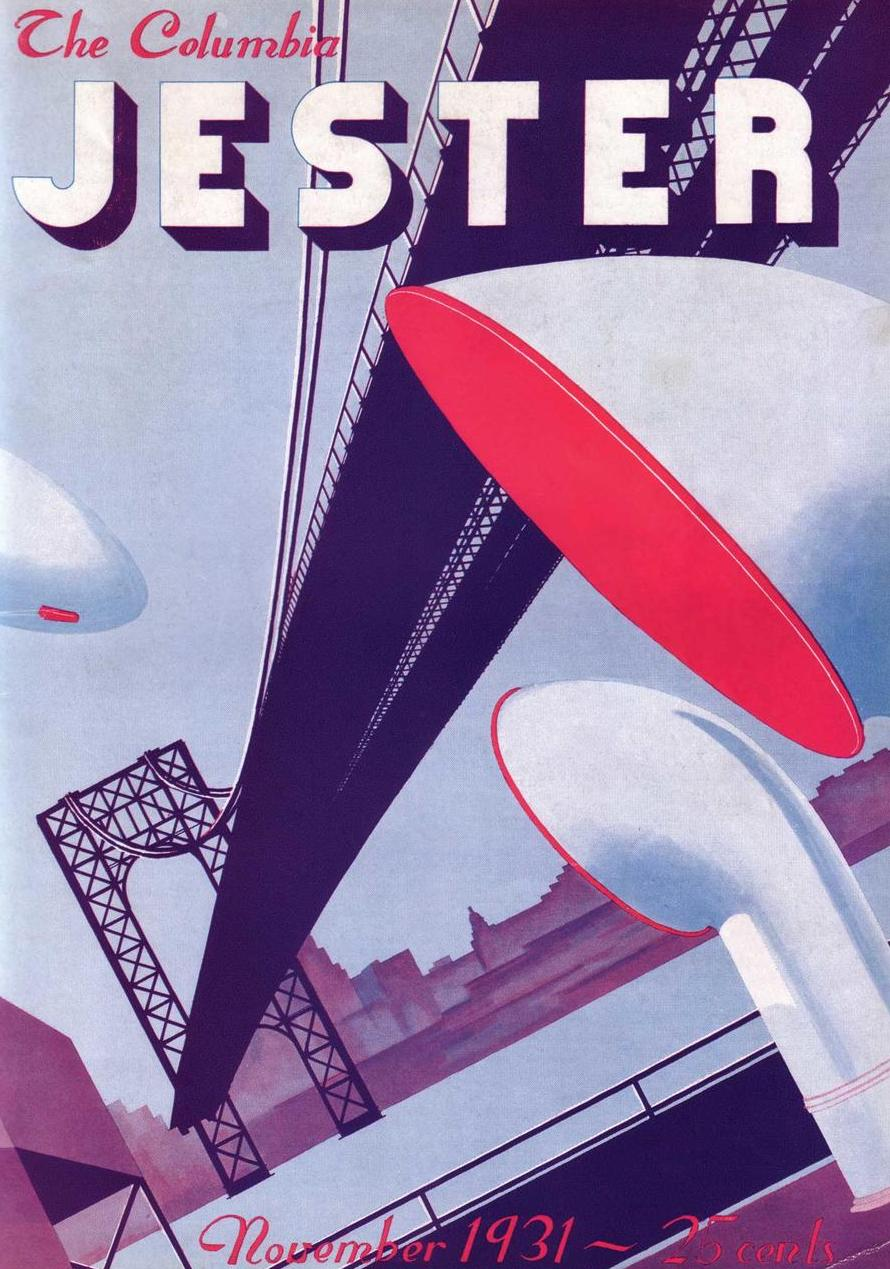
Обкладинка "Блазня" Колумбійського університету (1931)

Ар-деко з'явився досить рано, ще до Першої світової війни, в прикладній графіці, на плакатах, на костюмах, розроблених Леоном Бакстом для Російського балету, або в каталогах модельєра Поля Пуаре. Ілюстрації Жоржа Барб'є та Жоржа Лепапа у французькому модному журналі La Gazette du bon ton передають елегантність стилю. Мода 1920-х років, яка змінювалась, була більш повсякденною, спортивною та зухвалою, а жінки-моделі часто палили сигарети. Американські модні журнали Vogue, Vanity Fair і Harper's Bazaar швидко прийняли новий стиль і популяризували його в США. У Німеччині на нього вплинули ілюстрації Людвіга Гольвейна, який створював плакати для музичних фестивалів і пивних брендів, а пізніше — для нацистської партії.
В епоху модерну плакати здебільшого рекламували театральні вистави та кабаре, а до 1920-х років дуже популярними стали плакати на тему подорожей, літаків і круїзів. Стиль, який до цього часу змінився, був орієнтований на рекламований продукт, став спрощеним, чіткішим, динамічнішим, часто з одноколірним фоном. Серед французьких дизайнерів Чарльз Лупо та Поль Колін стали відомими своїми дизайнами плакатів для Жозефіни Бейкер, Жан Карлу створив плакати для фільмів Чарлі Чапліна, дизайни плакатів Чарльза Гесмара Містінгета, а також, серед іншого, для Air France.

## Архітектура

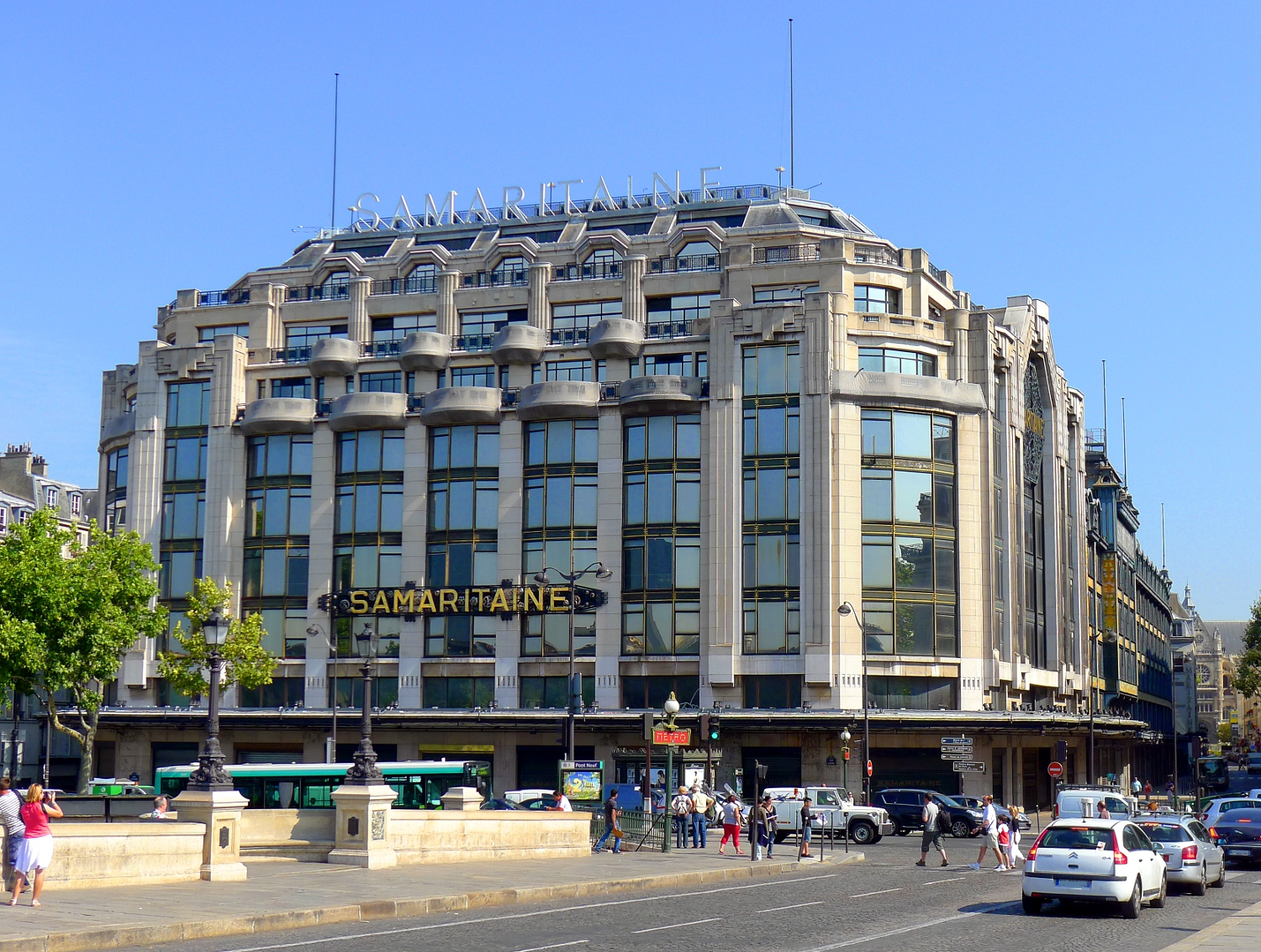
Універмаг La Samaritaine Анрі Соваж, Париж (1925-28)
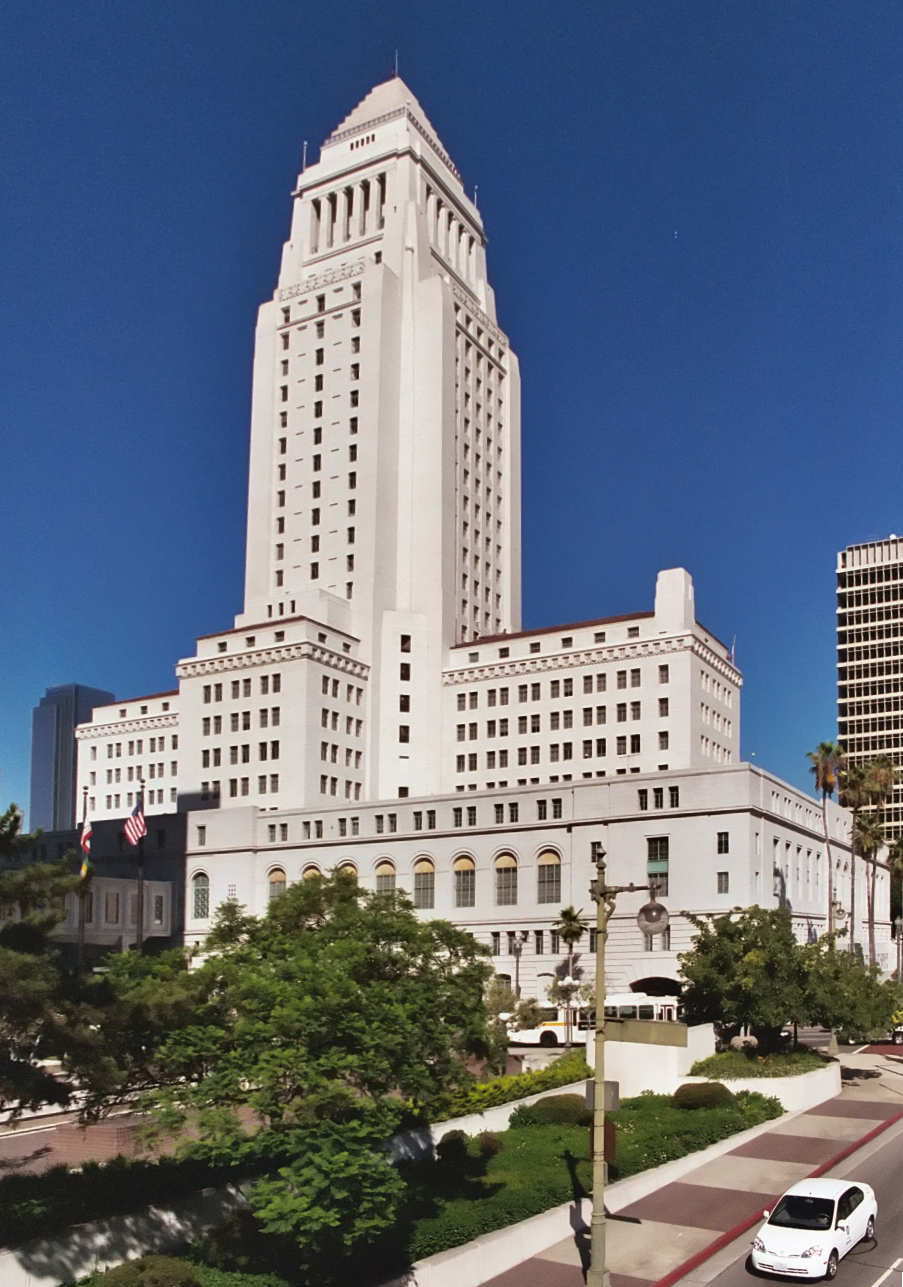
Мерія Лос-Анджелеса Розроблено Джоном Паркінсоном, Джоном К. Остіном та Альбертом К. Мартіном-старшим (1928)
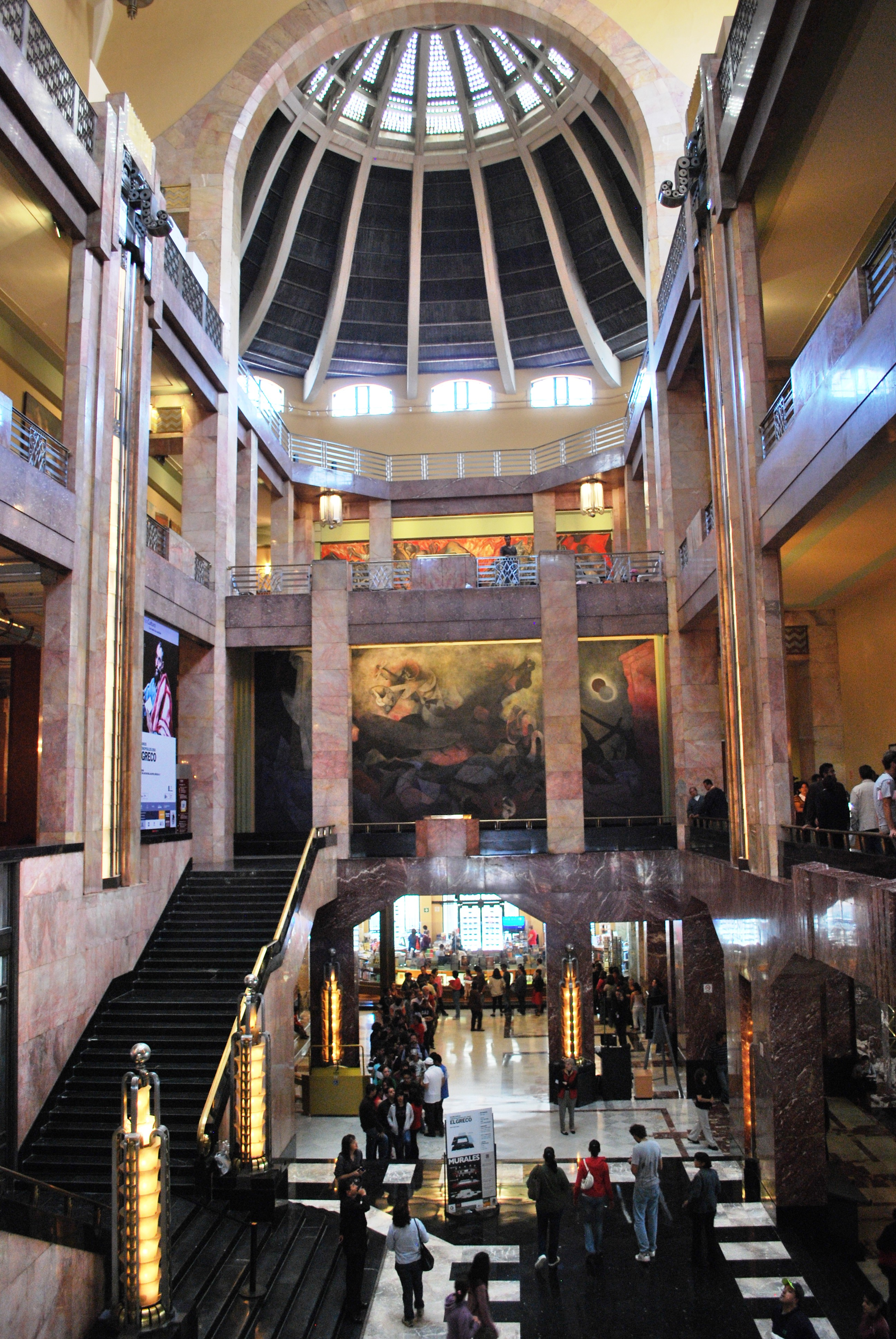
Інтер'єр Палацу образотворчих мистецтв, Мехіко (1934)
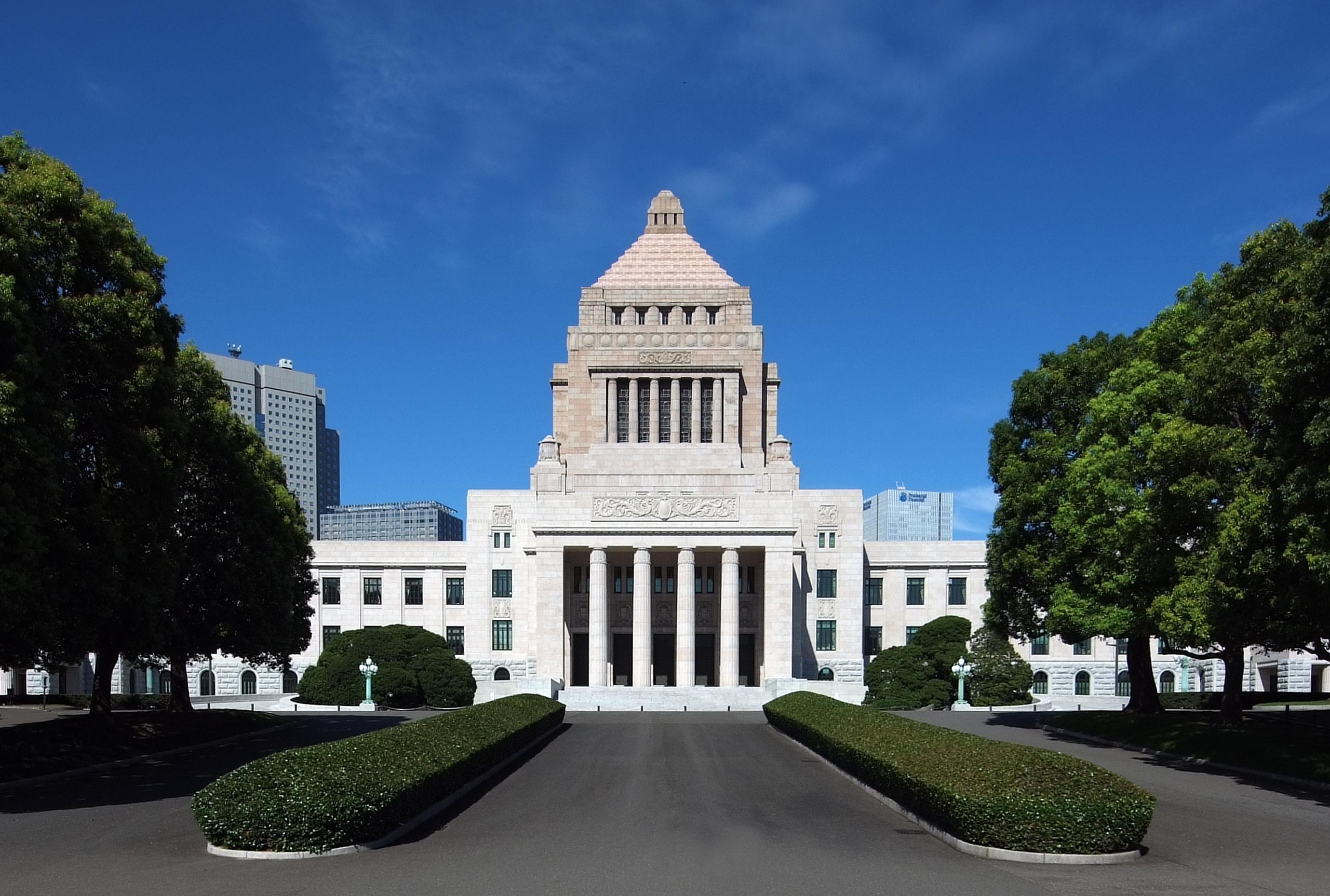
Будівля парламенту, Токіо, Японія (1936)
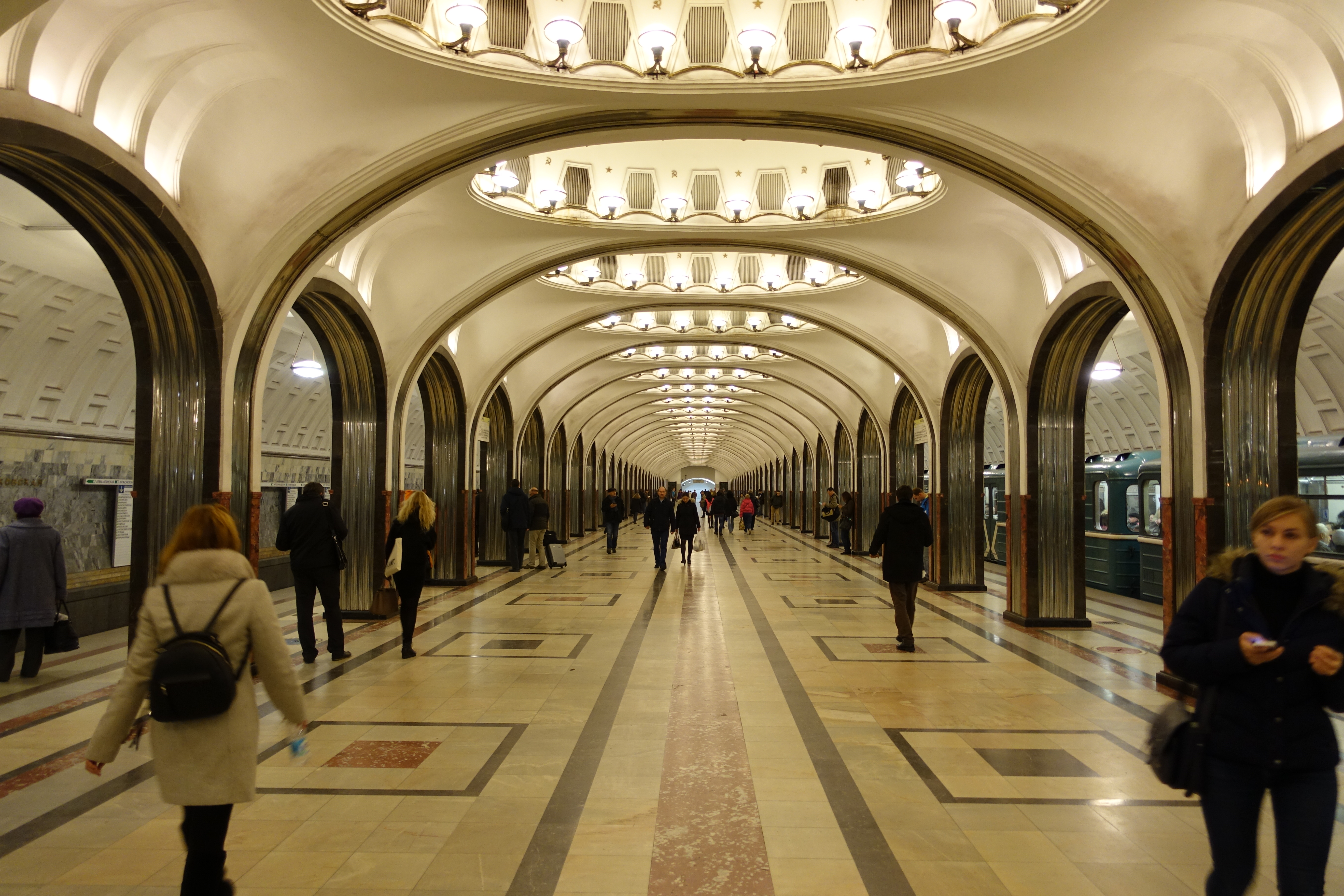
Станція метро "Маяковська" (1936)

Ар-деко розвивався паралельно з модерністськими прагненнями, переймаючи багато технічних досягнень, у тому числі принцип конструкції сталевого каркасу. За цією технологією були побудовані репрезентативні будівлі епохи, хмарочоси, які виражали ідеал прогресу. Ефект арт-деко проявляється, перш за все, в декорі. Ратуша Лос-Анджелеса та нью-йоркська Крайслер-білдінг стали типовими представниками цього стилю, а геометричні елементи також зустрічаються на найвищій будівлі у світі на той час, Емпайр-стейт-білдінг.

### «Собори торгівлі»

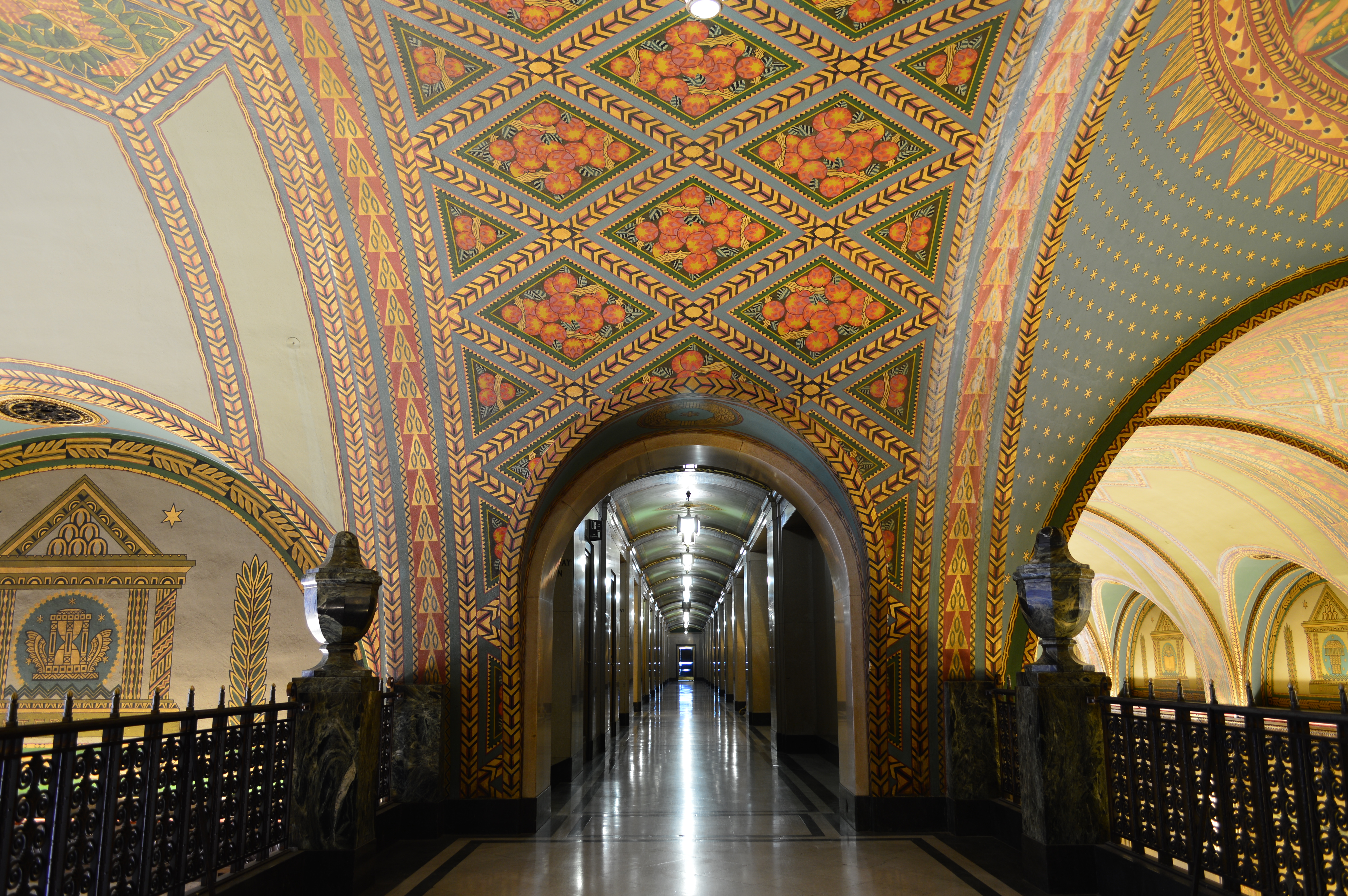
Фішер Білдінг Детройт, за проєктом Джозефа Натаніеля Френча (1928)
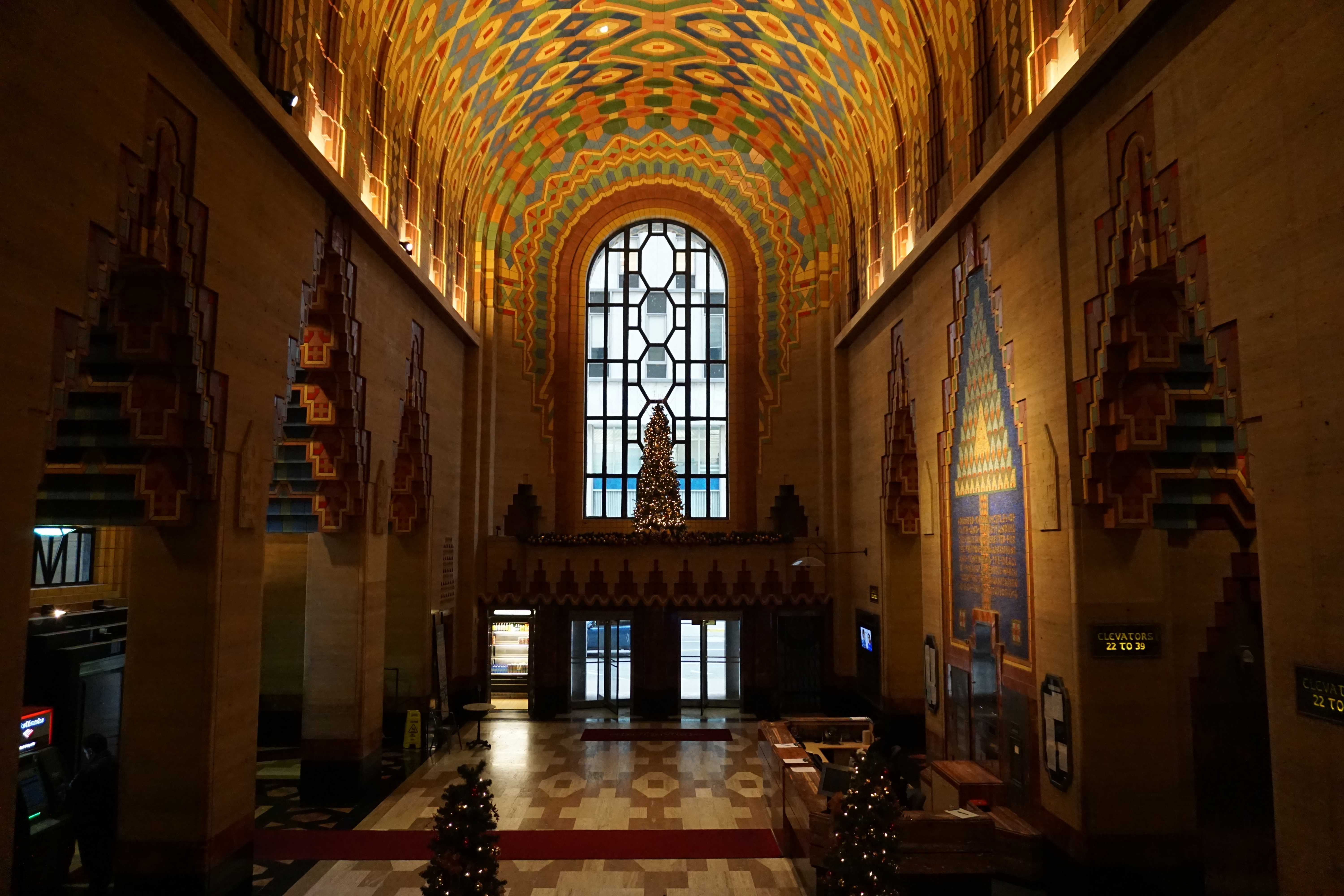
Вестибюль Гардіан Білдінг Детройт, дизайн Вірта Роуланда (1929)
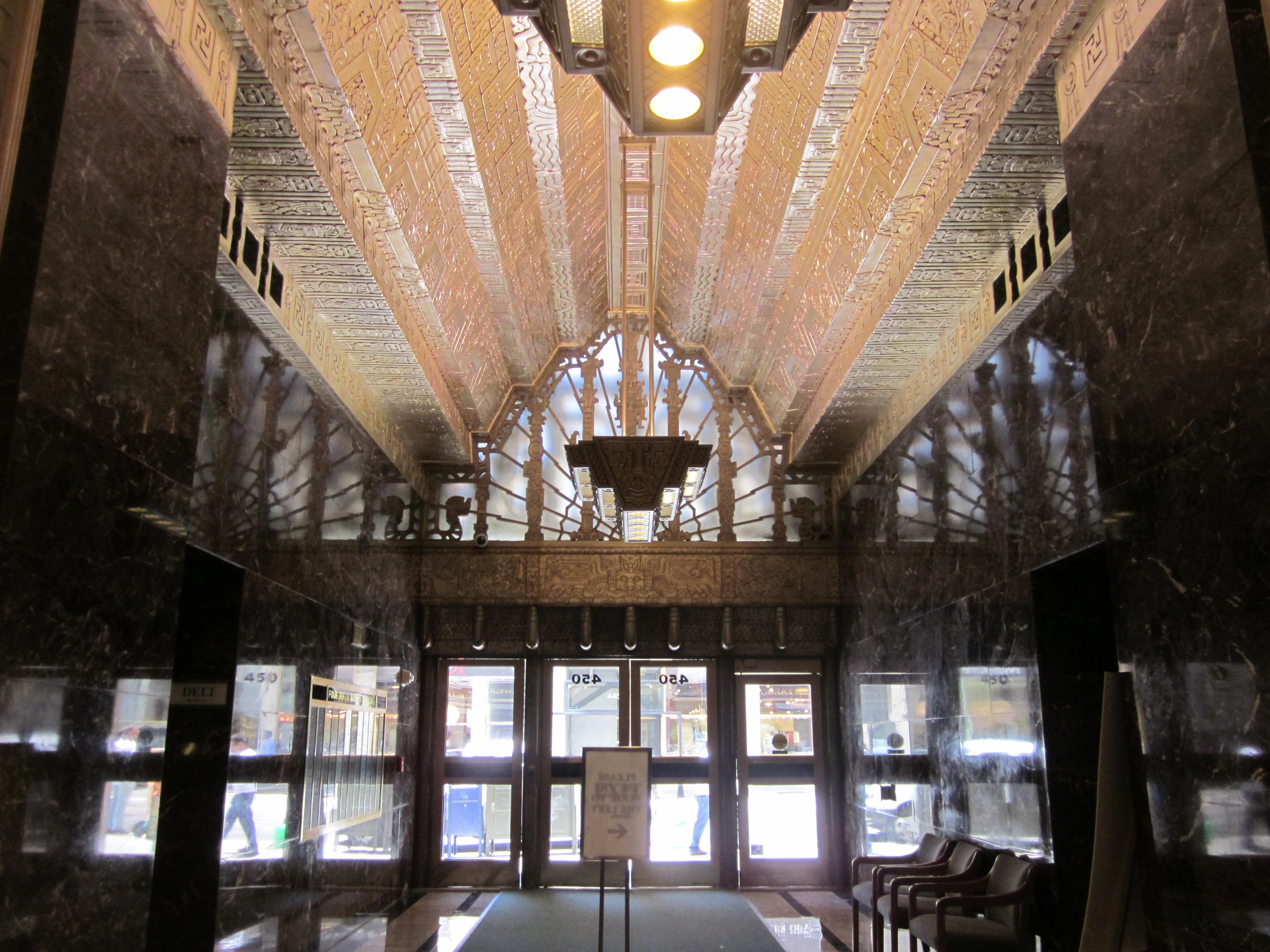
Вестибюль каліфорнійського хмарочоса в стилі майя Сан-Франциско, Саттер-стріт, 450, дизайн Тімоті Пфлюгера (1929)
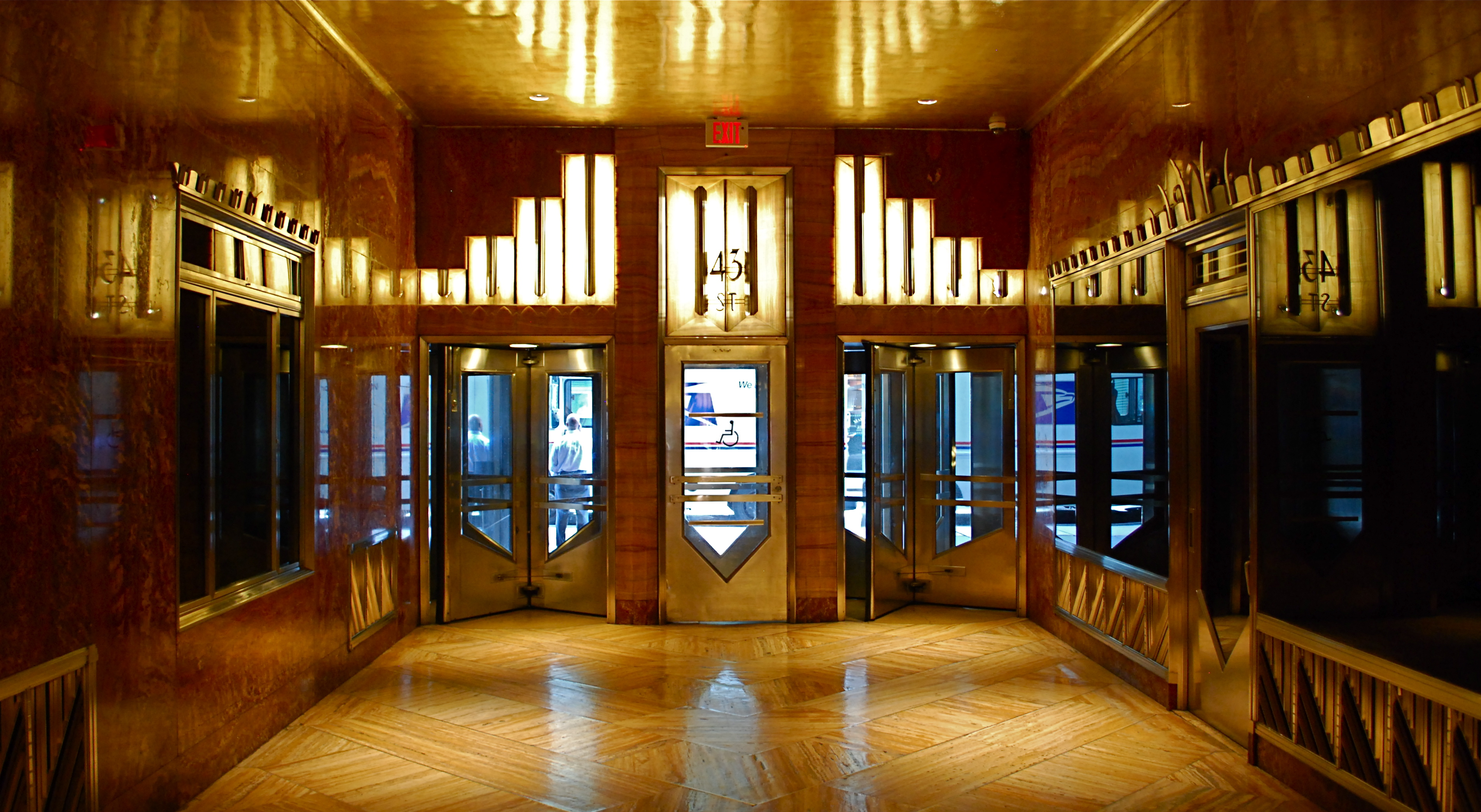
Фойє Крайслер Білдінг Дизайн Вільяма Ван Алена, Нью-Йорк (1930)
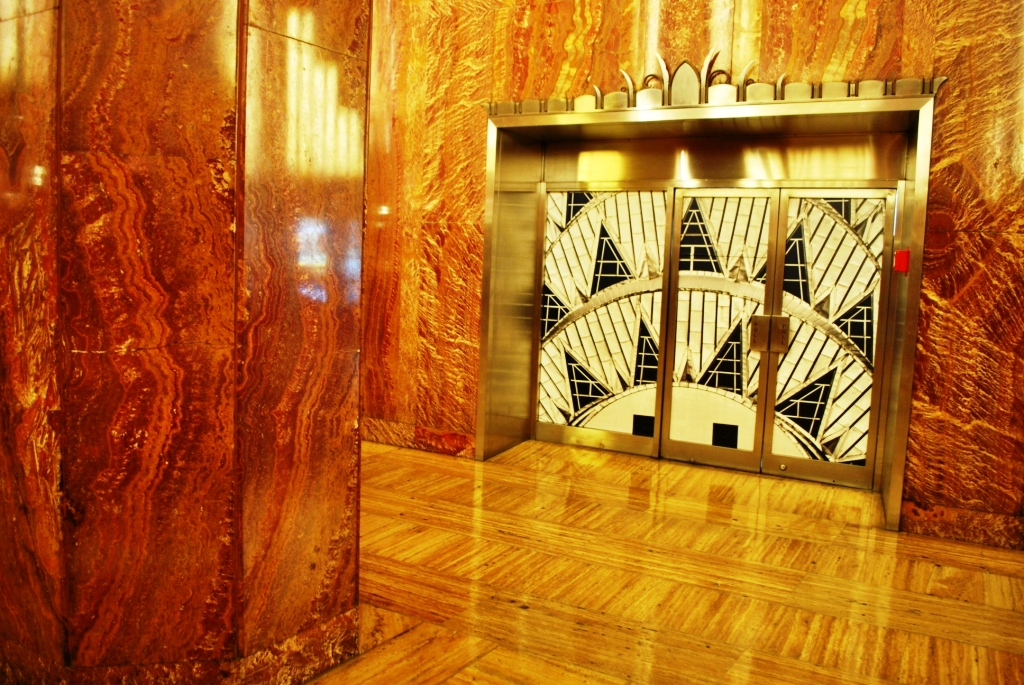
Ліфт у Крайслер Білдінг (1930)
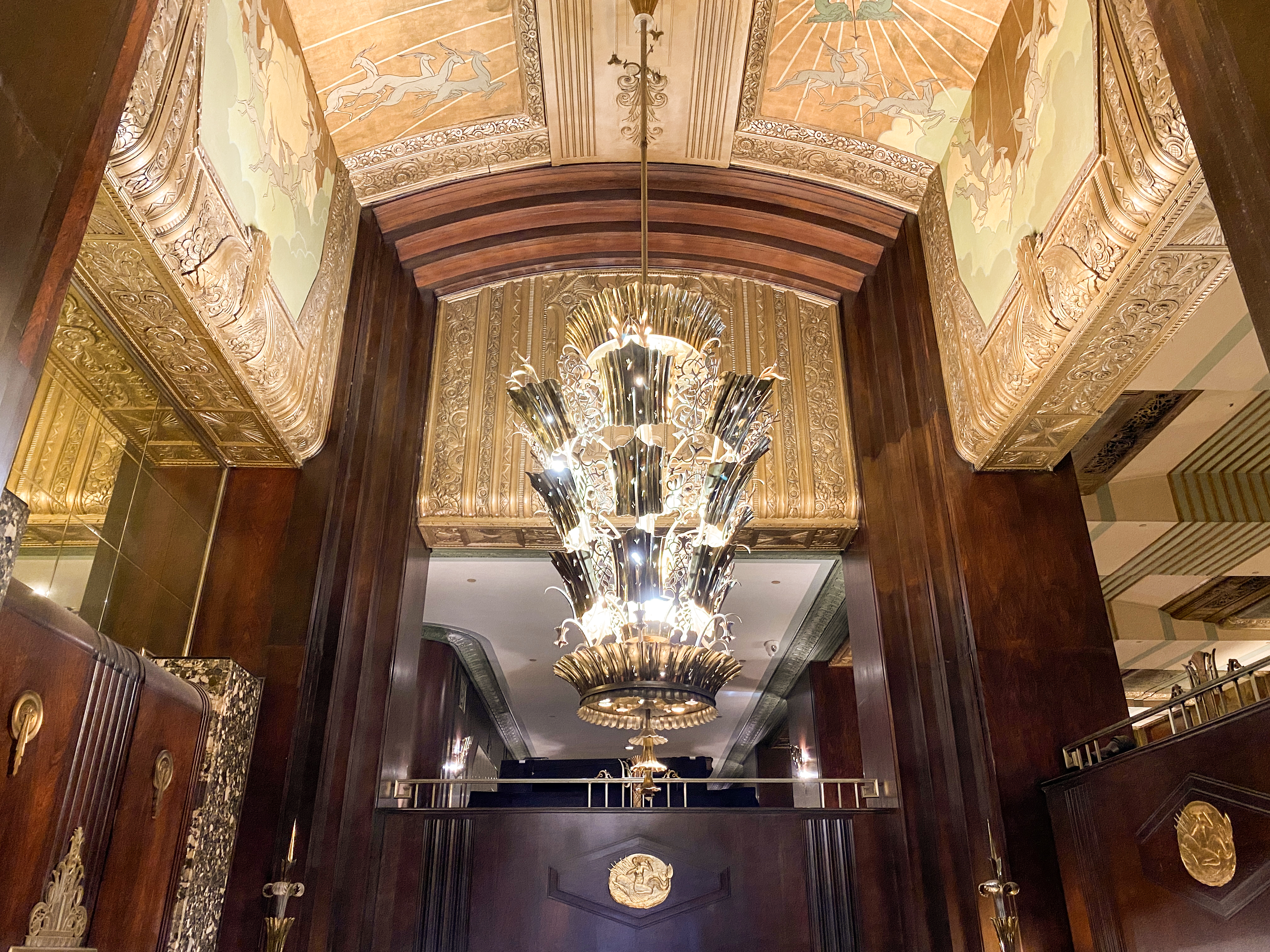
Деталі стелі та люстри у вестибюлі вежі Carew Tower у Цинциннаті, штат Огайо, автор Вальтер В. Ахлшлагер (1930)
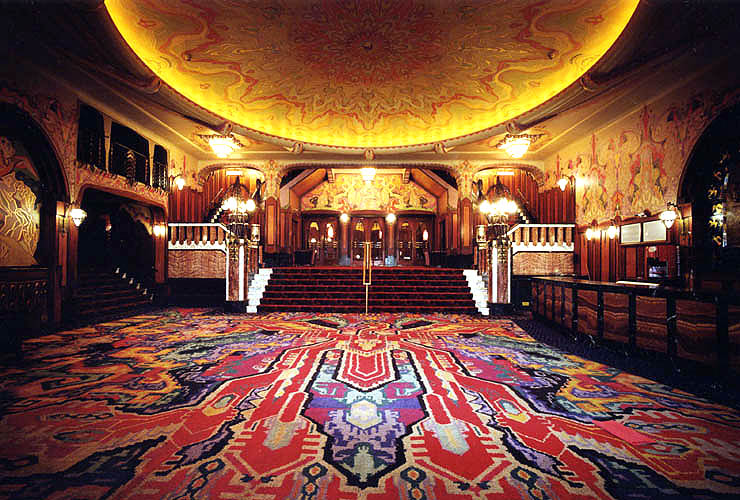
Фойє Театру Тушинського в Амстердамі, Нідерланди, робота Хеймана Луїса де Йонга (1921)

Вестибюлі урядових будівель, театрів та офісних приміщень розглядалися як чудова вітрина для дизайну інтер'єру в стилі ар деко. Інтер'єри були дуже барвистими та динамічними, зі скульптурами, фресками, геометричними орнаментами з мармуру, скла, кераміки та нержавіючої сталі.

### Хмарочоси

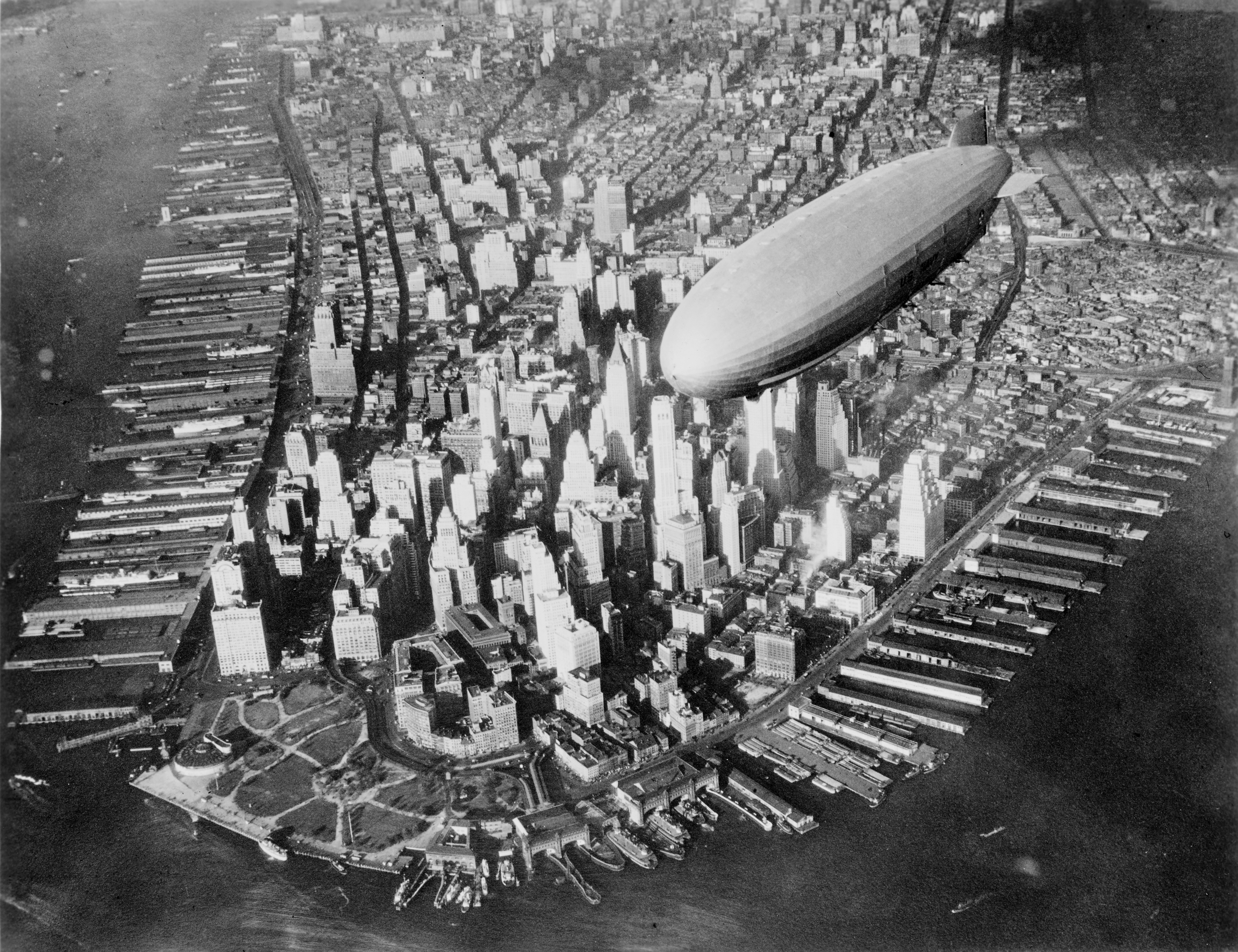
Панорама Нью-Йорка (прибл. 1931–33)
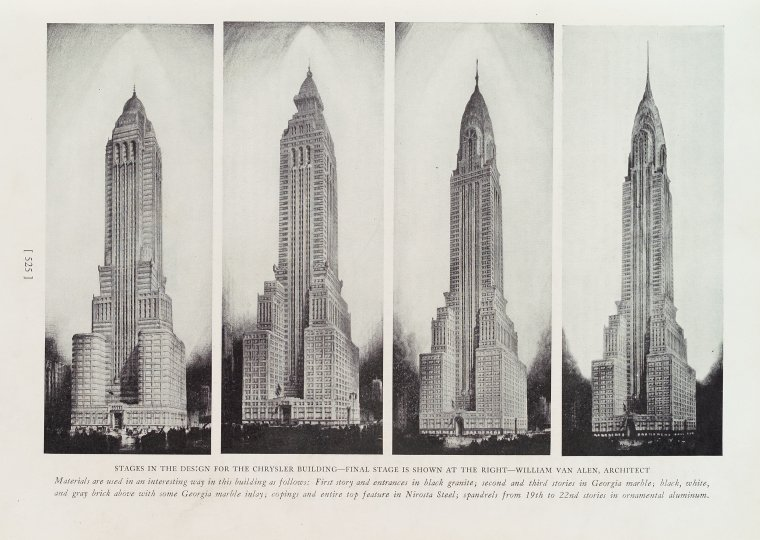
Етапи розробку дизайну Крайслер Білдінг
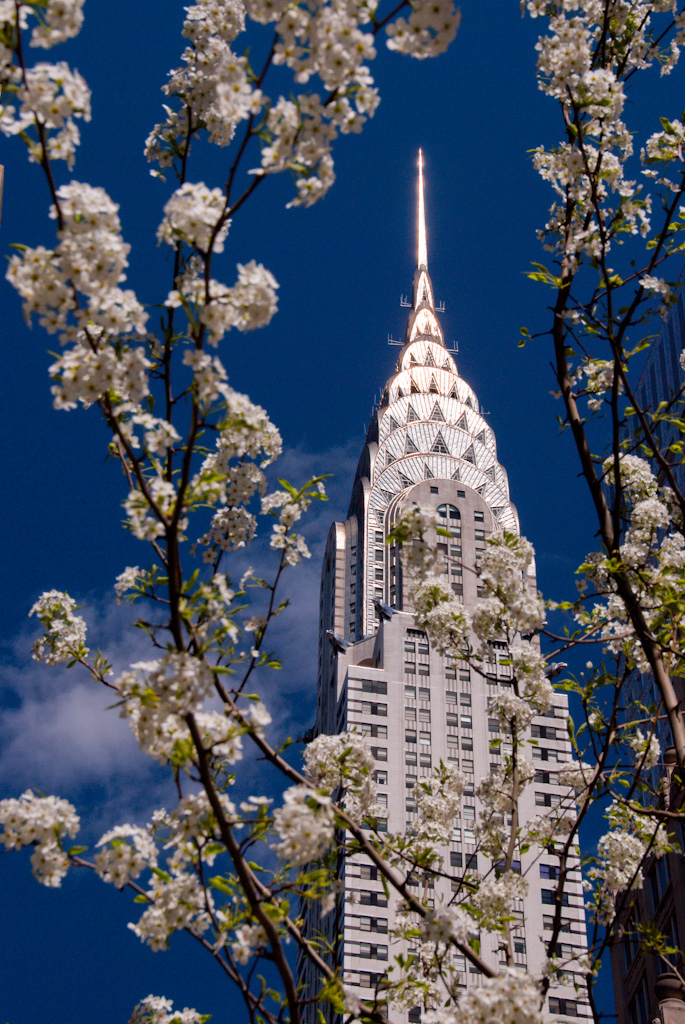
Крайслер Білдінг, Нью-Йорк, дизайн Вільяма Ван Алена (1928-30)
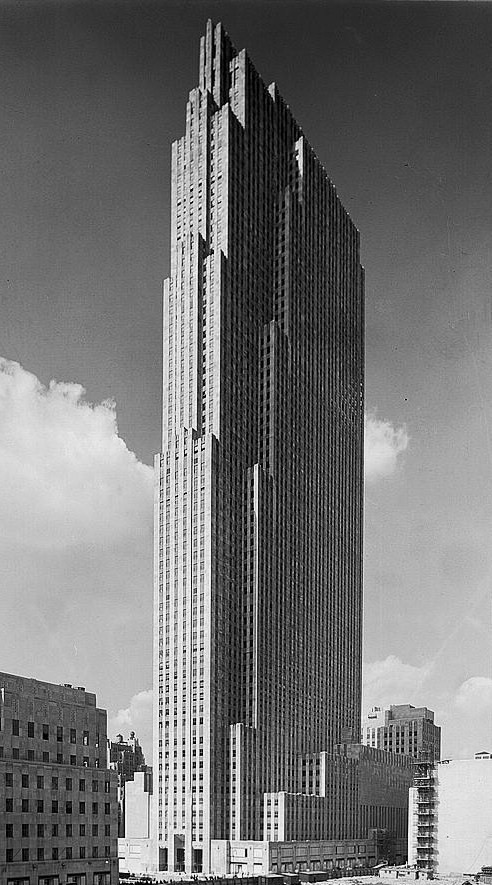
30 Рокфеллерівський центр, наразі будівля Comcast в Рокфеллерівському центрі , проєкт Раймонда Гуда (1933)
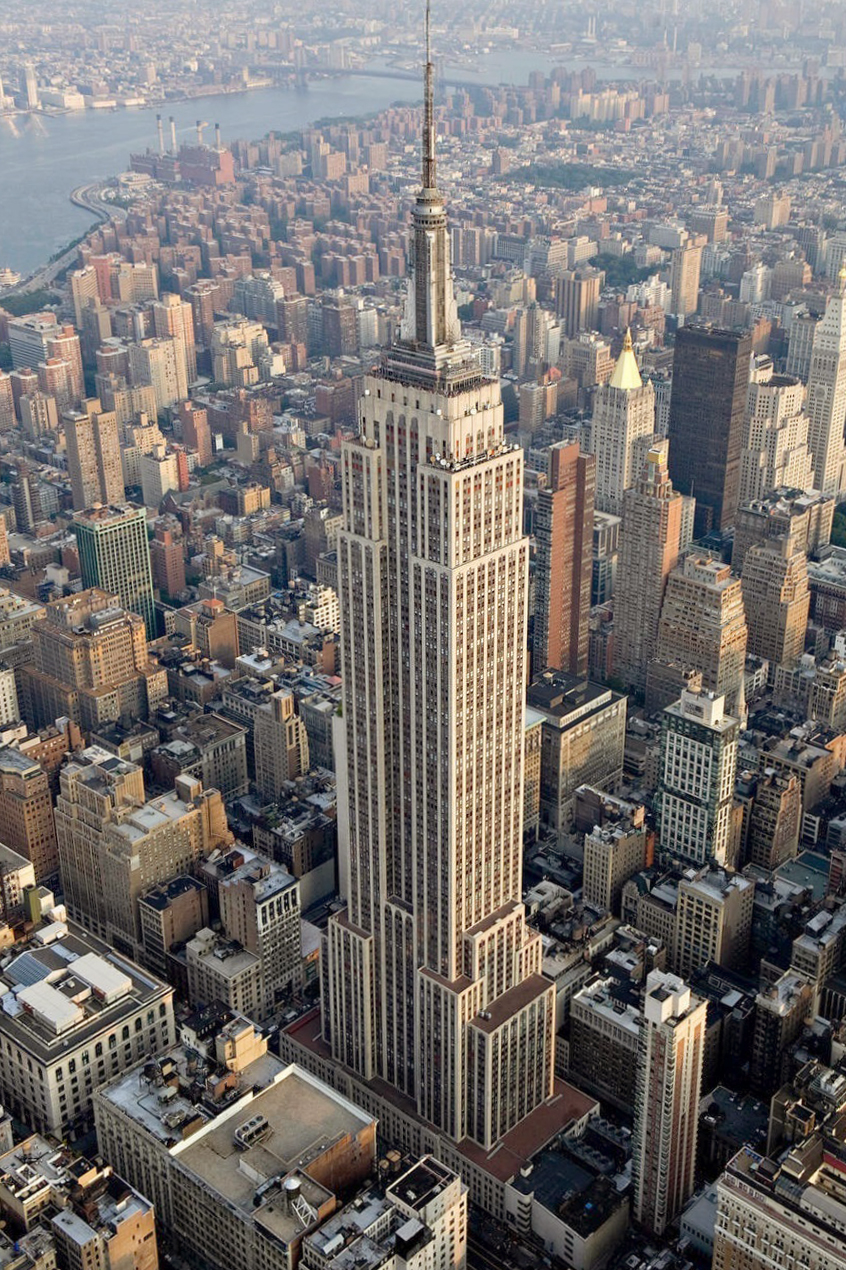
Емпайр-Стейт-Білдінг, Нью-Йорк, авторство Shreve, Lamb & Harmon (1931)
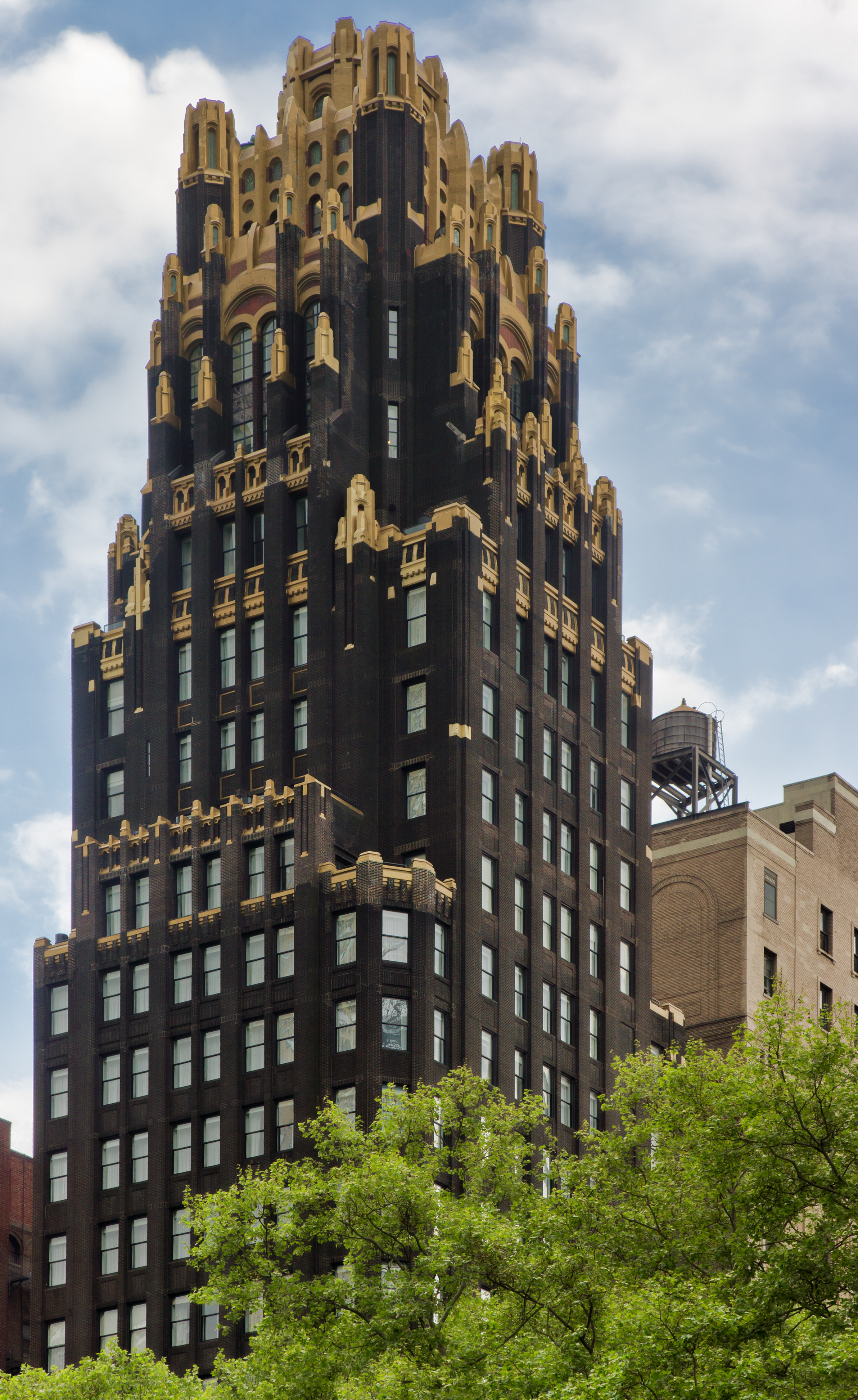
A Radiator Building, Нью-Йорк, проєкт Раймонда Гуда (1924)
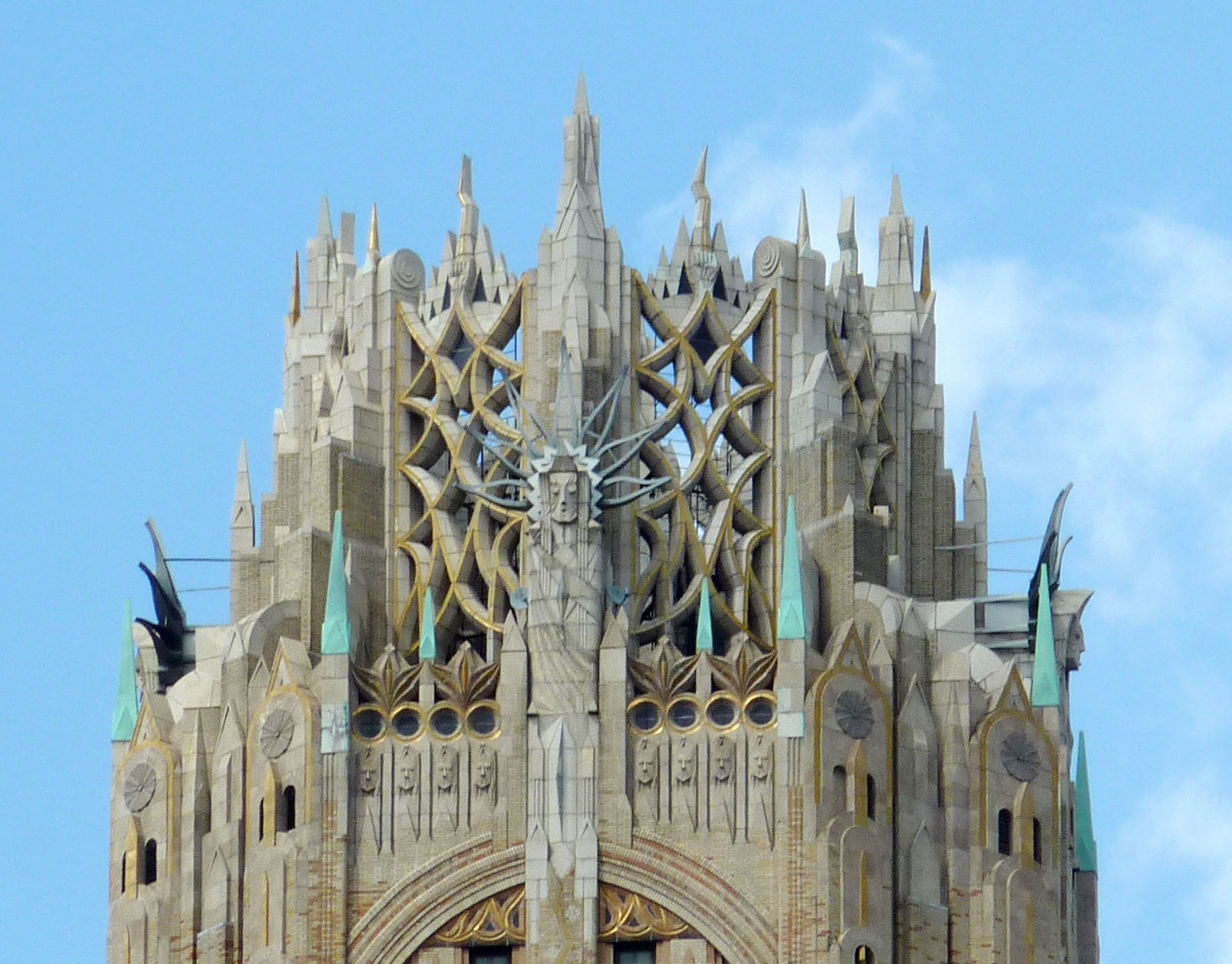
Верхівка Дженерал-Електрик-білдінг, 570 Лексінгтон Авеню, Мангеттен

Для багатьох американські хмарочоси виявились вершиною архітектури, ставши найвищими і найвідомішими будівлями у світі. Радіатор Білдінг, спроєктований Реймондом Гудом у 1924 році, поєднав у собі елементи готики та ар-деко. Чорна цегла на фасаді символізувала вугілля, золота цегла, що покривала фасад, — вогонь, а вхід був прикрашений мармуром і чорними дзеркалами. Ще одним хмарочосом раннього ар-деко був хмарочос Гардіан Білдінг у Детройті, збудований у 1929 році за проєктом архітектора-модерніста Вірта Роуленда (Wirt C. Rowland). У будівлі вперше використали нержавіючу сталь як елемент декору, а також застосували кольорові візерунки замість традиційної орнаментики. На Мангеттені 77-поверховий Крайслер Білдінг, спроєктований Вільямом Ван Аленом у 1930 році, ззовні був оздоблений нержавіючою сталлю, а геометричний орнамент на основі вежі утворював кришки радіаторів автомобілів, що символізувало як сучасність, так і автомобільну індустрію.

### Кінопалаци

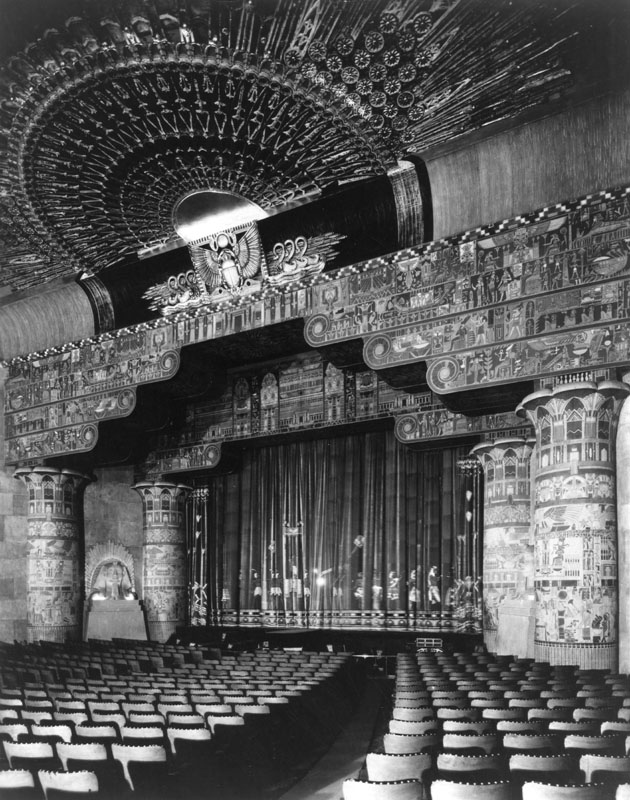
Єгипетський театр Граумана в Голлівуді (Лос-Анджелес), Каліфорнія (1922)
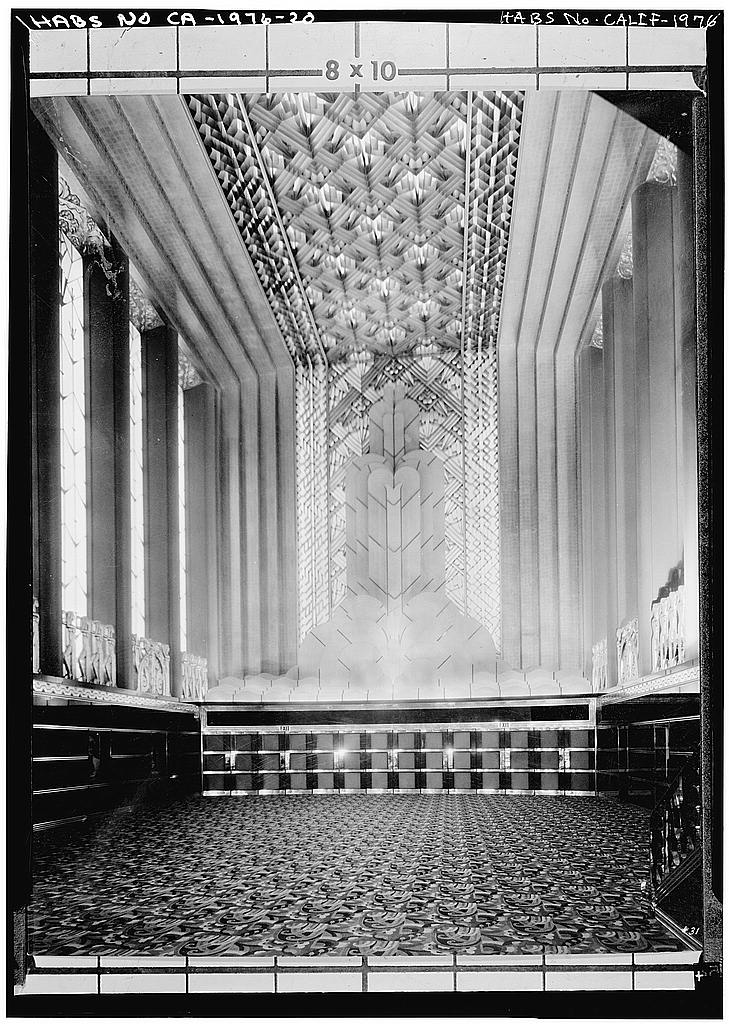
Чотириповерхове велике фойє театру "Парамаунт" в Окленді, Каліфорнія (1932)
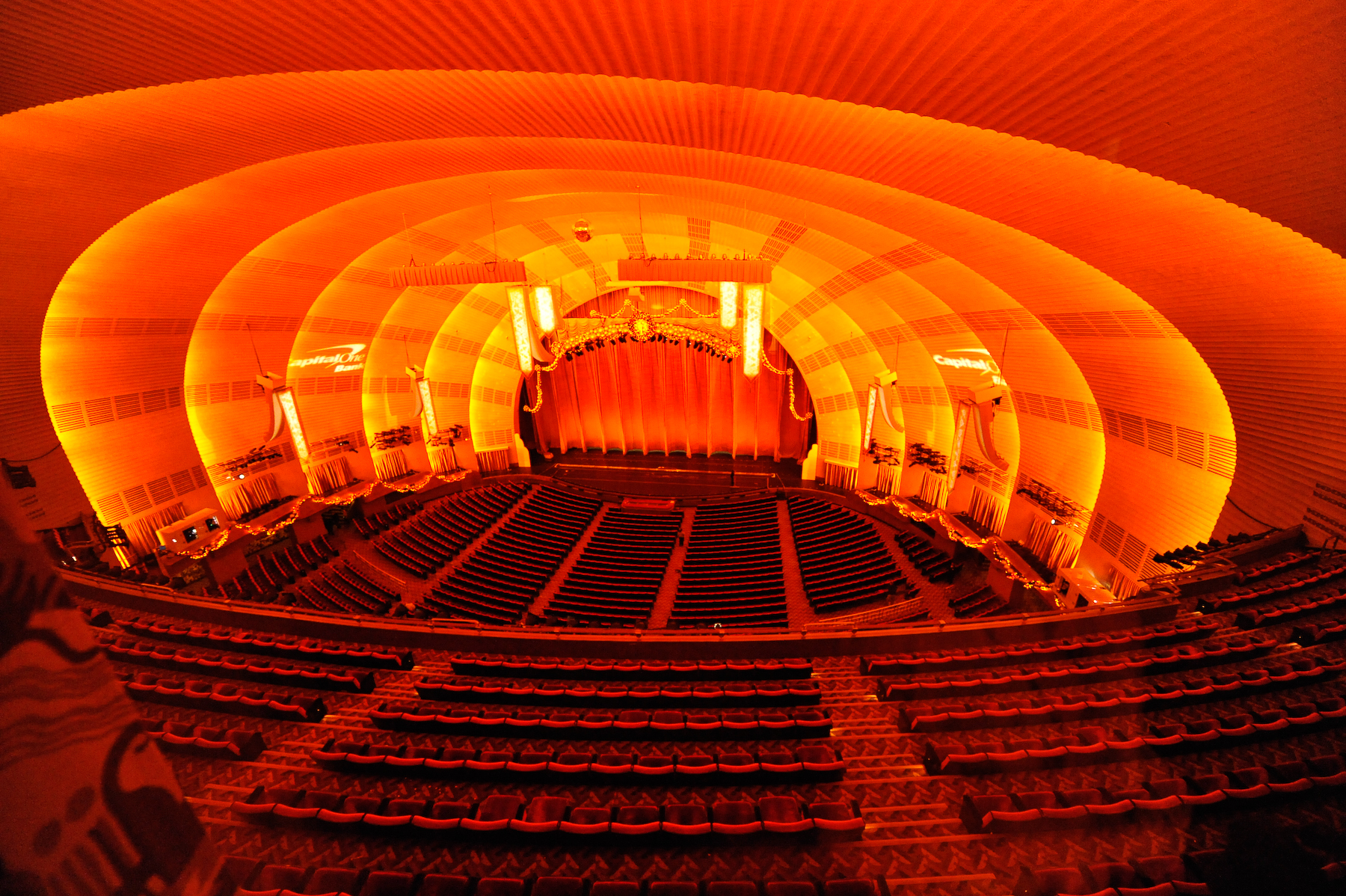
Глядацька зала і сцена Радіо-Сіті Мьюзік-холу в Нью-Йорку, штат Нью-Йорк (1932)
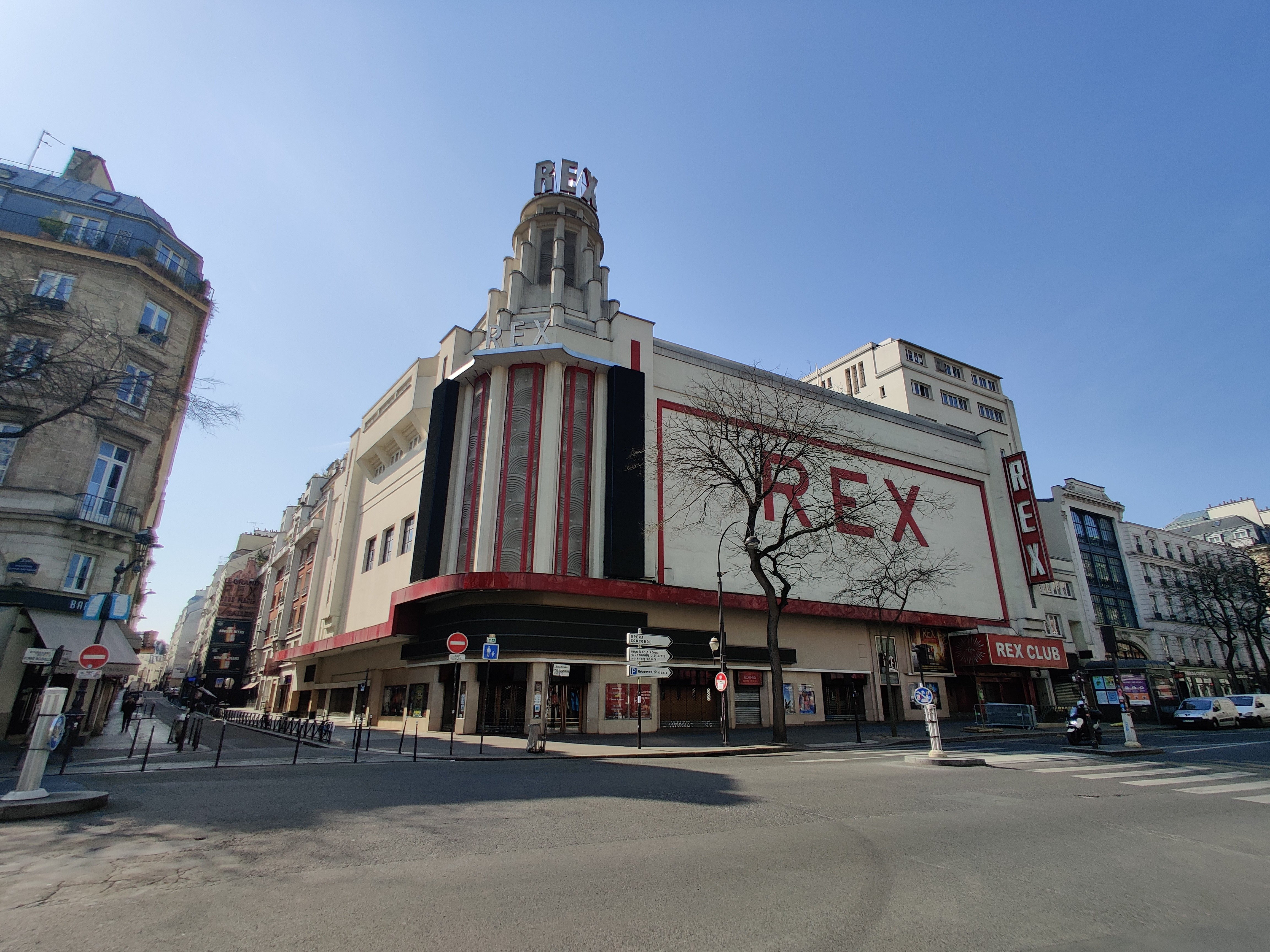
Гран Рекс у Парижі, Франція (1932)
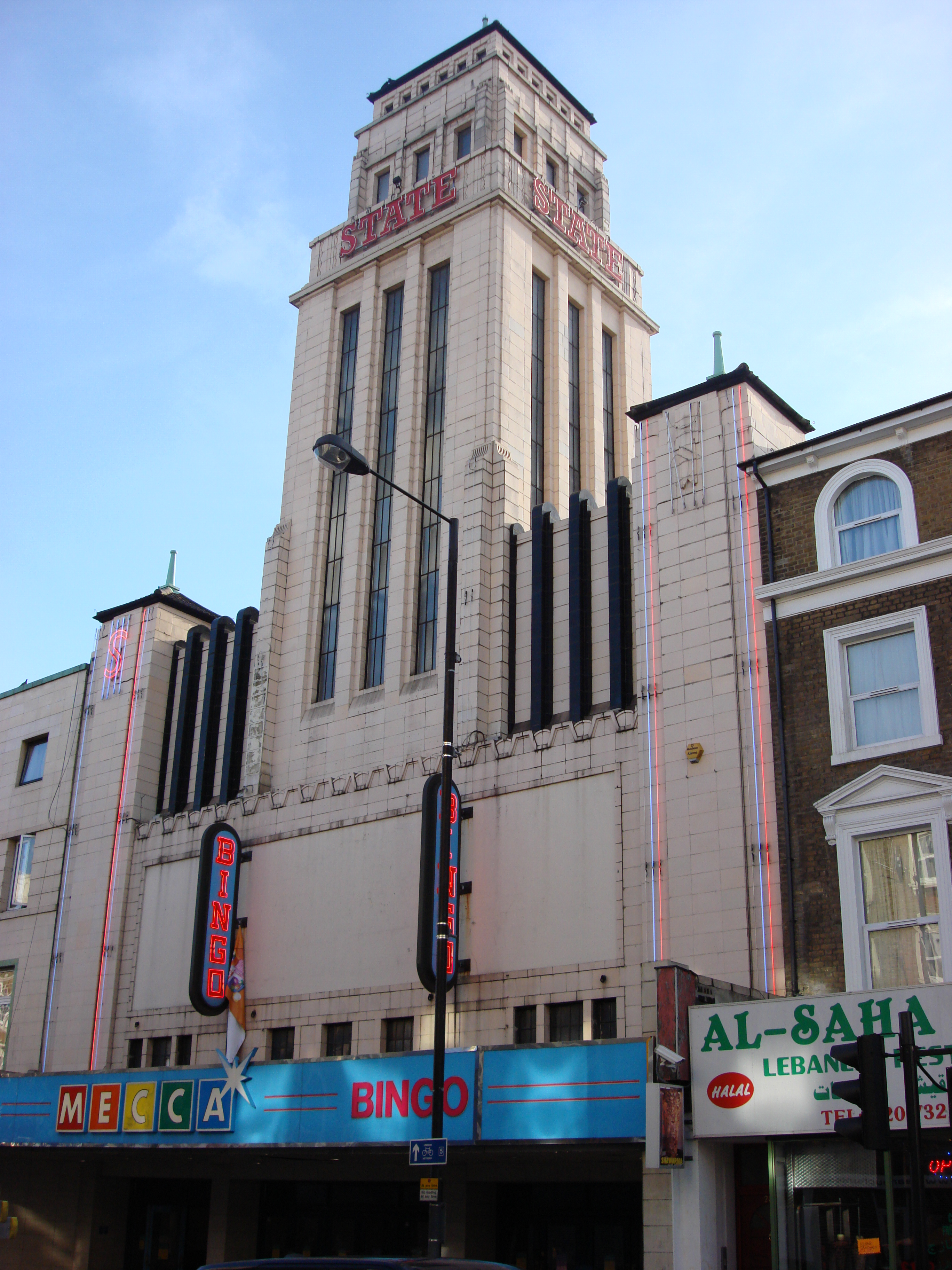
Державний кінотеатр "Гомонт" у Лондоні, Велика Британія (1937)
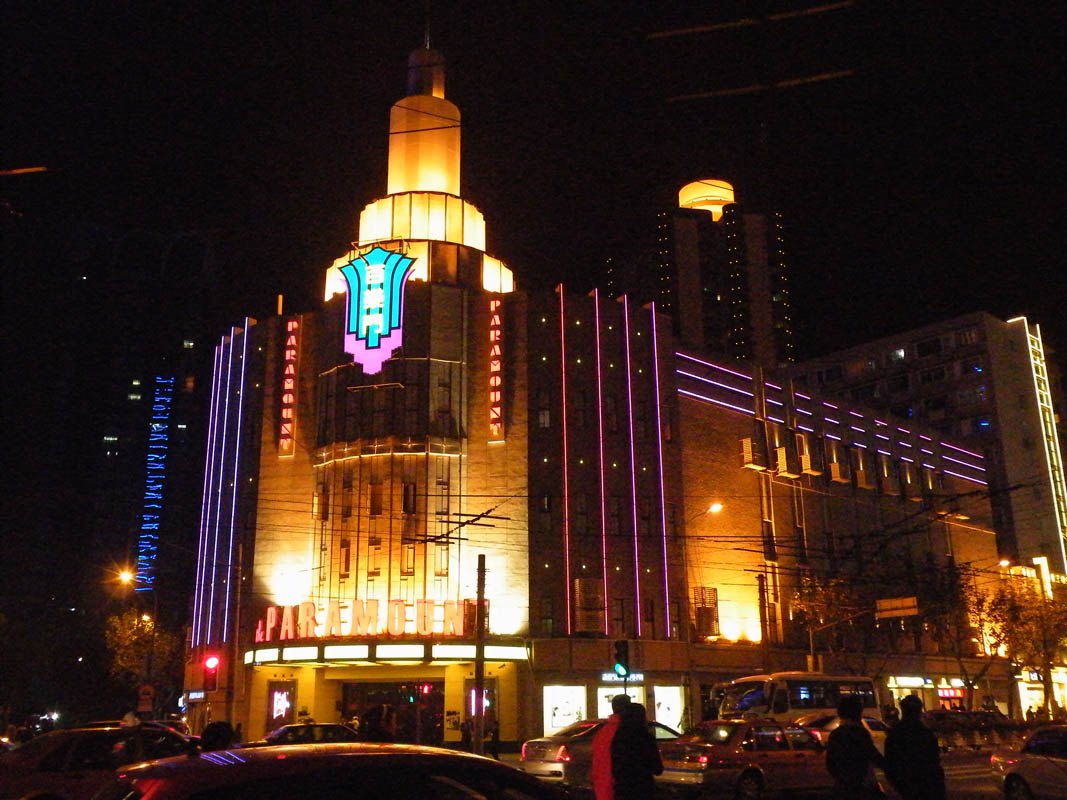
Кінотеатр "Парамаунт" у Шанхаї, Китай (1933)
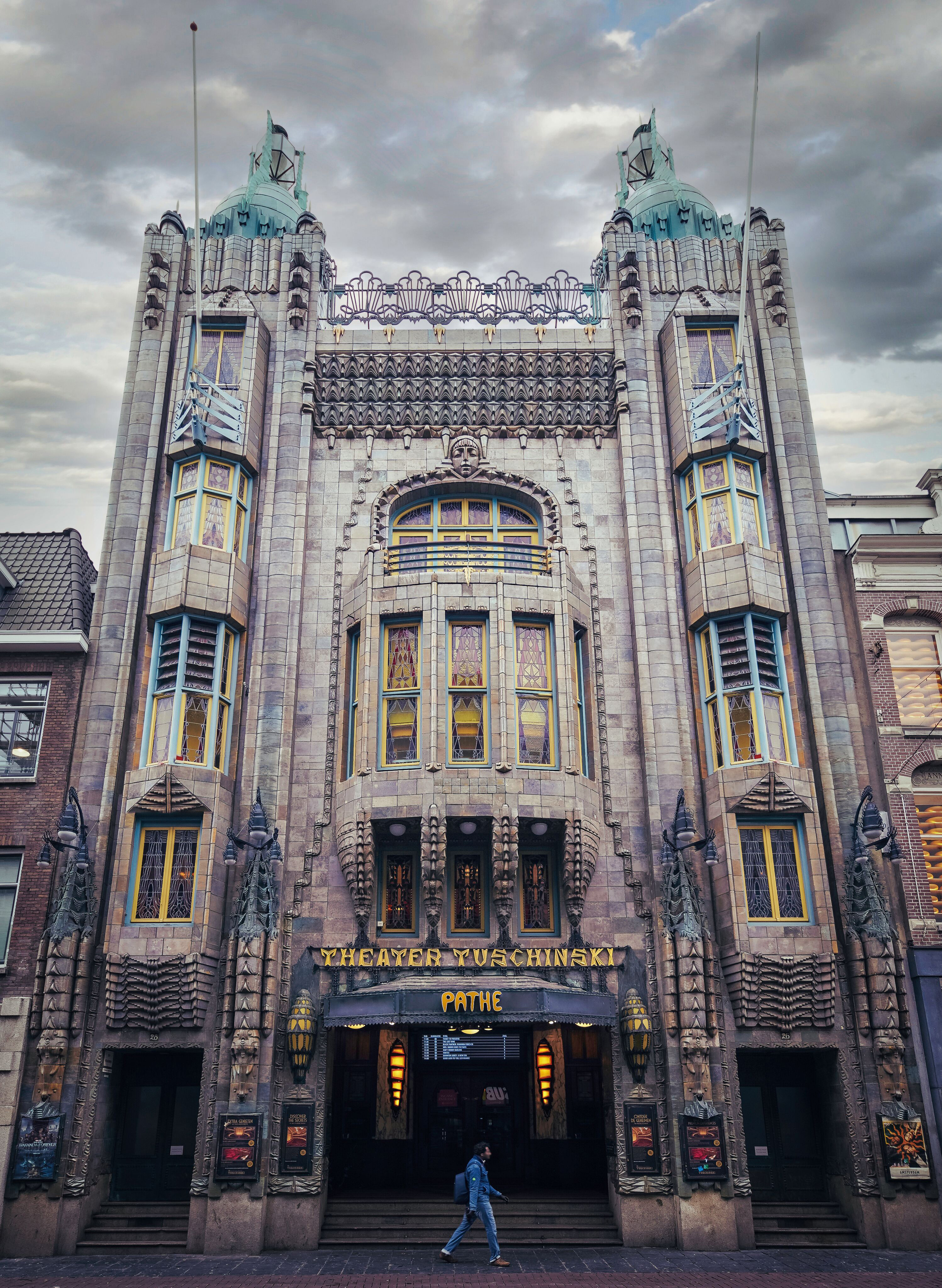
Театр Тушинського в Амстердамі, Нідерланди (1921)

Багато з найкращих збережених прикладів ар-деко — це кінотеатри, збудовані у 1920-1930-х роках. Період ар-деко збігся з переходом від німого кіно до звукового, і кінокомпанії будували великі кінотеатри у великих містах, щоб привабити величезну аудиторію, яка приходила дивитися кіно. Кінопалаци 1920-х років часто поєднували екзотичні теми зі стилем ар-деко; Єгипетський театр Граумана в Голлівуді (1922) був натхненний давньоєгипетськими гробницями та пірамідами, тоді як театр «Фокс» у Бейкерсфілді, штат Каліфорнія, прибудував вежу в стилі California Mission до зали ар-деко.
Найбільшим з усіх є Radio City Music Hall у Нью-Йорку, який відкрився у 1932 році. Спочатку спроєктований як простір для театральних вистав, він швидко перетворився на кінотеатр, який міг вмістити 6 015 глядачів. Дизайн інтер'єру Дональда Дескі використовував скло, алюміній, хром і шкіру, щоб створити візуальну втечу від реальності.
Театр «Парамаунт» в Окленді, штат Каліфорнія, за проєктом Тімоті Пфлюгера, мав барвистий керамічний фасад, вестибюль заввишки чотири поверхи та окремі курильні кімнати в стилі ар-деко для джентльменів і леді.
Подібні грандіозні палаци з'явилися і в Європі. Гранд Рекс у Парижі (1932) з його величною вежею був найбільшим кінотеатром у Європі після палацу Гомон (1931—1973) на 6 000 місць. Державний кінотеатр «Гомон» у Лондоні (1937) мав вежу за зразком Емпайр-Стейт-Білдінг, вкриту кремовою керамічною плиткою, та інтер'єр у стилі ар-деко в дусі італійського ренесансу.
Театр «Парамаунт» у Шанхаї, Китай (1933), спочатку був побудований як танцювальний зал під назвою «Брама 100 насолод»; після комуністичної революції у 1949 році його перетворили на кінотеатр, а зараз там проводять бали та дискотеки.
У 1930-х роках італійські архітектори побудували невеликий кінопалац «Сінема Імперіо» в Асмарі на території сучасної Еритреї. Сьогодні багато кінотеатрів поділені на мультиплекси, але інші були відреставровані і використовуються як культурні центри у своїх громадах.

### Обтічний (стрімлайн) стиль

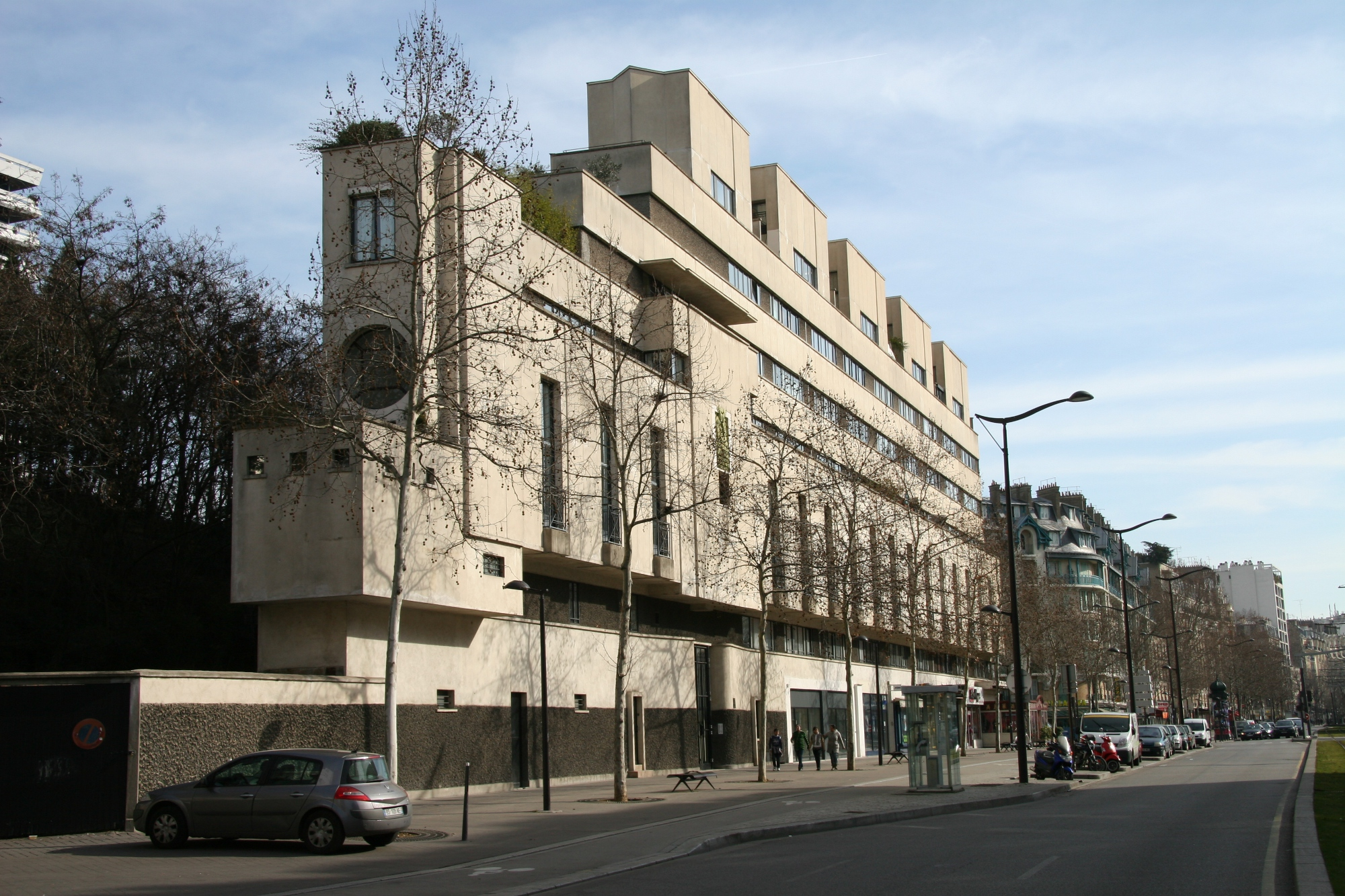
Пірога, будівля в океанському стилі, Париж, бульвар Віктора, 3 (1935)
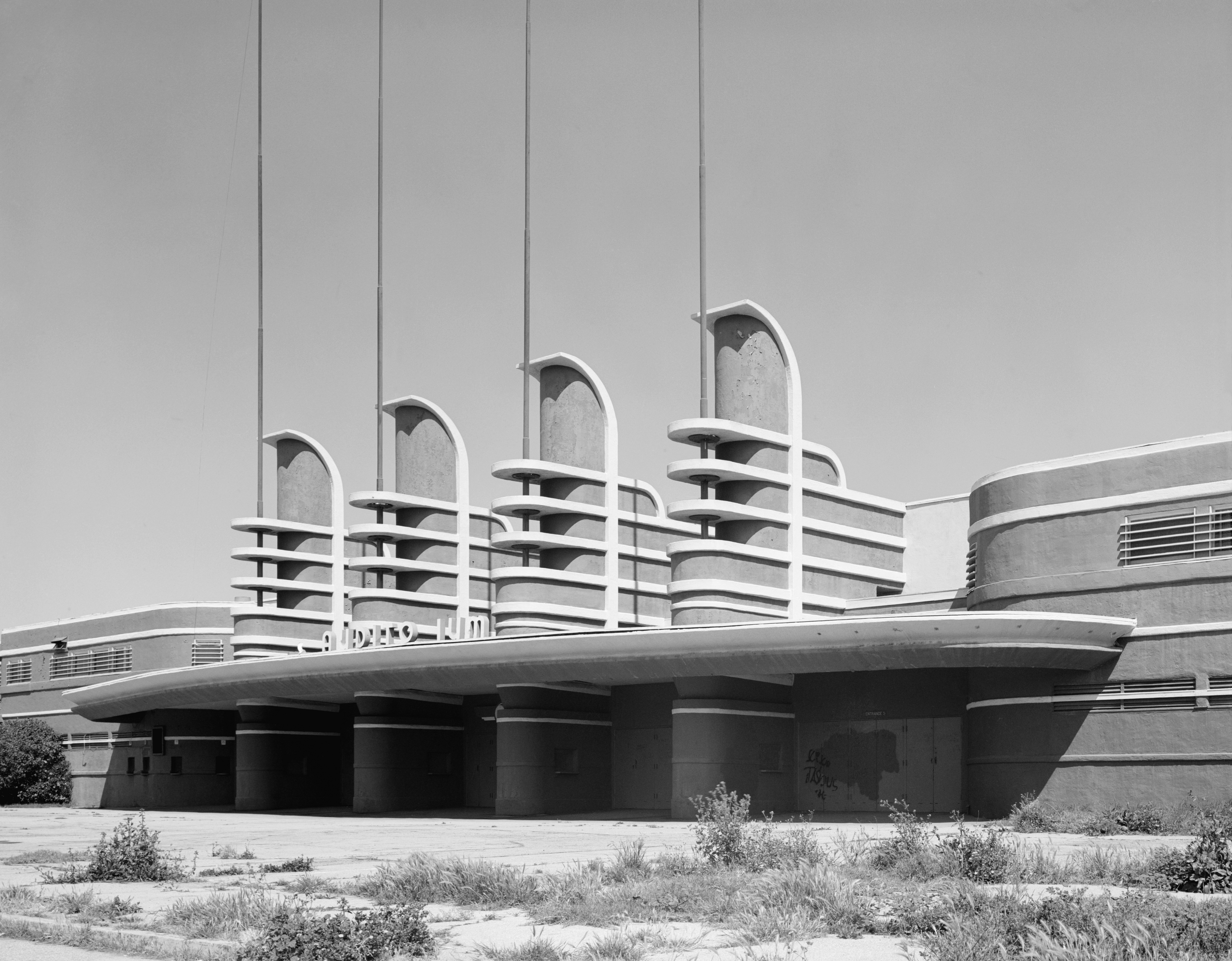
Пан-Тихоокеанська аудиторія - колишня спортивна арена - Лос-Анджелес (1936)
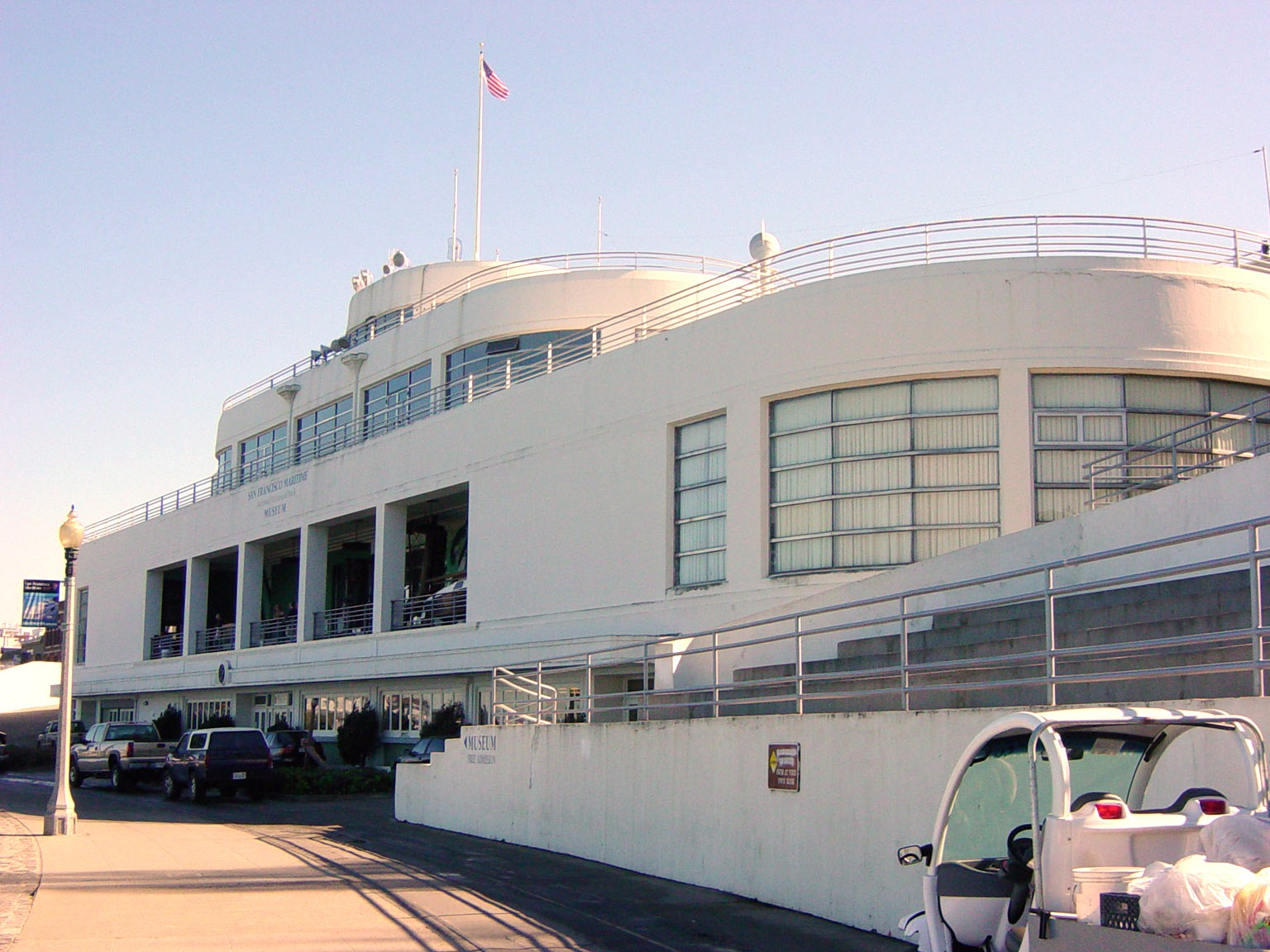
Морський музей Сан-Франциско, початково лазня (1936)
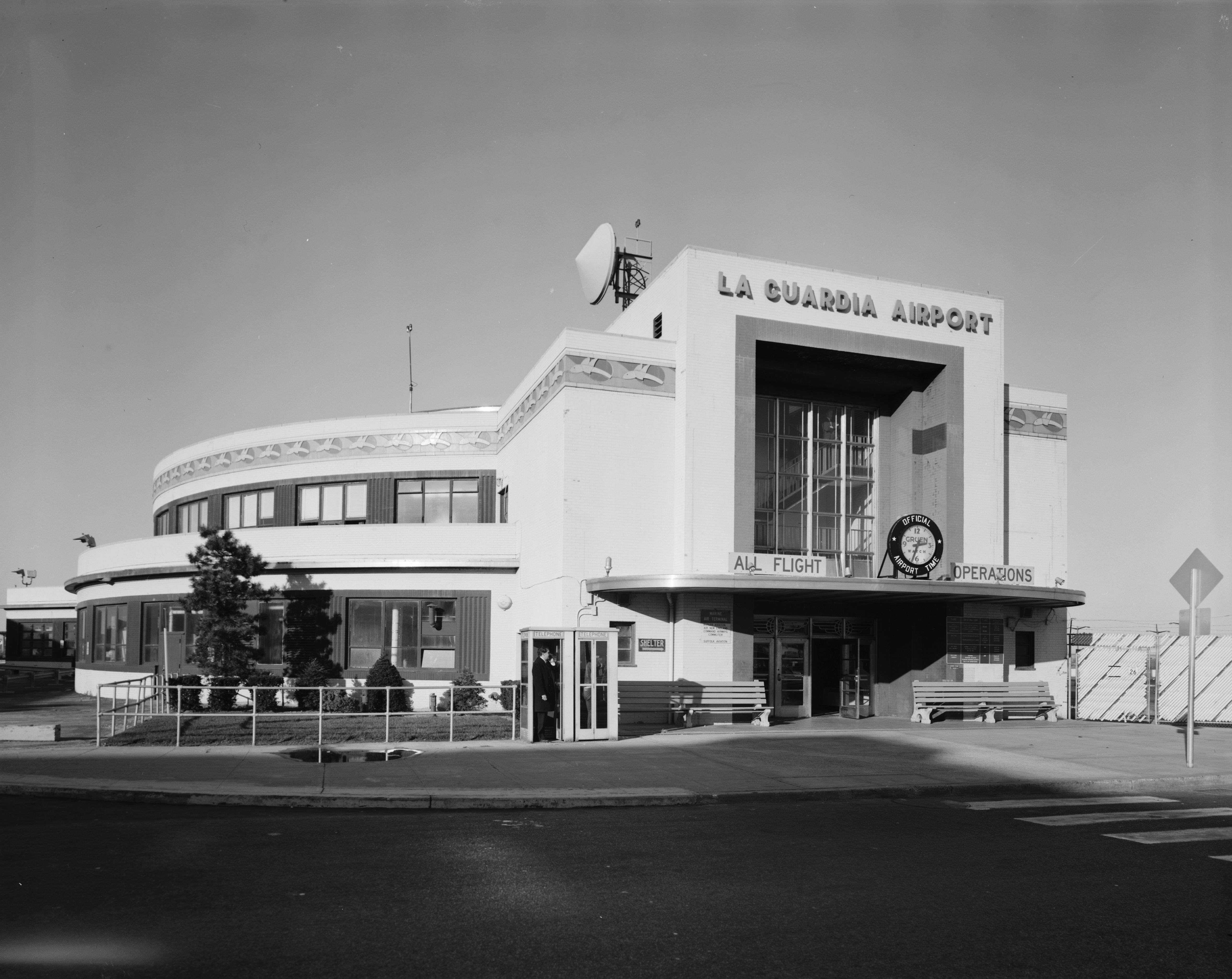
Термінал аеропорту LaGuardia, звідси відправлялися рейси Pan Am до Європи, Нью-Йорк (1937)
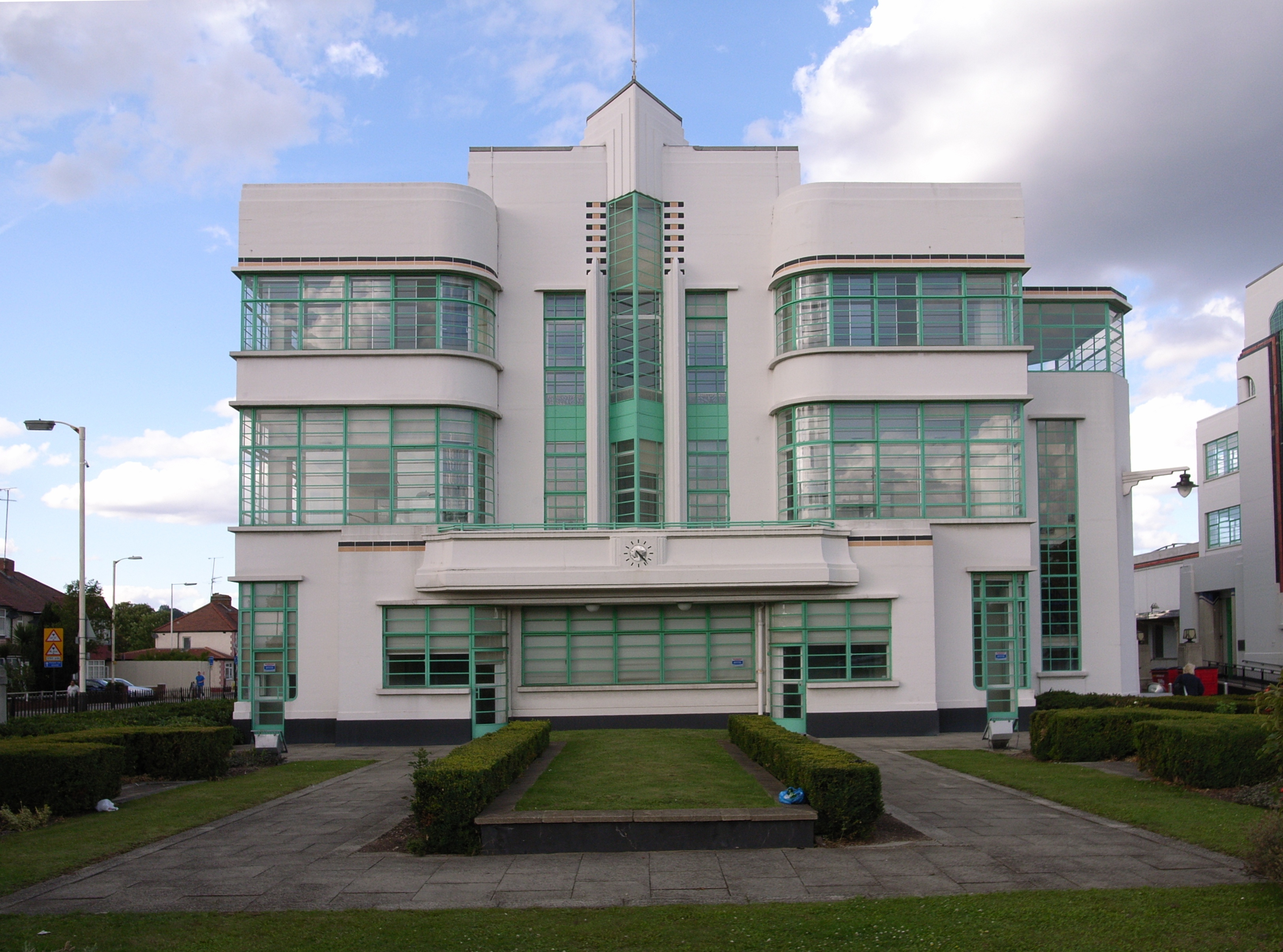
Гувер Білдінг, спроєктований "Волліс, Гілберт і партнери", Лондон (1938)
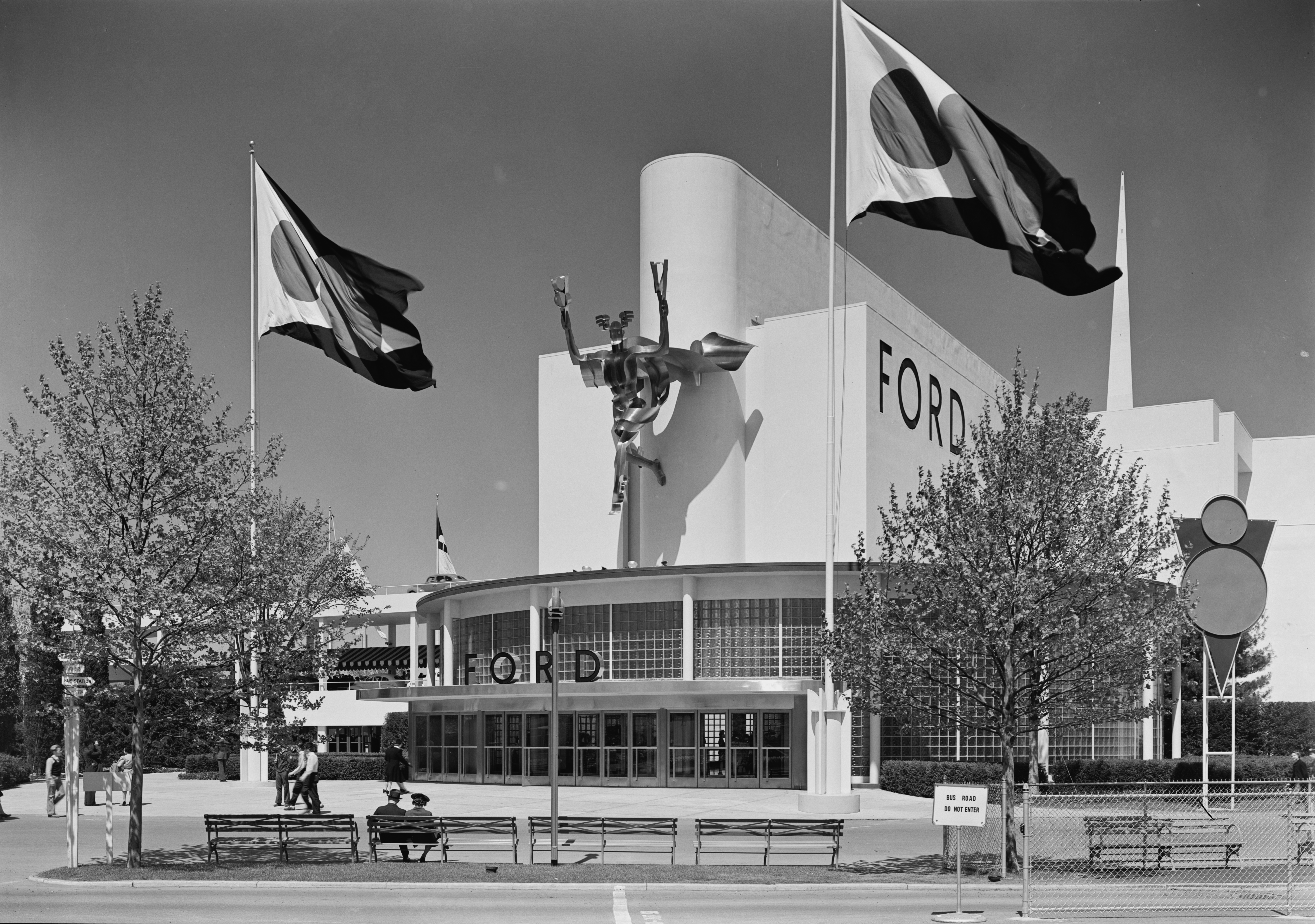
Павільйон Форда на Всесвітній виставці в Нью-Йорку (1939)
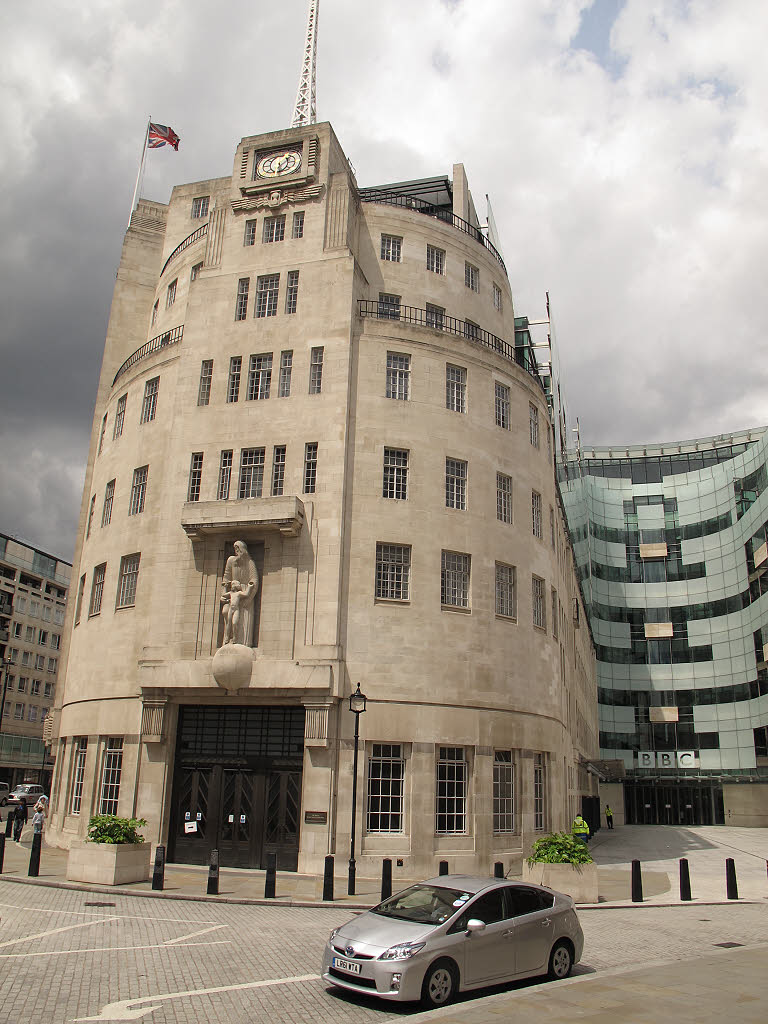
Будинок телерадіокомпанії Бі-Бі-Сі, Лондон (1931)
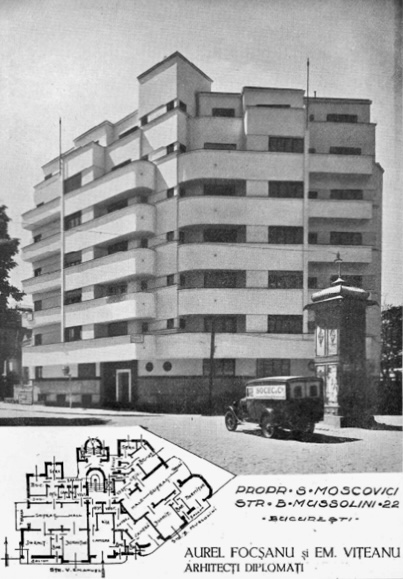
Московічі Білдінг в Бухаресті, Румунія, за проєктом Аурела Фочану та Еміля Віцеану (1930-ті роки)
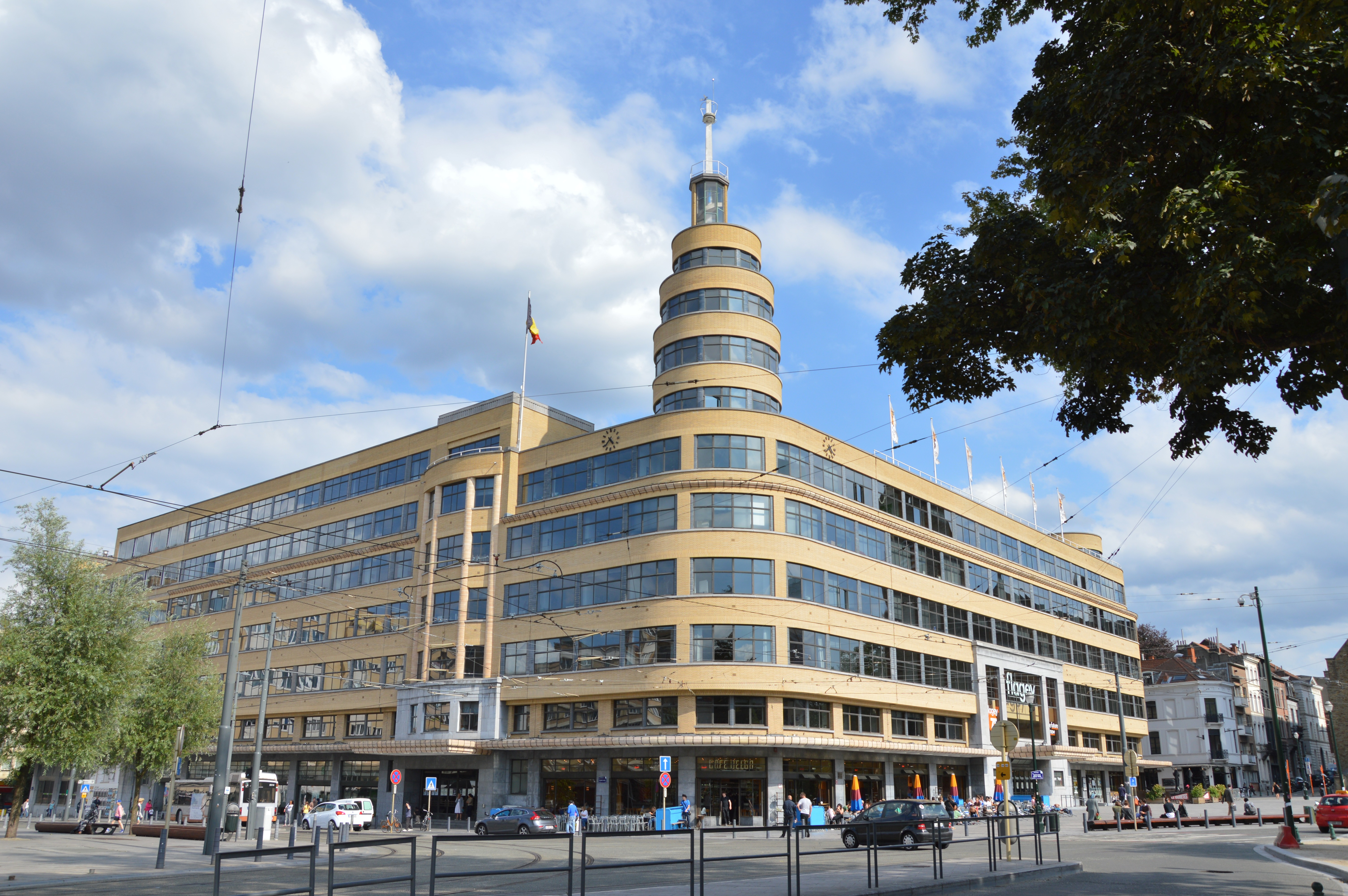
Колишній Бельгійський національний інститут радіомовлення в Ікселлі (Брюссель), Бельгія (1938)
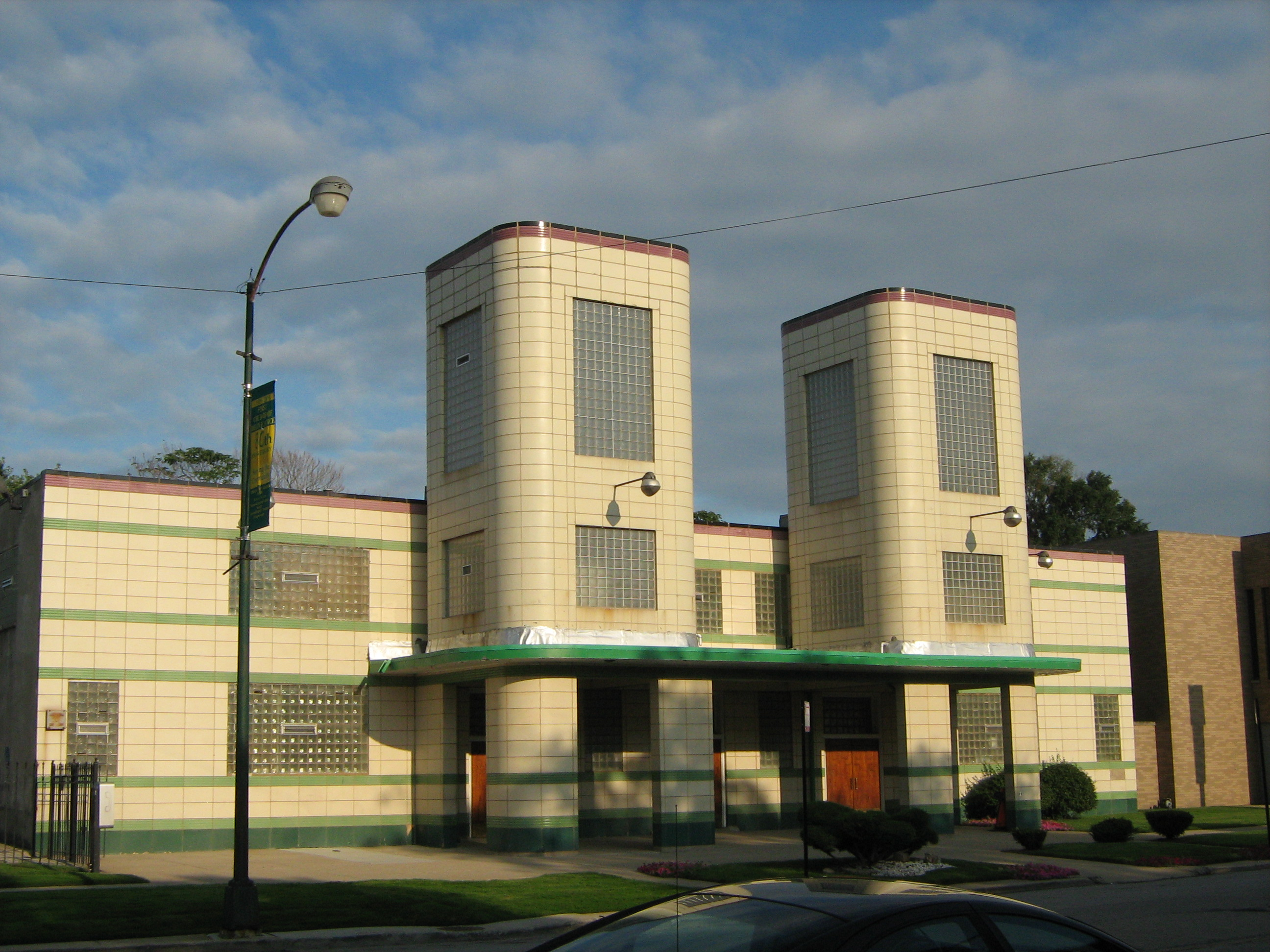
Церква в стилі обтічний (стрімлайн) модерн, Перша церква спасіння (First Church of Deliverance) в Чикаго, штат Іллінойс, за проєктом Волтера Т. Бейлі (1939 р.). Вежі прибудовані в 1948 році.

У 1930-х роках з'явився новий напрям в архітектурі ар-деко, так званий обтічний модерн (streamline modern), або просто стрімлайн, чи paqueboat (дослівно «човен-пірога»), як його називають французькою мовою. Він характеризується заокругленими кутами, човноподібною формою, довгими горизонтальними лініями, залізобетонні будівлі майже завжди були білого кольору; іноді круїзні лайнери додавали будівлям особливості, такі як заокруглені вікна кліросів, довгі і масивні балкони з горизонтальними трубними перилами. Сонячні тераси хостелів і приватних вілл іноді нагадували корабельні палуби. Заокруглений кут як елемент дизайну не був чимось абсолютно новим, він з'явився ще в 1923 році в Берліні в будинку Мозеса, спроєктованому Еріхом Мендельсоном, або в вежі Ейнштейна в Потсдамі, а пізніше в Гувер-білдінгу — промисловому комплексі в Перівейлі, передмісті Лондона.
У Сполучених Штатах обтічний стиль більше асоціювався з транспортом і не був поширений в офісних будівлях, але часто використовувався в терміналах аеропортів, таких як аеропорт Нью-Йорк-Ла-Гуардія, звідки злітали перші трансатлантичні рейси Pan Am, а також у придорожній архітектурі, на автобусних станціях і заправках. Наприкінці 1930-х років низка ресторанів була змодельована на основі сучасних залізничних вагонів, як, наприклад, у Новій Англії, де збереглося щонайменше два приклади, і зараз вони зареєстровані як історичні будівлі.

## Декор і мотиви

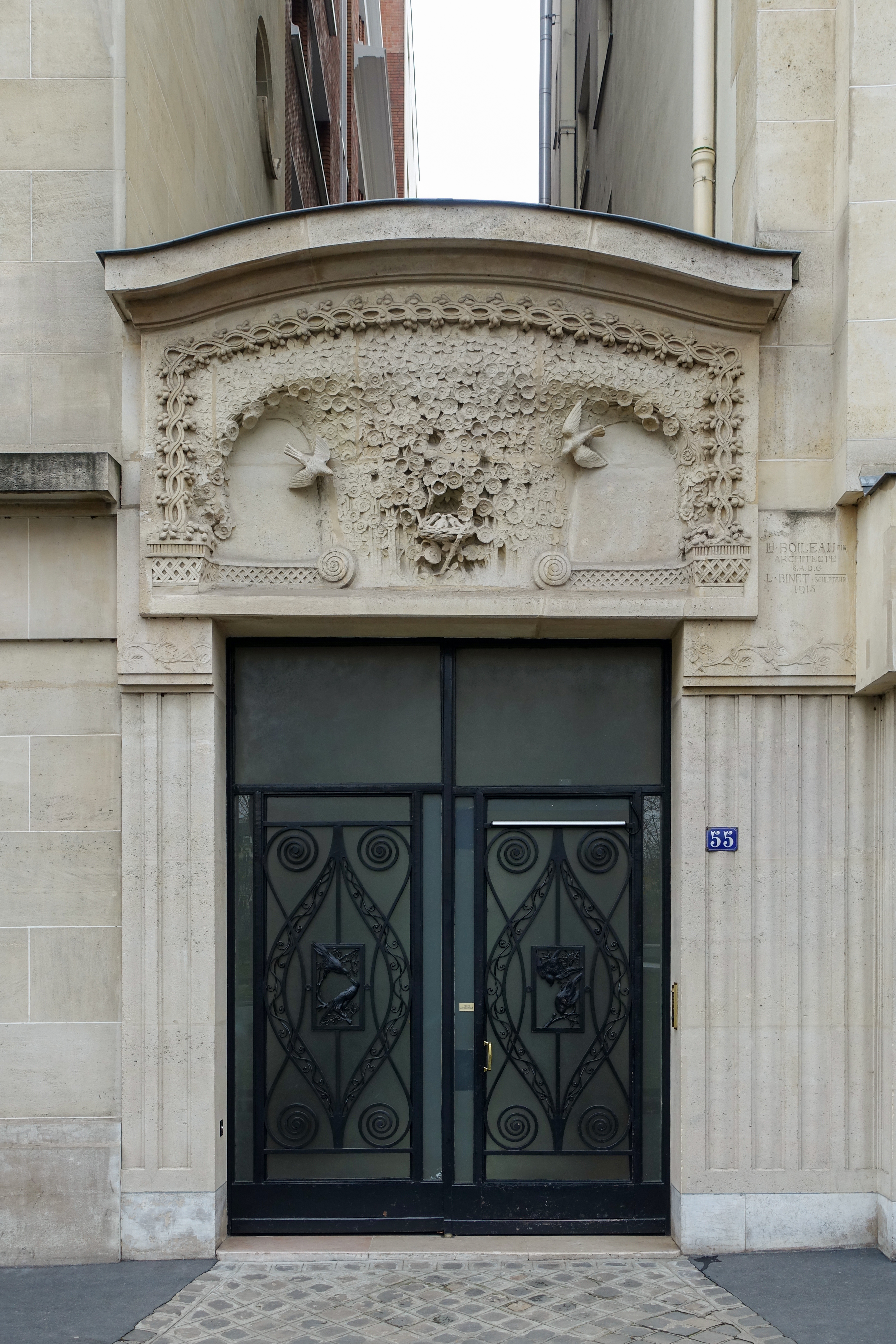
Птахи - набережна д'Орсе №. 55 у Парижі, спроєктований Луї-Іпполітом Буало та вирізьблений Леоном Біне (1913)
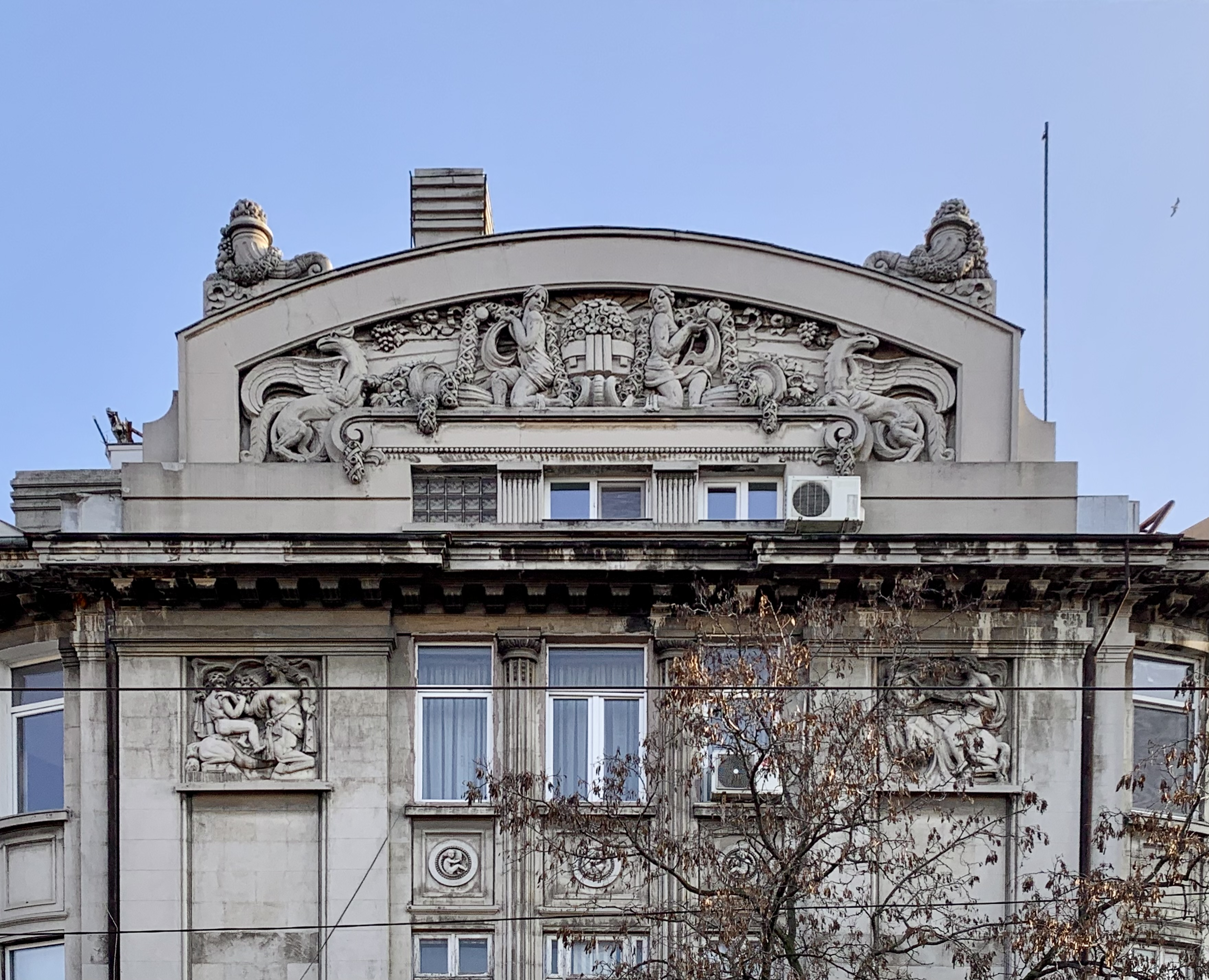
Алегоричні зображення - Фронтон будинку Міхая Зісмана (Calea Călărașilor № 44) в Бухаресті, Румунія, архітектор Сору (1920)
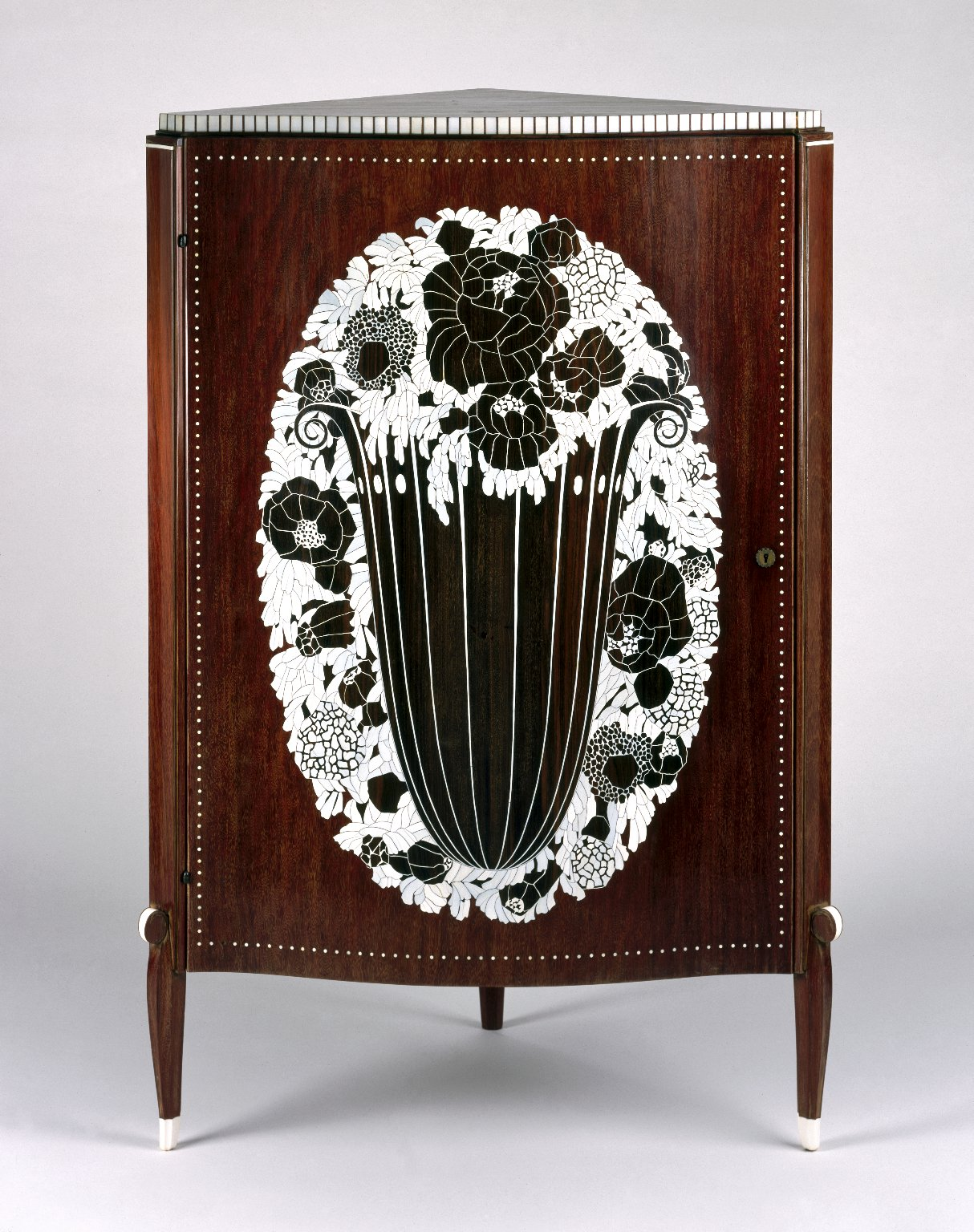
Кошик для квітів - кутова шафа з червоного дерева з дизайном кошика для троянд, інкрустована слоновою кісткою, автор Жак-Еміль Рульман (1923), в Бруклінському музеї, Нью-Йорк
Артезіанський фонтан - залізний декор Медісон Бельмонт  Білдінг (Медісон-авеню 181-183) у Нью-Йорку, виконані компанією Ferrobrandt (американська філія підприємства Едгара Брандта) (1925)[56]
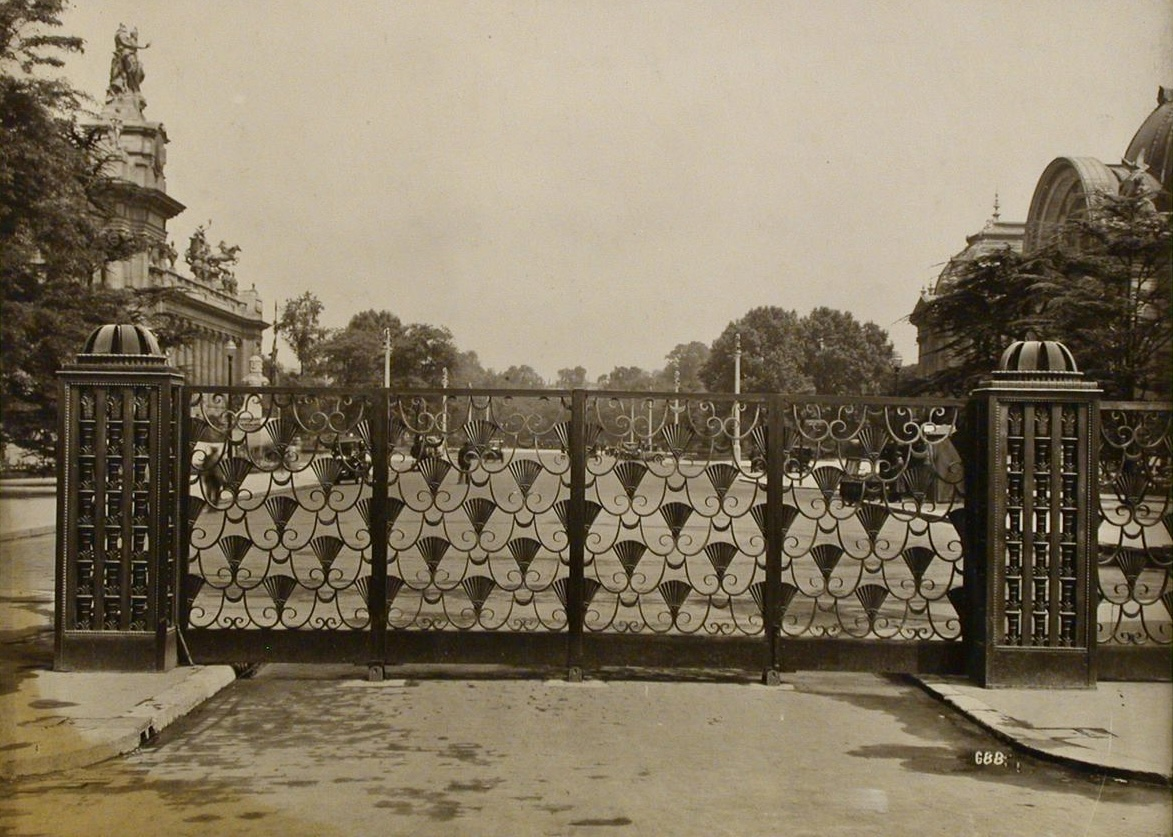
Квітка папірусу - Ворота Почесної варти, на Міжнародній виставці сучасного декоративного та промислового мистецтва в Парижі, автор Едгар Брандт (1925)
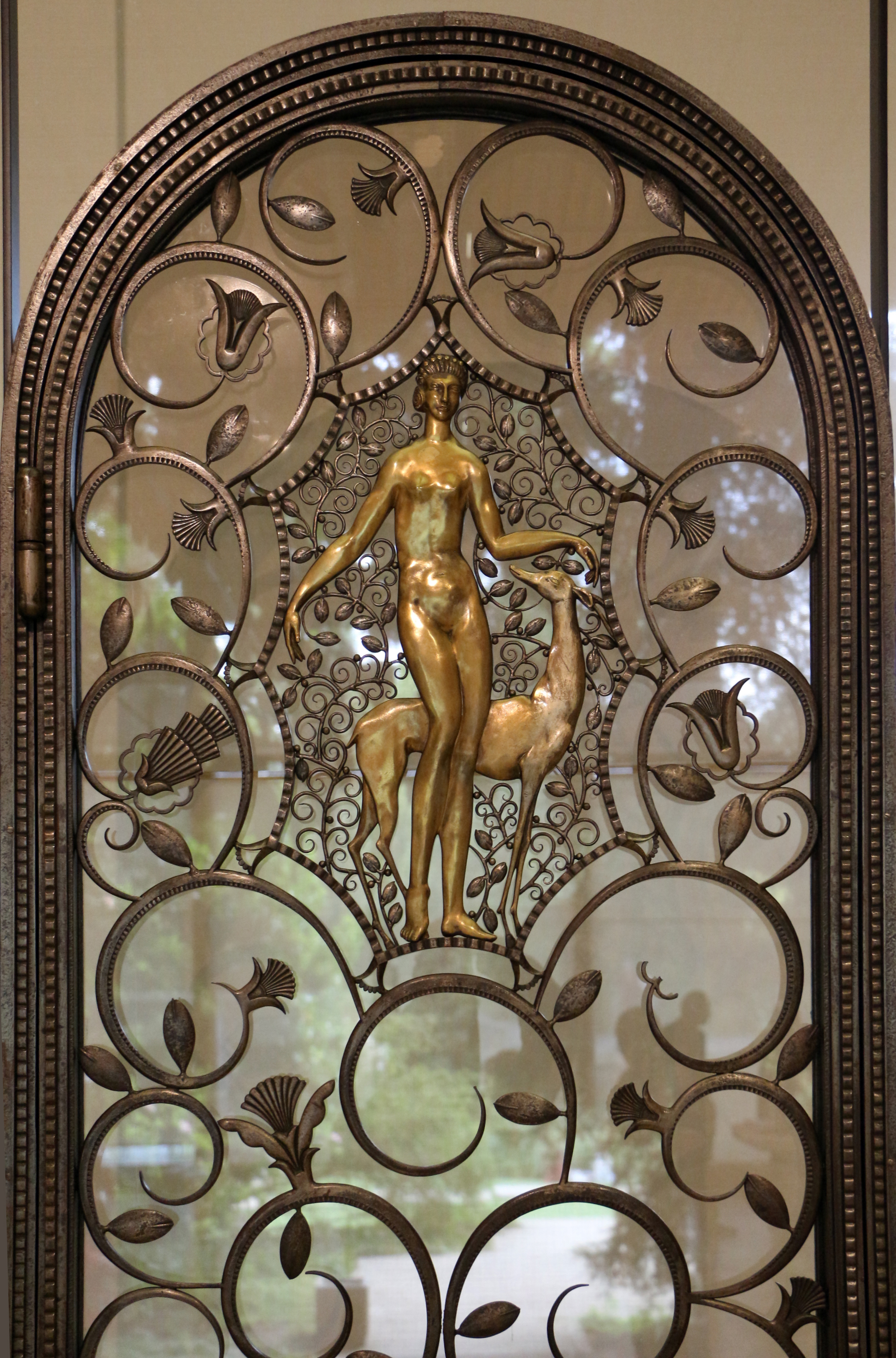
Листяний рольверк - двері ліфта, зараз знаходиться в музеї Галуста Гюльбенкяна в Лісабоні, Португалія, робота Едгара Брандта (1926)
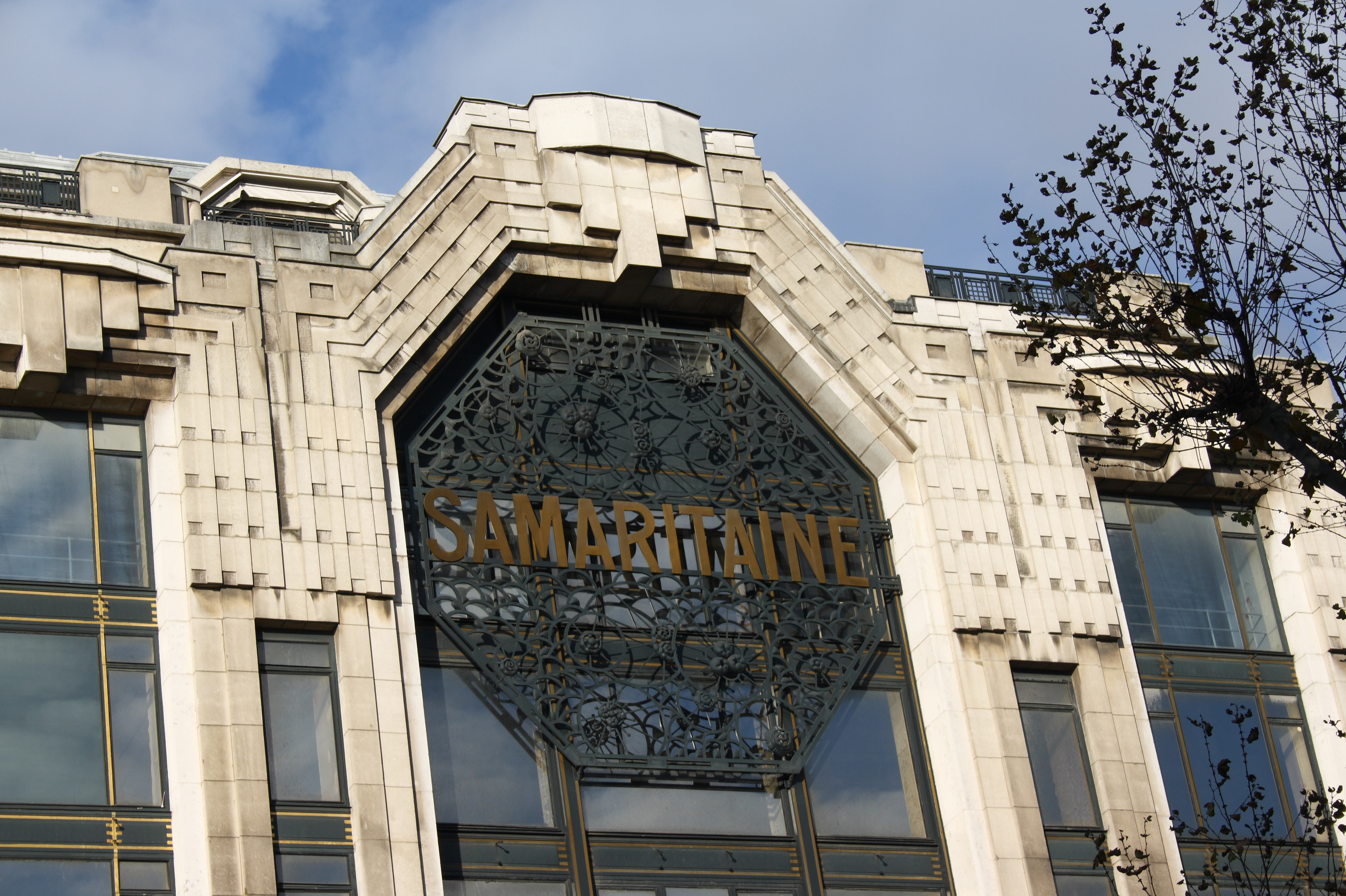
Медальйон у формі восьмикутника - вивіска універмагу La Samaritaine в Парижі, автор Анрі Соваж (1928)
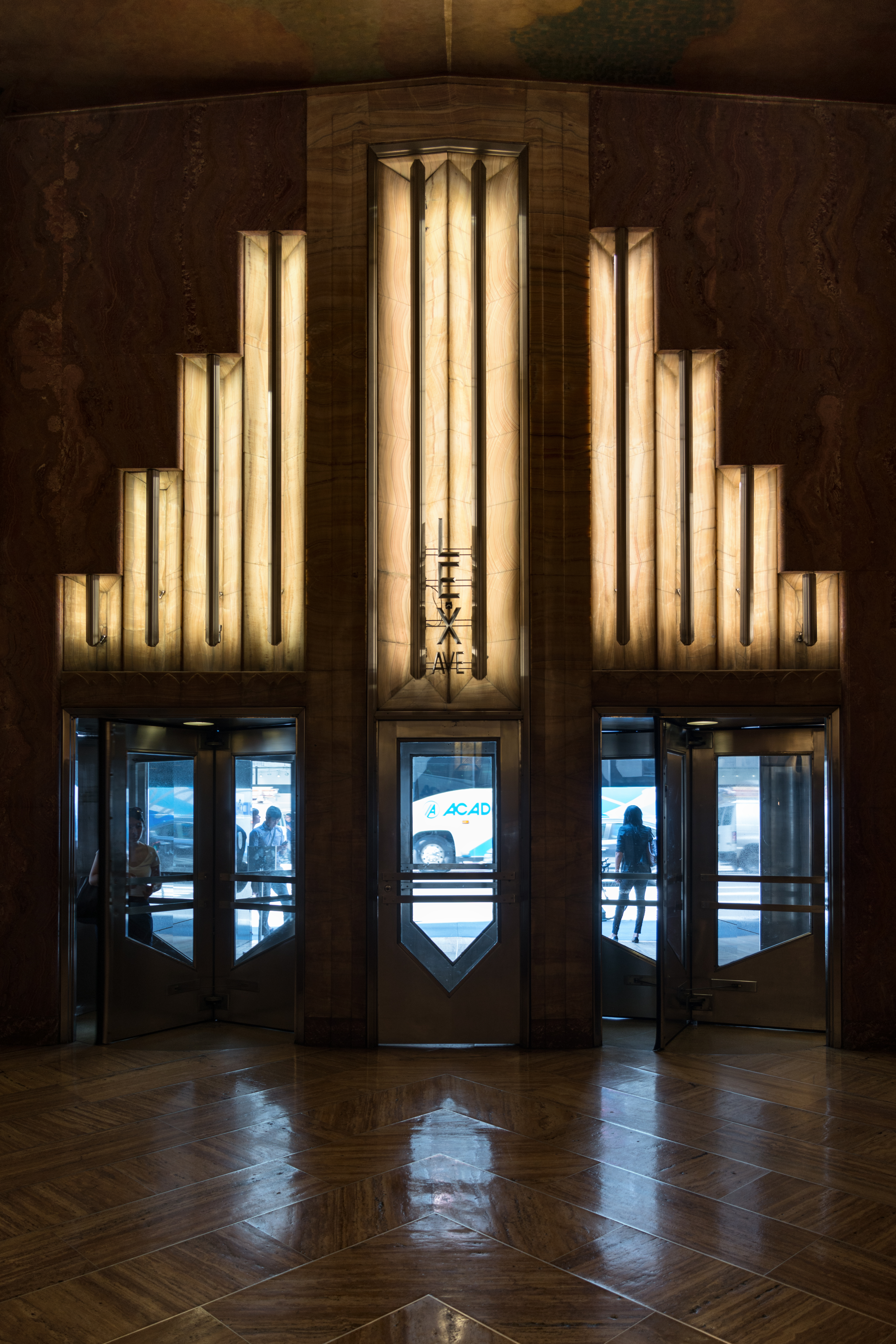
Ступінчастий мотив - передпокій Крайслер Білдінг у Нью-Йорку, Вільям Ван Аллен (1928-1930)
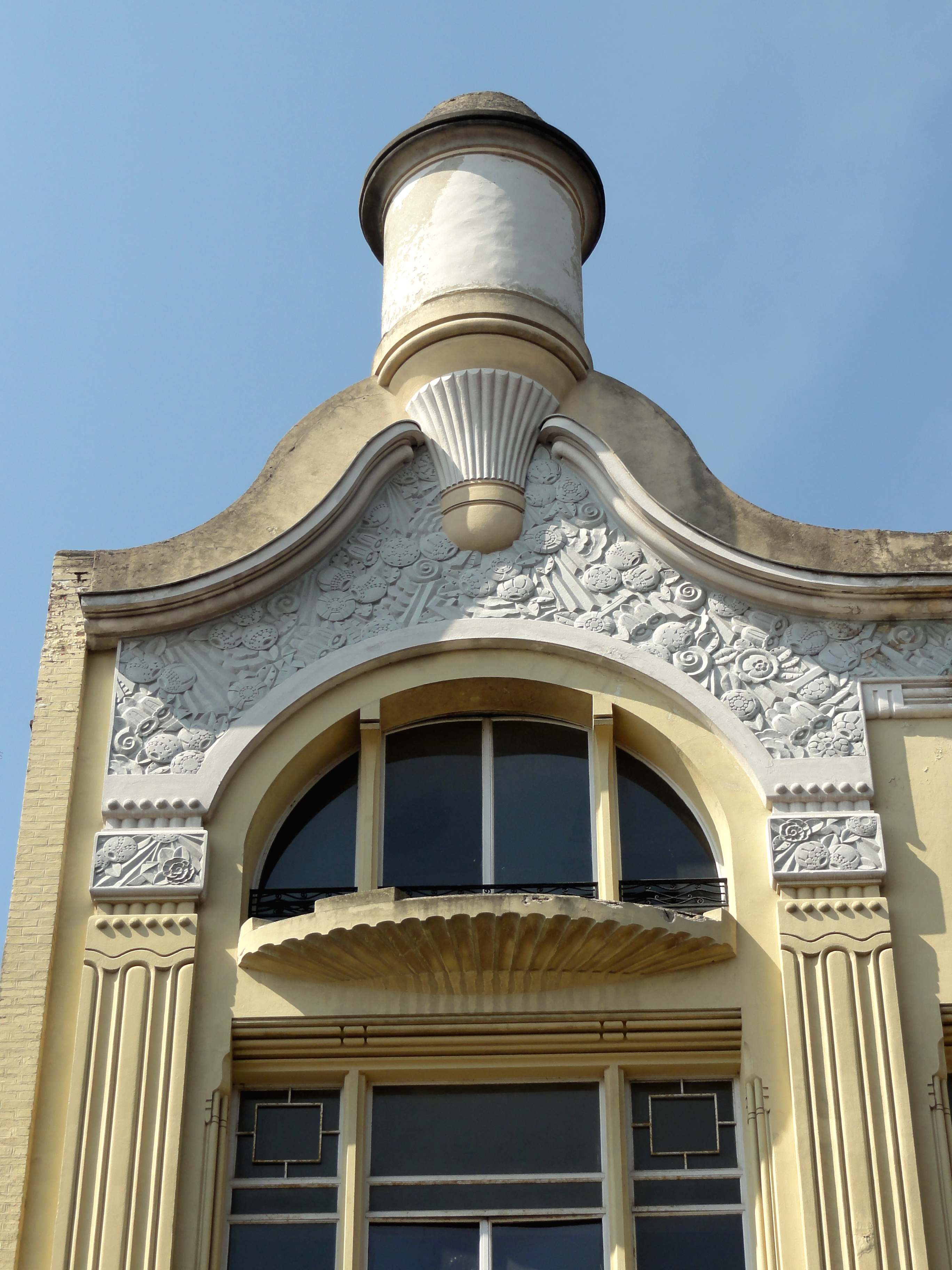
Спіралеподібні квіти та пучки, що сходяться - Старі нові галереї Сен-Кантена (Rue de la Sellerie № 22) у Сен-Кантені, Франція, невідомий архітектор (бл. 1930 р.)
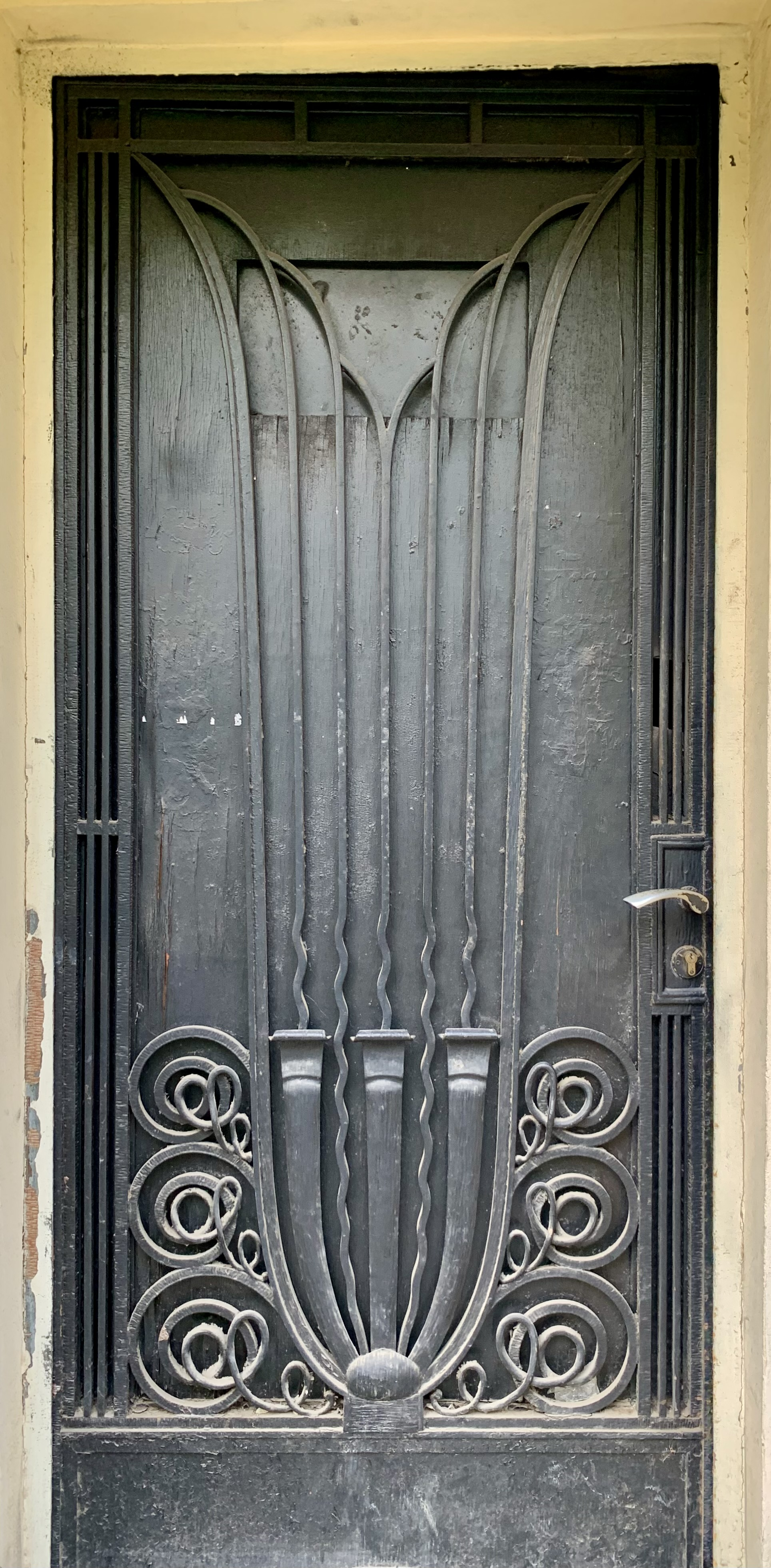
Урна - Бульвар Ласкар Катарджіу № 14 у Бухаресті, невідомий архітектор (бл. 1930 р.)
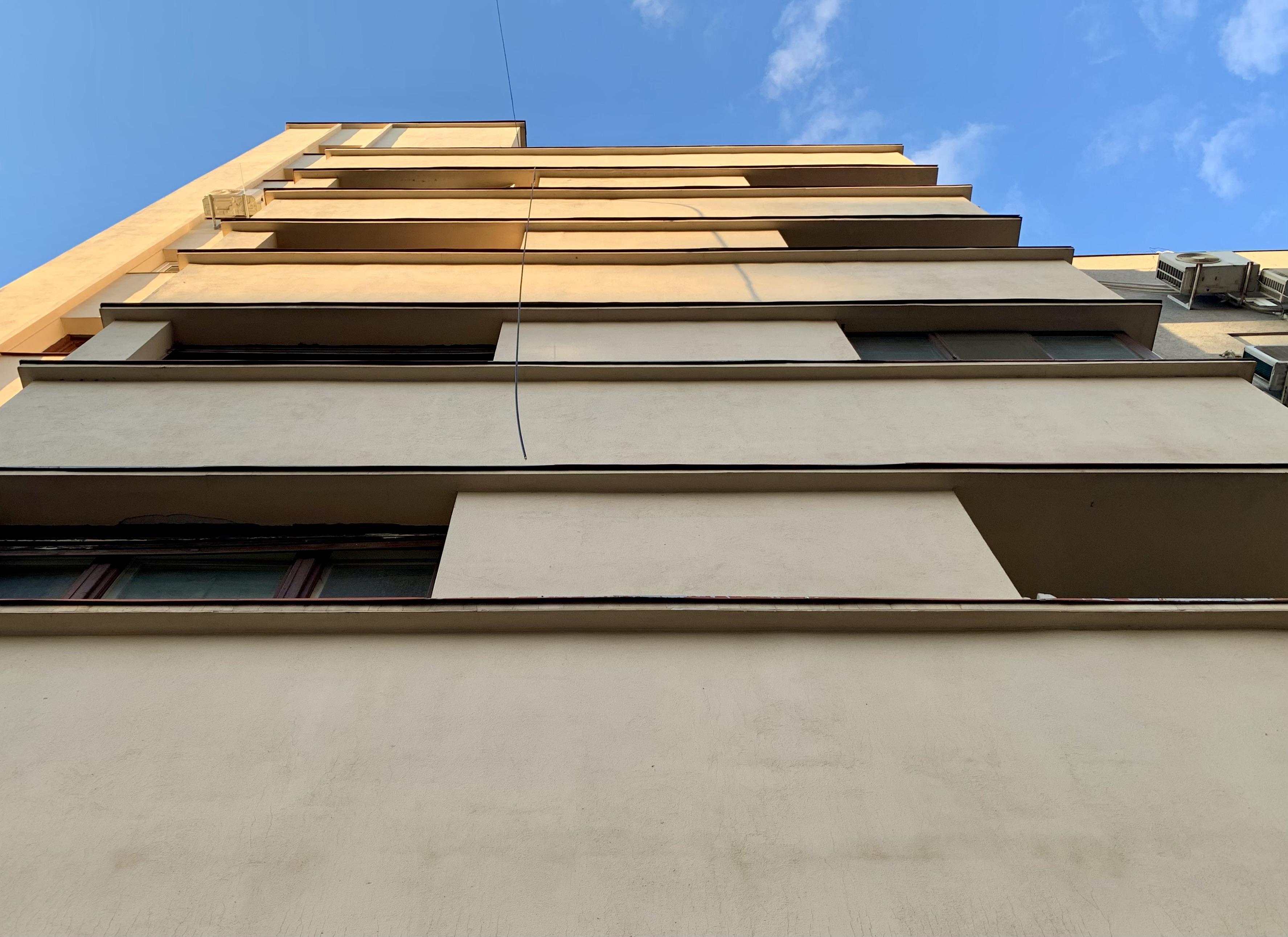
Лінійна ліпнина - вулиця Марія Розетті №. 55 в Бухаресті, невідомий архітектор (бл. 1930 р.)
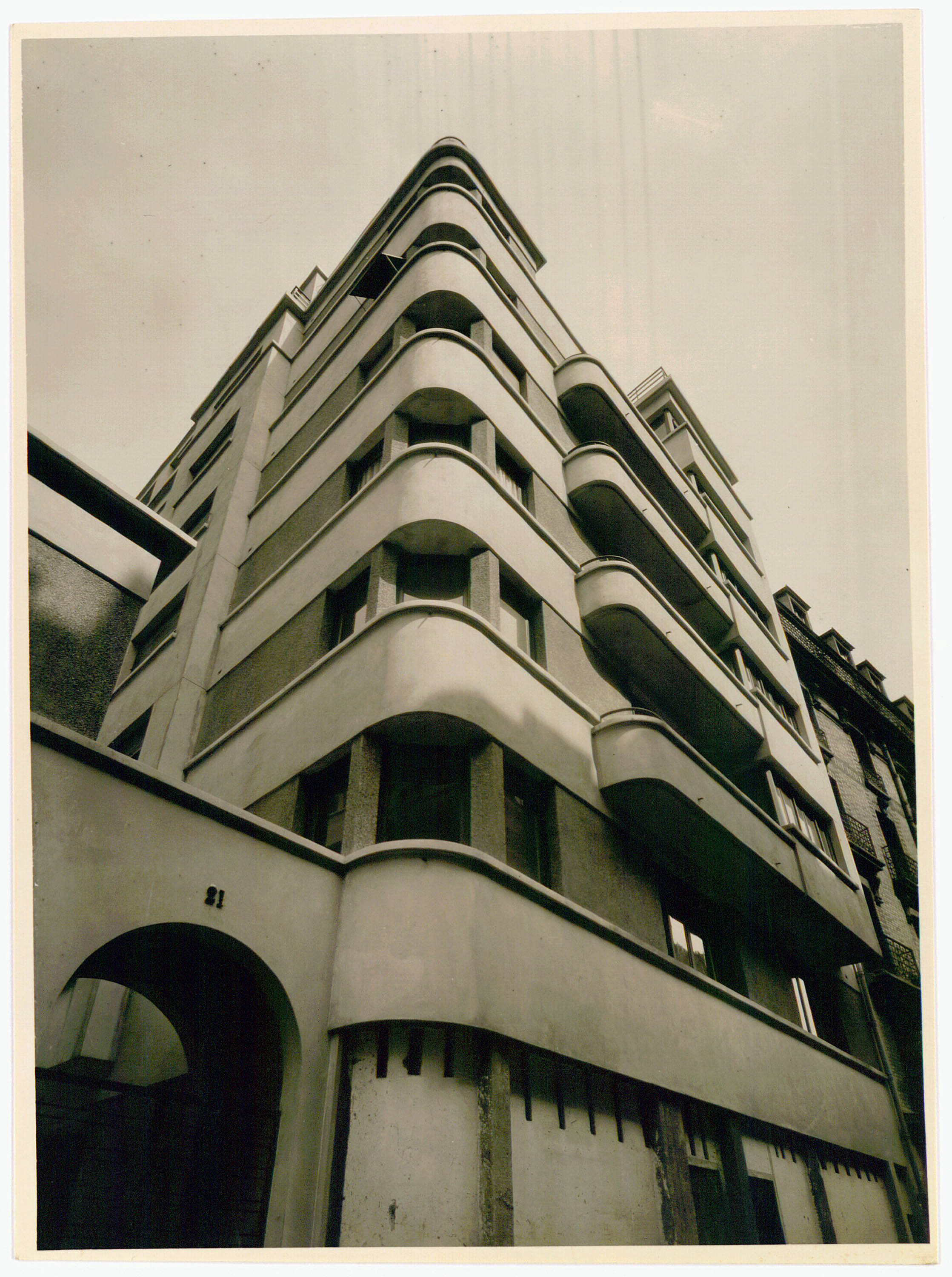
Стрімлайнинг - Rue Gramme no. 17-21 у Парижі, автор Марсель Шаппей (1930)
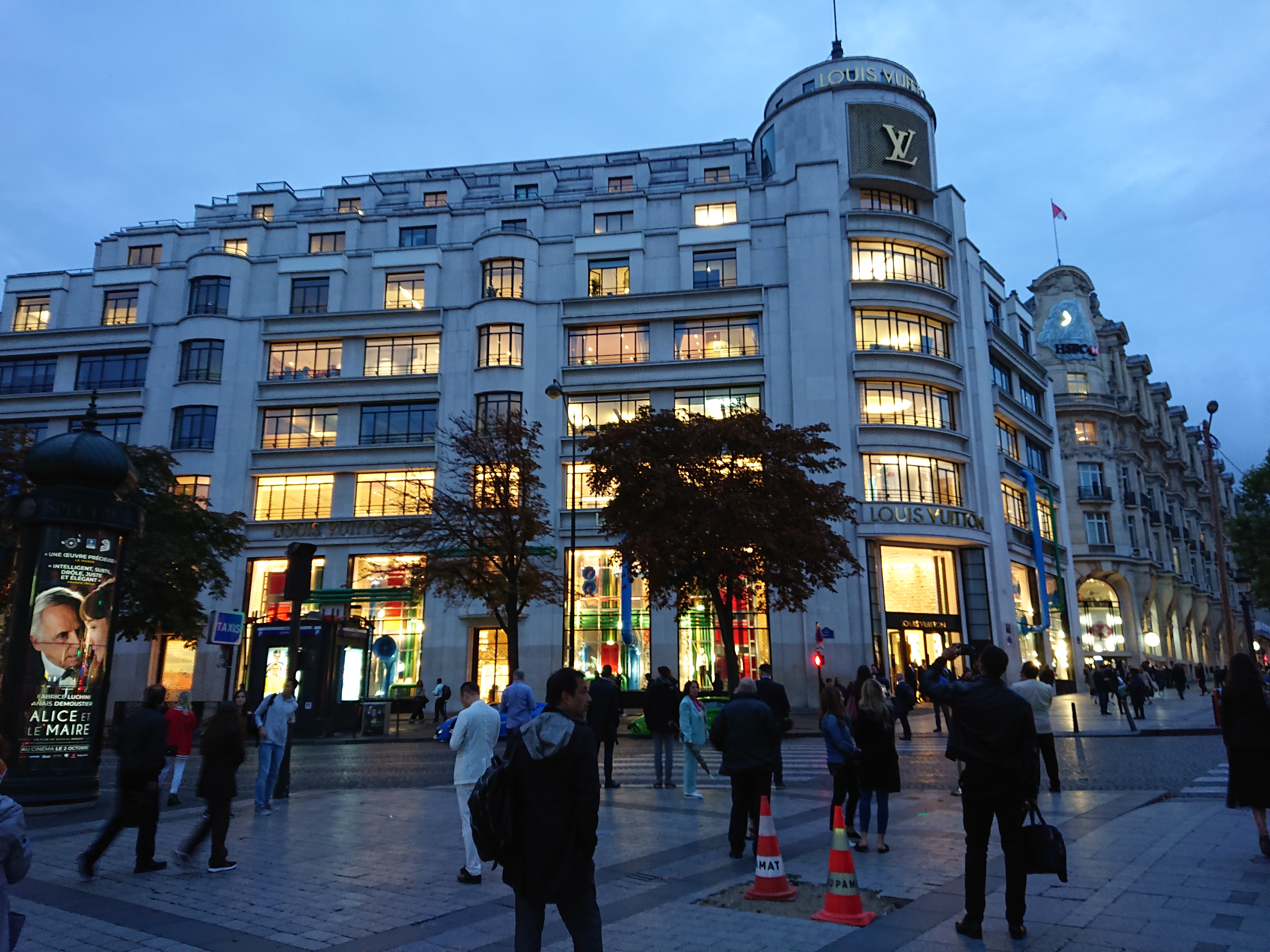
Естетика штучного освітлення - Maison de France (нині шоу-рум Louis Vuitton), Єлисейські Поля no. 101 у Парижі, Луї-Іпполіт Буало та Шарль-Анрі Беснар (1931)
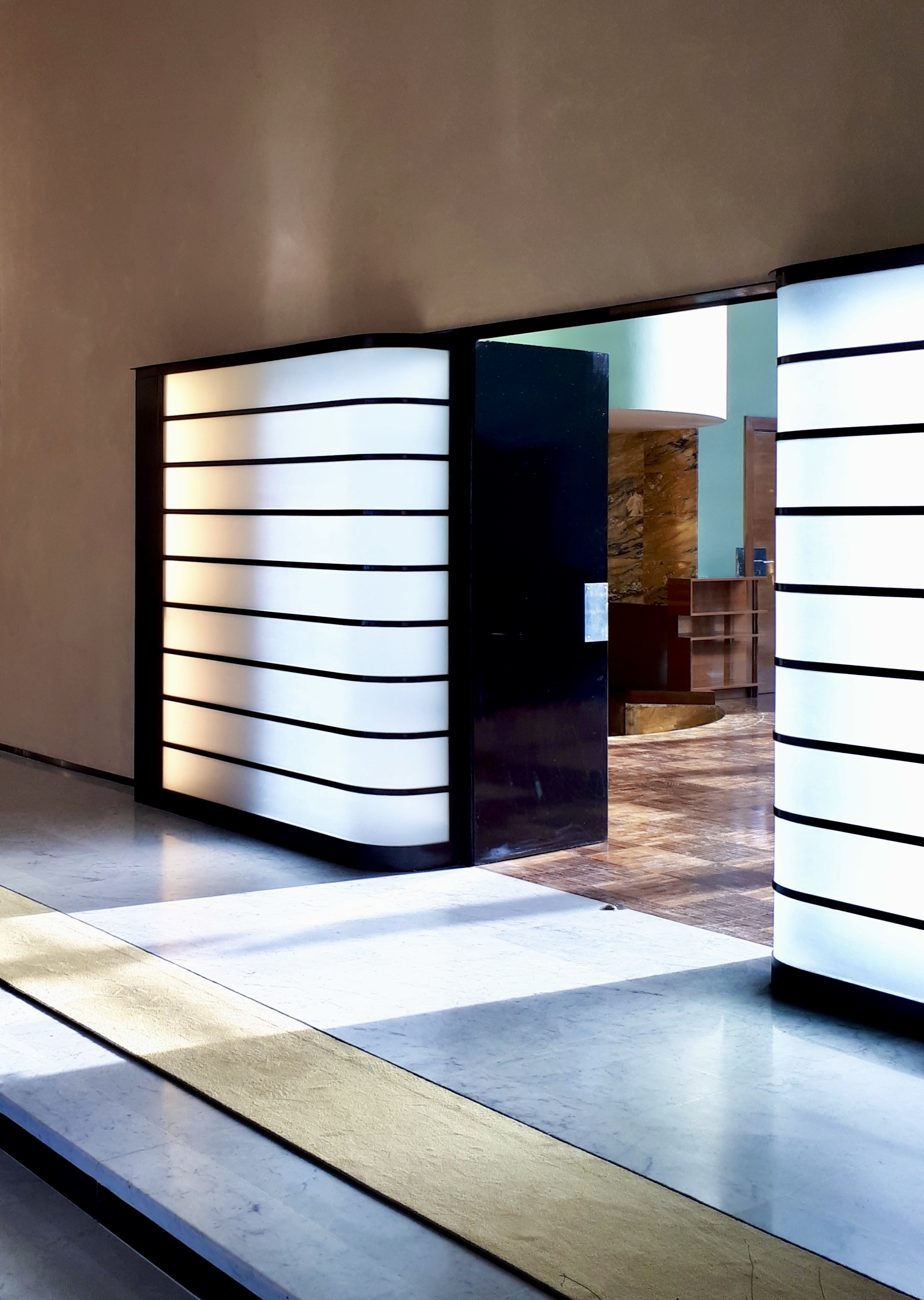
Вертикальні та горизонтальні поверхні, що світяться - передпокій вілли Кавуа в Круа, Франція, автор Робер Малле-Стівенс (1932)
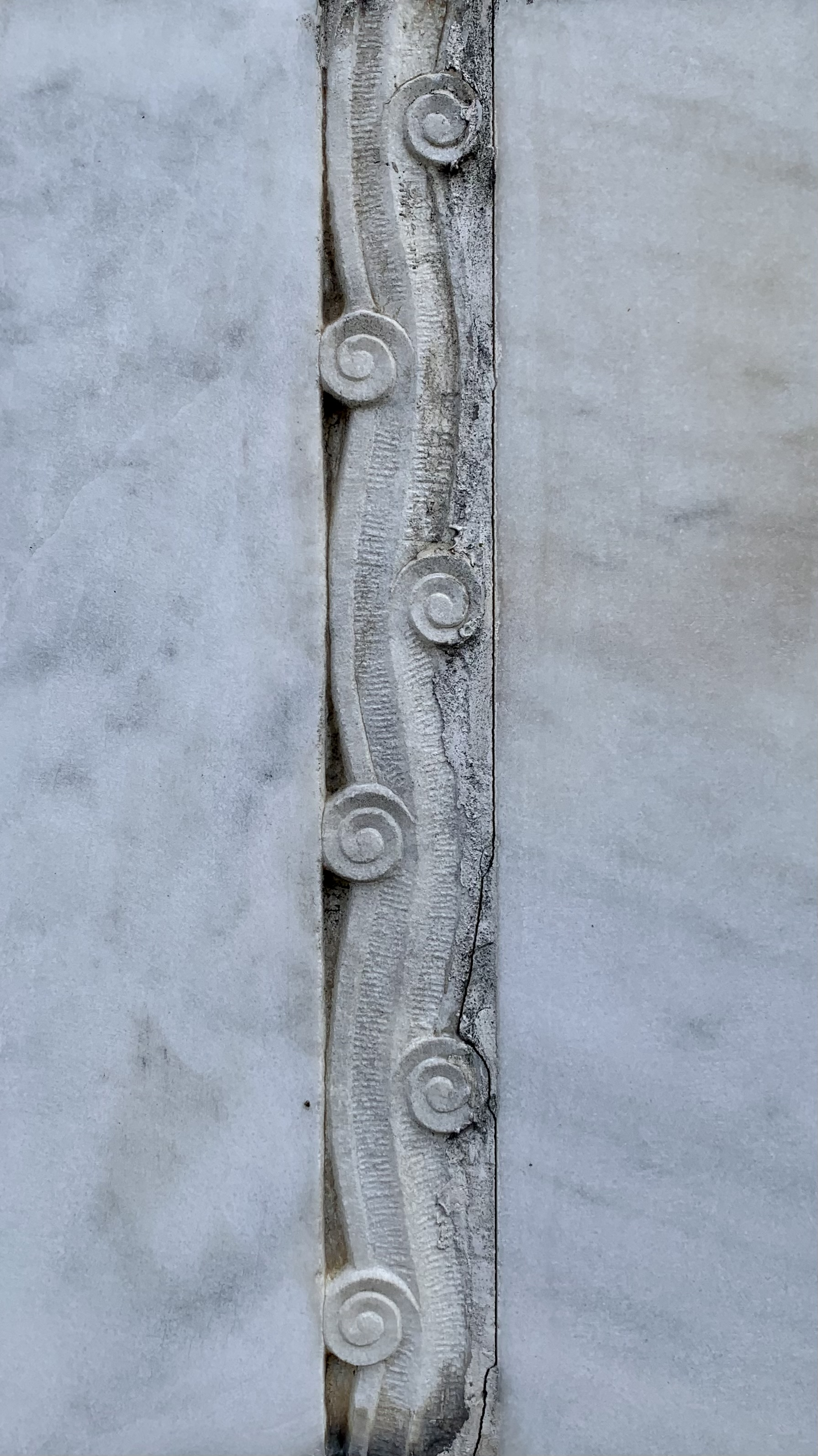
Хвиляста лінія - рельєф на могилі родини Страєску на кладовищі Беллу в Бухаресті, автор Джордже Крістінел (1934)
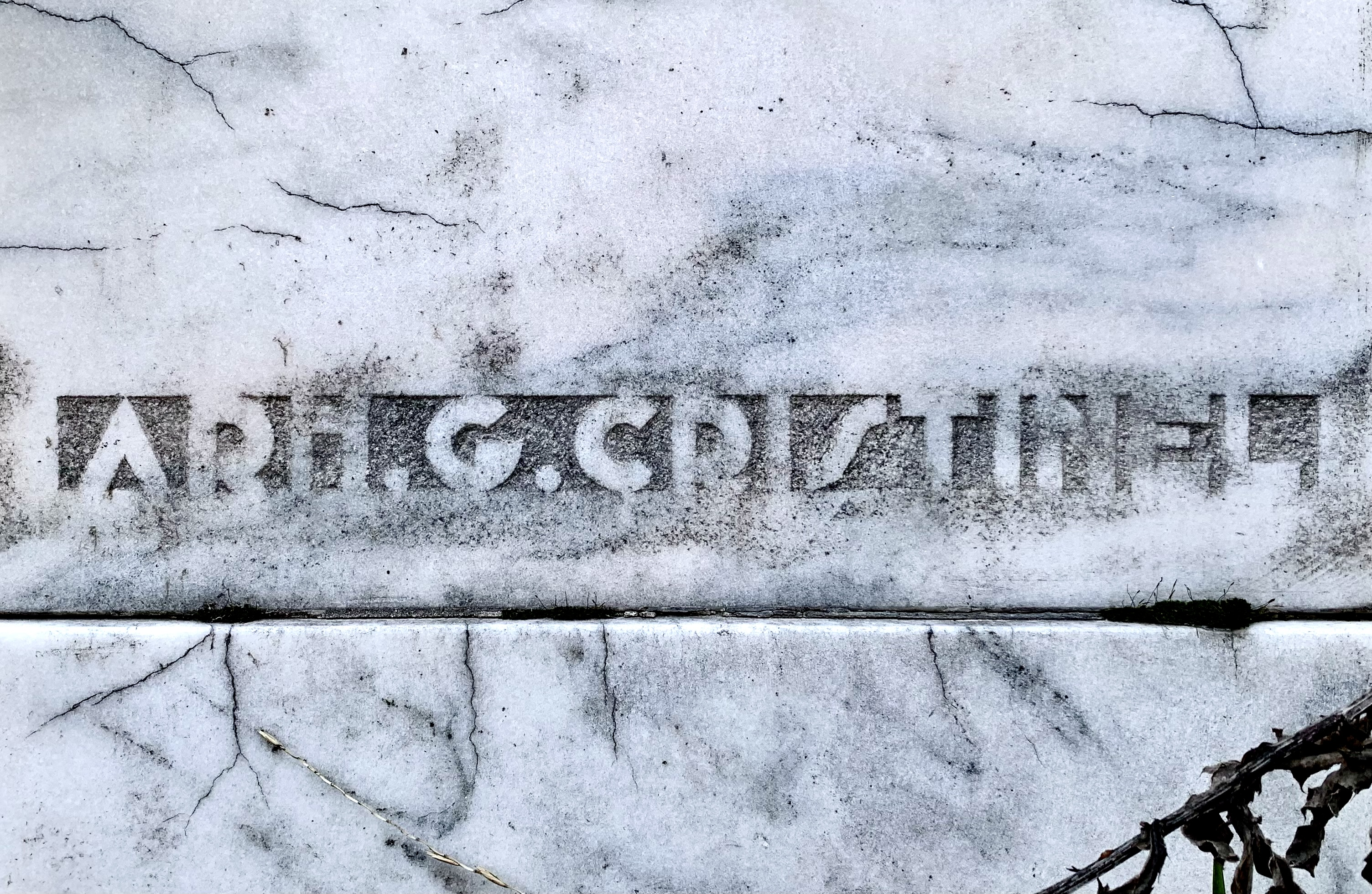
Декоративний стилізований напис - підпис архітектора на могилі родини Страєску на кладовищі Беллу, автор Джордже Крістінел (1934)

Оздоблення в період ар-деко пройшло кілька окремих етапів. Між 1910 та 1920 роками, коли модерн вичерпав себе, в дизайні намітилось повернення до традицій, зокрема, у творчості Поля Ірібе. У 1912 році Андре Вера опублікував есе в журналі L'Art Décoratif, закликаючи повернутися до майстерності та матеріалів попередніх століть і використовувати новий репертуар форм, взятих з природи, зокрема, кошики та гірлянди з фруктів і квітів. Другий напрям Ар Деко, також з 1910 по 1920 роки, був натхненний яскравими кольорами мистецького руху, відомого як фовізм, а також барвистими костюмами та декораціями «російського балету». Цей стиль часто виражався екзотичними матеріалами, такими як акуляча шкіра, перламутр, слонова кістка, тонована шкіра, лаковане і пофарбоване дерево, а також декоративними інкрустаціями на меблях, що підкреслювали їхню геометрію. Цей період стилю досяг свого апогею на Паризькій виставці декоративного мистецтва 1925 року. Наприкінці 1920-х і в 1930-х роках декоративний стиль змінився під впливом нових матеріалів і технологій. Він став більш витонченим і менш орнаментальним. Меблі, як і архітектура, почали мати заокруглені краї та набувати полірованого, обтічного вигляду, запозиченого з обтічного (стрімлайн) модерну. Нові матеріали, такі як нікельована або хромована сталь, алюміній і бакеліт — рання форма пластику, — почали з'являтися в меблях і декорі.
Протягом усього періоду ар-деко, а особливо в 1930-х роках, мотиви декору виражали функцію будівлі. Театри прикрашались скульптурами, що ілюстрували музику, танець і хвилювання; енергетичні компанії — сходами сонця, Крайслер-білдінг — стилізованими орнаментами капотів; фризи Палацу Порта-Доре на Паризькій колоніальній виставці 1931 року — демонстрували обличчя різних представників національностей французьких колоній. Завдяки стилю стрімлайн здавалося, що сама будівля перебуває в русі. На фресках WPA 1930-х років замість класичних героїв були зображені звичайні люди: фабричні робітники, працівники пошти, сім'ї та фермери.

## Меблі

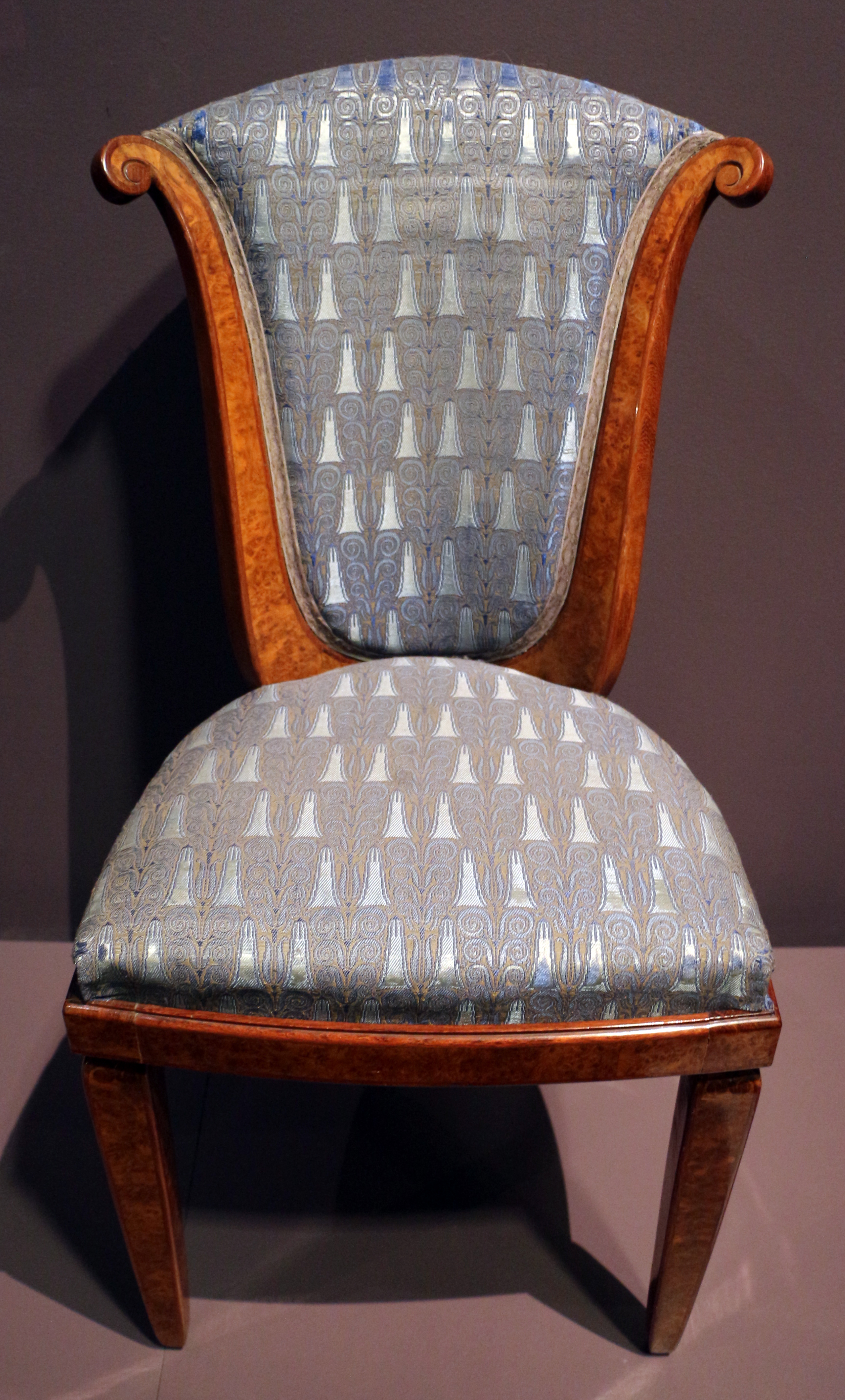
Крісло, Поль Фоллот (1912-14)
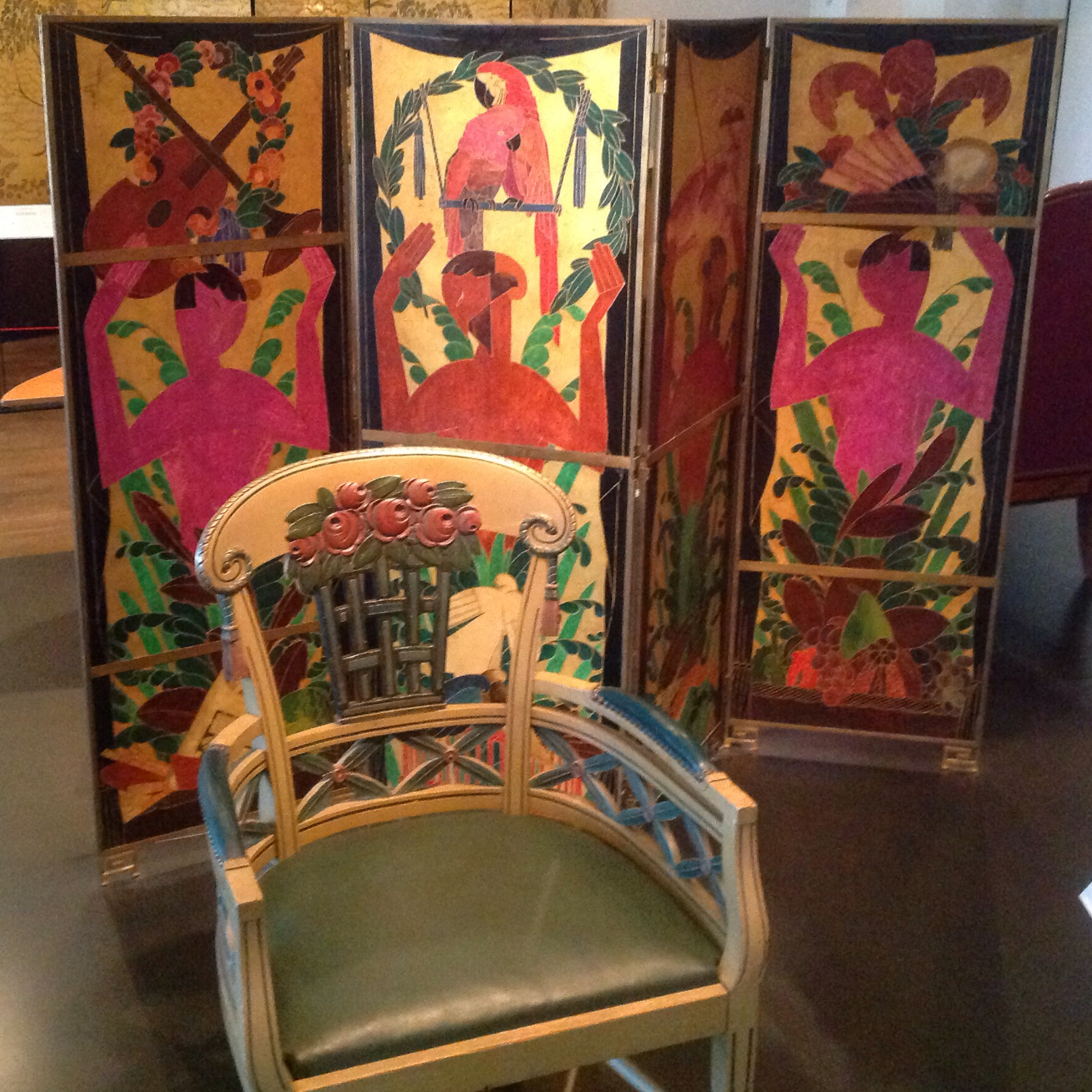
Крісло Луї Сюе (1912) та розписна ширма Андре Мар (1920)
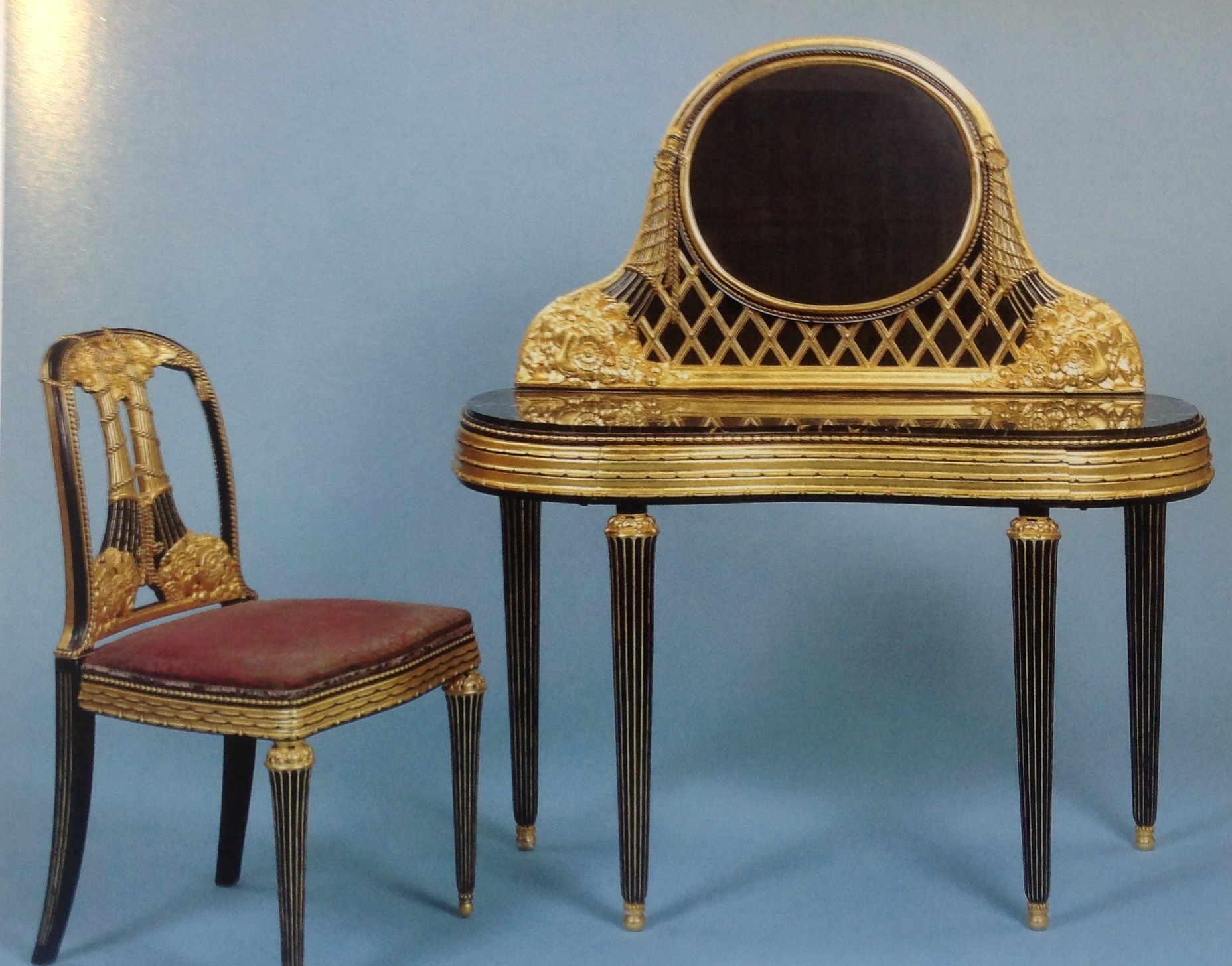
Туалетний столик і стілець з мармуру та інкрустованого, лакованого і позолоченого дерева від Follot (1919-20)
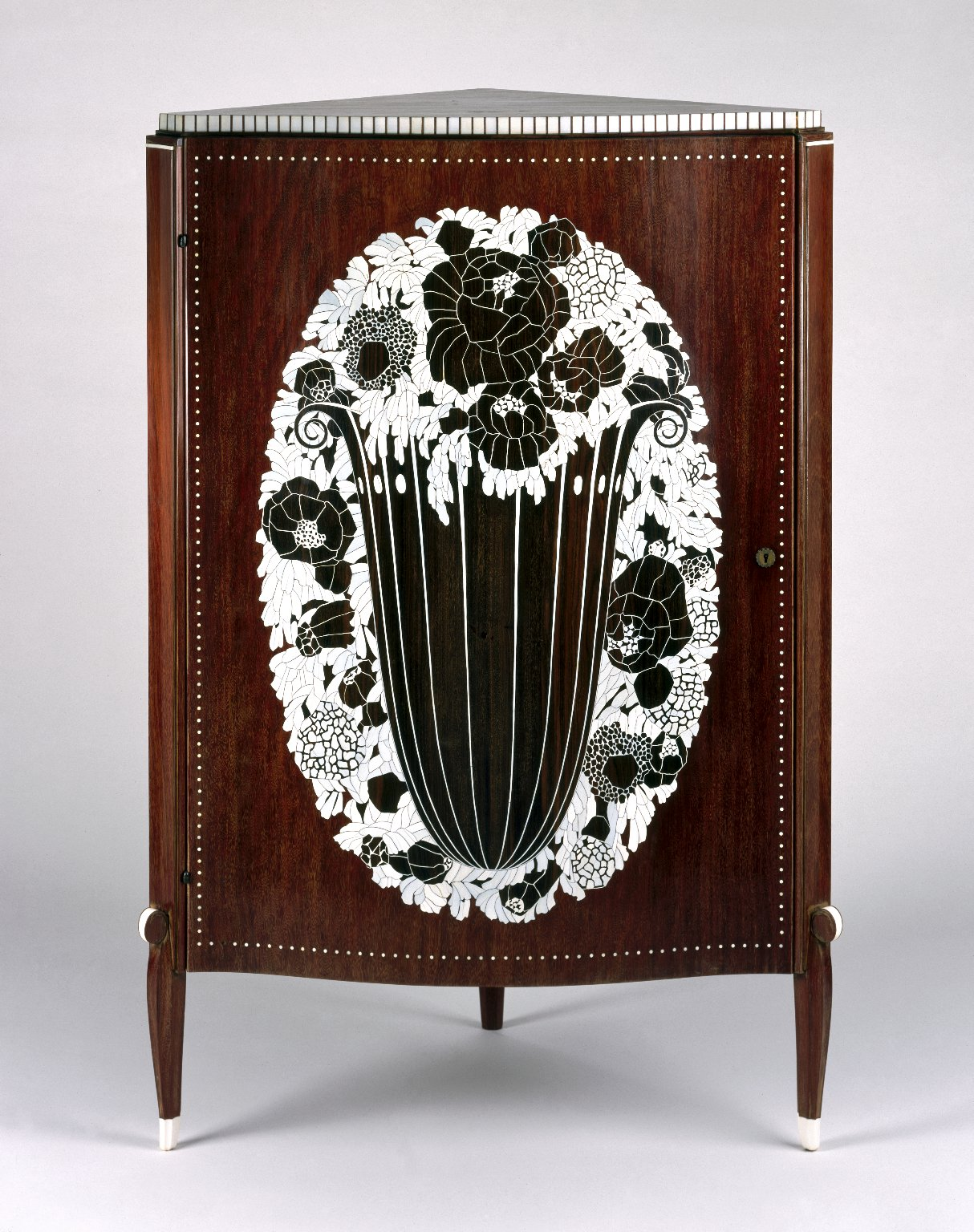
Кутова шафа з червоного дерева з інкрустованим кошиком троянд зі слонової кістки, Еміль-Жак Рульман (1923)
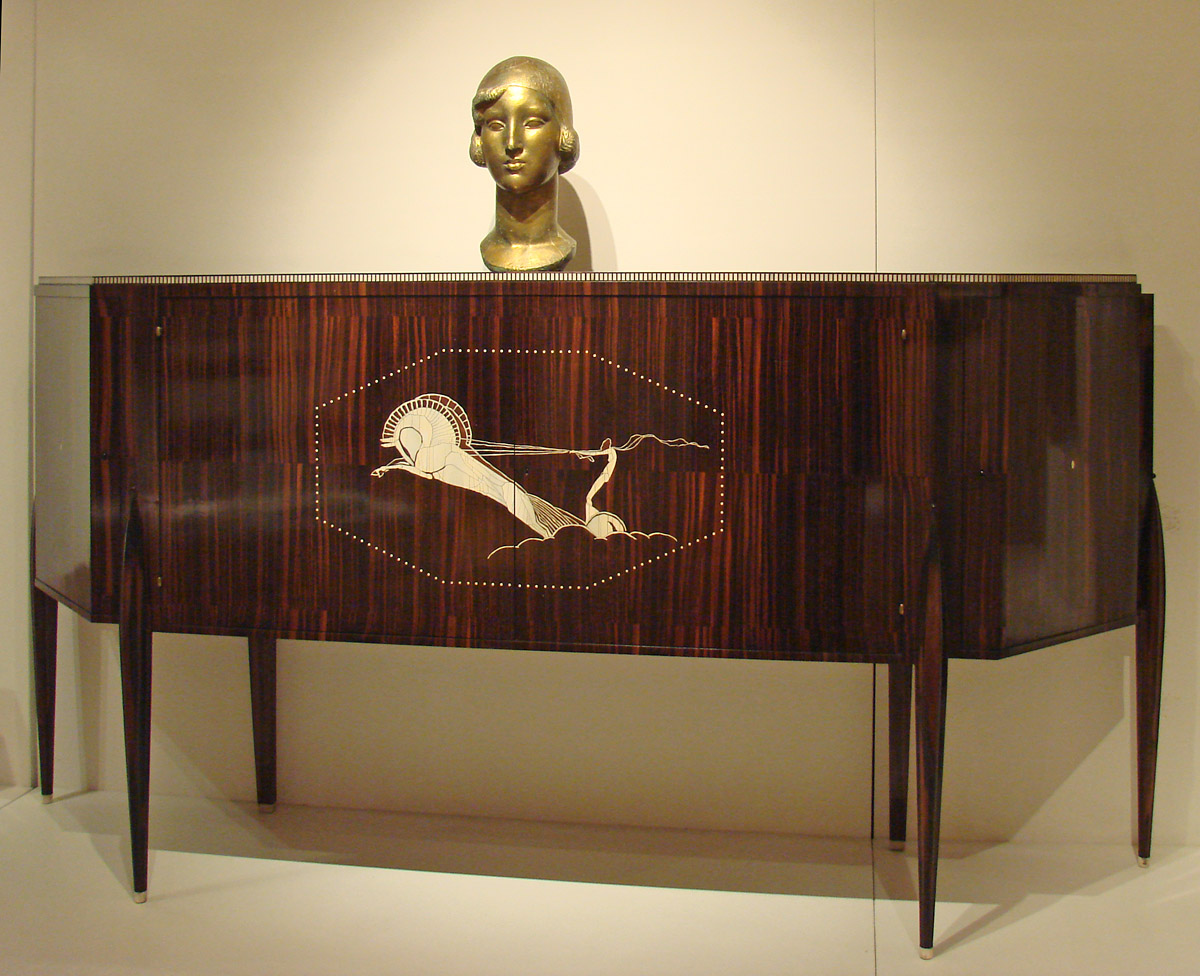
Шафа, Рульман (1926)
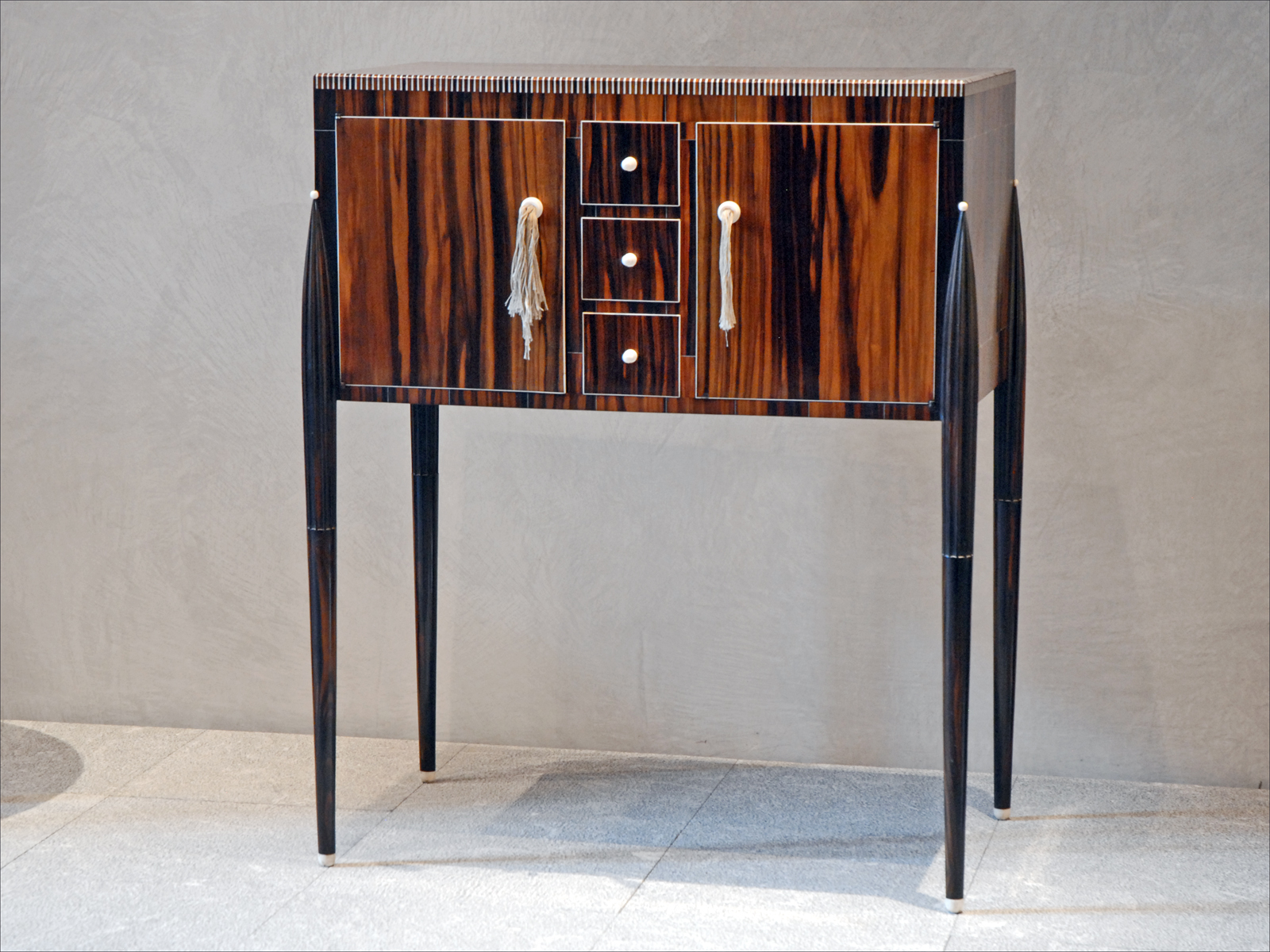
Дизайн шафи, Рульман
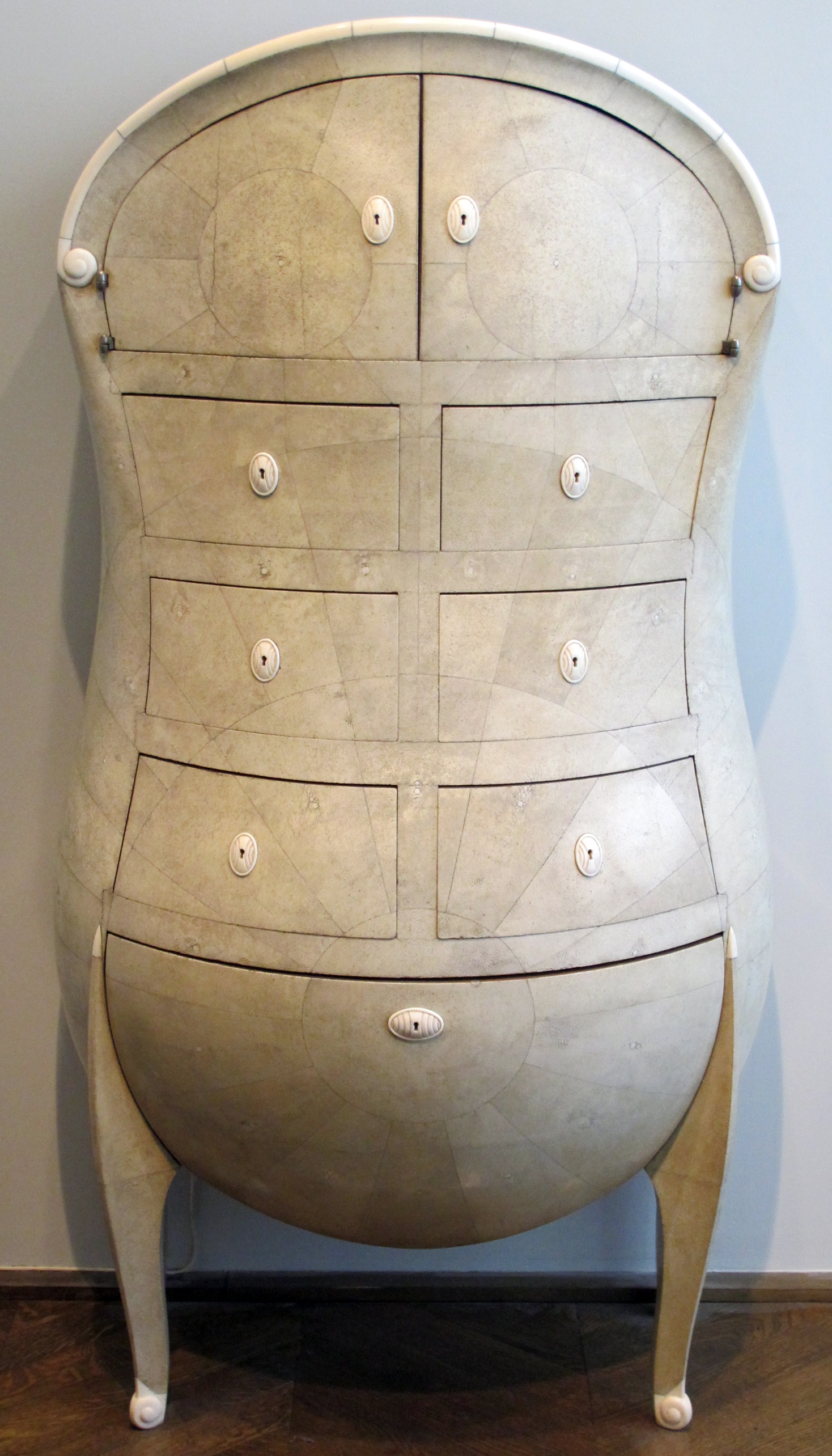
Шафа, обтягнута шагренью або акулячою шкірою, авторства Андре Грульта (1925)
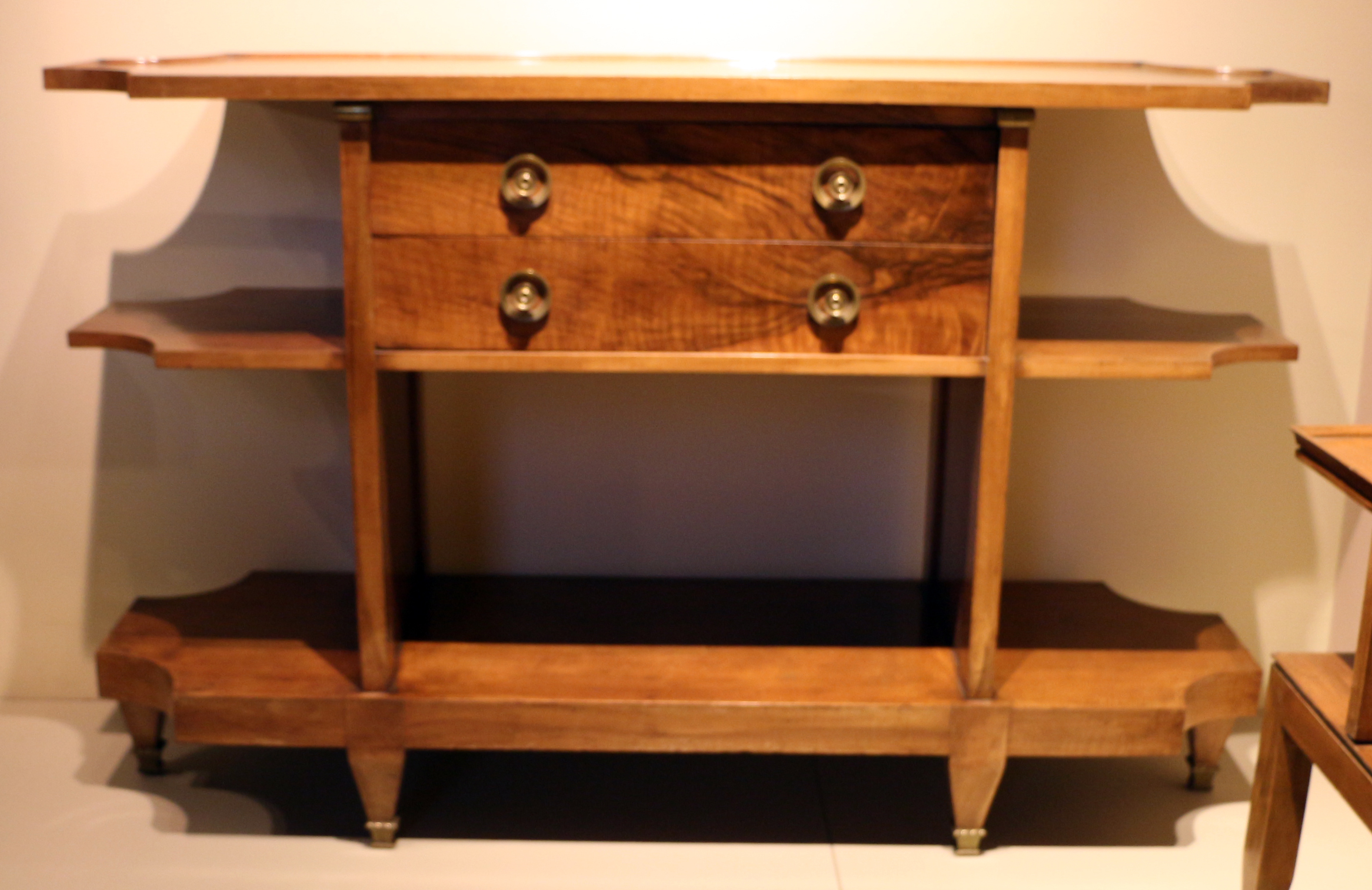
Меблі, Джіо Понті (1927)
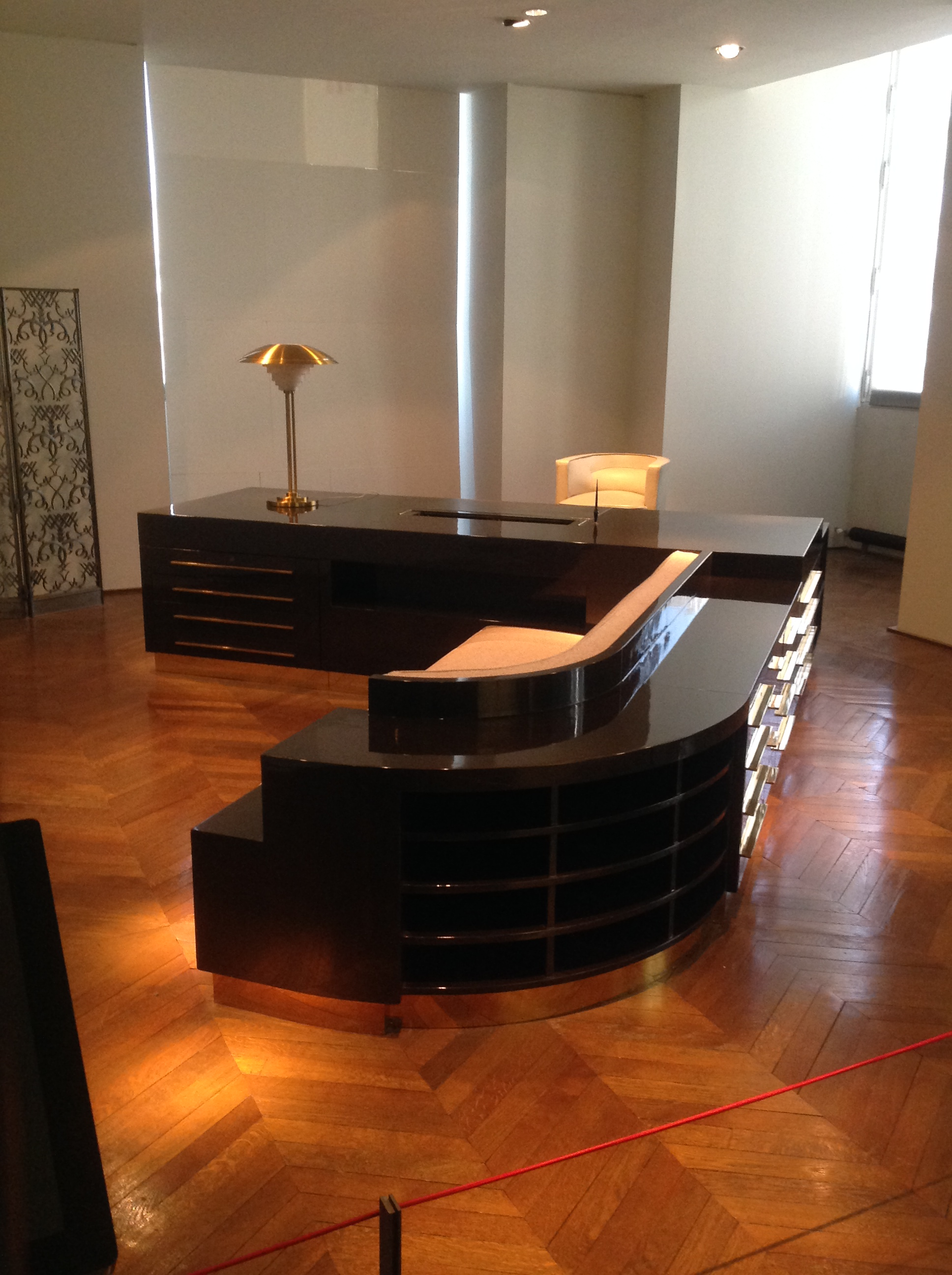
Стіл адміністратора, Мішель Ру-Шпіц для Салону художників-декораторів 1930 року
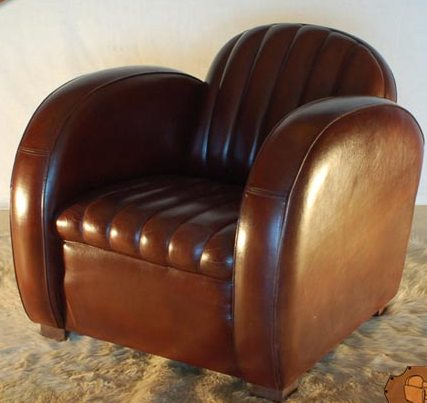
Клубний стілець в стилі ар-деко (1930-ті роки)
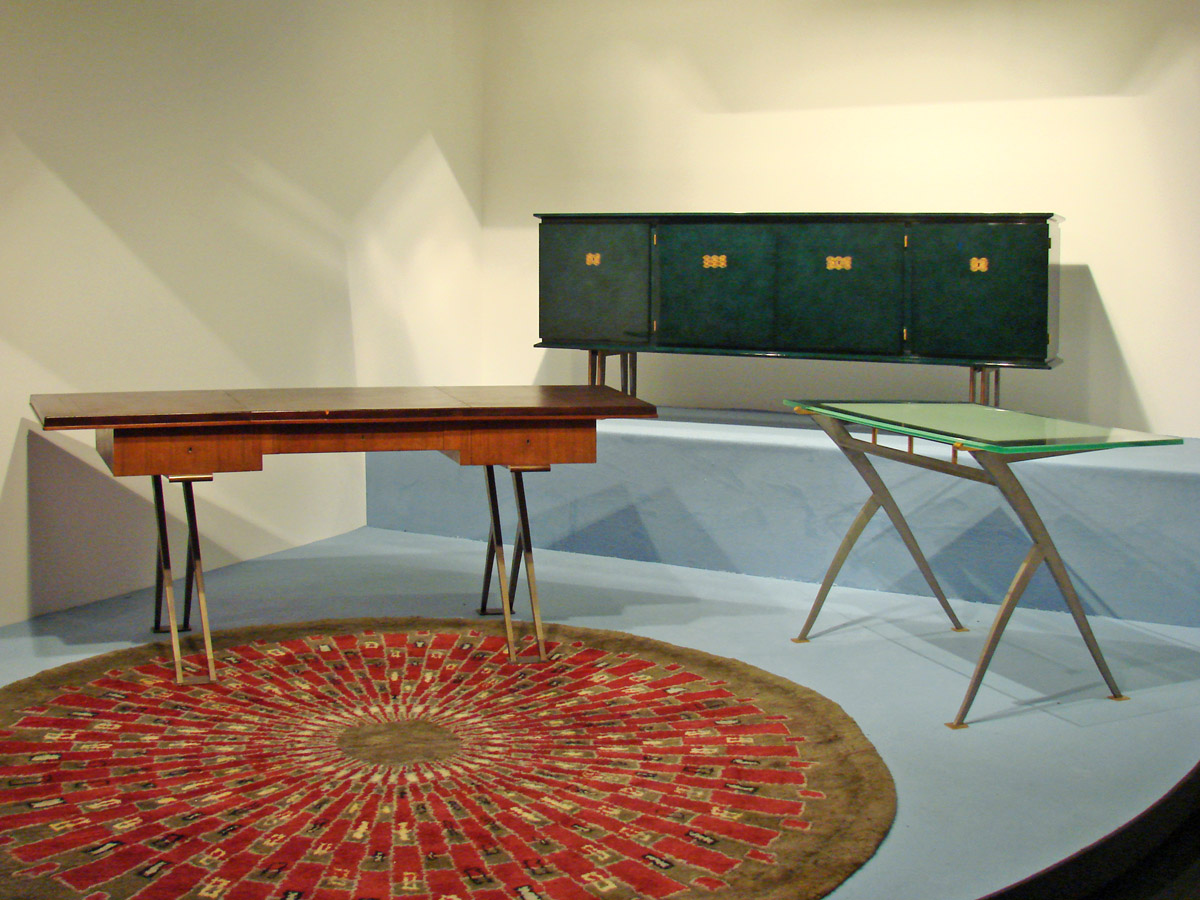
Меблі в стилі пізнього ар-деко та килим Жюля Леле (1930-ті роки)
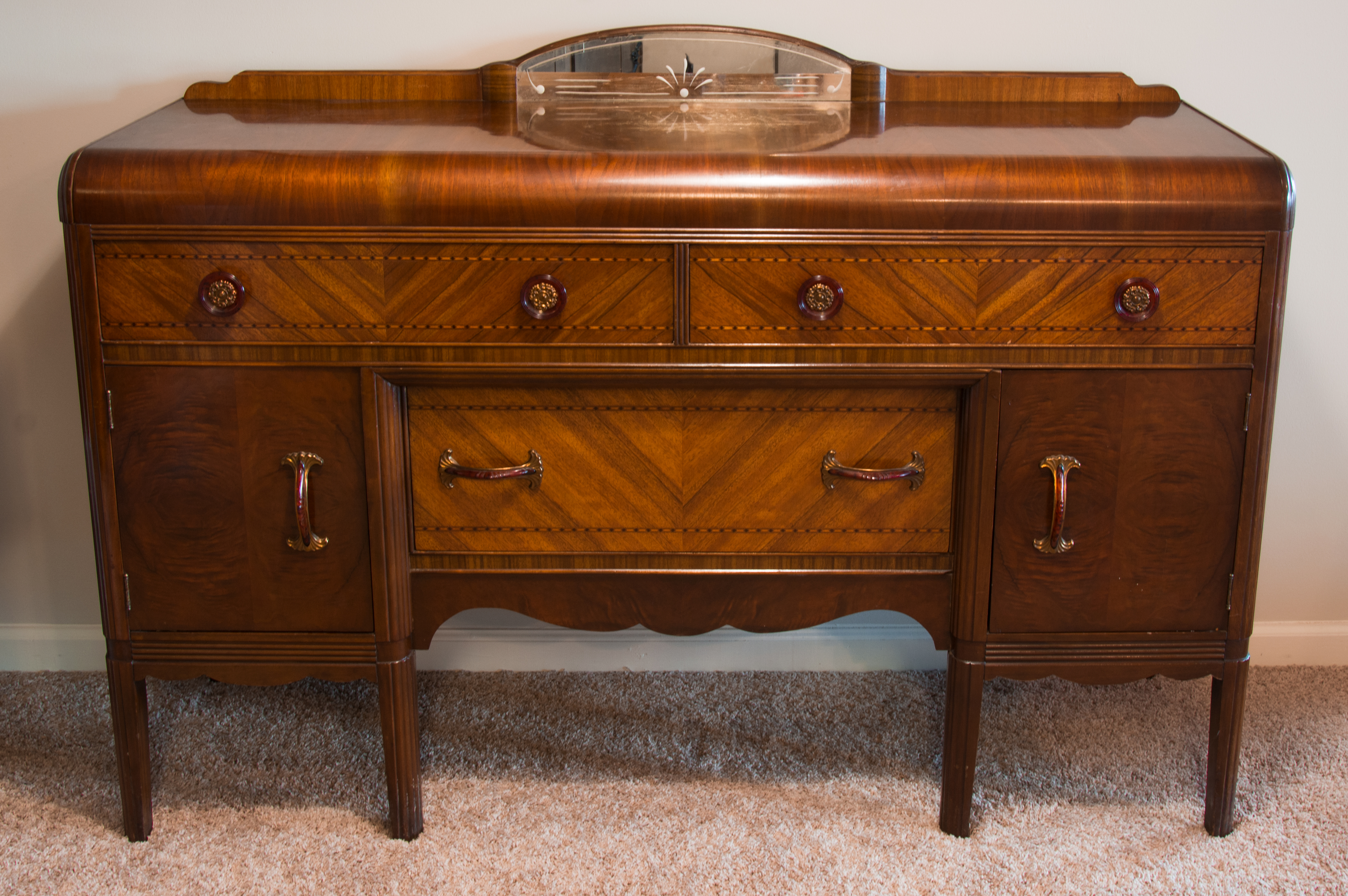
Фуршетний стіл у стилі водоспаду

Французькі меблі з 1910 до початку 1920-х років були значною мірою оновленням традиційних французьких меблевих стилів, а також дизайнів у стилі модерн Луї Мажореля, Шарля Плюме та інших виробників. Французькі виробники меблів відчували загрозу від зростаючої популярності німецьких виробників і стилів, зокрема стилю бідермаєр, який відрізнявся простотою і чіткістю ліній. Французький дизайнер Франц Журден, президент Паризького автомобільного салону, запросив дизайнерів з Мюнхена взяти участь у Салоні 1910 року. Французькі дизайнери побачили новий німецький стиль і вирішили прийняти німецький виклик. Французькі дизайнери вирішили представити нові французькі стилі на Салоні 1912 року. Правила Салону вказували на те, що допускалися лише сучасні стилі. У Салоні брали участь усі провідні французькі дизайнери меблів: Поль Фолло, Поль Ірібе, Моріс Дюфрен, Андре Грульт, Андре Маре та Луї Суе взяли участь, представивши нові роботи, які оновили традиційні французькі стилі Людовика XVI та Луї Філіпа більш незграбними кутами, натхненними кубізмом, та яскравішими кольорами, натхненними фовізмом та набістами.
Художник Андре Мар та дизайнер меблів Луї Сюе були учасниками Салону 1912 року. Після війни вони об'єдналися, щоб заснувати власну компанію, яка офіційно називалася Compagnie des Arts Française, але зазвичай відома просто як Суе і Маре. На відміну від видатних дизайнерів модерну, таких як Луї Мажорель, який особисто розробляв кожну річ, вони зібрали команду кваліфікованих майстрів і створювали цілісні інтер'єри, включаючи меблі, скляний посуд, килими, кераміку, шпалери та освітлювальні прилади. Їхні роботи вирізнялися яскравими кольорами, меблями та цінними породами дерева, такими як чорне дерево, інкрустоване перламутром, морським вуглем та посрібленим металом для створення букетів квітів. Вони розробляли все — від інтер'єрів океанських лайнерів до флаконів для парфумів під маркою Жана Пату. Фірма процвітала на початку 1920-х років, але обидва чоловіки були кращими майстрами, ніж бізнесменами. Фірма була продана в 1928 році, і обидва чоловіки пішли.
Найвидатнішим дизайнером меблів на Виставці декоративного мистецтва 1925 року був Еміль-Жак Рульманн з Ельзасу. Вперше він виставив свої роботи на Осінньому салоні 1913 року, а потім мав власний павільйон «Будинок багатого колекціонера» на виставці 1925 року. Він використовував лише найрідкісніші та найдорожчі матеріали, зокрема чорне дерево, червоне дерево, палісандр, амбон та інші екзотичні породи дерева, оздоблював інкрустаціями зі слонової кістки, черепахового панцира, перламутру, маленькі помпони з шовку прикрашали ручки шухляд шаф.
Його меблі були створені за зразками 18 століття, але спрощеними та переробленими. У всіх його роботах внутрішня структура меблів була повністю прихована. Каркас, зазвичай дубовий, повністю покривався накладкою з тонких смужок дерева, потім покривався другим шаром смужок з рідкісних і дорогих порід дерева. Потім все це покривали шпоном і полірували, щоб виріб виглядав так, ніби він був вирізаний з цільного шматка дерева. Контраст темному дереву надавали інкрустації зі слонової кістки, а також клавіші та ручки зі слонової кістки. За словами Рульманна, крісла мали бути спроєктовані по-різному відповідно до функцій приміщень, де вони з'являлися: крісла для вітальні мали бути гостинними, офісні крісла — зручними, а крісла для салону — вишуканими. Було виготовлено лише невелику кількість екземплярів кожного дизайну меблів, а середня ціна одного його ліжка чи шафи була більшою, ніж ціна середньостатистичного будинку.
Жюль Леле був традиційним дизайнером меблів, який у 1920-х роках плавно перейшов до ар-деко; він спроєктував меблі для їдальні Єлисейського палацу, а також для кают першого класу пароплава «Нормандія». його стиль характеризувався використанням чорного дерева, макассарського дерева, горіха, з декоруванням бляшками зі слонової кістки та перламутру. Наприкінці 1920-х років він запровадив стиль лакованих меблів у стилі арт-деко, а наприкінці 1930-х років — меблі з металу з панелями з димленого скла. В Італії своїми обтічними конструкціями прославився дизайнер Джіо Понті.
Дорогі та екзотичні меблі Рульмана та інших традиціоналістів розлютили модерністів, зокрема архітектора Ле Корбюзьє, змусивши його написати відому серію статей, що викривали стиль ар-декоратив. Він атакував меблі, виготовлені лише для багатих, і закликав дизайнерів створювати меблі з недорогих матеріалів і в сучасному стилі, які могли б дозволити собі звичайні люди. Він розробив свій власний дизайн стільців, створений, щоб бути недорогим і масовим.
У 1930-х роках дизайн меблів адаптувався до форми, з більш гладкими поверхнями та вигнутими формами. До майстрів пізнього стилю належав Дональд Дескі, один з найвпливовіших дизайнерів, який створив інтер'єр мюзик-холу Радіо-Сіті. Він використовував суміш традиційних і дуже сучасних матеріалів, зокрема алюміній, хром і бакеліт, ранню форму пластику. Серед інших провідних дизайнерів меблів у стилі ар-деко 1930-х років у США були Гілберт Роде, Воррен Макартур і Кем Вебер.
Стиль «водоспад» був популярним у 1930-1940-х роках, це була найпоширеніша на той час форма меблів у стилі ар-деко. Меблі зазвичай виготовлялися з фанери, вкритої світлим шпоном, із заокругленими краями, що нагадували водоспад.

## Промисловий дизайн

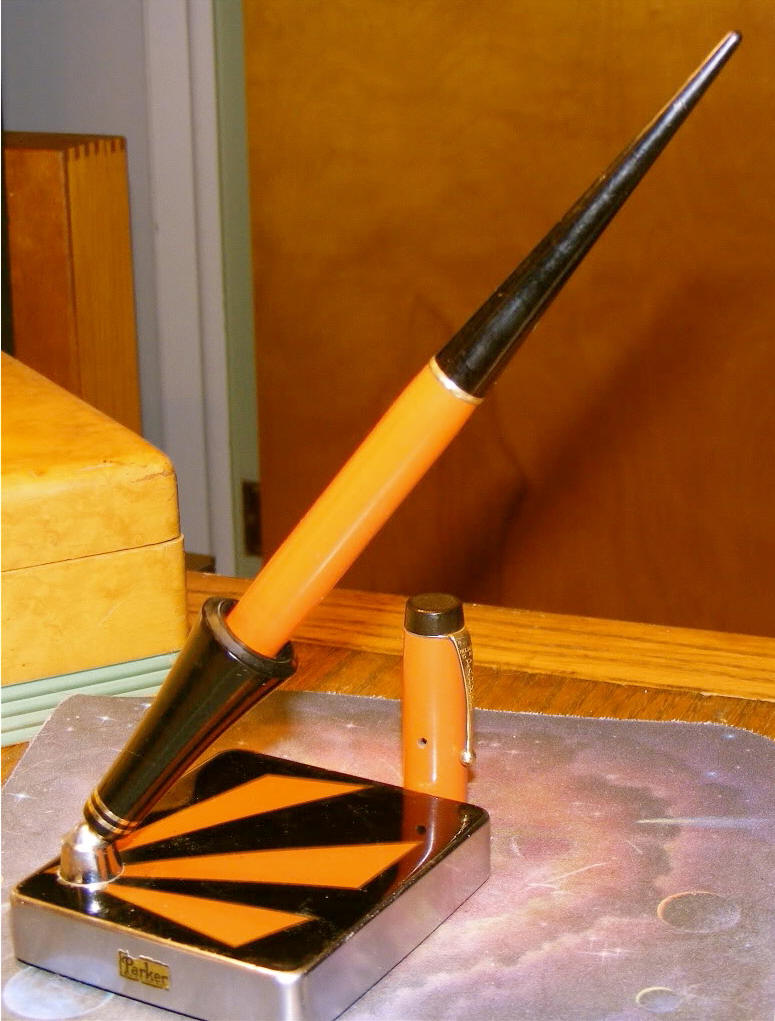
Настільний набір Parker Duofold (прибл. 1930)
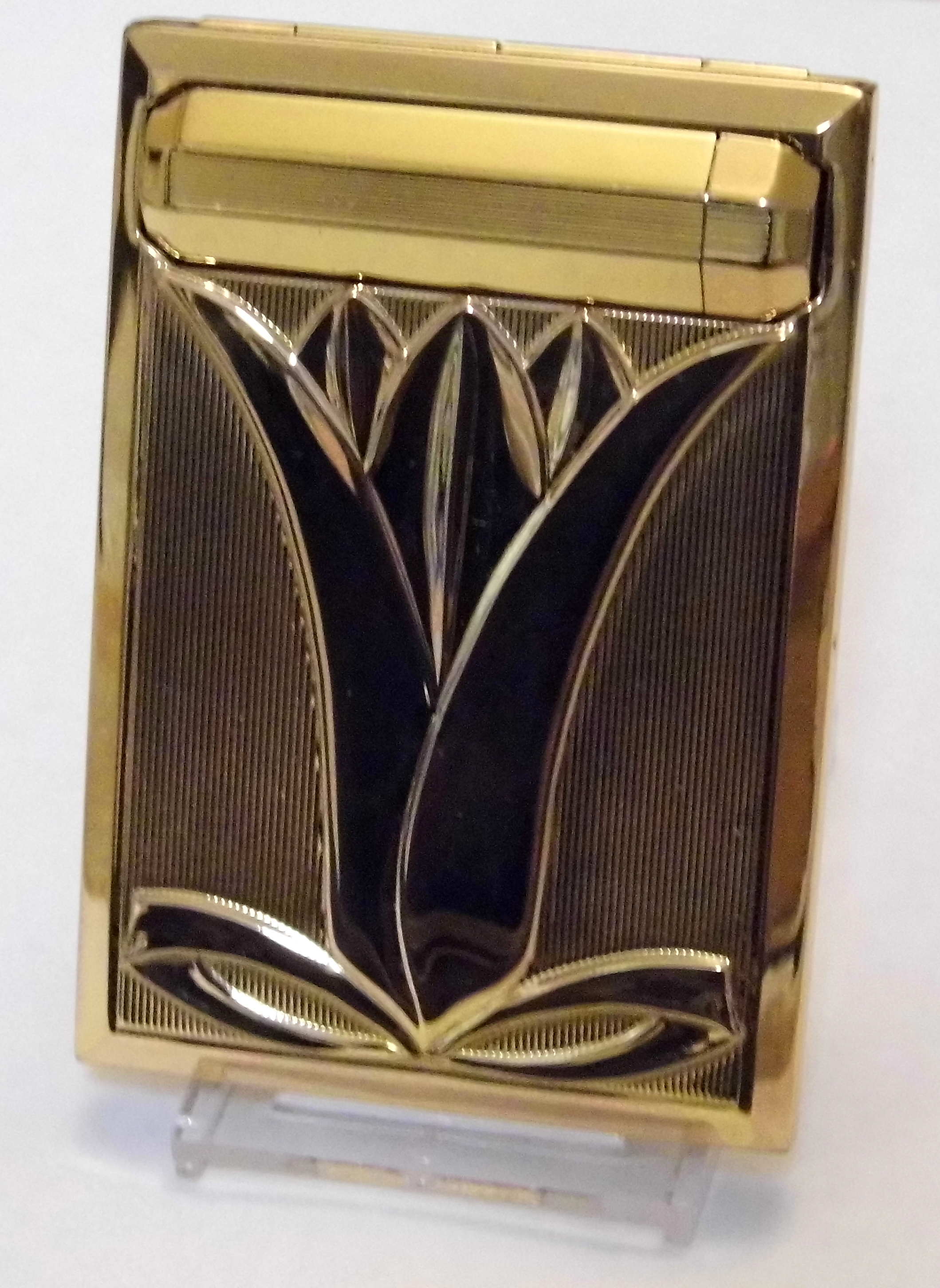
Футляр (для губної помади, рум‘яни та пудри) Richard Hudnut
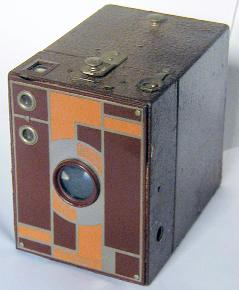
Фотоапарат "Beau Brownie", дизайн Волтера Дорвіна Тіга для Eastman Kodak (1930)
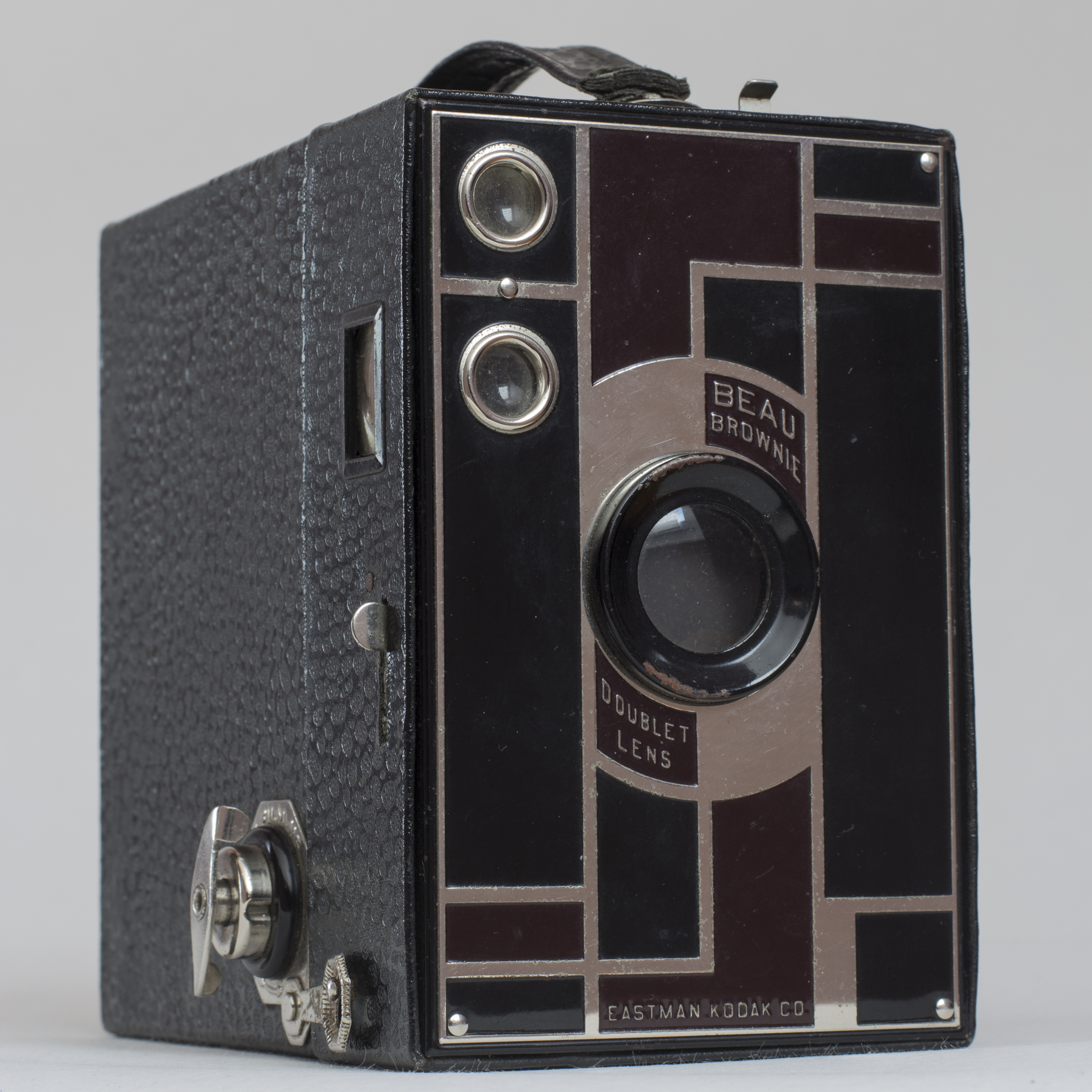
Фотоапарат Kodak 2A Beau Brownie (1930-ті роки)
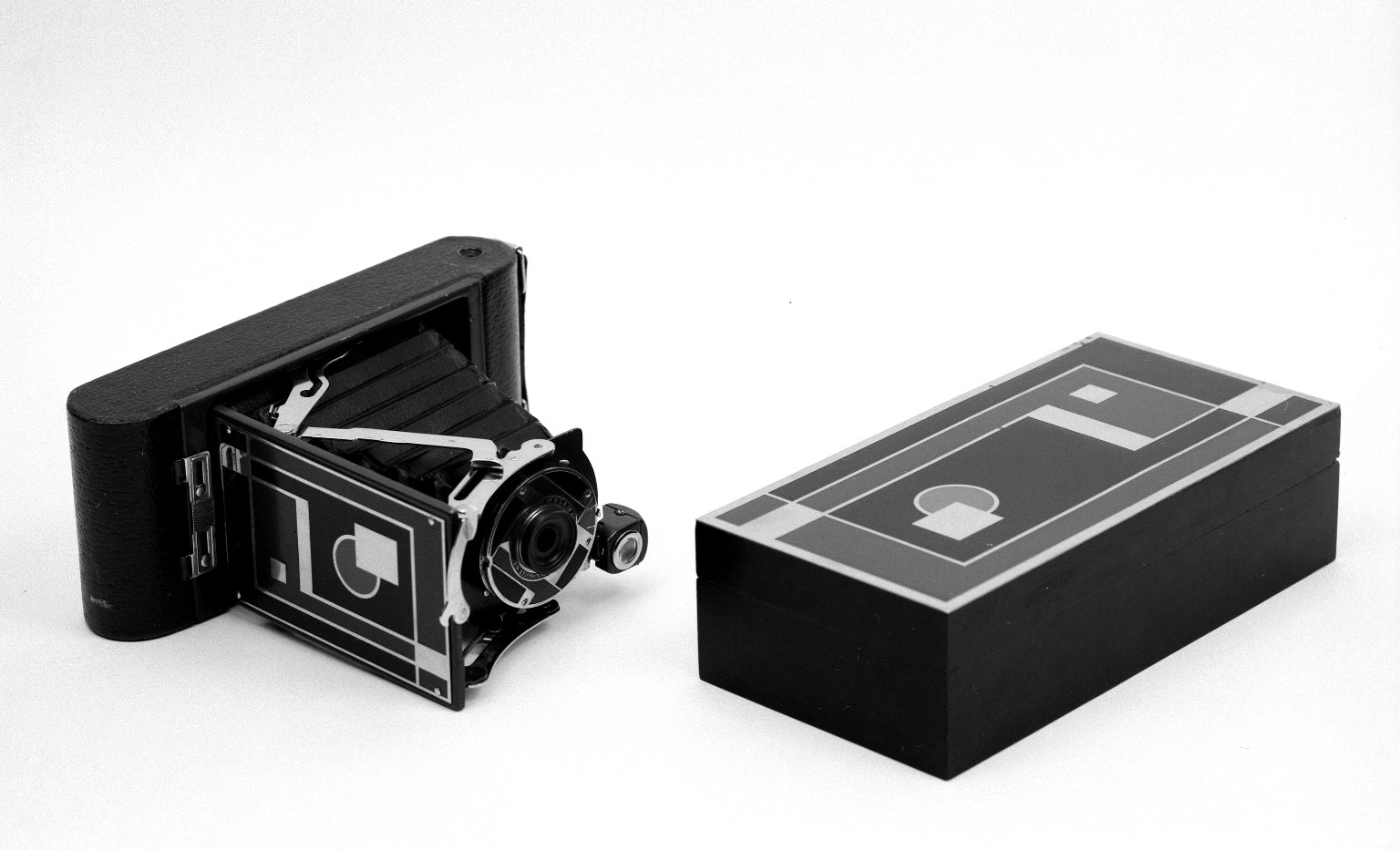
Волтер Дорвін Тіг, Подарунковий фотоапарат "Кодак", № 1А (1930)
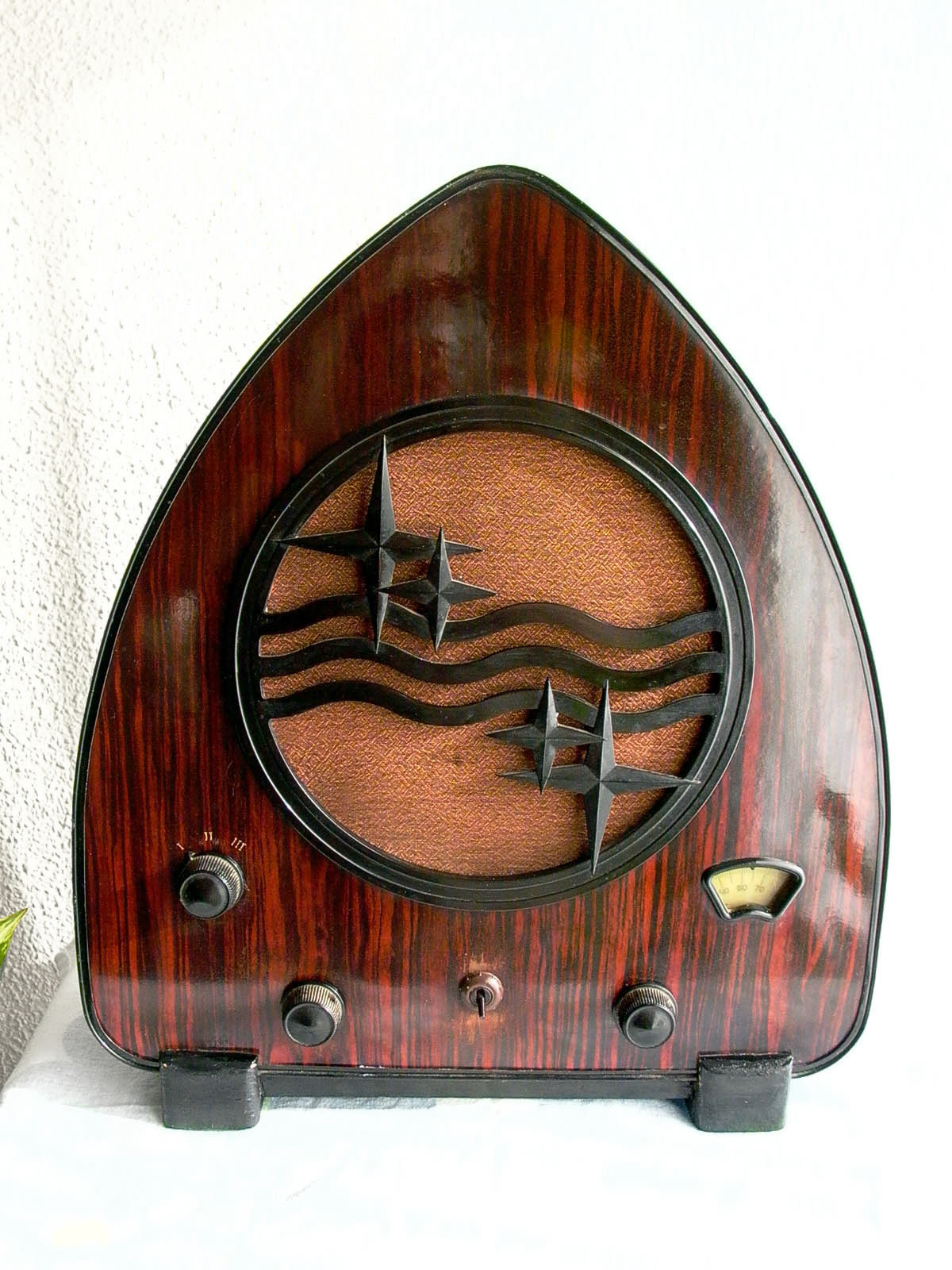
Радіоприймач Philips в стилі ар-деко (1931)
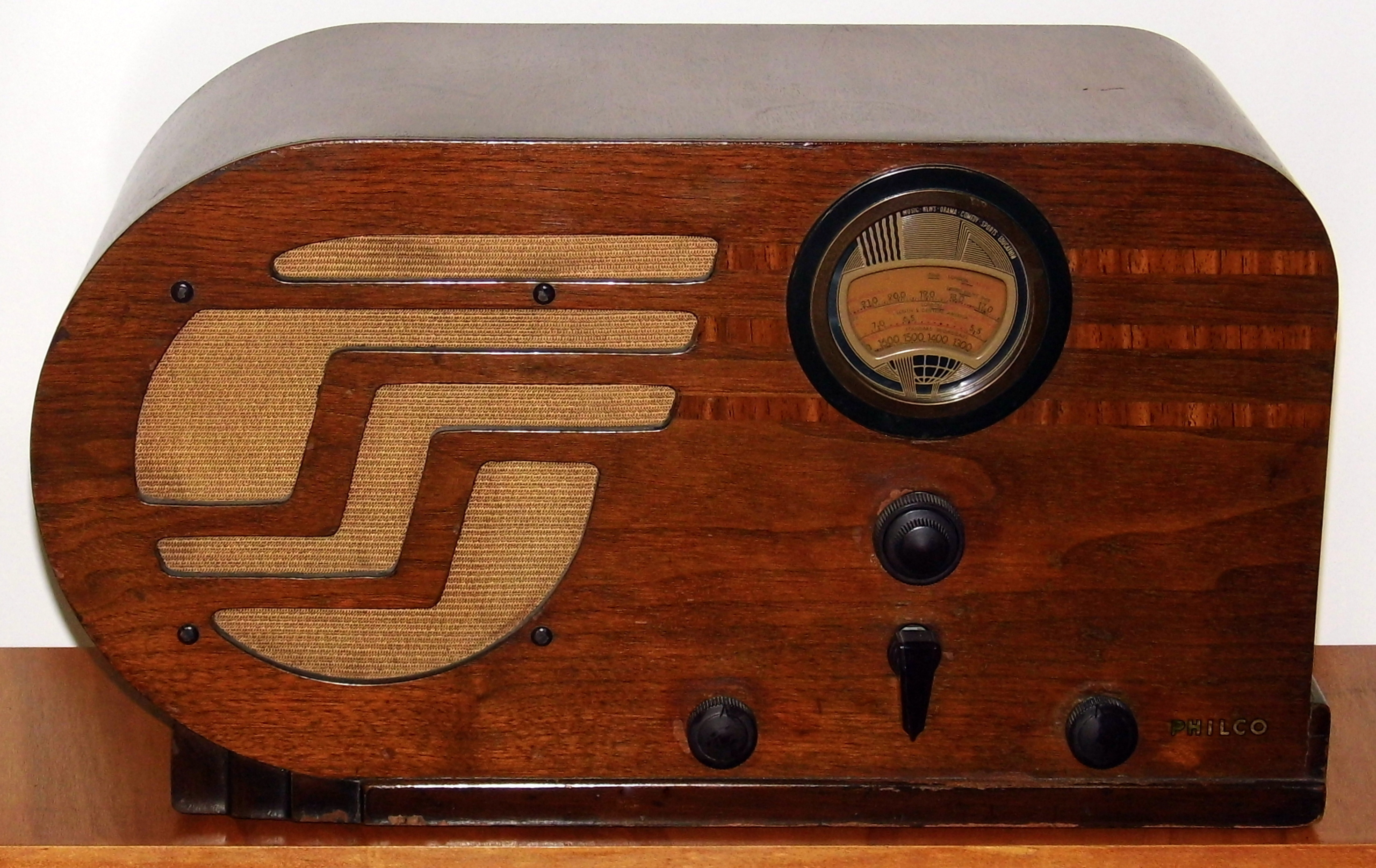
Настільний радіоприймач Philco (прибл. 1937)
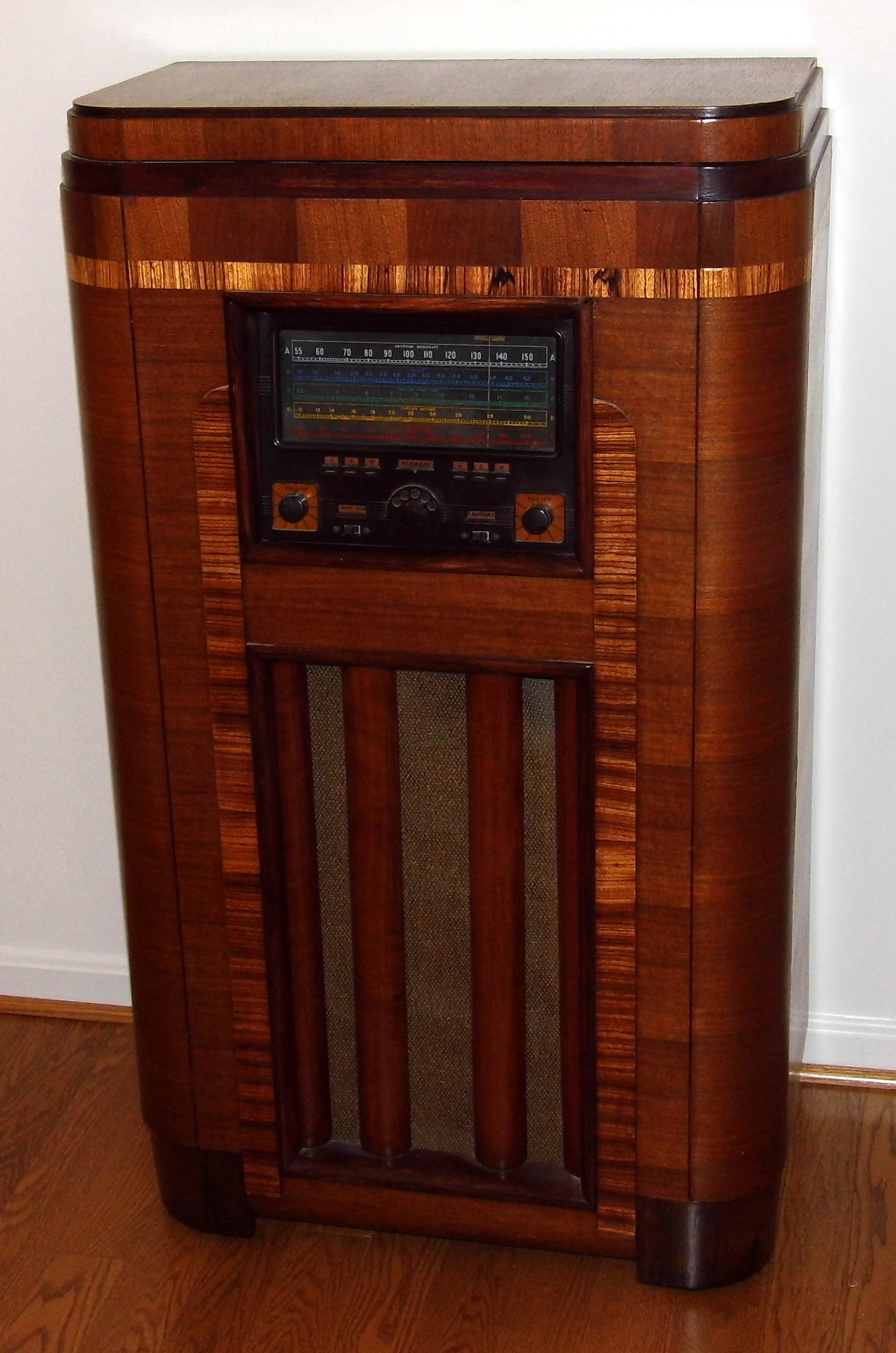
Консольний радіоприймач з фонографом зверху (прибл. 1930-ті роки)
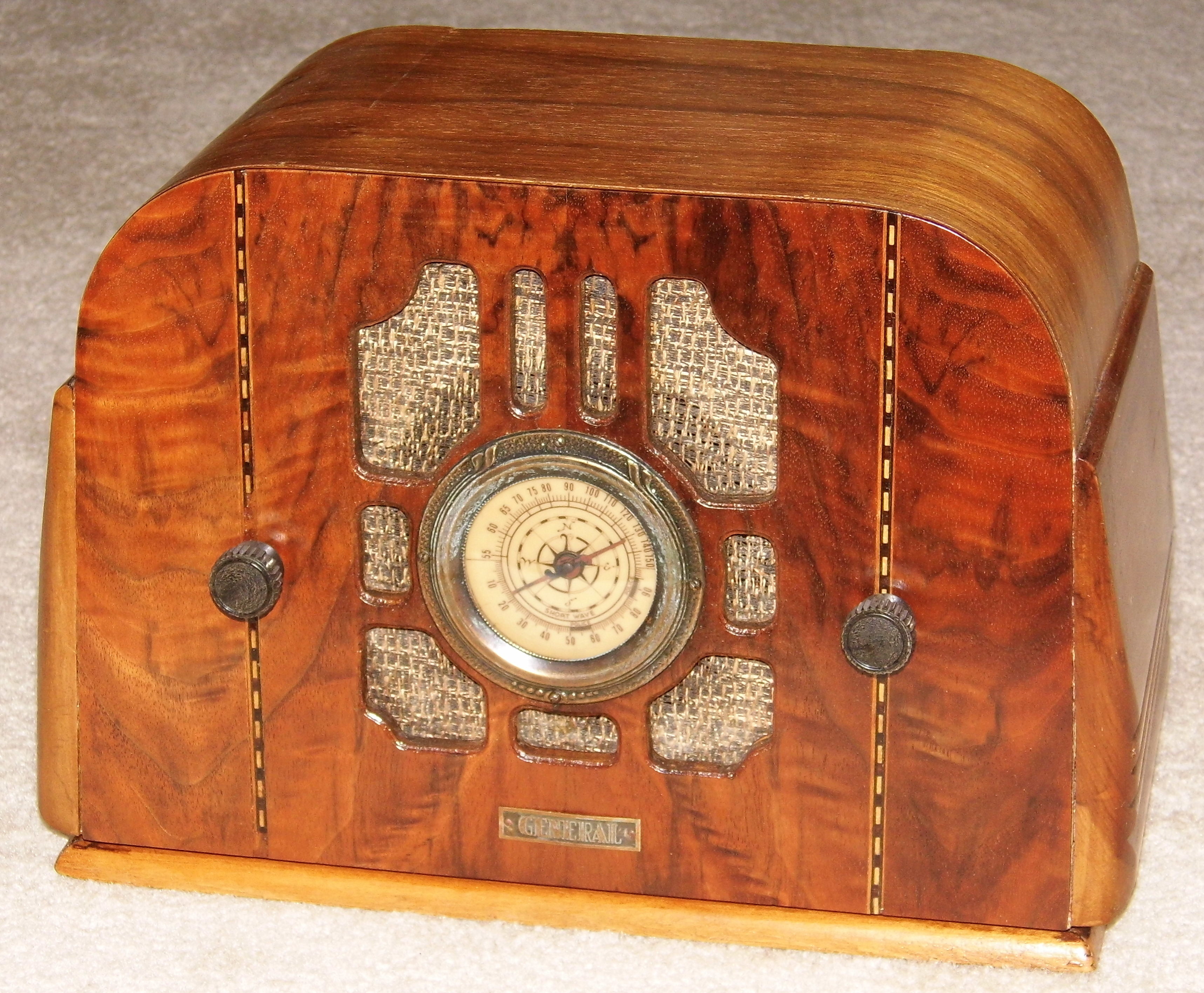
Настільний радіоприймач General Wood
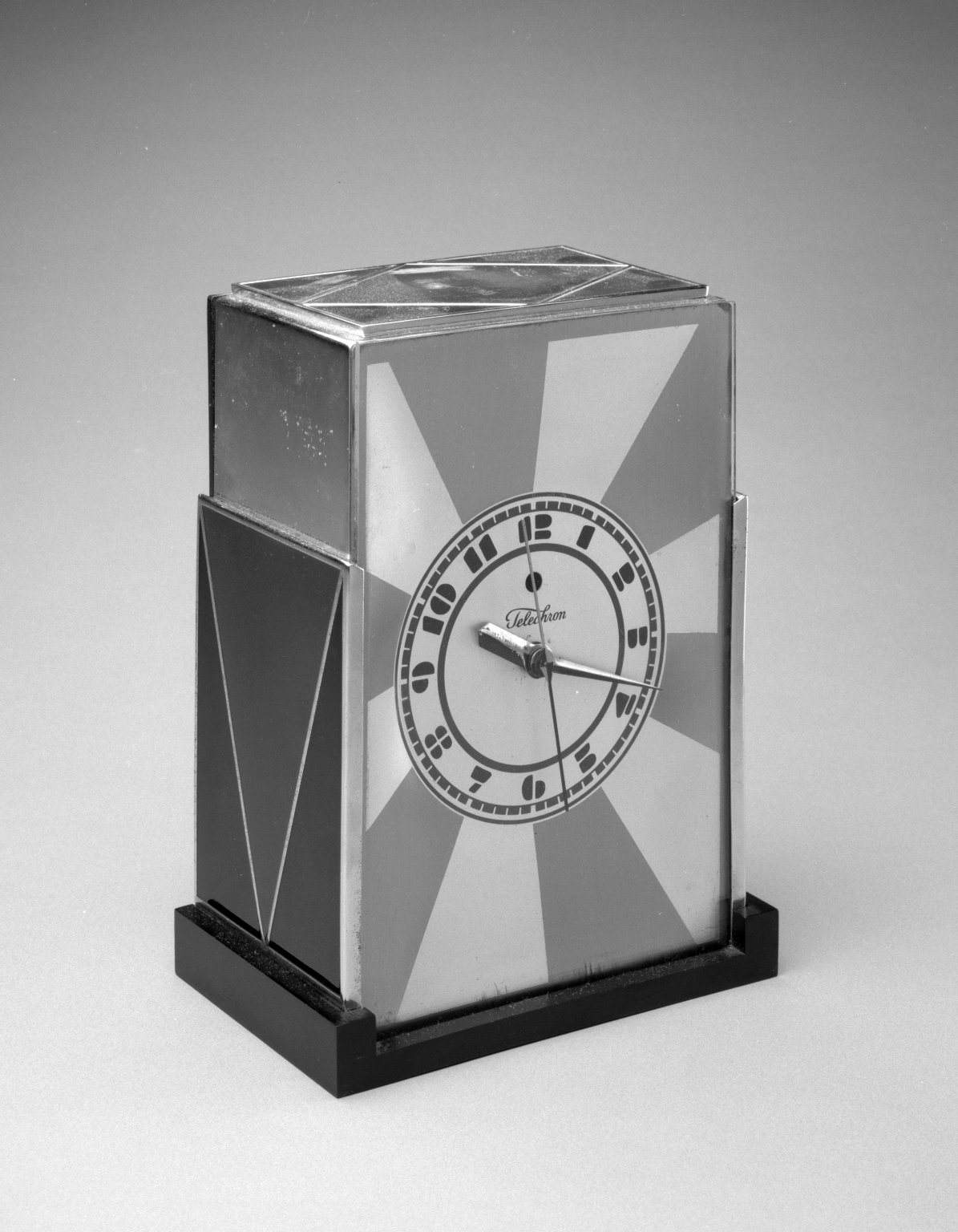
Пол Т. Франкл, годинник, кінець 1920-х років
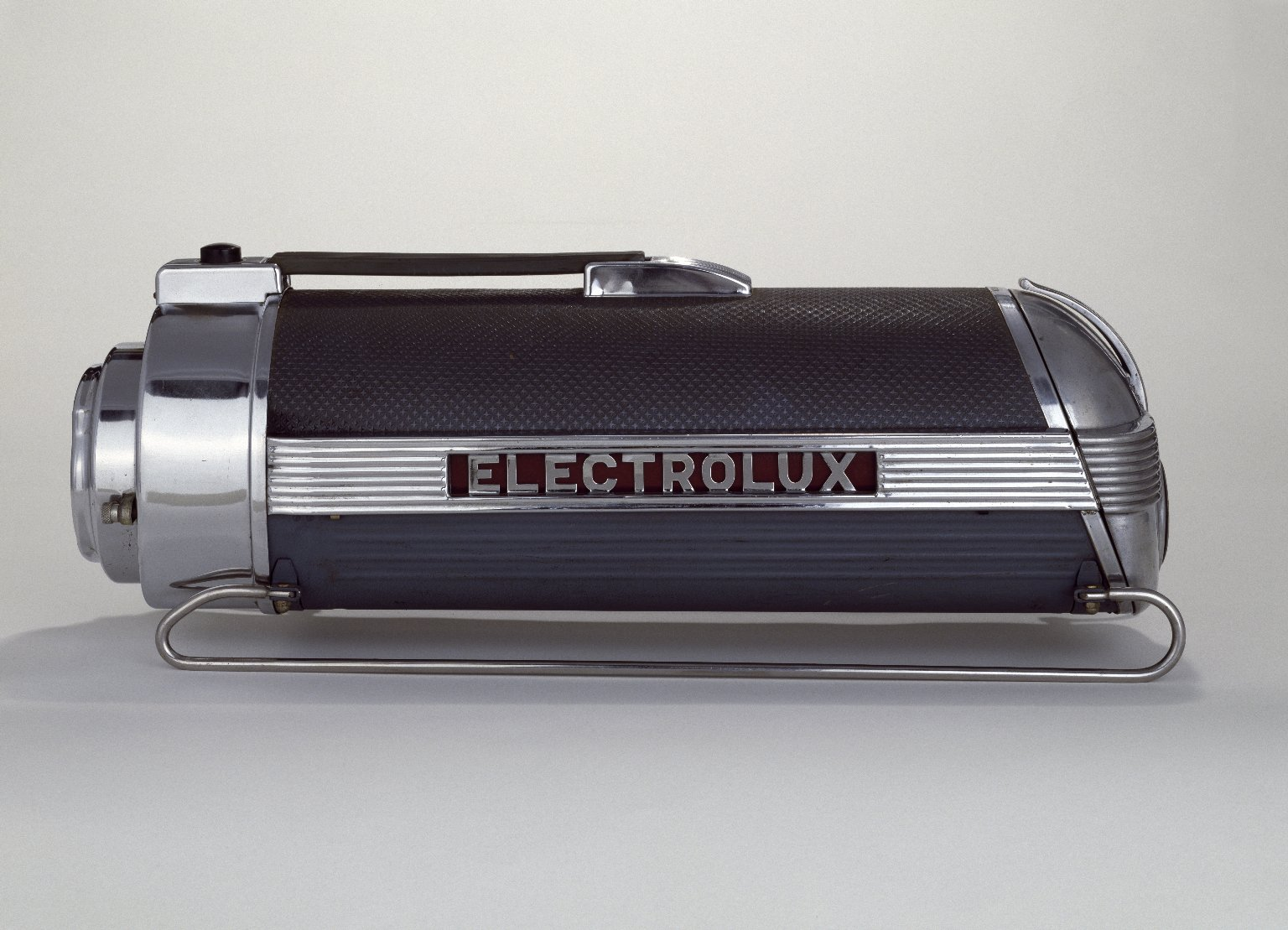
Пилосос Electrolux (1937)
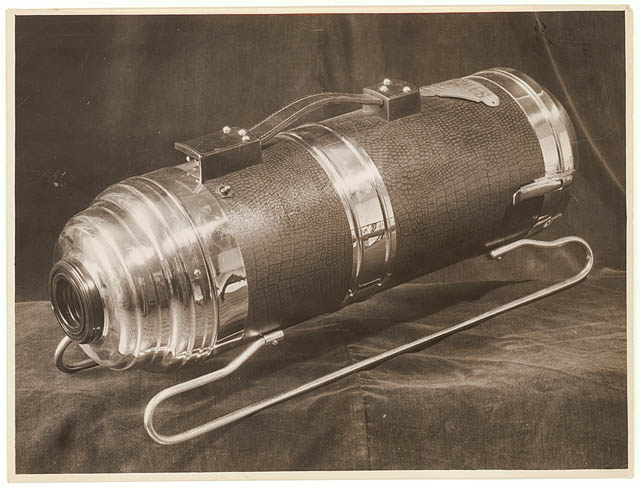
Пилосос Hercules, Сем Гуд (1930-ті роки)
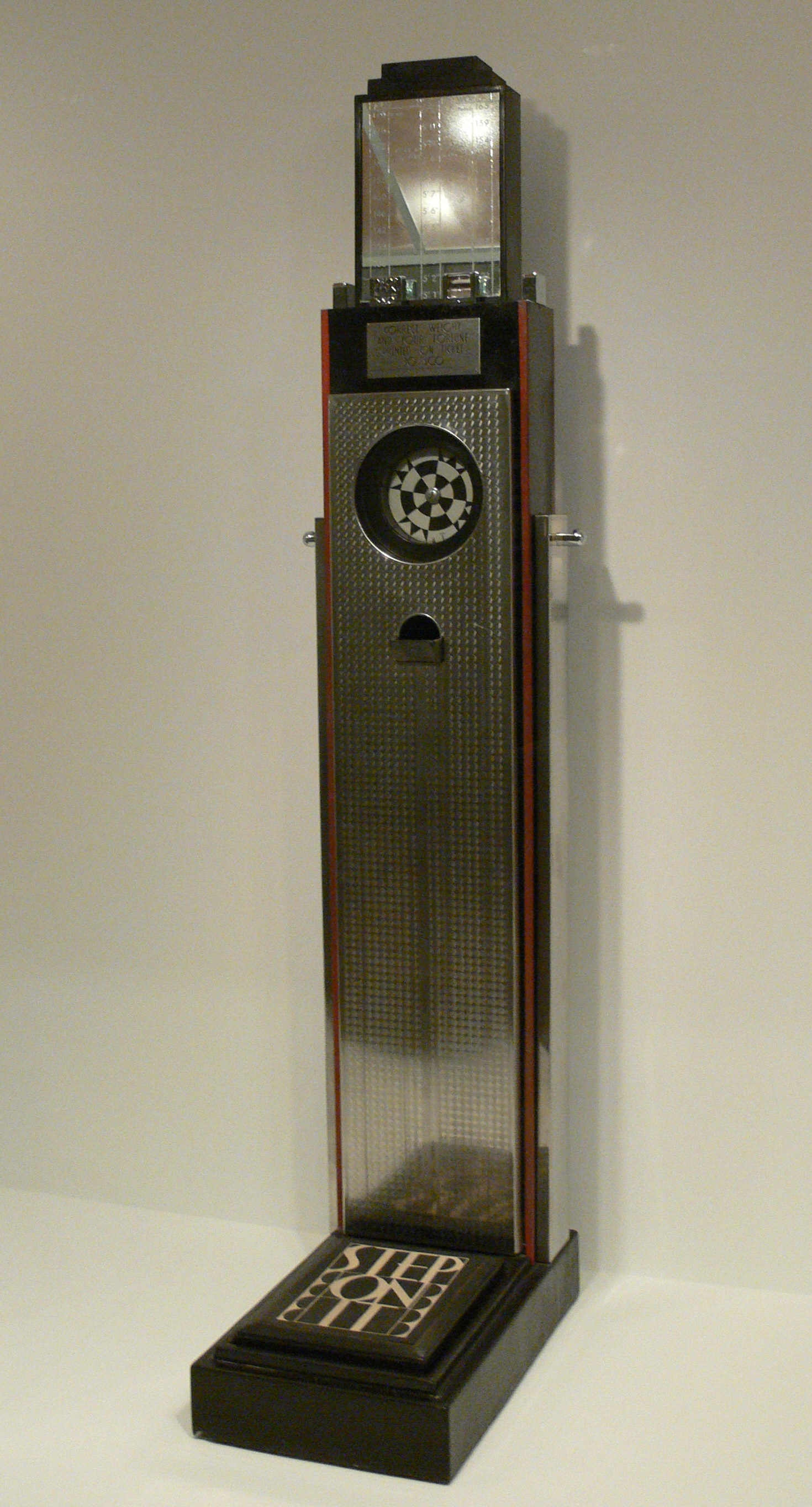
Ростомір та ваговимірювальний прилад Model S 1927 DMA
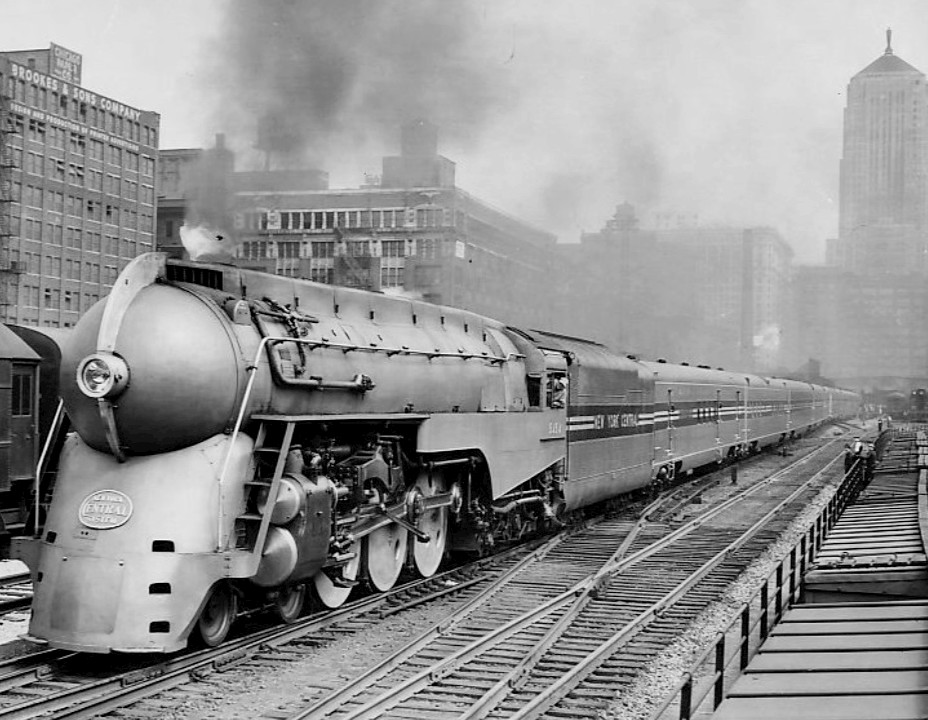
Обтічний (стрімлайн) локомотив Hudson 4-6-4 20th Century Limited, Центральної залізниці Нью-Йорка (прибл. 1939)

Стрімлайн (від англ. «обтічний») — це різновид ар-деко, що виник у середині 1930-х років. На нього вплинули сучасні аеродинамічні принципи, розроблені для авіації та балістики для зменшення аеродинамічного опору на високих швидкостях. Дизайнери застосовували кулеподібні форми до автомобілів, потягів, кораблів і навіть об'єктів, не призначених для руху, таких як холодильники, бензоколонки та будівлі. Одним з перших серійних автомобілів у цьому стилі був Chrysler Airflow 1933 року. Він не мав комерційного успіху, але краса і функціональність його дизайну створили прецедент; означали сучасність. Стиль стрімлайн продовжували використовувати в дизайні автомобілів і після Другої світової війни.
Нові промислові матеріали почали впливати на дизайн автомобілів і предметів побуту. Серед них були алюміній, хром і бакеліт — рання форма пластику. Бакеліт легко піддавався формовці і незабаром його почали використовувати у телефонах, радіоприймачах та інших приладах.
Океанські лайнери також перейняли різновид стилю ар-деко, відомий французькою як Style Paquebot (стиль пакетбот), або «Стиль океанського лайнера». Найвідомішим прикладом був лайнер «Нормандія» (SS Normandie), який здійснив свій перший трансатлантичний рейс у 1935 році. Він був розроблений спеціально для того, щоб доставляти заможних американців до Парижа на шопінг. Каюти та салони були обставлені та декоровані за останнім словом ар-деко. Великий салон корабля, де розміщувався ресторан для пасажирів першого класу, був більшим за Дзеркальну залу Версальського палацу. Його освітлювали електричні лампи на дванадцяти колонах з кришталю Lalique; тридцять шість таких же колон вишикувалися вздовж стін. Це був один з перших прикладів безпосередньої інтеграції освітлення в архітектуру. Незабаром стиль кораблів був адаптований до будівель. Яскравий приклад можна знайти на набережній Сан-Франциско, де будівля Морського музею, збудована як громадська лазня у 1937 році, нагадує поромний човен, з корабельними поручнями та заокругленими кутами. Поромний термінал Star Ferry Terminal у Гонконзі також використав варіацію цього стилю.

### Автомобілі

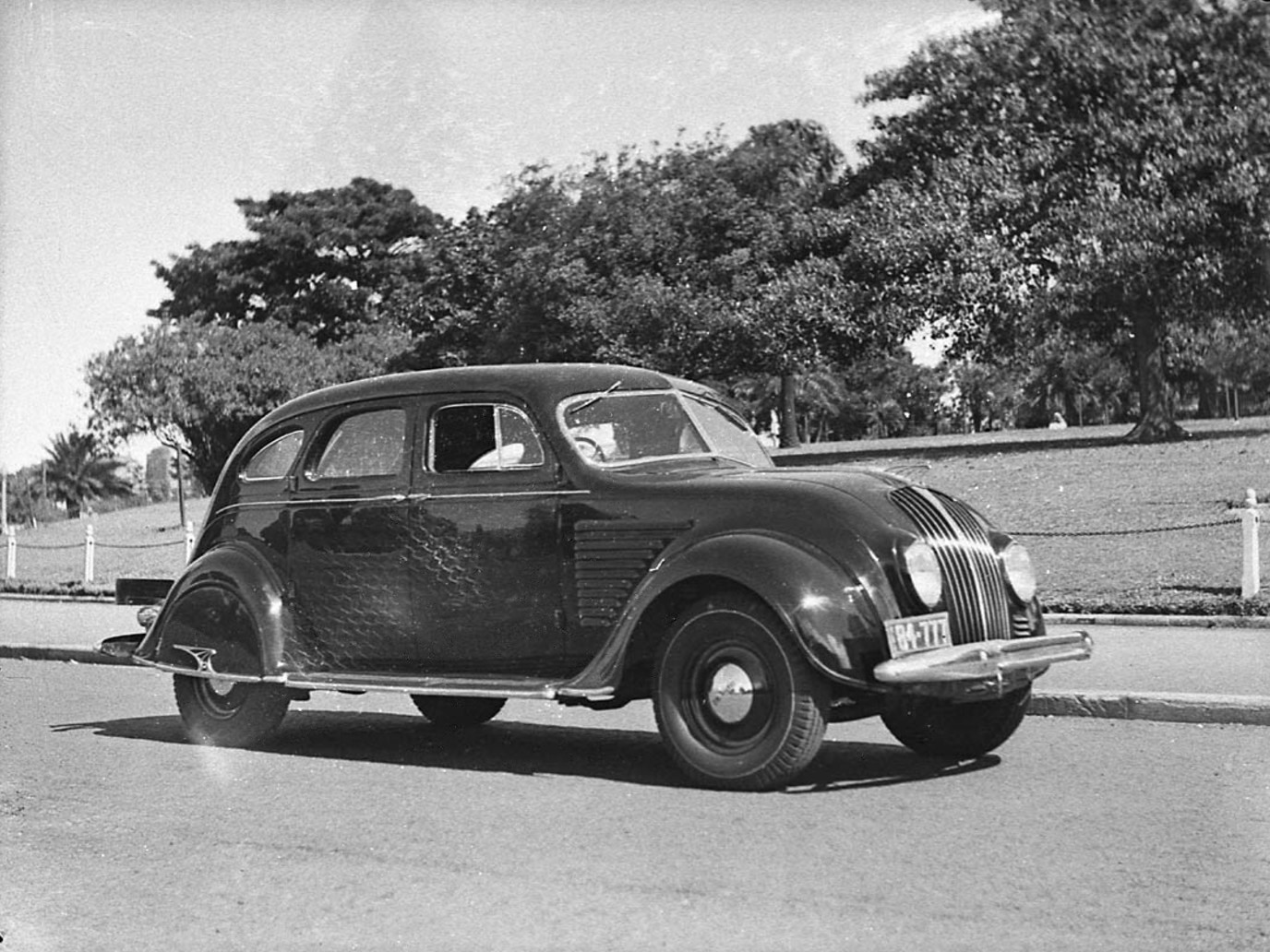
Седан Chrysler Airflow, дизайн Карла Бріра (1934)
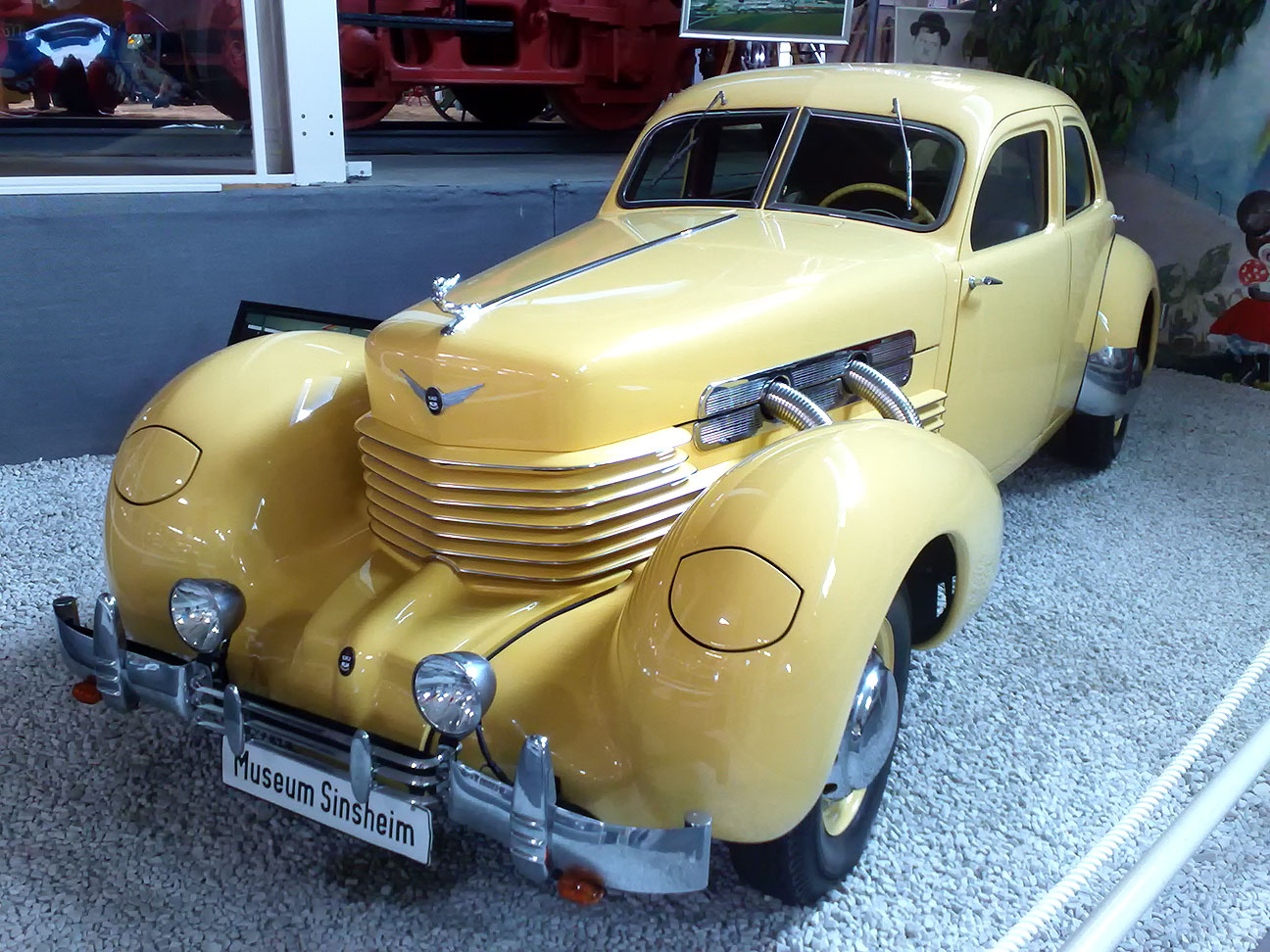
1937 Автомобіль Cord модель 812, розроблений у 1935 році Гордоном Б'юрігом та його співробітниками
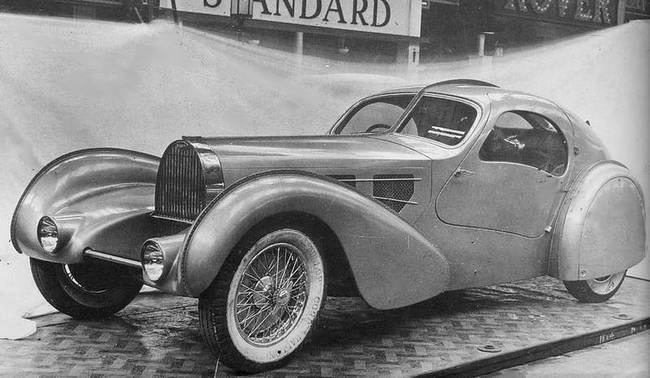
Bugatti Aérolithe (1936)
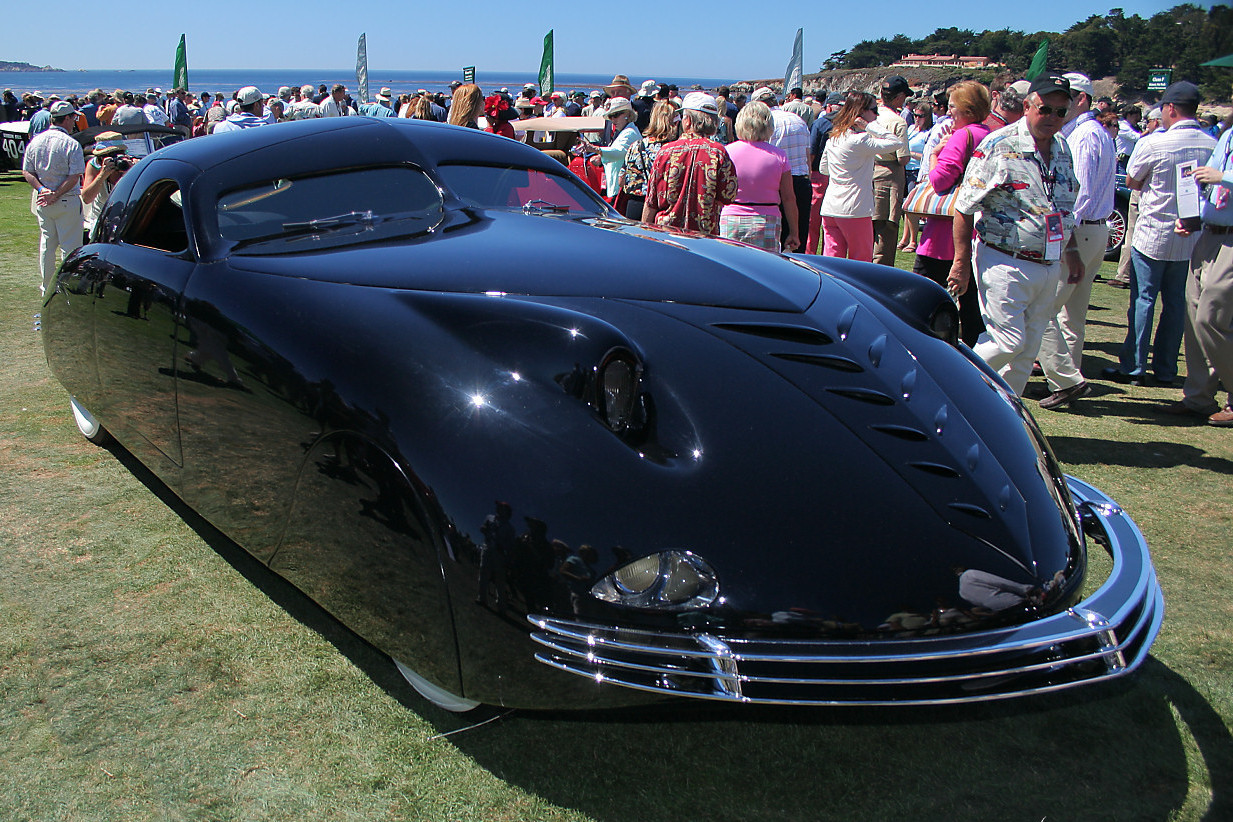
Phantom Corsair, дизайн Раста Хайнца (1938)
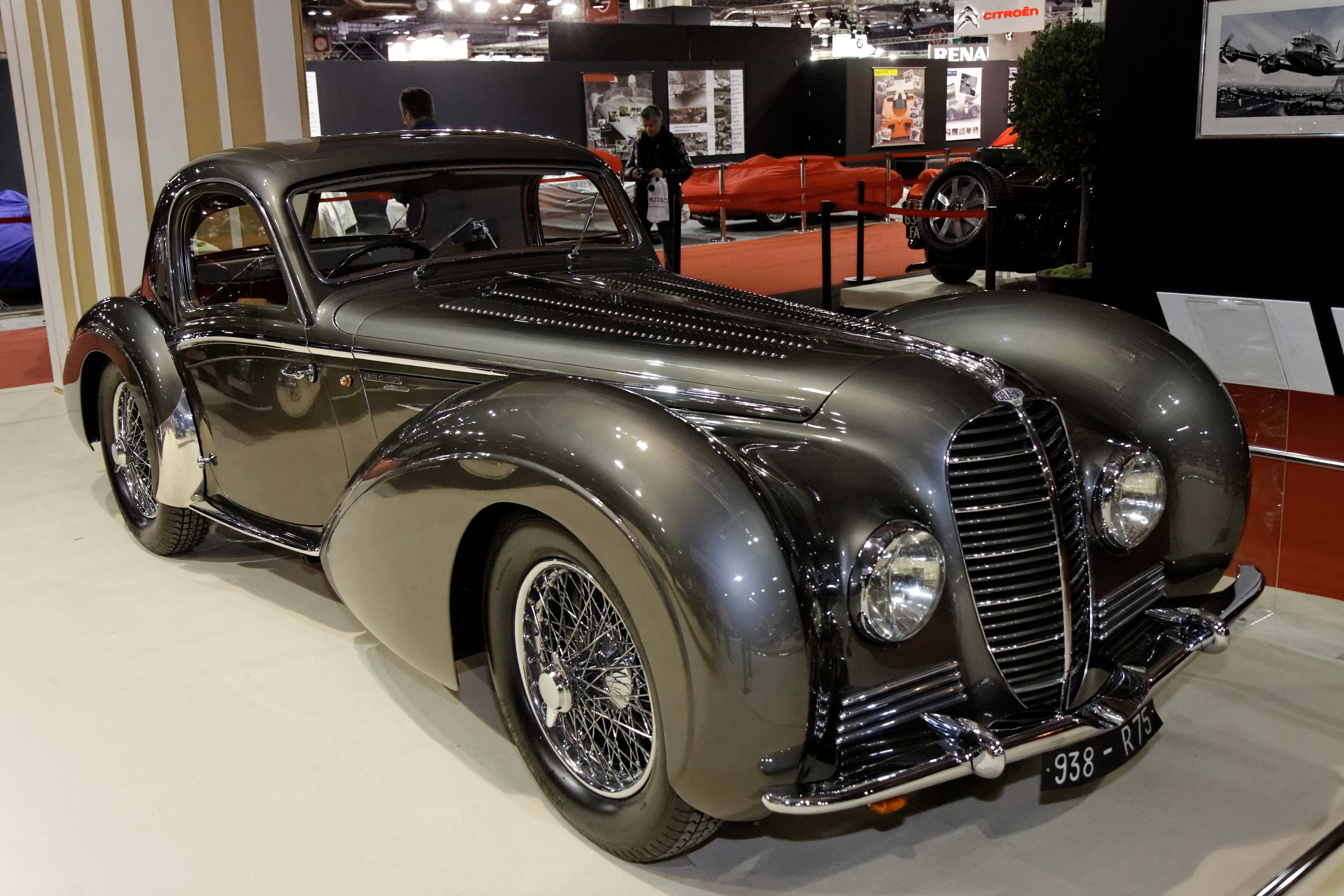
Delahaye V12 type 145 (1938)
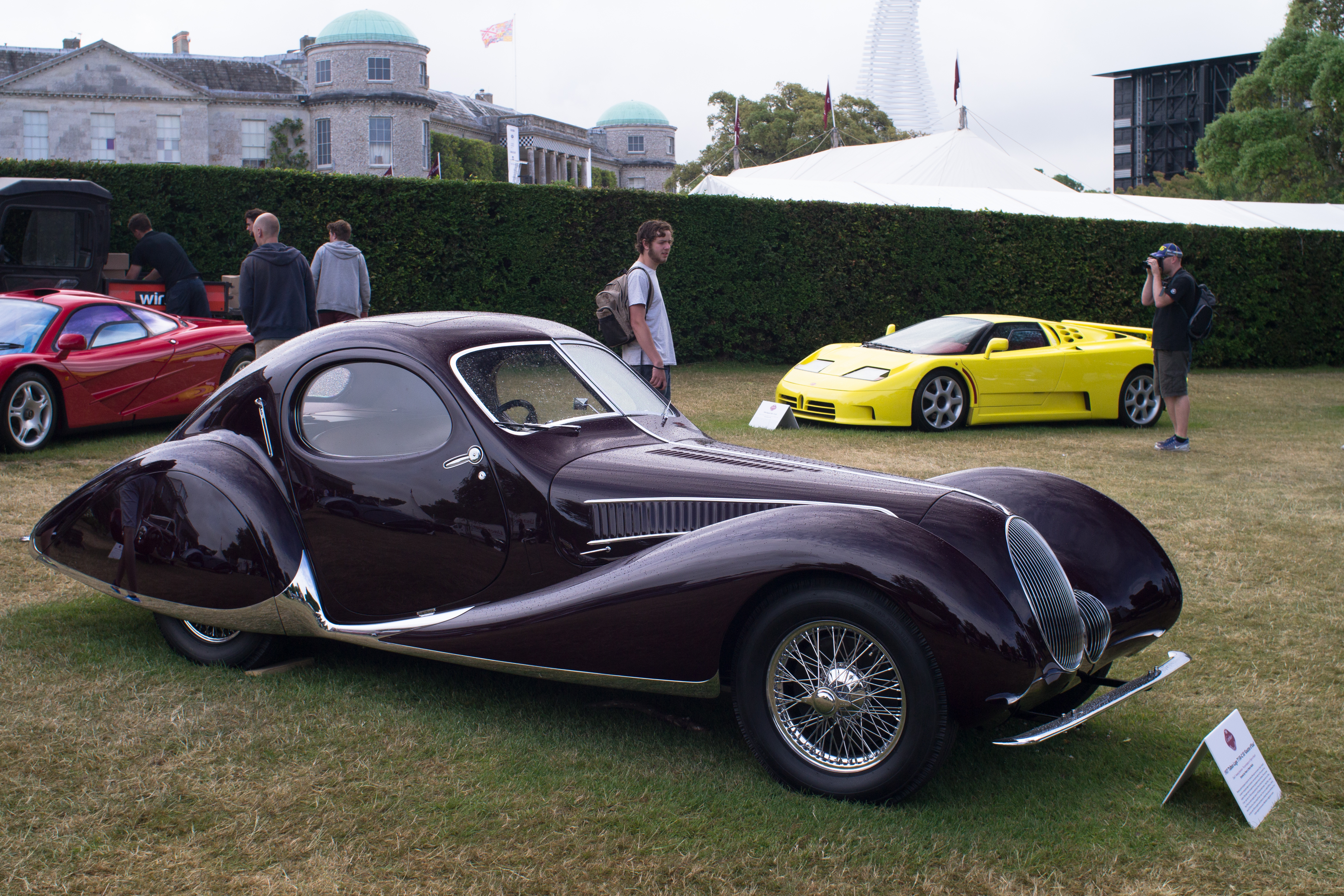
Talbot-Lago T150-C SS 'Goutte d'Eau' (1937)
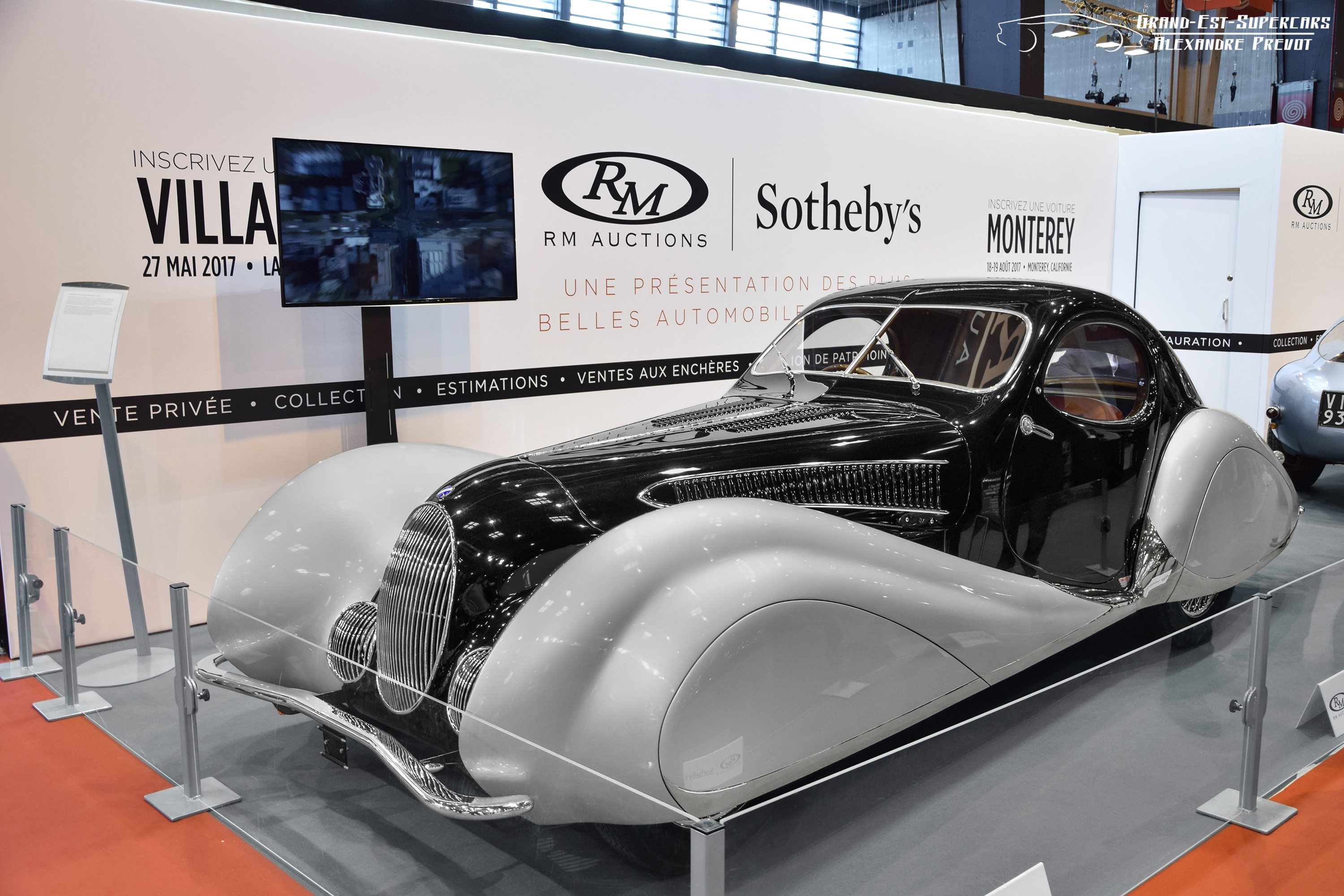
Talbot-Lago T150-C SS 'Goutte d’Eau' Coupé від Figoni et Falaschi
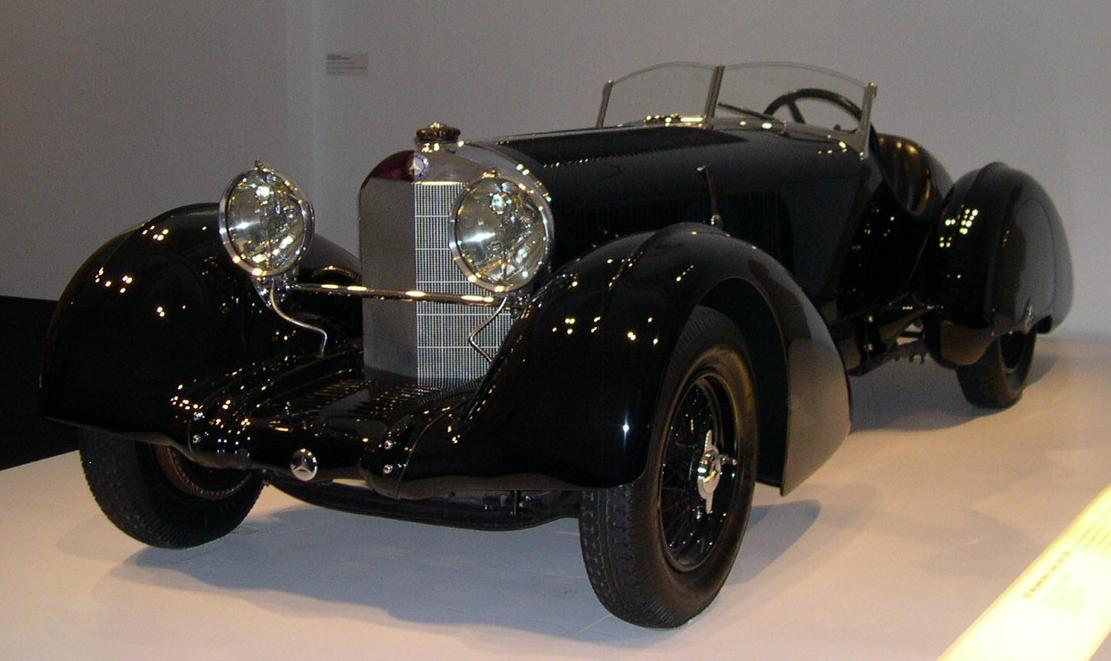
Mercedes-Benz SSK 34 (1930)
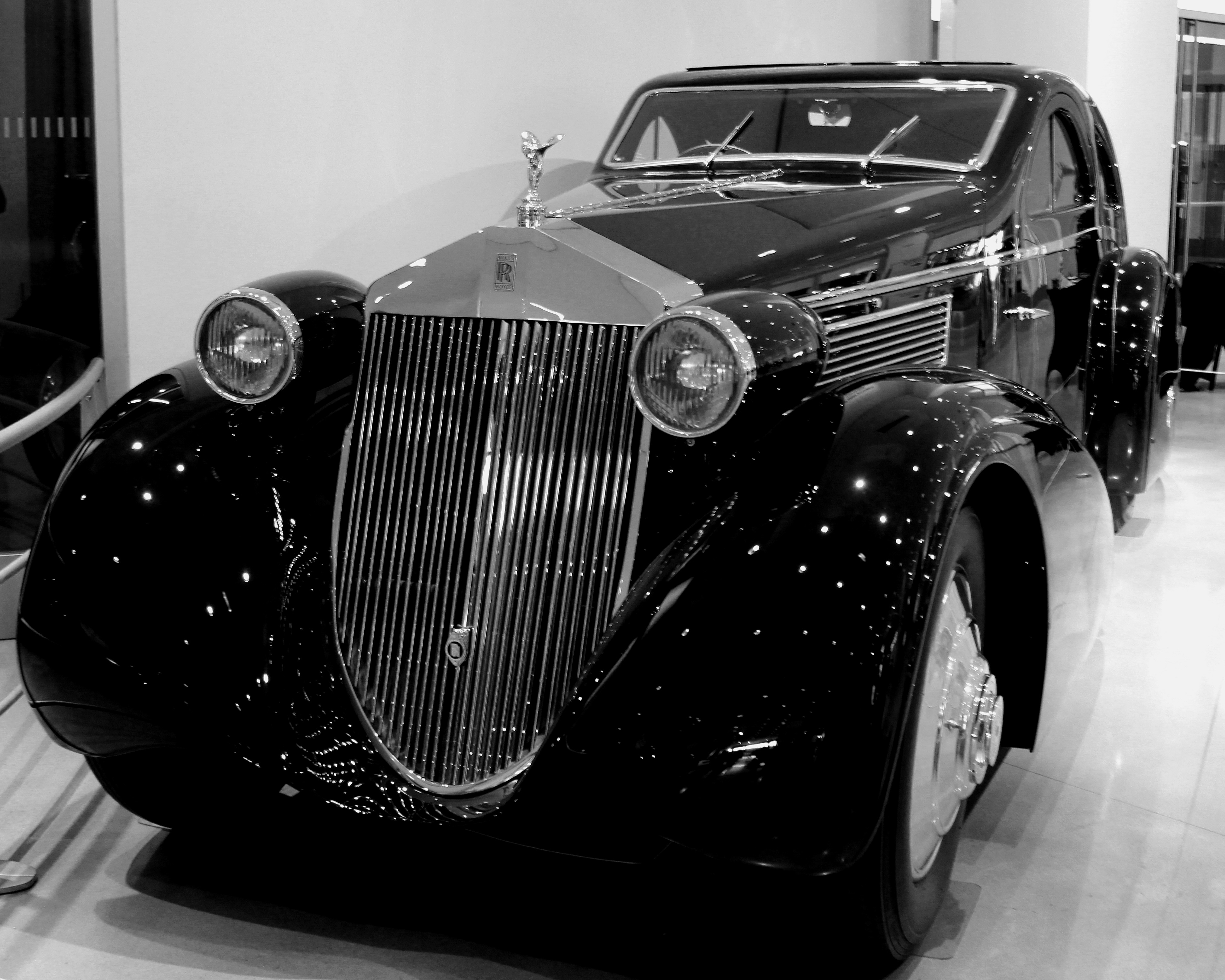
Rolls Royce Phantom 1 (1925)
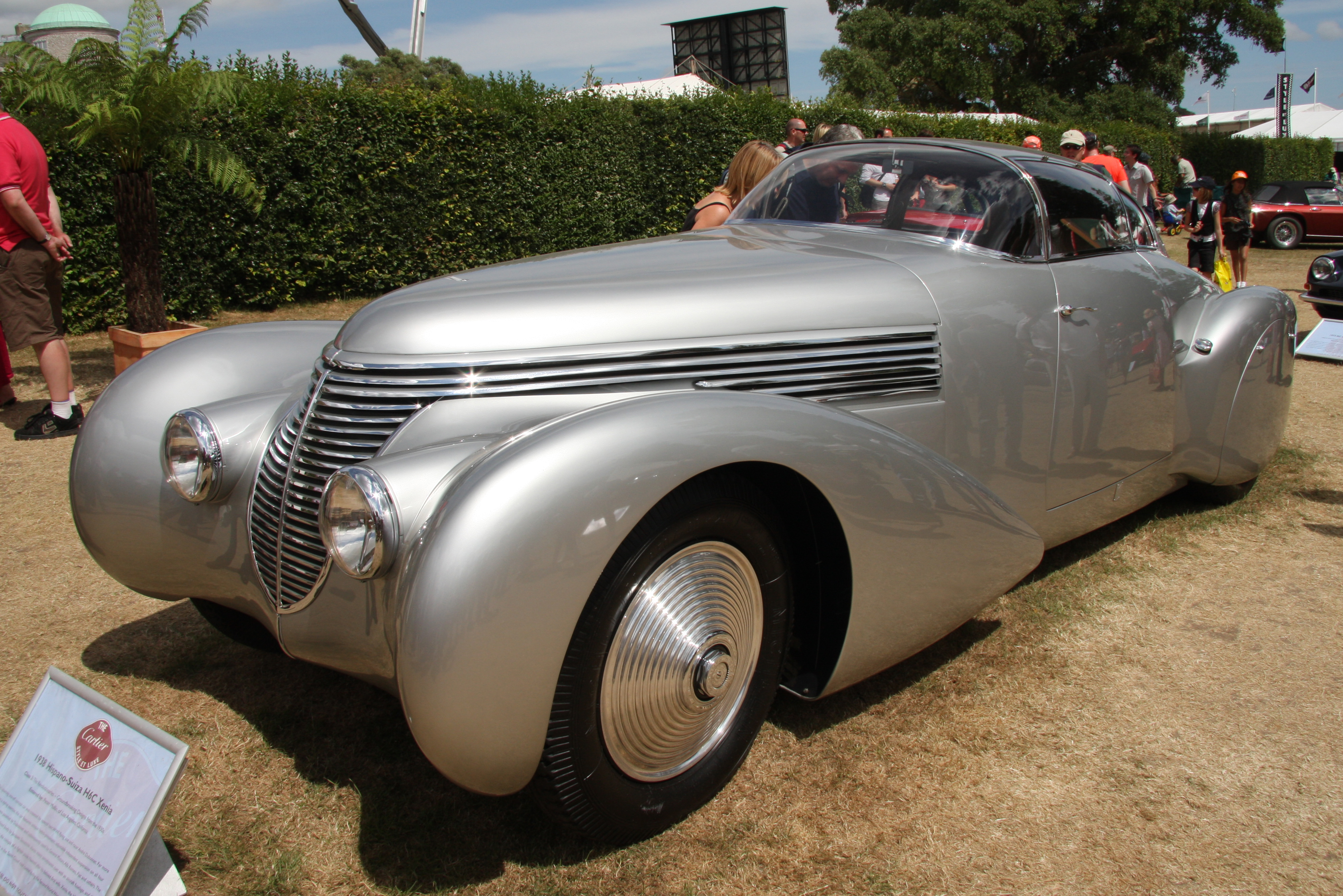
Saoutchik Hispano-Suiza H6B Dubonnet "Xenia" (1938)
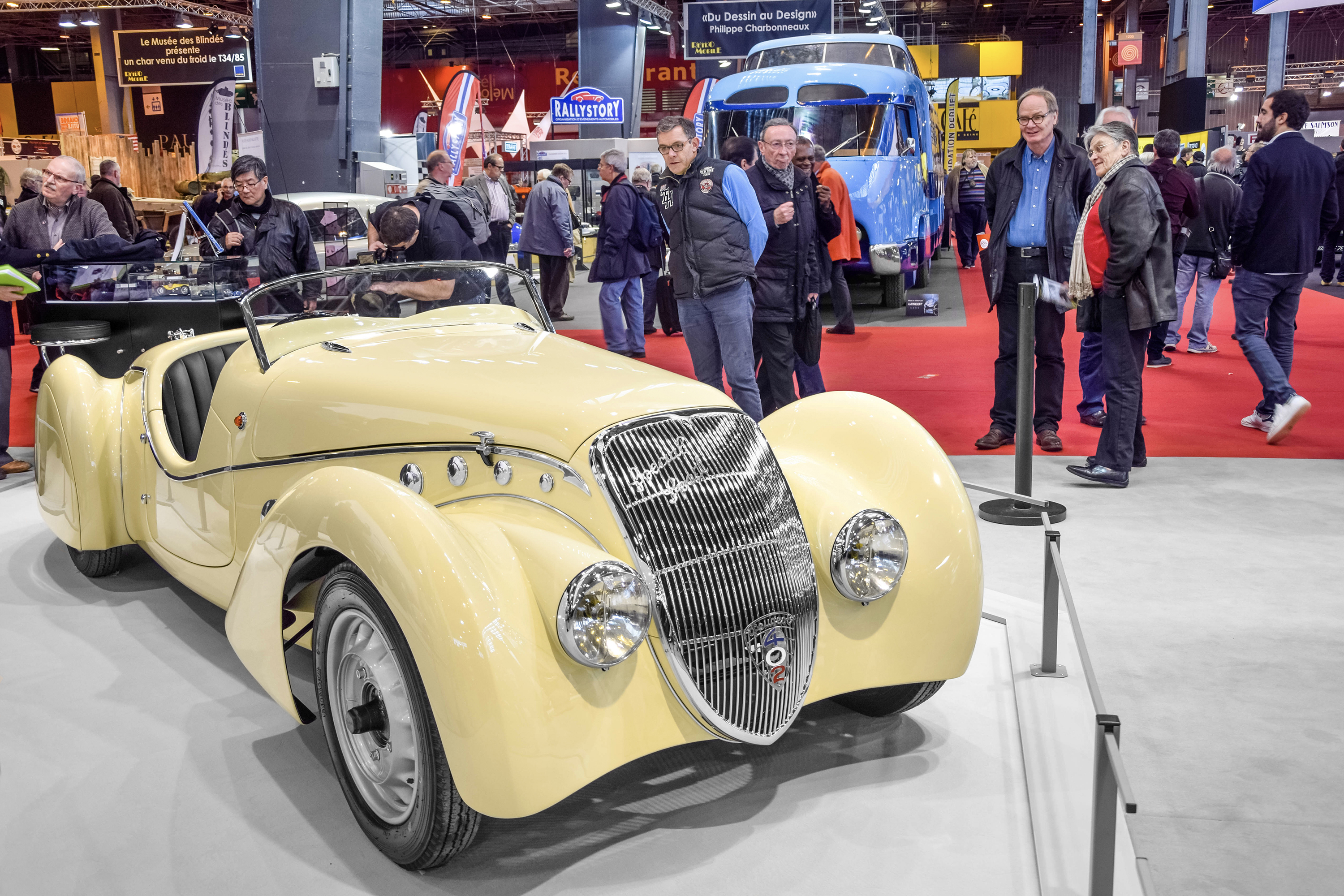
Peugeot 402 Darl'mat Roadster (1938)
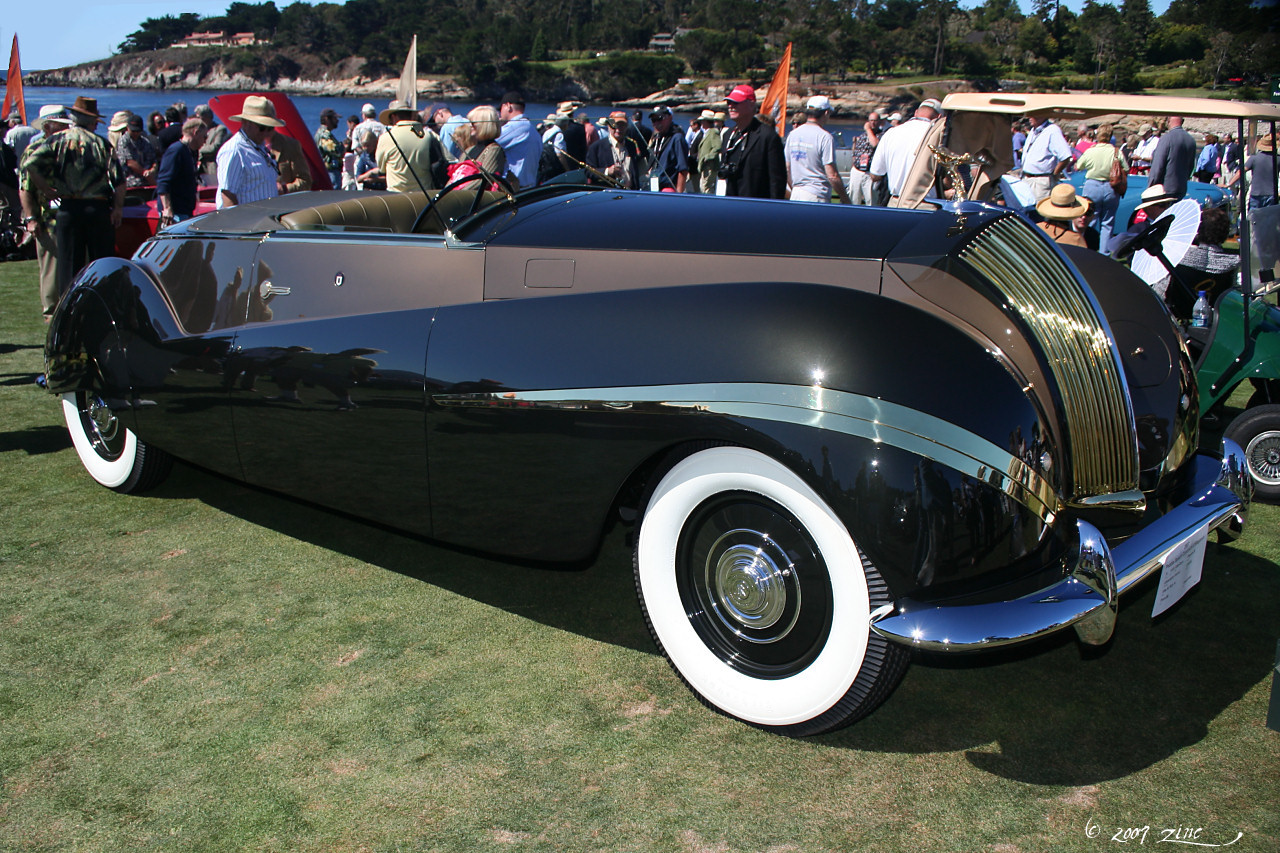
Rolls-Royce Phantom III Labourdette Vutotal Cabriolet (1939)
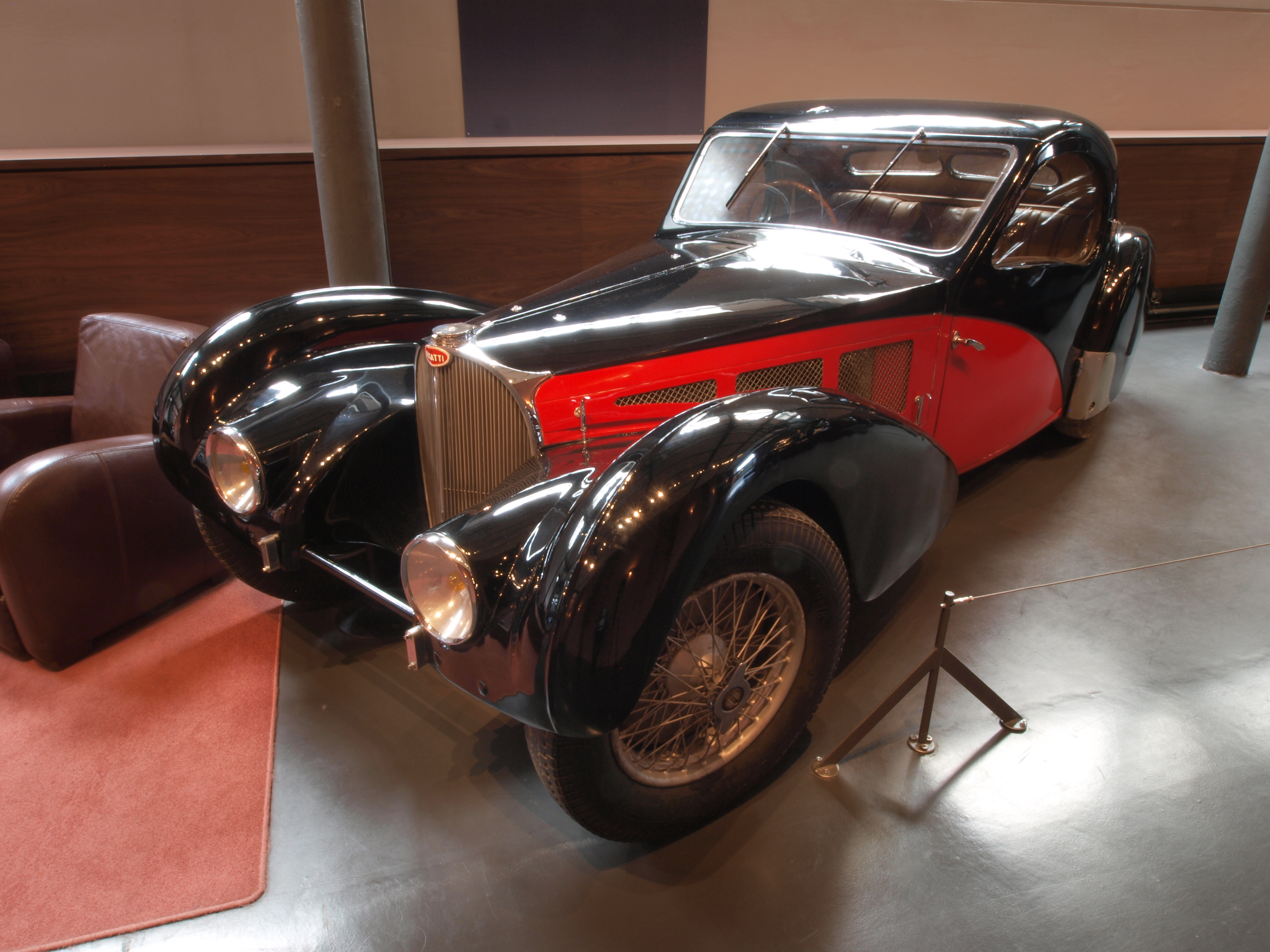
Bugatti Type 57
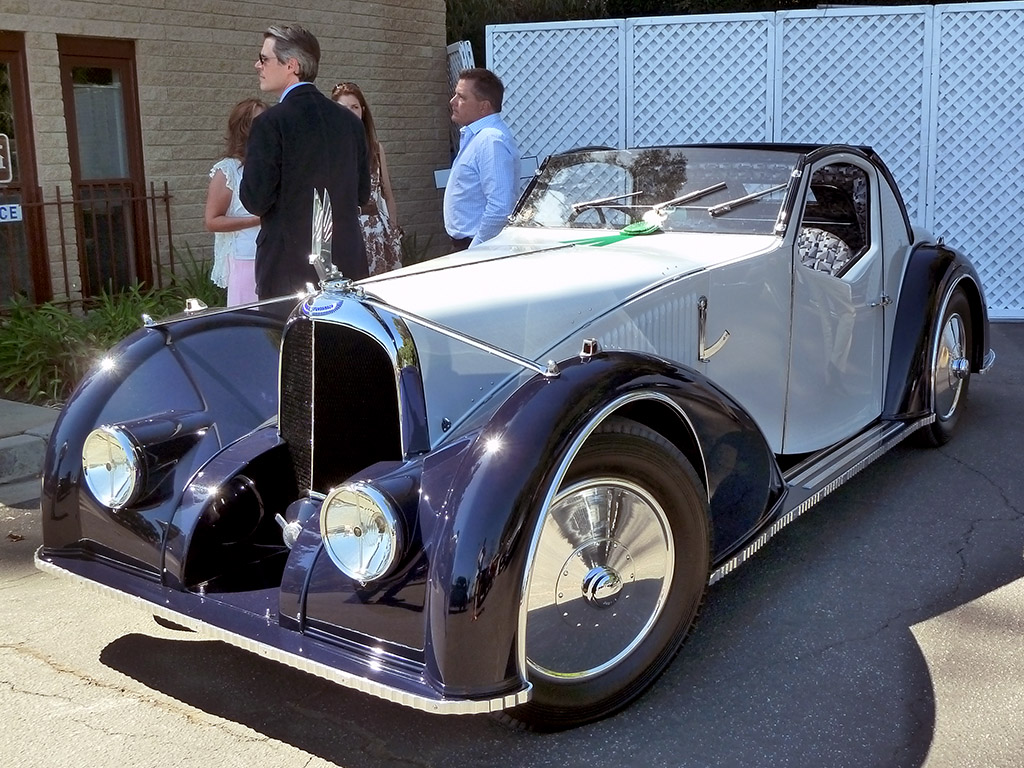
Voisin C27 Aerosport (1934)
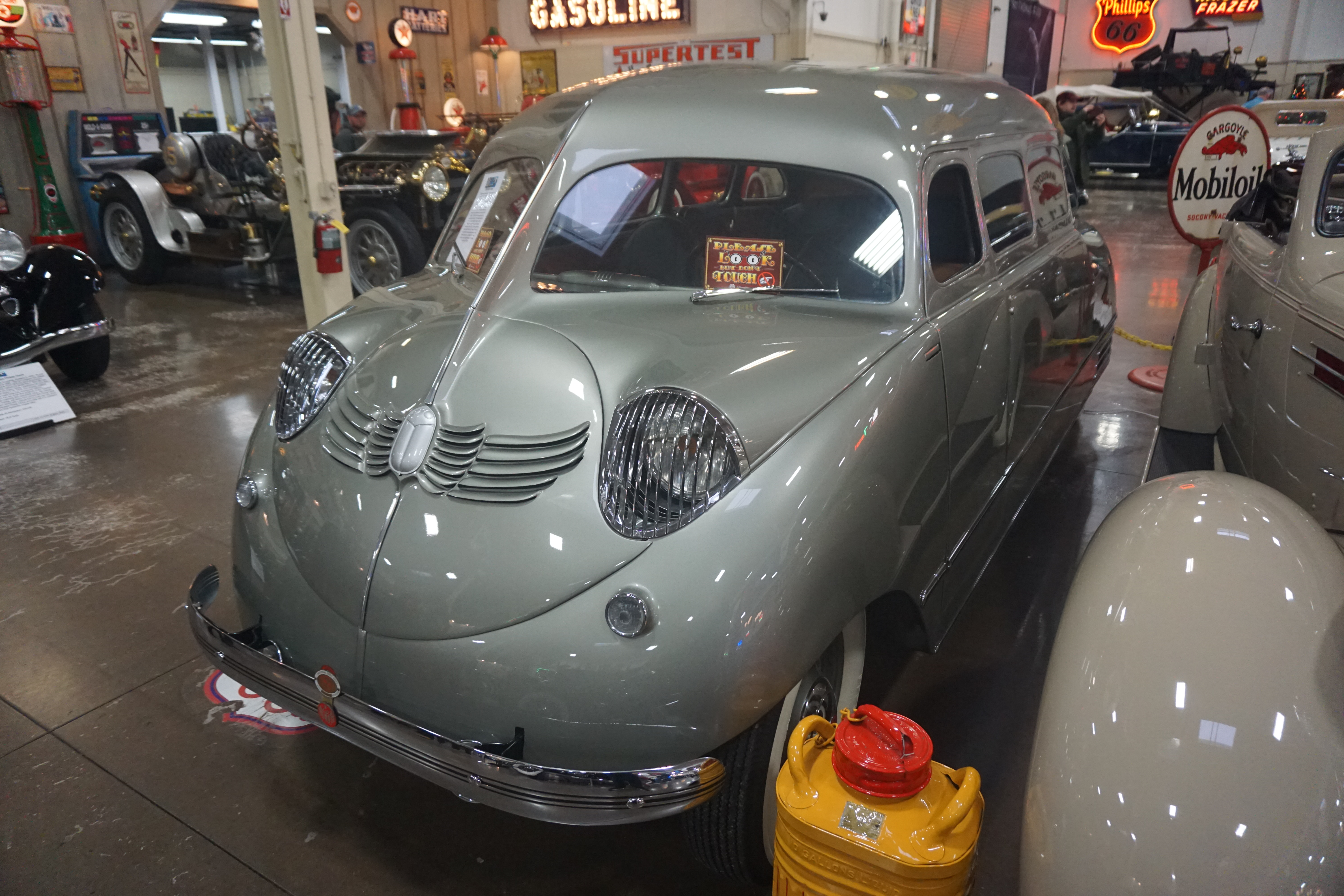
1936 Stout Scarab
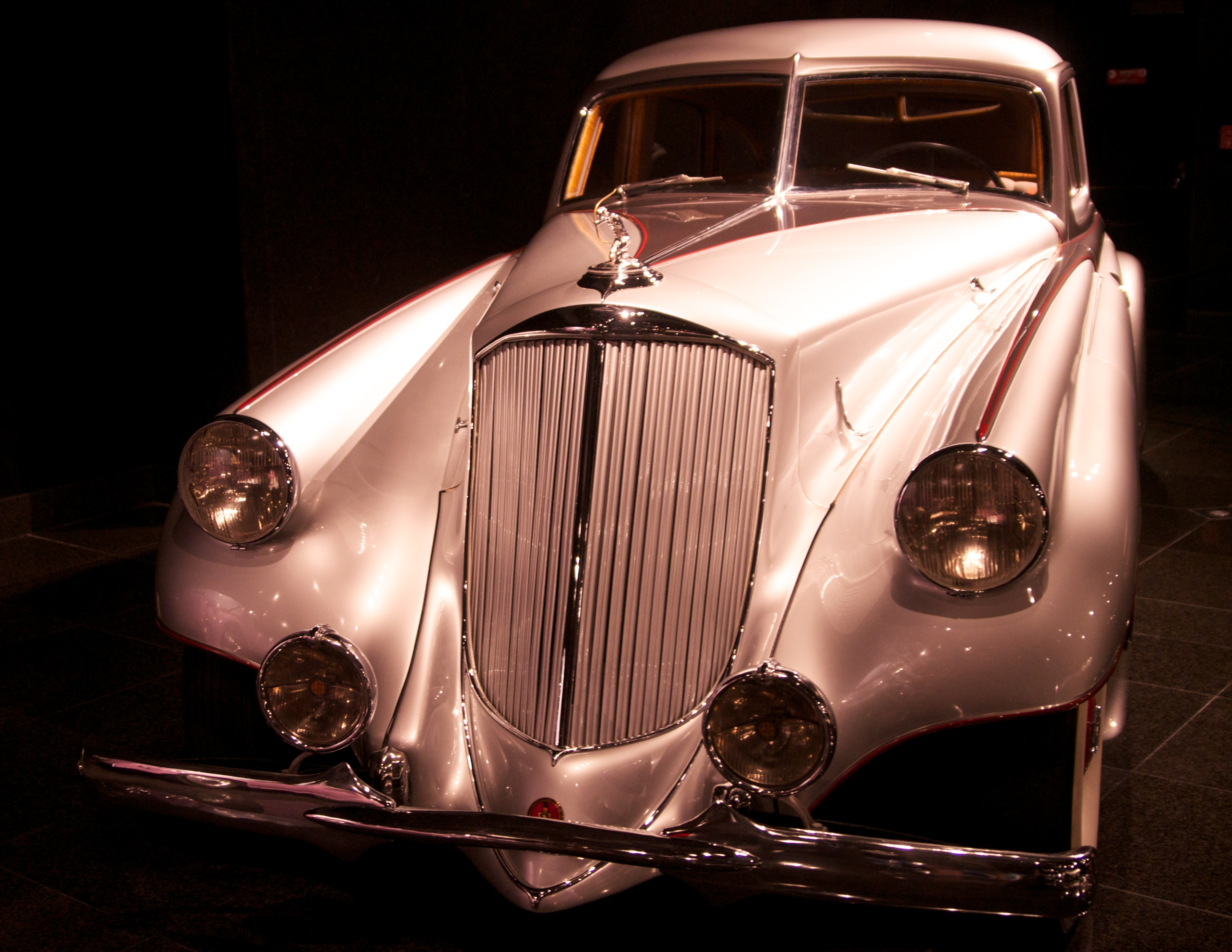
Pierce-Arrow Silver Arrow V-12 (1933)
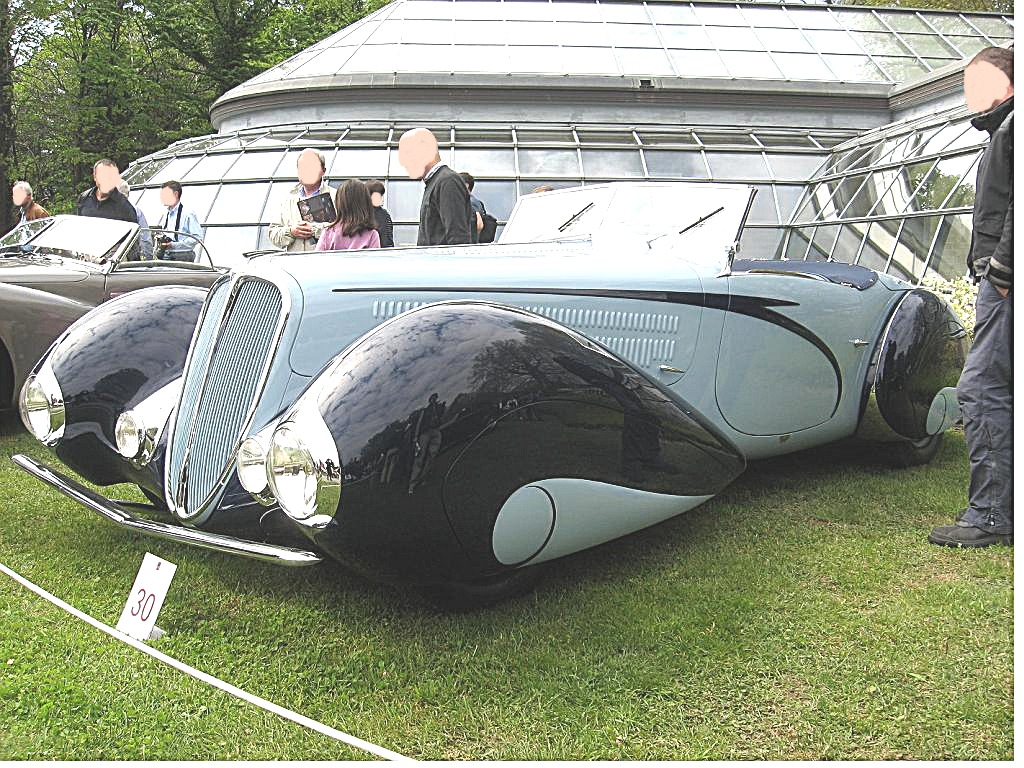
Delahaye 135M-Roadster (1937)
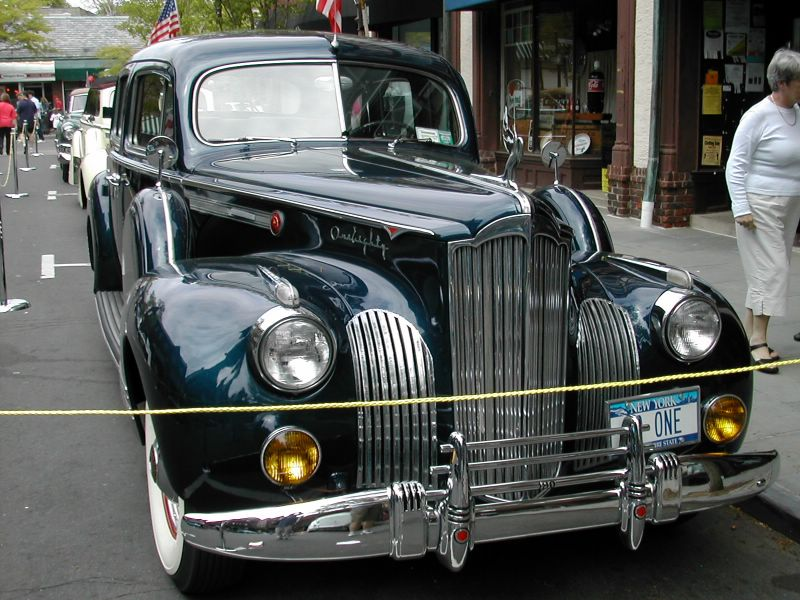
Packard Custom Super Eight One-Eighty Formal sedan (1941)

## Текстиль і мода

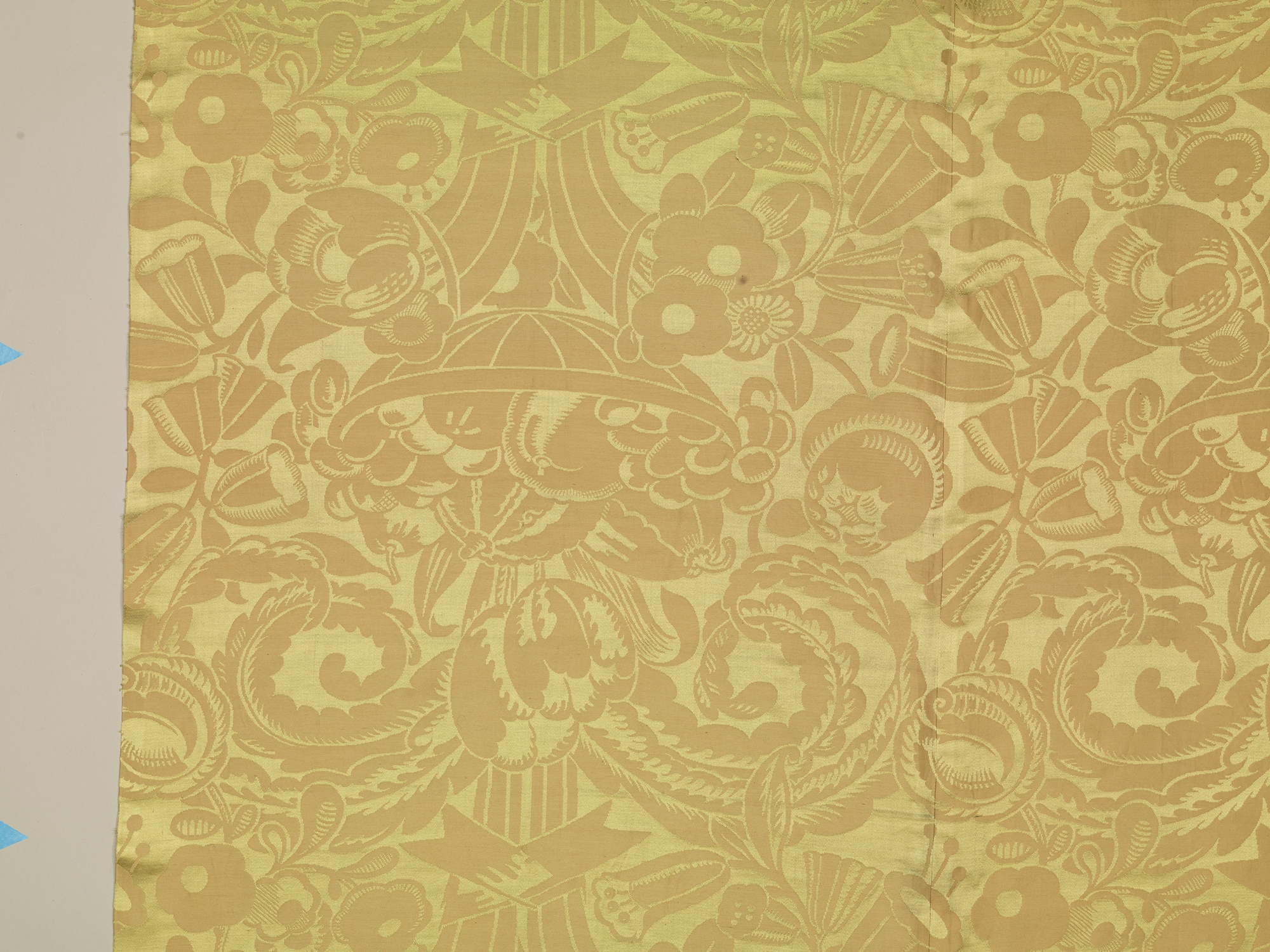
Текстильний дизайн "Достаток" Андре Мар, (1911) (Метрополітен-музей, Нью-Йорк, США)
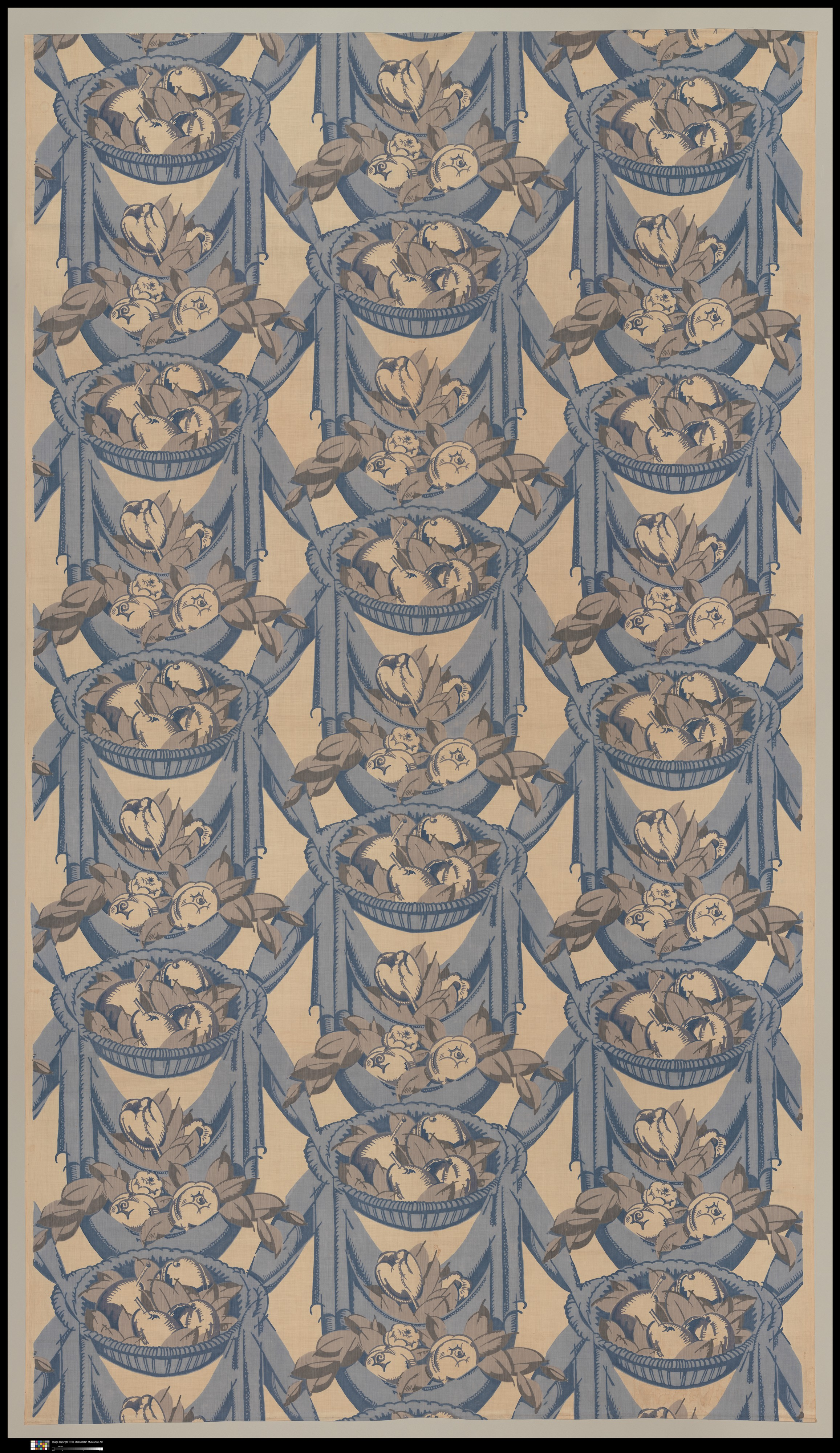
Текстиль з візерунком троянди, розроблений Маре (прибл. 1919) (Метрополітен-музей)
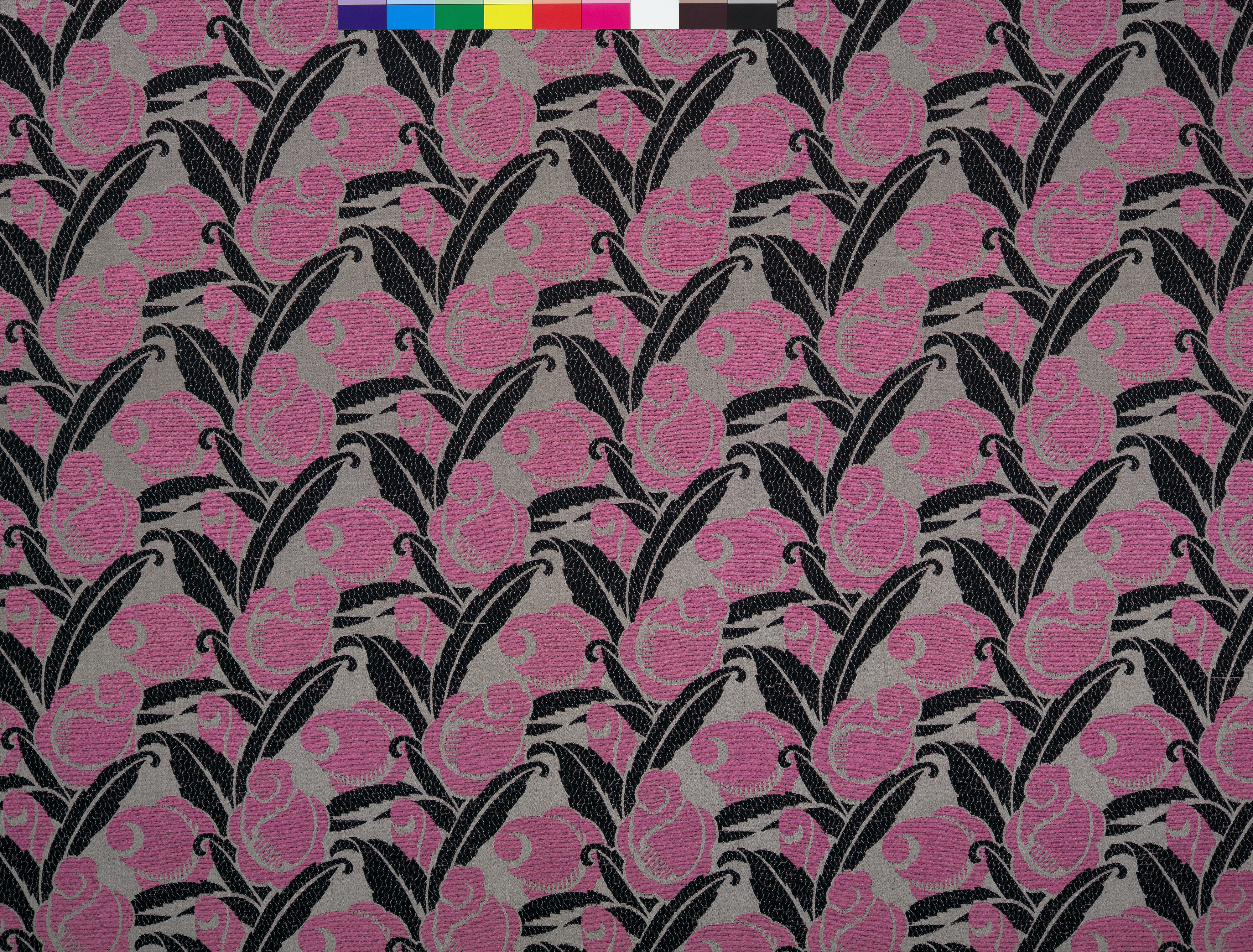
Візерунок "Трояндовий мус" ("Rose Mousse") для оббивки, бавовна і шовк (1920) (Метрополітен-музей)
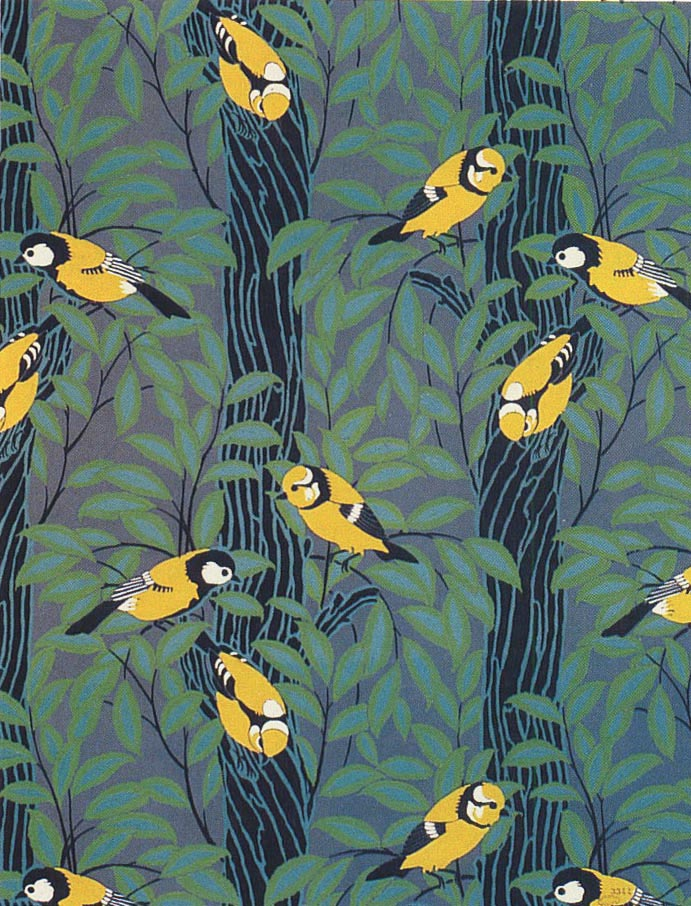
Дизайн птахів з Les Ateliers de Martine Поля Ірібе (1918)

Текстиль був важливою частиною стилю ар-деко у вигляді барвистих шпалер, оббивки та килимів. У 1920-х роках дизайнери надихалися декораціями «російського балету», дизайном тканин та костюмів Леона Бакста, а також творіннями Віденських майстерень. Ранні інтер'єри Андре Мара вирізнялися яскравими та стилізованими гірляндами з троянд і квітів, які прикрашали стіни, підлогу та меблі. Стилізовані квіткові мотиви також домінували в роботах Рауля Дюфі та Поля Пуаре, а також у дизайні меблів Й. Е. Рульмана. Квітковий килим був переосмислений у стилі деко Полем Пуаре.
Використання стилю значно розширилося завдяки впровадженню трафаретної системи друку pochoir («пушар»), яка дозволила дизайнерам досягти чіткості ліній і дуже яскравих кольорів. Форми ар-деко з'явилися в одязі Поля Пуаре, Чарльза Ворта та Жана Пату. Після Першої світової війни експорт одягу та тканин став однією з найважливіших статей надходжень до бюджету Франції.
На шпалерах і текстилі пізнього ар-деко іноді зображували стилізовані індустріальні сцени, міські пейзажі, локомотиви та інші сучасні теми, а також стилізовані жіночі фігури, металеве оздоблення та геометричні візерунки.
Мода кардинально змінилася в період ар-деко, зокрема завдяки дизайнерам Полю Пуаре та пізніше Коко Шанель. Пуаре запровадив важливе нововведення в дизайні одягу — концепцію драпування, відхід від пошиття одягу та викрійок минулого. Він розробляв одяг, скроєний по прямих лініях і побудований з прямокутних мотивів. Його стилі пропонували структурну простоту. Від корсетного вигляду та формальних стилів попереднього періоду відмовилися, і мода стала більш практичною та обтічною. з використанням нових матеріалів, яскравих кольорів та набивних малюнків[129]. Дизайнер Коко Шанель продовжила цей процес, популяризувавши стиль спортивного, повсякденного шику.

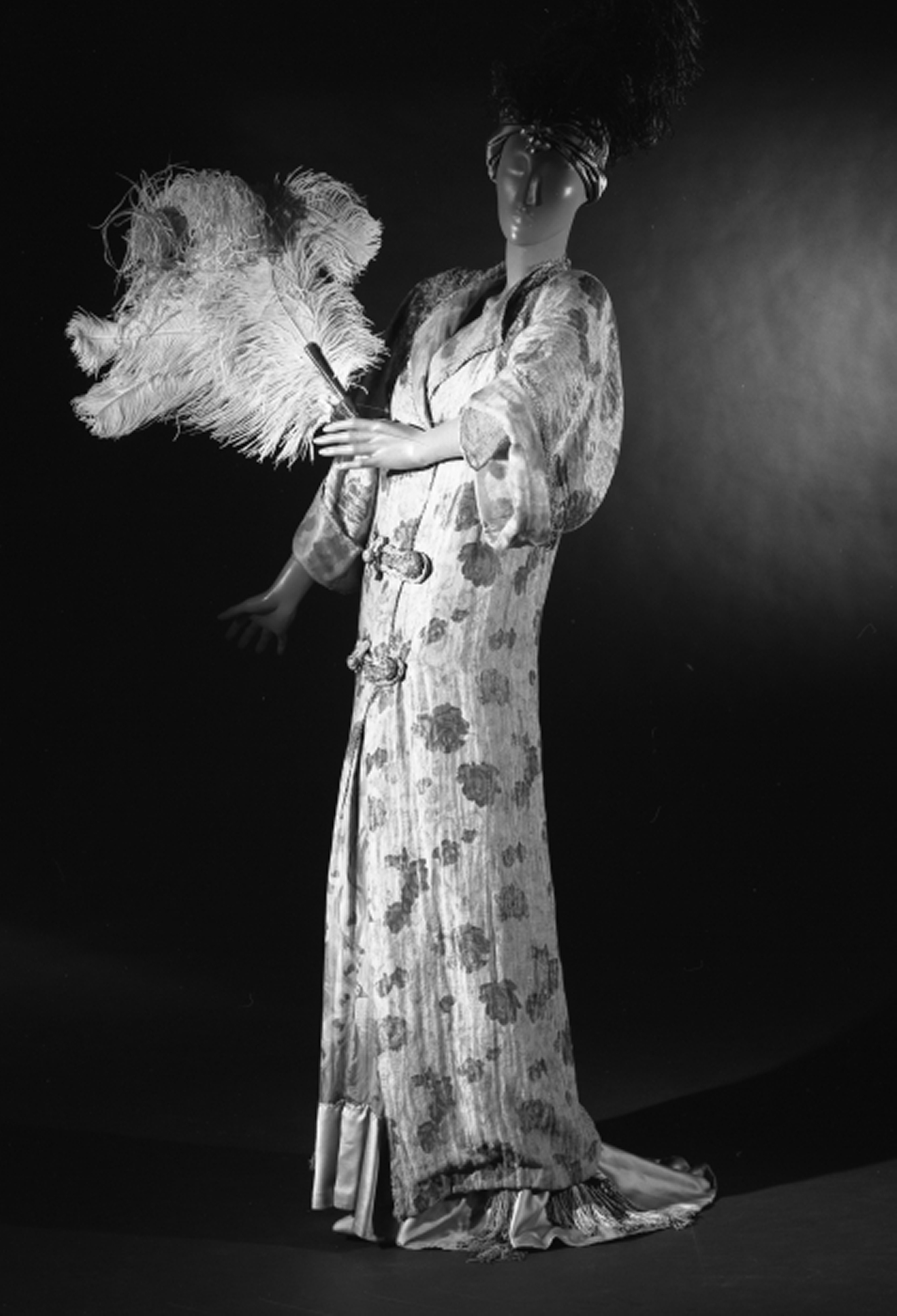
Вечірнє пальто Поля Пуаре, прибл. 1912, шовк і метал (Метрополітен-музей)
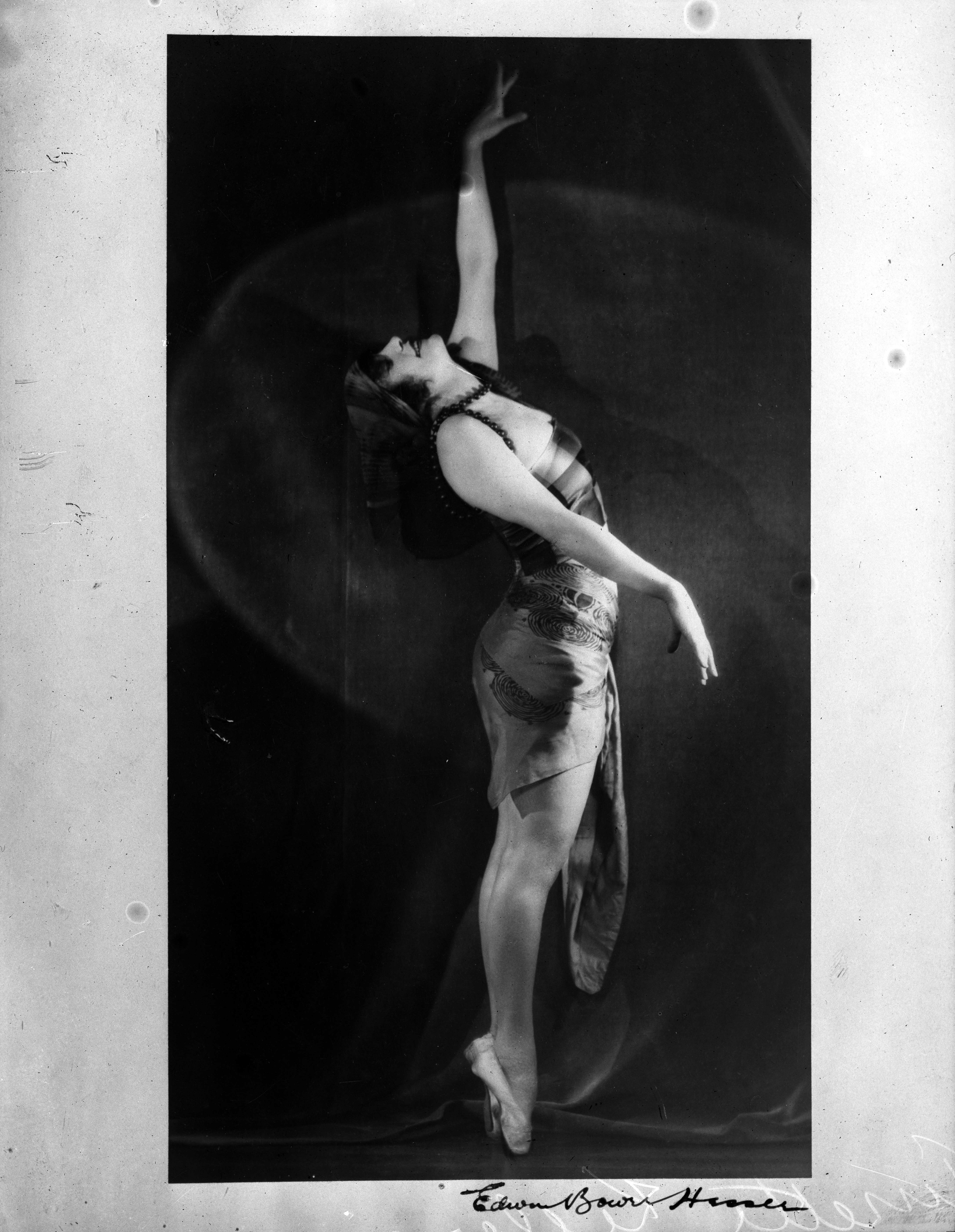
Пірнаюча Венера Аннет Келлерманн у Лос-Анджелесі, Каліфорнія, прибл. 1920
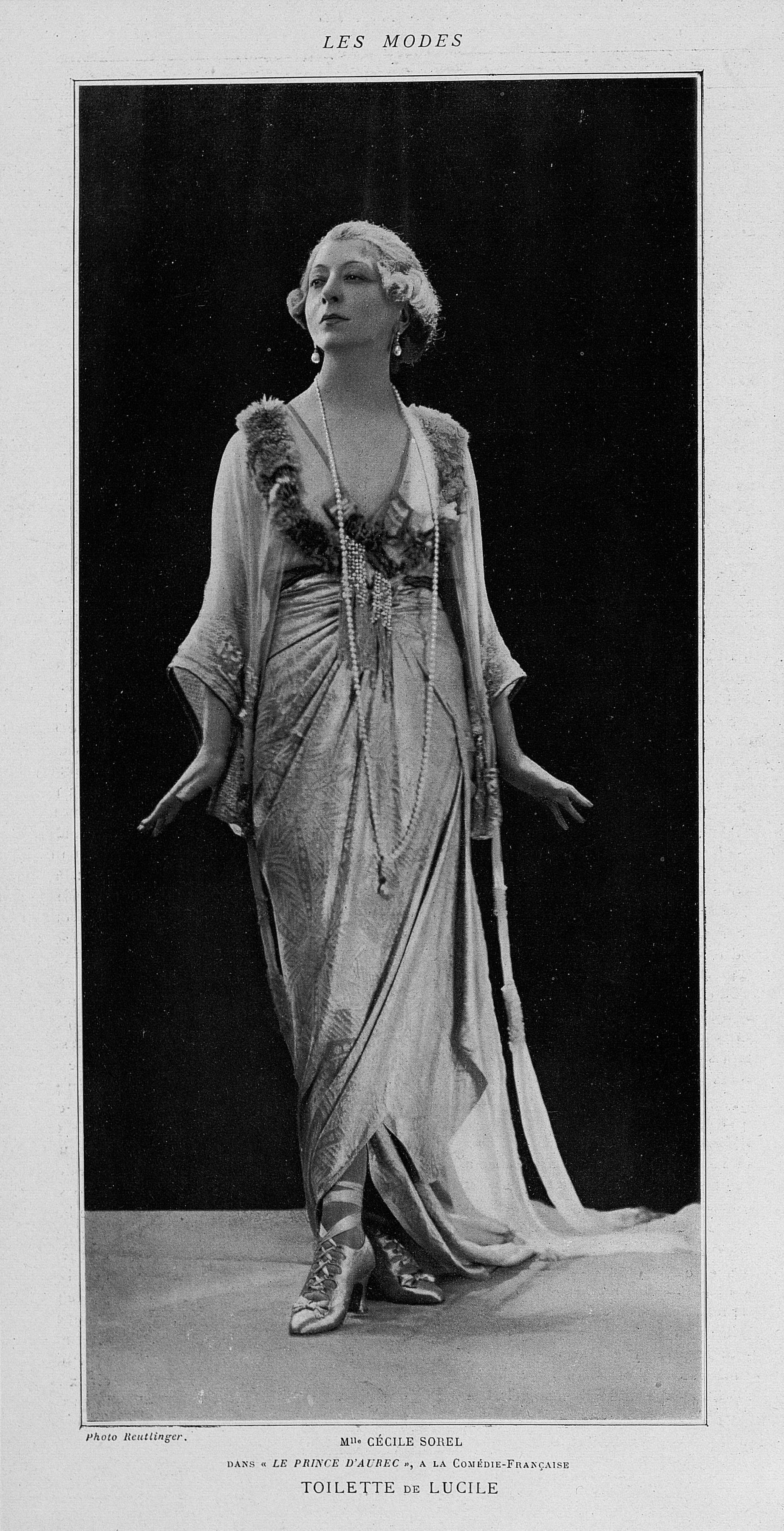
Сесіль Сорель у Comédie-Française, 1920 рік
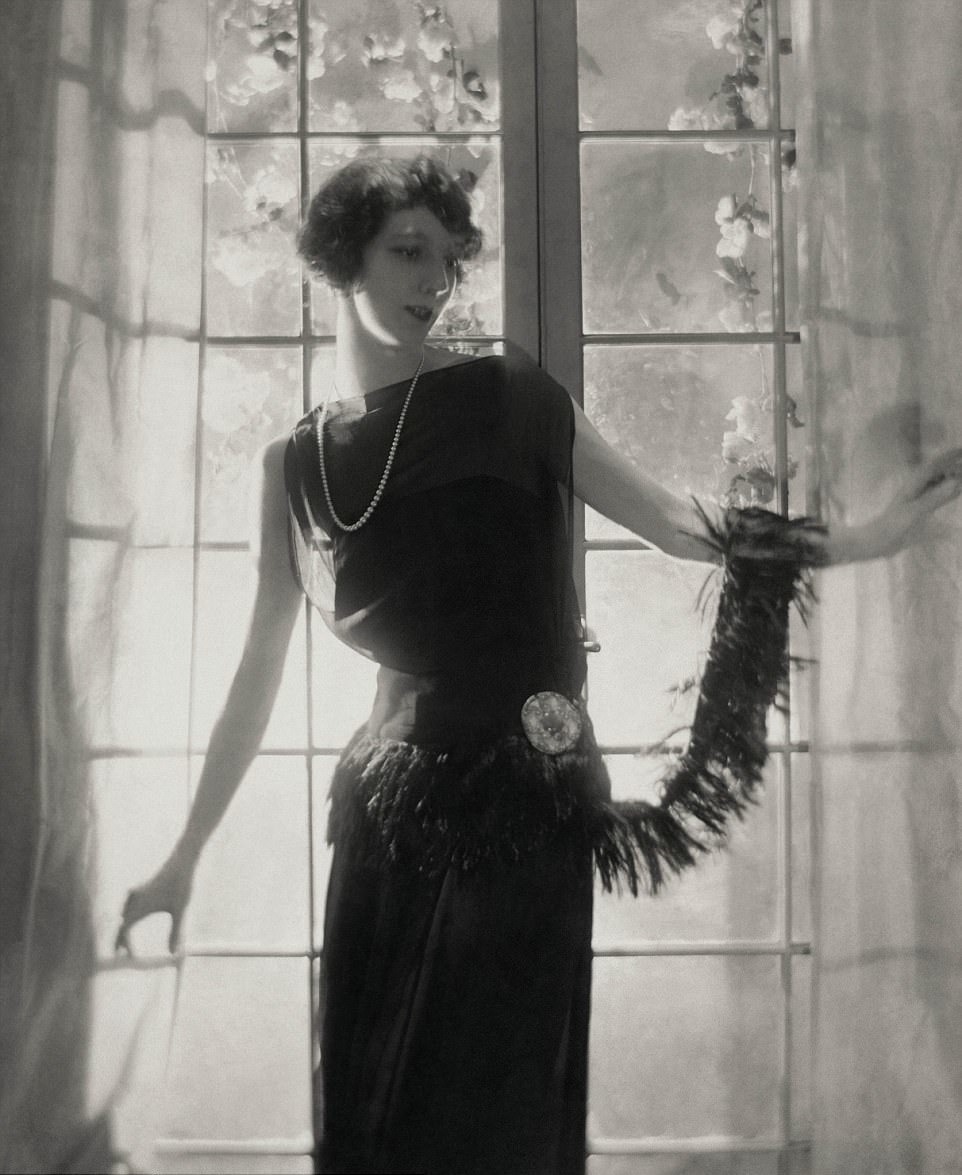
Дезіре Любовська у сукні від Жана Пату, прибл. 1921
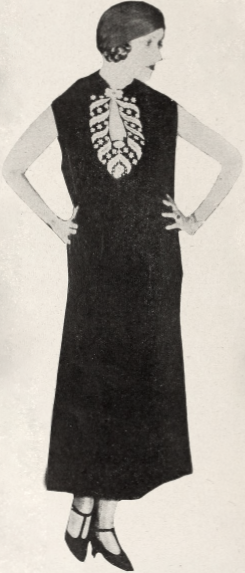
Наташа Рамбова у сукні від Пуаре, 1926 рік
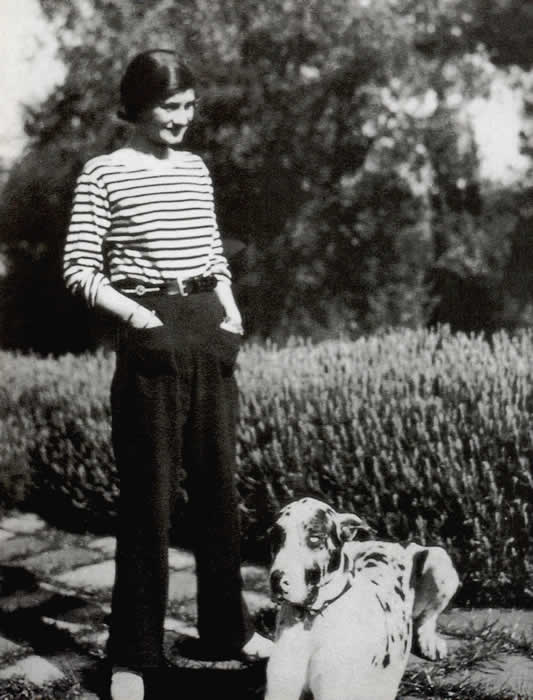
Коко Шанель у матроській блузі та брюках (1928)
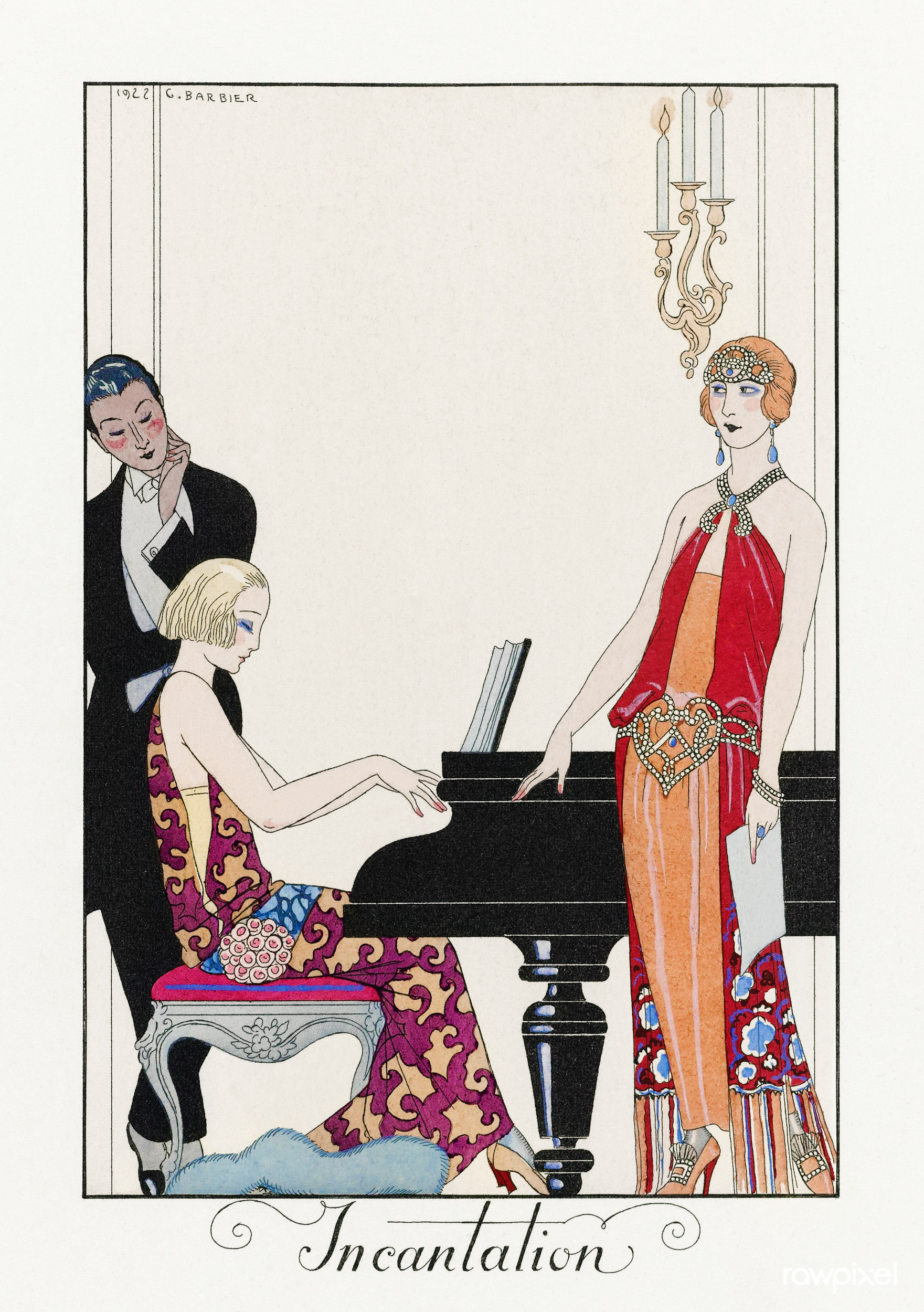
Ілюстрація моди "Франція ХХ століття" від Джорджа Барб'є (1923).
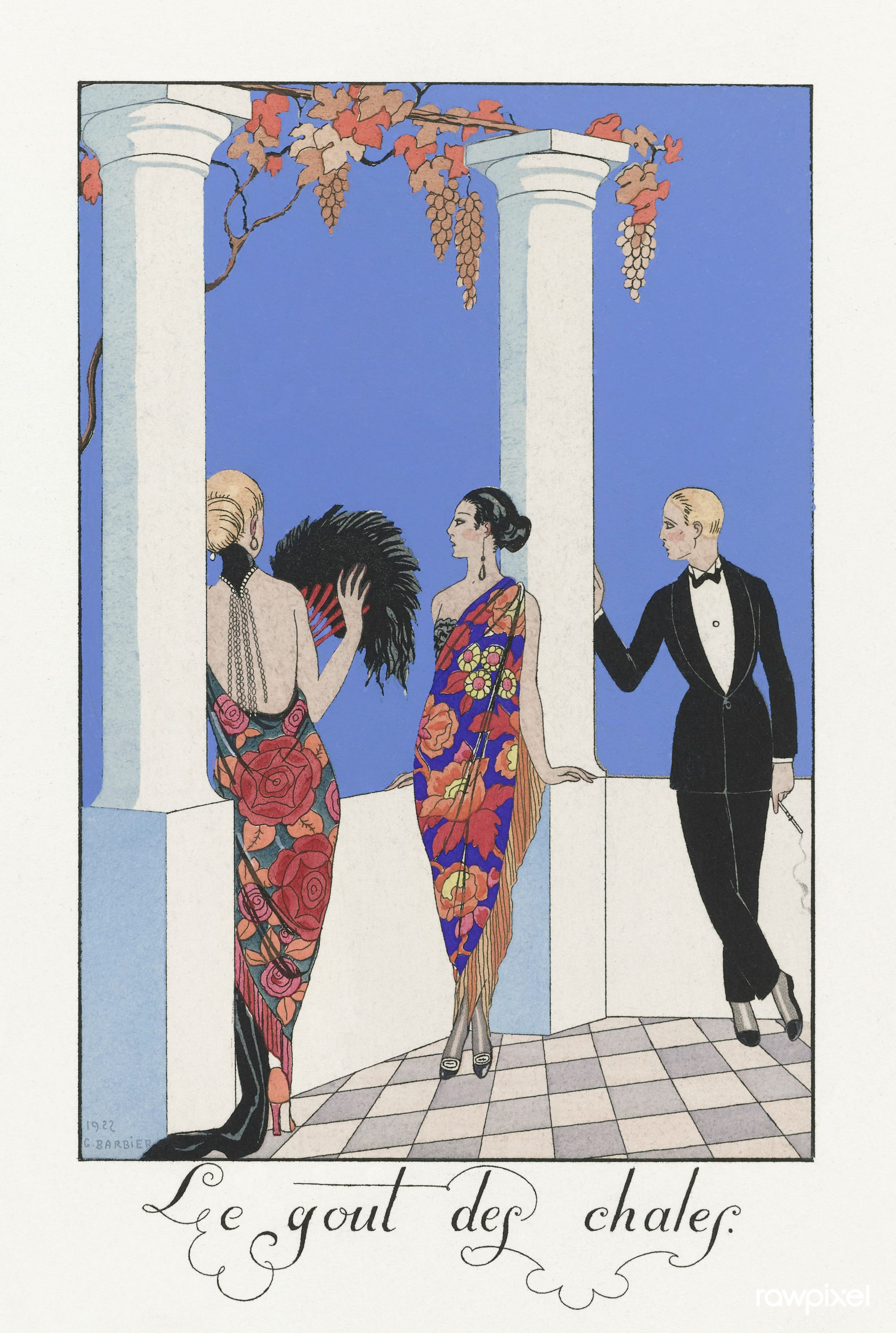
Le gout des chales - ілюстрація моди від Джорджа Барб'є (1923).
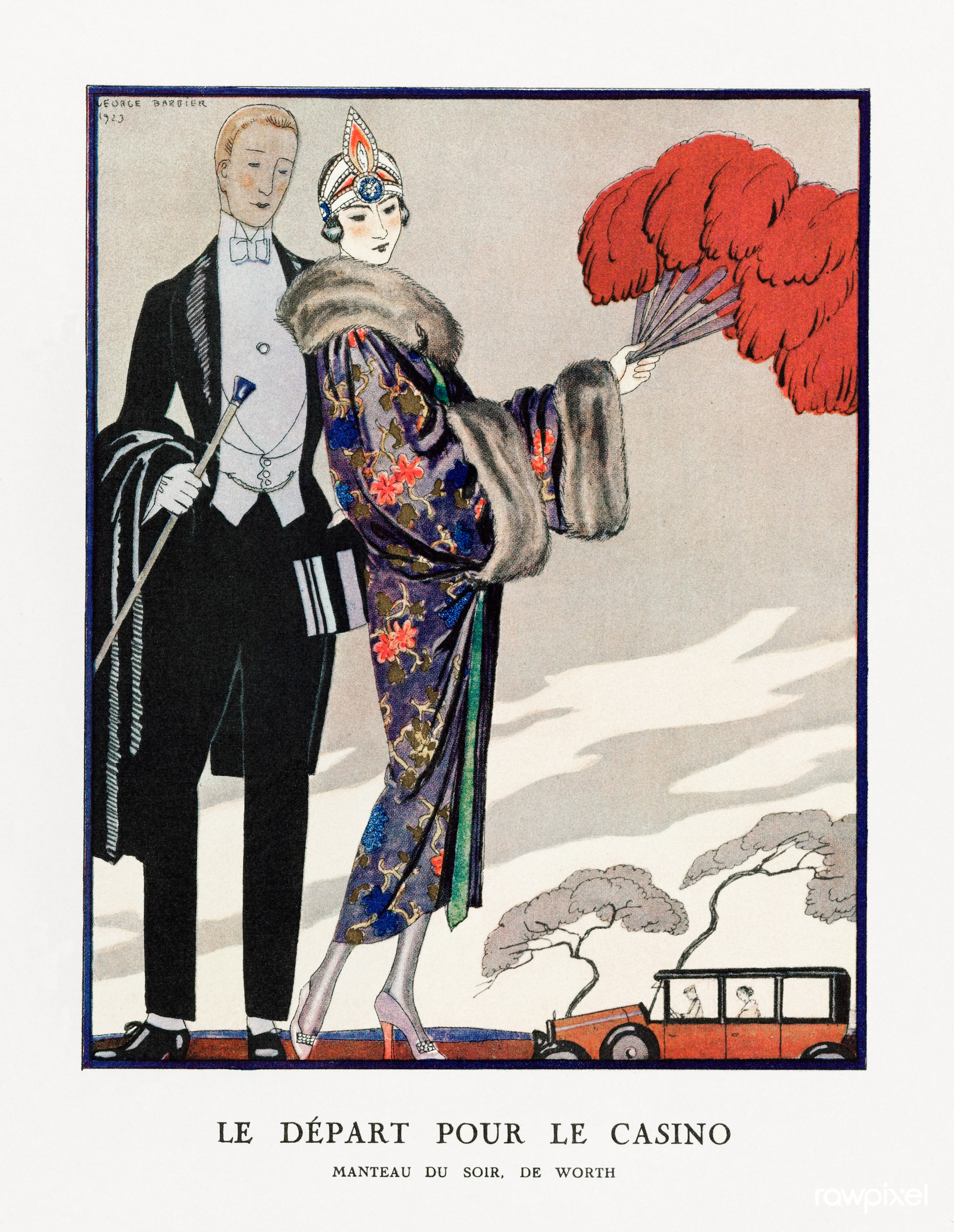
Виїзд до казино, вечірнє пальто - ілюстрація моди від Джорджа Барб'є (1923).

## Ювелірні вироби

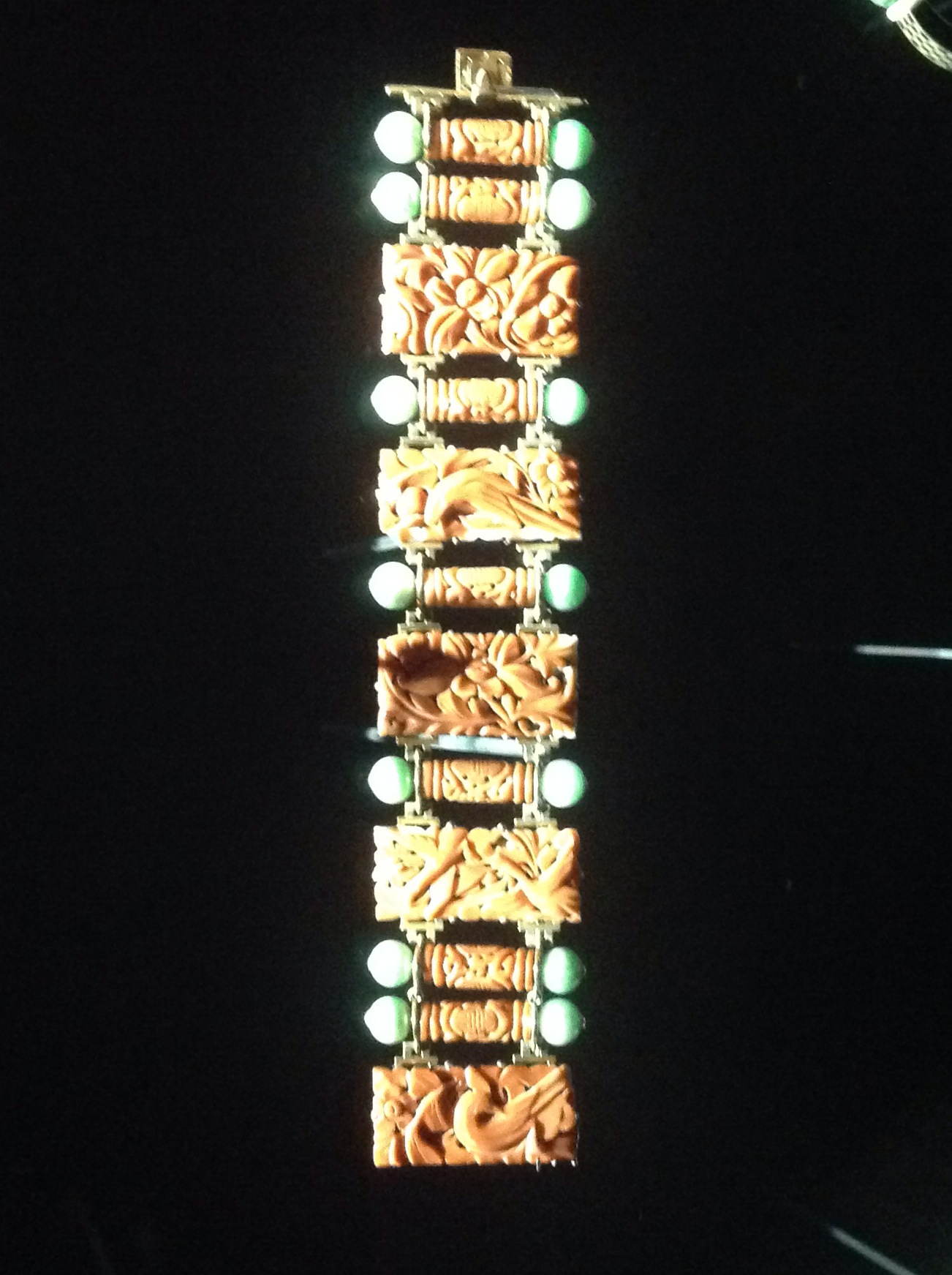
Браслет в стилі ар-деко із золота, коралів і нефриту (1925) (Музей декоративного мистецтва, Париж, Франція)
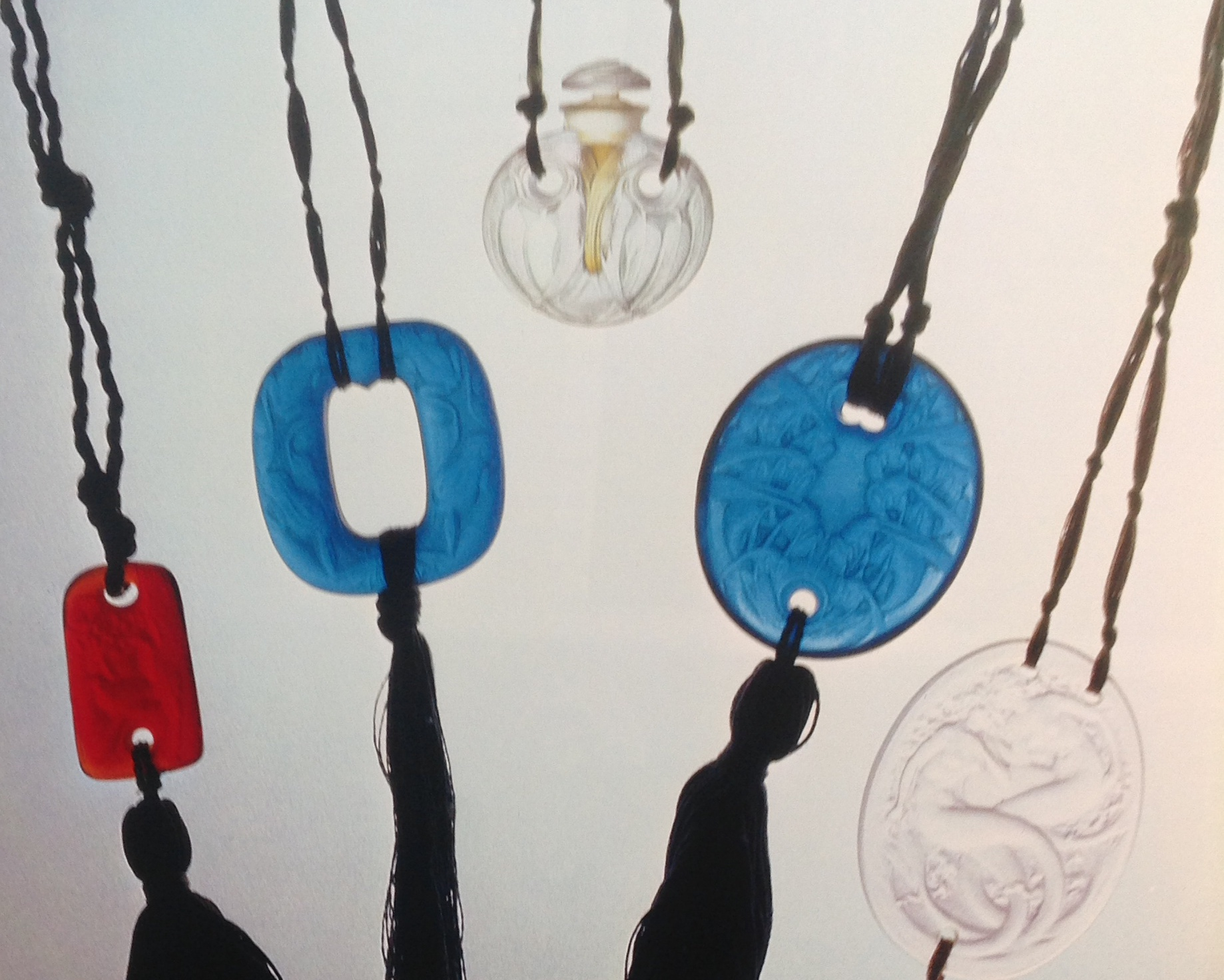
Підвіски з литого скла на шовкових шнурах від Рене Лаліка (1925-30)
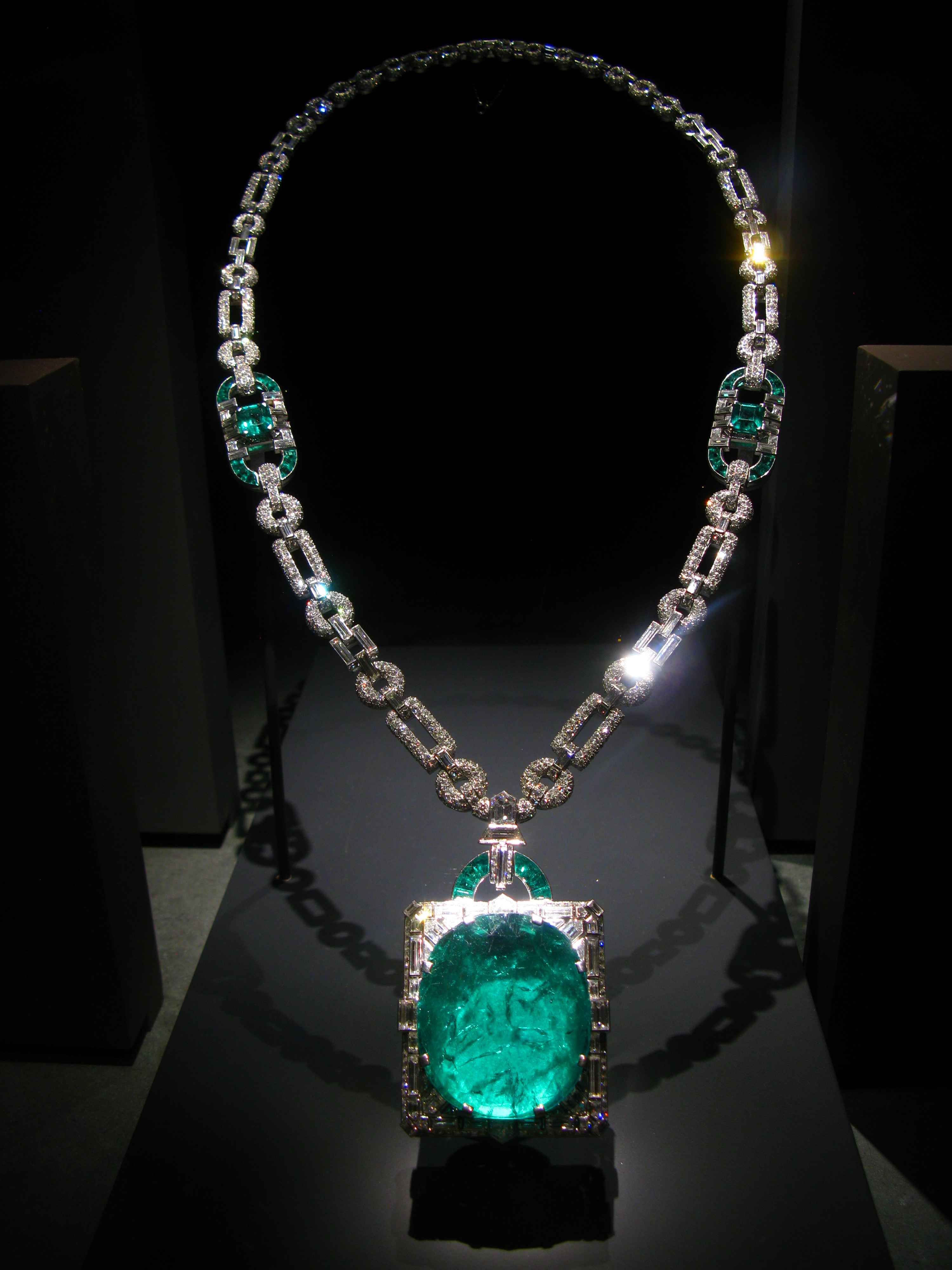
Смарагдове намисто Маккей, смарагд, діамант і платина, Cartier (1930) (Національний музей природознавства (Вашингтон), США)
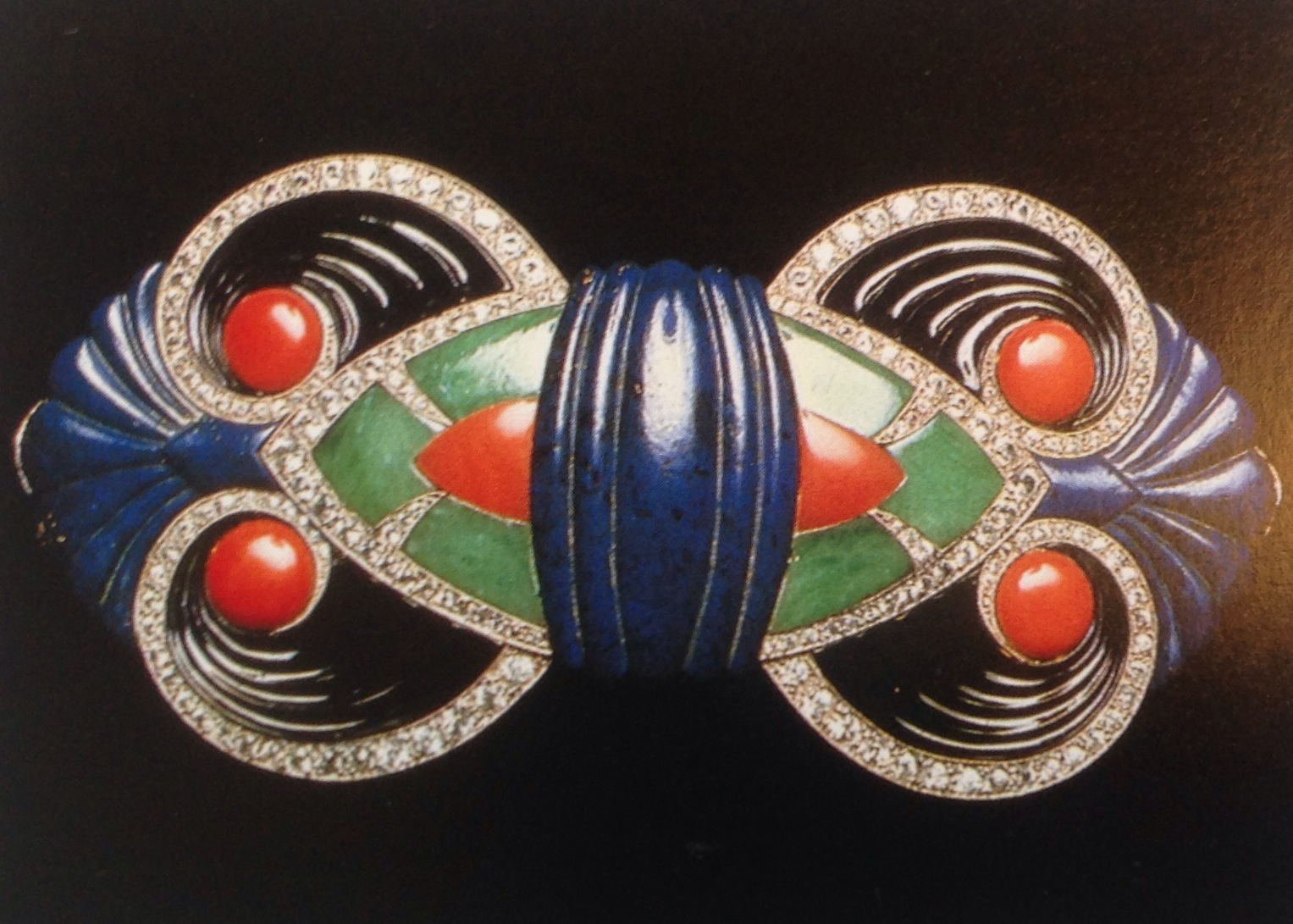
Золота пряжка з діамантами та різьбленим оніксом, лазуритом, нефритом і коралами, Boucheron (1925)
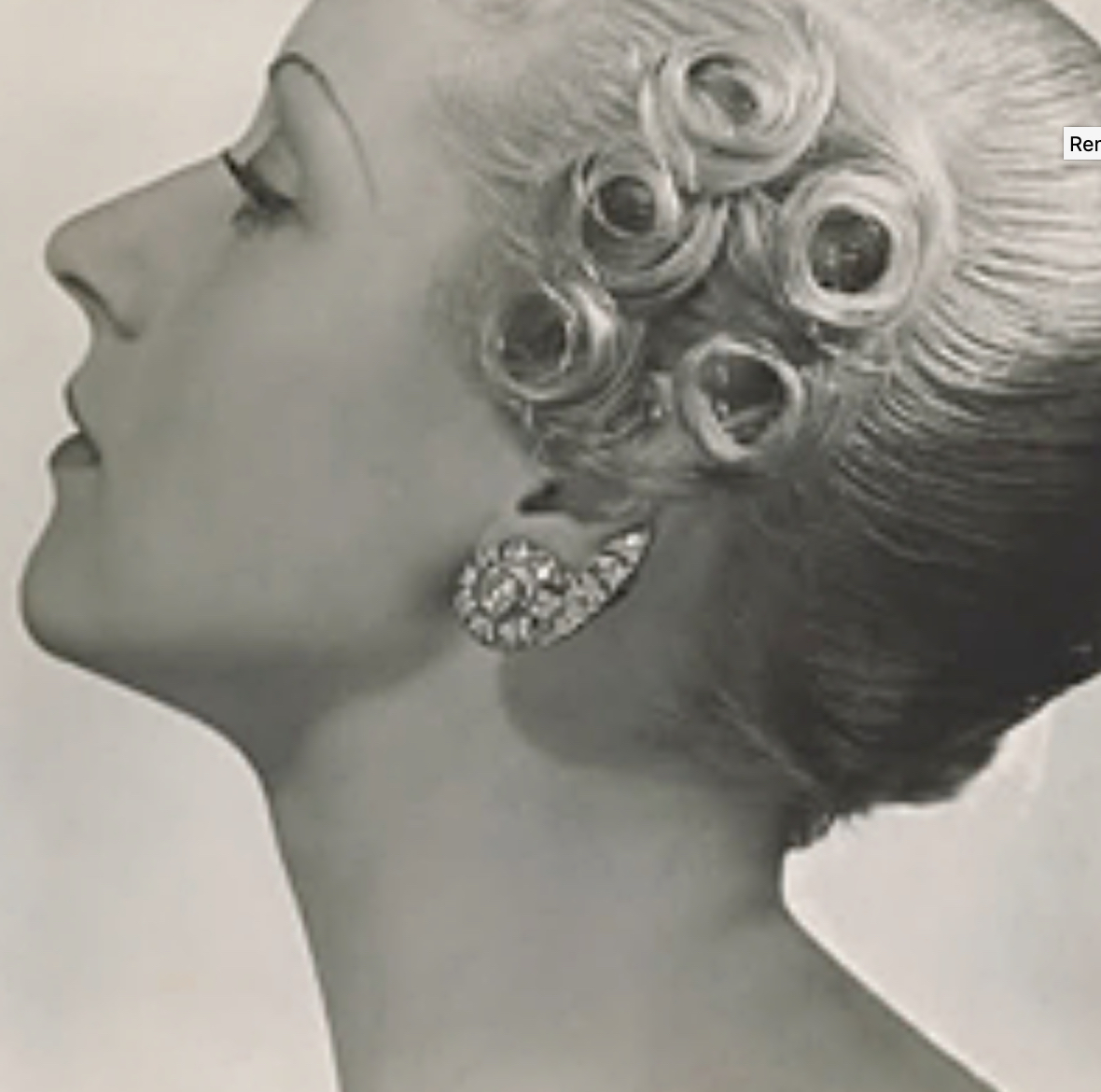
Прикраси Рене Буавен у Vogue - (березень 1934 року)
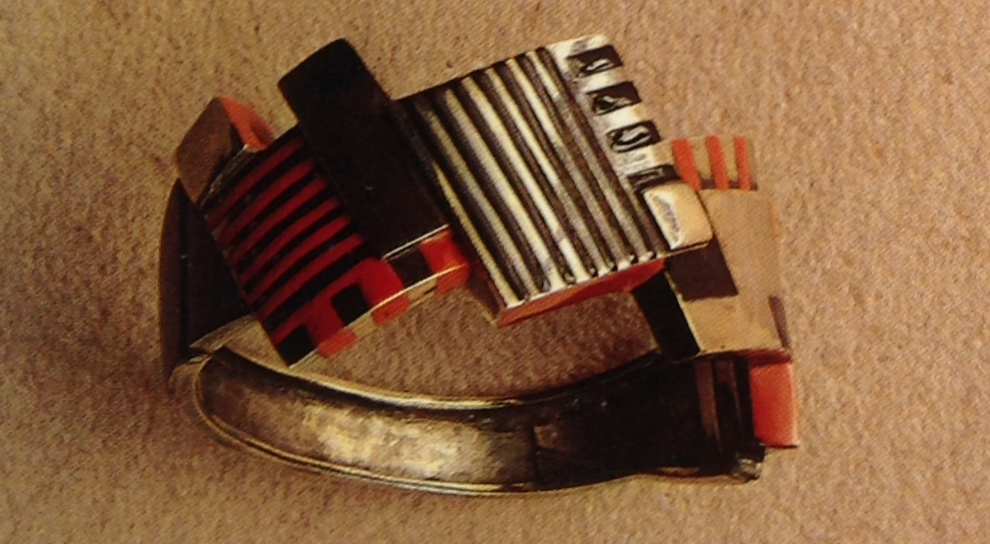
Срібний браслет з червоним і чорним лакуванням (1925) Жана Дюнана (1877-1942)
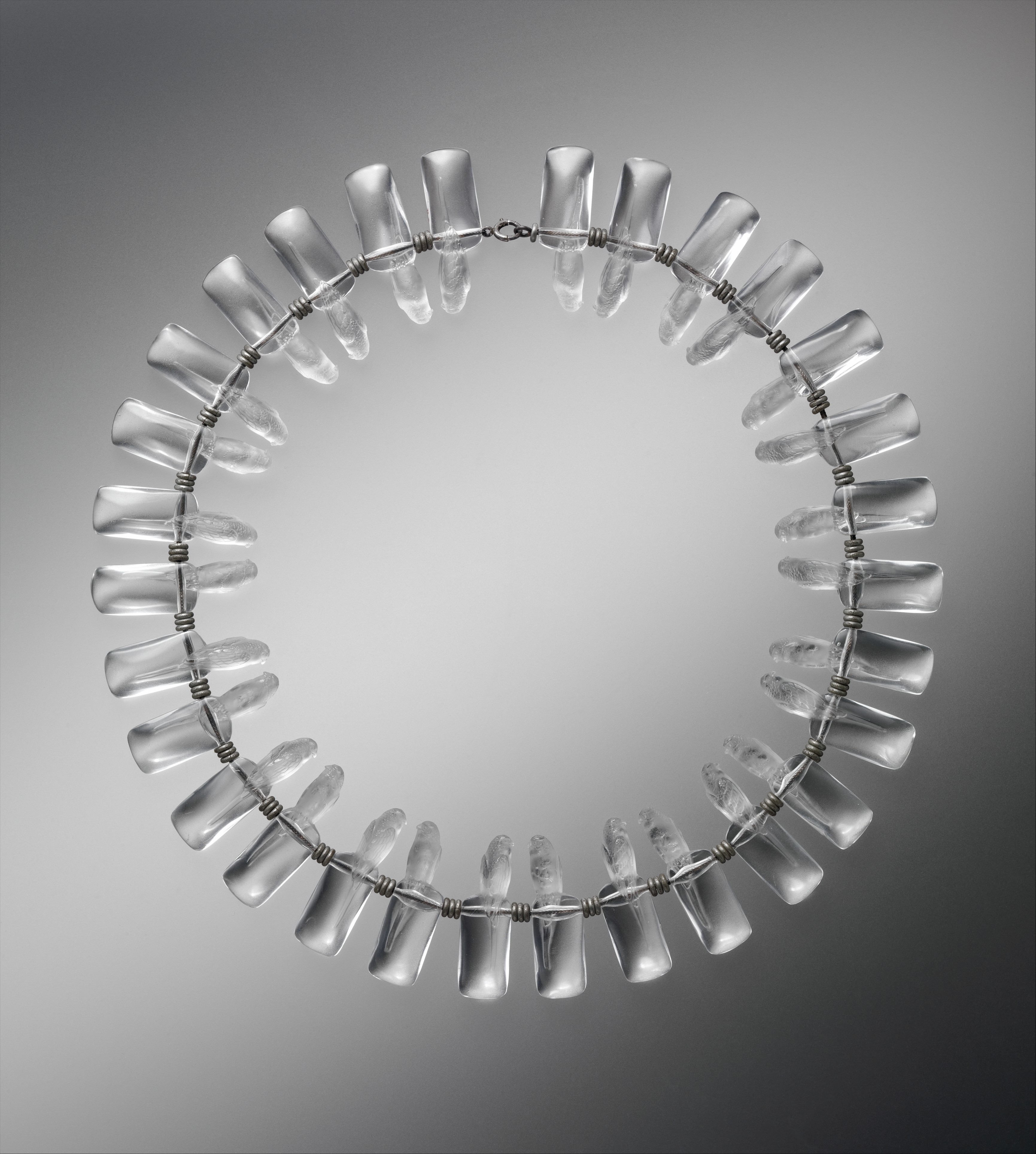
Кольє "Perruches (папуги)", Франція, дизайн Рене Лаліка,прибл. 1929
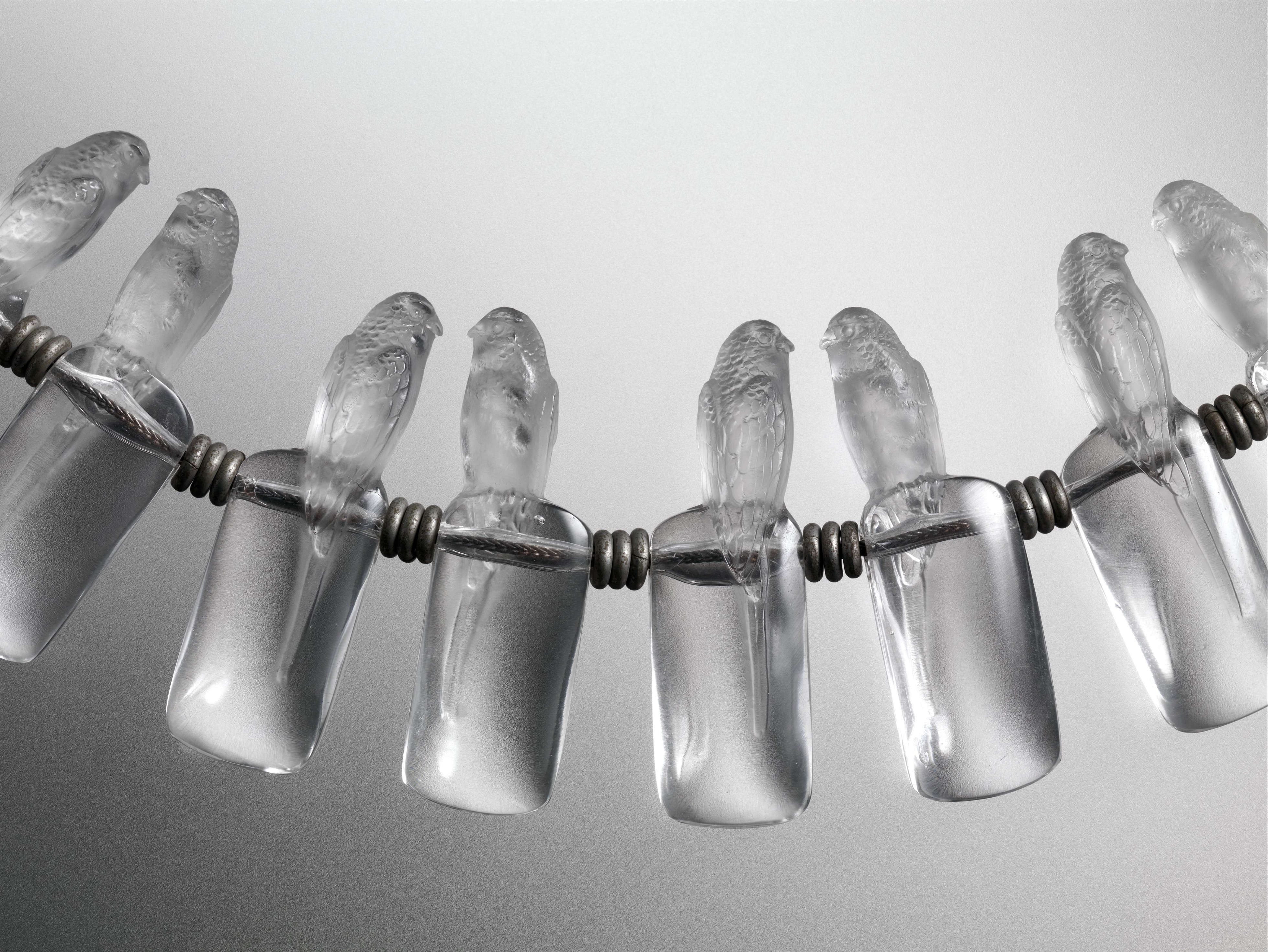
Кольє "Perruches (папуги)", фрагмент

У 1920-1930-х роках дизайнери, зокрема Рене Лалик і Картьє, намагалися зменшити традиційне домінування діамантів, використовуючи більш яскраві дорогоцінні камені, такі як маленькі смарагди, рубіни і сапфіри. Вони також робили більший акцент на дуже складних і елегантних оправах, використовуючи менш дорогі матеріали, такі як емаль, скло, ріг і слонова кістка. Самі діаманти стали ограновувати в менш традиційних формах; на виставці 1925 року багато діамантів були ограновані у вигляді крихітних стрижнів або сірникових паличок. Оправа для діамантів також змінилася: все частіше ювеліри використовували платину замість золота, оскільки вона була міцнішою і гнучкішою, а також дозволяла закріплювати ціле скупчення каменів. Ювеліри також почали використовувати більш темні матеріали, такі як емалі та чорний онікс, які забезпечували більший контраст з діамантами.
Ювелірні вироби стали набагато яскравішими та різноманітнішими за стилем. Картьє та фірма Бушерон поєднували діаманти з іншими різнокольоровими дорогоцінними каменями, вирізаними у формі листя, фруктів чи квітів, виготовляючи брошки, каблучки, сережки, затискачі та підвіски. Популярною також стала далекосхідна тематика: нефритові та коралові бляшки поєднували з платиною та діамантами, а косметички, портсигари та пудрениці прикрашали японськими та китайськими пейзажами, виконаними з перламутру, емалі та лаку
Швидка зміна моди в одязі призводила до появи нових стилів ювелірних прикрас. Сукні без рукавів 1920-х років вимагали прикрашення рук, і дизайнери швидко створили браслети із золота, срібла та платини, інкрустовані лазуритом, оніксом, коралами та іншим різнокольоровим камінням; інші браслети призначалися для верхньої частини рук, при цьому часто носили кілька браслетів одночасно. Короткі стрижки жінок 1920-х років вимагали вишуканого декору сережок. Коли жінки почали палити на людях, дизайнери створили дуже вишукані портсигари та портсигари зі слонової кістки. Винахід наручного годинника перед Першою світовою війною надихнув ювелірів на створення незвичайних, прикрашених годинників, інкрустованих діамантами, покритих емаллю, золотом і сріблом. Увійшли в моду також підвісні годинники на стрічці.
Відомі паризькі ювелірні доми того часу — Cartier, Chaumet, Georges Fouquet, Mauboussin, Van Cleef & Arpels — створювали ювелірні вироби та предмети за новою модою. Фірма Chaumet виготовляла високогеометричні портсигари, запальнички, табакерки і записники з твердих каменів, прикрашені нефритом, ляпіс-лазуритом, діамантами і сапфірами. До них приєдналося багато молодих дизайнерів, кожен з яких мав власне уявлення про декор. Раймонд Темпльєр створював вироби зі складними геометричними візерунками, зокрема срібні сережки, схожі на хмарочоси. Жерару Сандозу було лише 18 років, коли він почав створювати ювелірні прикраси в 1921 році; він розробив багато відомих виробів, заснованих на гладкому і відполірованому вигляді сучасної техніки. Дизайнер скла Рене Лалик також працював у цій галузі, створюючи підвіски у вигляді фруктів, квітів, жаб, фей чи русалок зі скульптурного скла яскравих кольорів, що висіли на шовкових шнурах з китицями. Ювелір Поль Брандт контрастував прямокутні та трикутні візерунки, а на оніксових бляшках вбудовував перлини у вигляді ліній. Жан Депре робив намиста контрастних кольорів, поєднуючи срібло з чорним лаком або золото з лазуритом. Багато його виробів нагадували відполіровані деталі машин. Жан Дюнан також надихався сучасною технікою, поєднуючи яскраві червоні та чорні кольори з контрастом полірованного металу.

## Скляне мистецтво

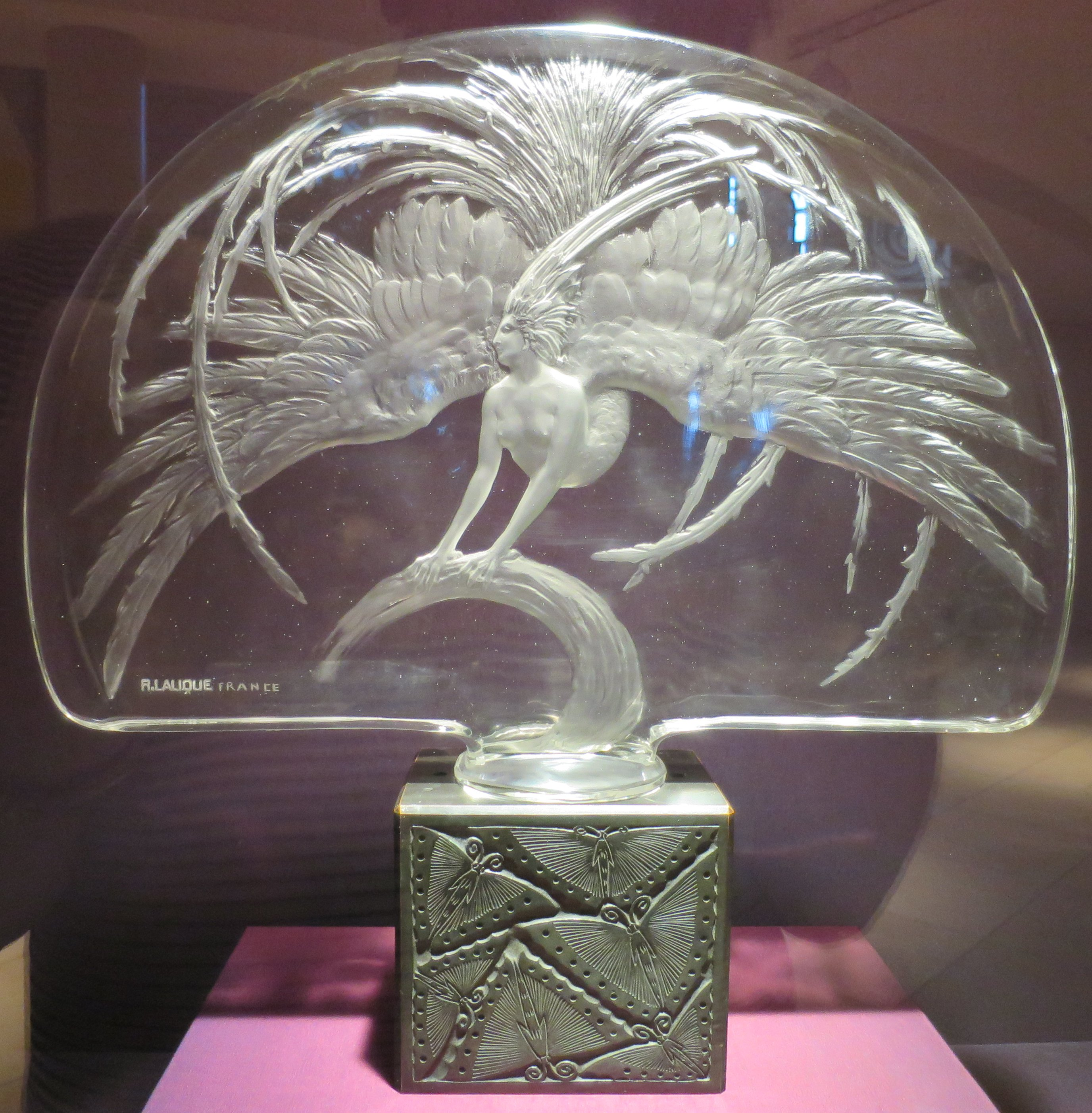
"Жар-птиця" Рене Лаліка (1922)
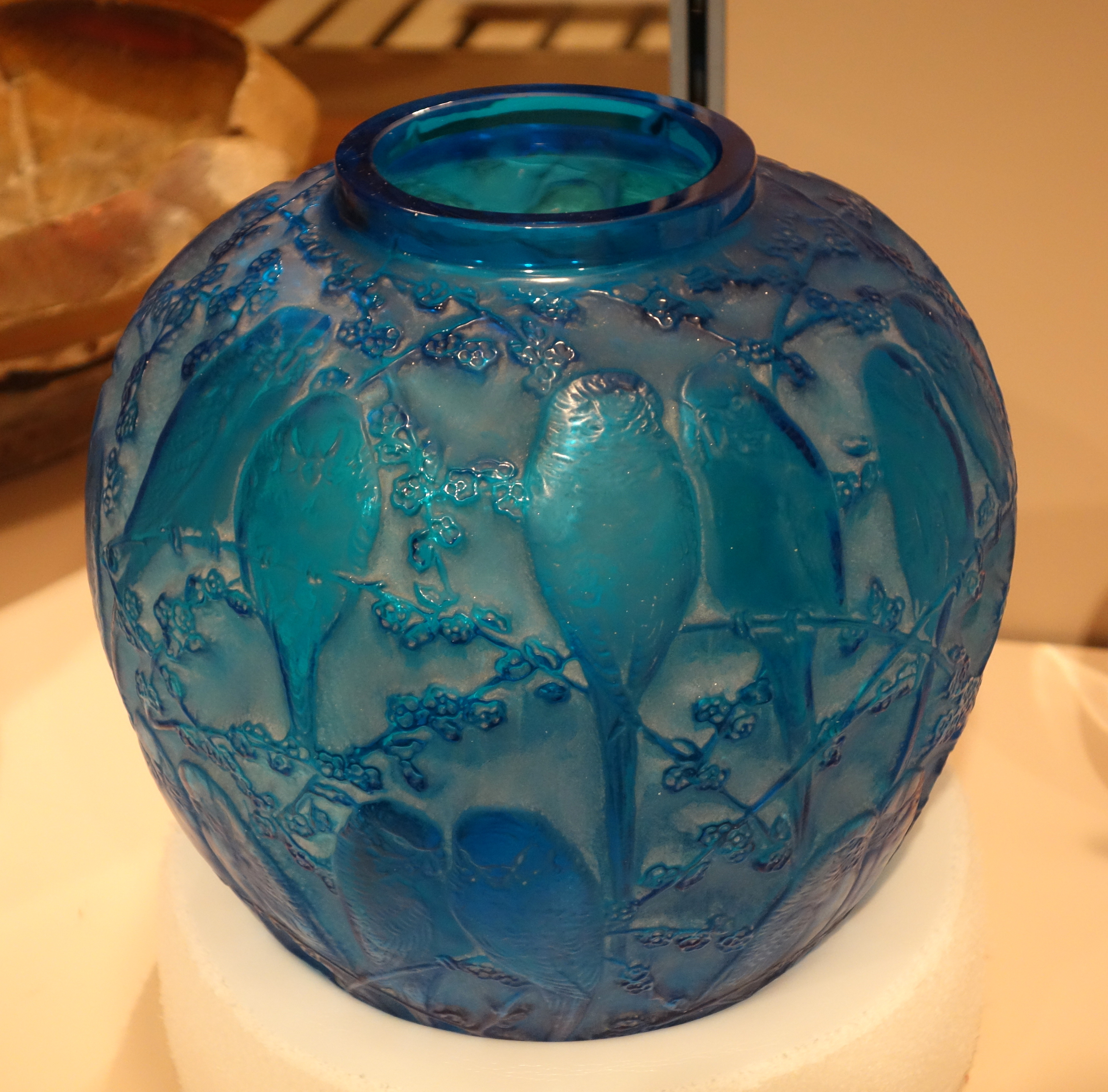
Parrot vase by Lalique (1922)
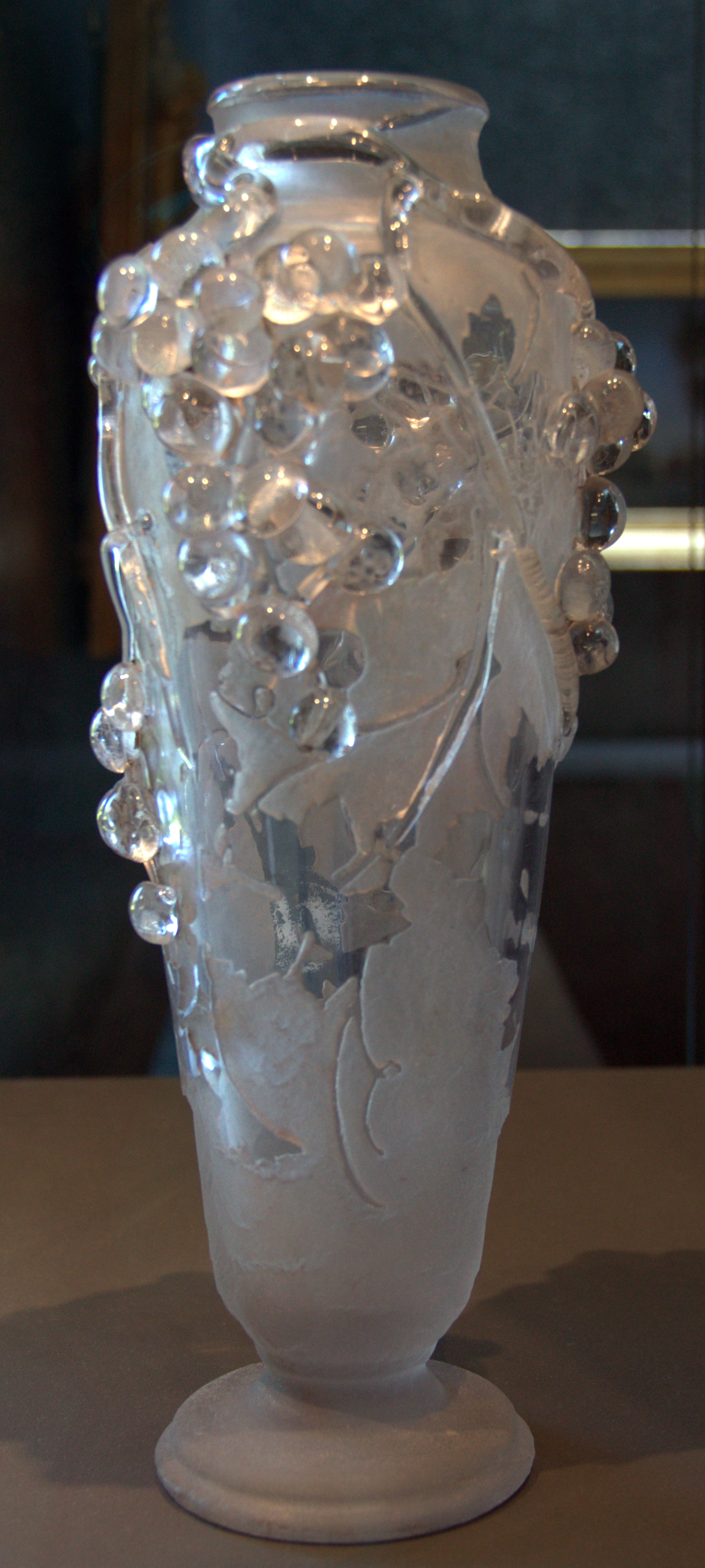
Ваза студії Daum зі скульптурним виноградом (1925)
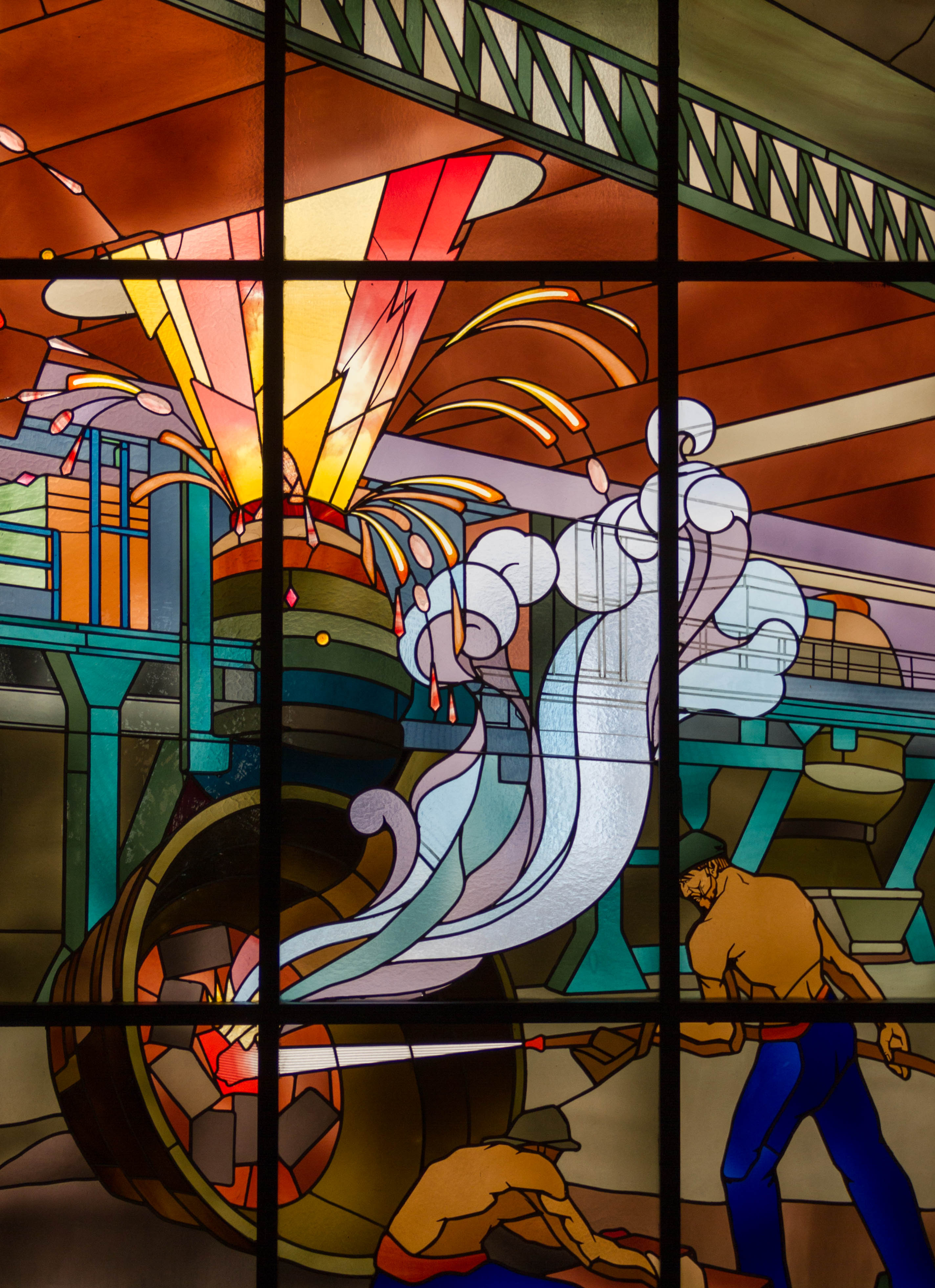
Вікно для офісу металургійного заводу Луї Майореля (1928)
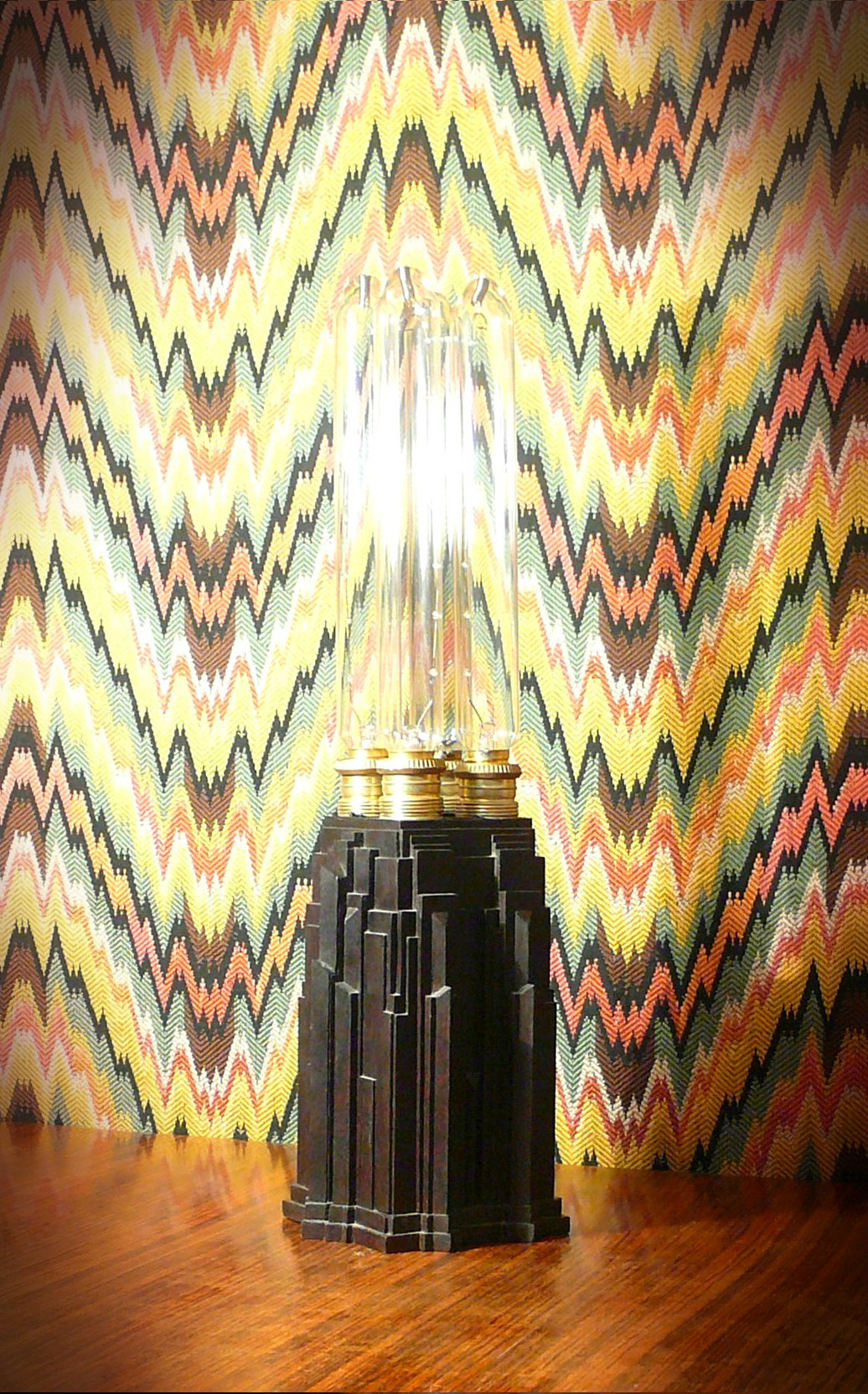
Світильник-хмарочос, розроблений Арнальдо дель'Іра (1929)
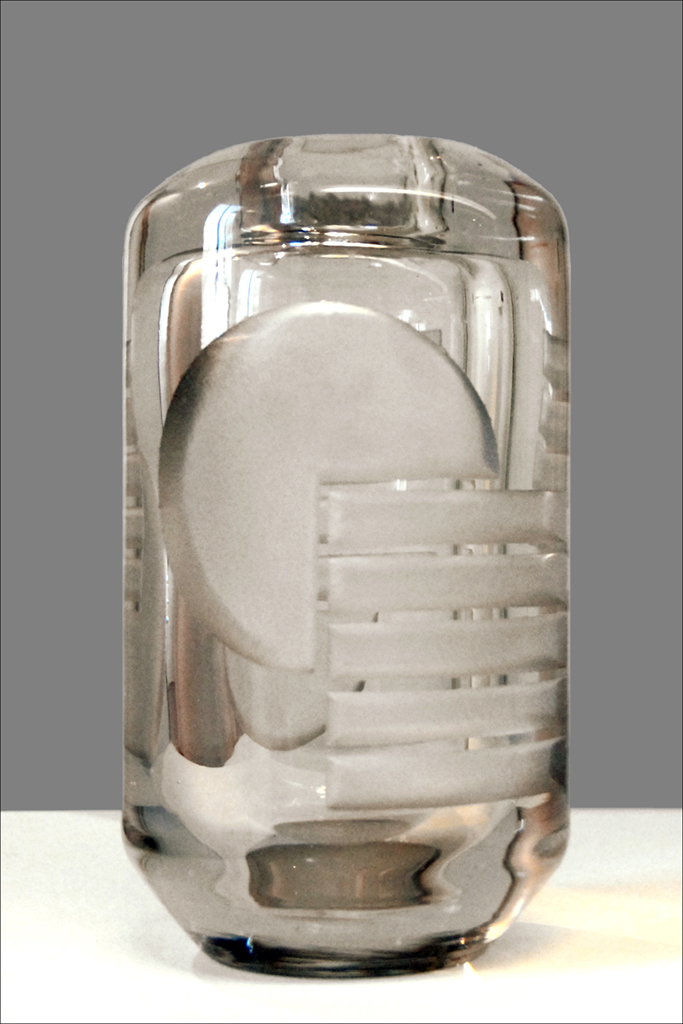
Ваза студії Daum (1930–35)
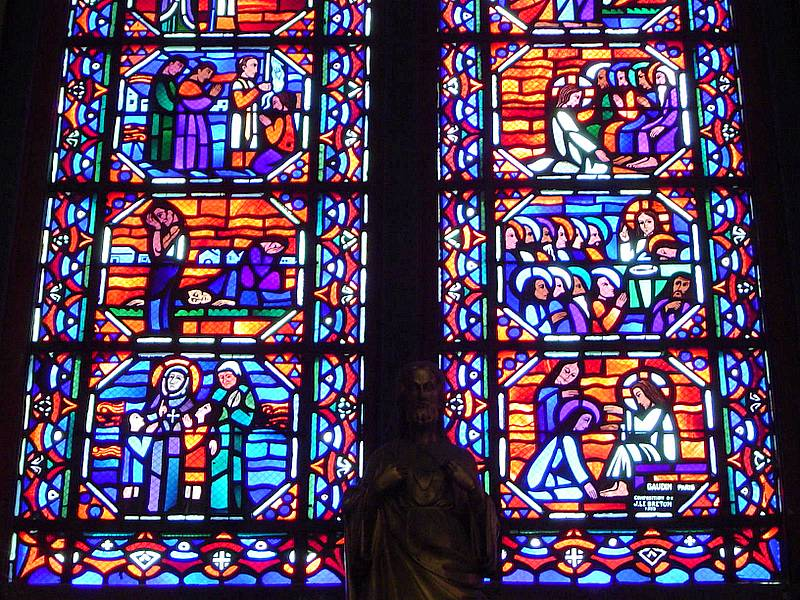
Вітражі Ам'єнського кафедрального собору роботи Жана Годена (1932-34)

Як і попередній період модерну, ар-деко був винятковим періодом для вишуканого скла та інших декоративних предметів, створених для того, щоб відповідати архітектурному оточенню. Найвідомішим виробником скляних предметів був Рене Лалік, чиї роботи, від ваз до прикрас для капотів автомобілів, стали символами цього періоду. Він займався склом ще до Першої світової війни, розробляючи флакони для парфумів Франсуа Коті, але серйозно зайнявся виробництвом художнього скла лише після Першої світової війни. 1918 року, у віці 58 років, він купив великий скляний завод у Комб-ла-Віль і почав виготовляти як художні, так і практичні скляні об'єкти. Він розглядав скло як форму скульптури і створював статуетки, вази, чаші, світильники та прикраси. Він використовував напівкришталь, а не свинцевий кришталь, який був м'якшим і легшим у формуванні, хоча й не таким блискучим. Іноді він використовував кольорове скло, але частіше — опалове, де частина або вся зовнішня поверхня була забарвлена за допомогою промивання. Рене Лалік створив декоративні скляні панелі, світильники та скляні стелі з підсвічуванням для океанських лайнерів SS Île de France у 1927 році та SS Normandie у 1935 році, а також для деяких спальних вагонів першого класу французьких залізниць. На Виставці декоративного мистецтва 1925 року він мав власний павільйон, спроєктував їдальню з сервіруванням столу та скляною стелею для павільйону Севр, а також спроєктував скляний фонтан для внутрішнього двору Кур де Метьє — тонку скляну колону, яка виливала воду з боків і підсвічувалася вночі.
Серед інших відомих виробників скла в стилі ар-деко — Маріус-Ернест Сабіно, який спеціалізувався на статуетках, вазах, чашах та скляних скульптурах риб, оголених натурниць і тварин. Для них він часто використовував опалове скло, яке залежно від освітлення могло змінюватися від білого до блакитного чи бурштинового. Його вази та чаші прикрашали ліплені фризи тварин, оголені тіла або бюсти жінок з фруктами чи квітами. Його роботи були менш витонченими, але більш барвистими, ніж у Рене Лаліка.
Також серед відомих дизайнерів скла в стилі Деко були Едмонд Етлінг, який також використовував яскраві опалові кольори, часто з геометричними візерунками та скульптурними оголеними натурами; Альбер Сімоне, Арістід Колотт та Моріс Маріно, відомий своїми глибоко витравленими скульптурними пляшками та вазами. Фірма Daum з міста Нансі, яке славилося своїм склом у стилі модерн, випустила лінію ваз і скляних скульптур у стилі деко: масивних, геометричних і грубих за формою. Більш делікатні різнокольорові роботи були зроблені Габріелем Аргі-Руссо, який виробляв делікатно відтінені вази зі скульптурними метеликами та німфами, та Франсуа Декоршемон, чиї вази були з прожилками та мармуровими.
Велика депресія зруйнувала значну частину індустрії декоративного скла, яка залежала від заможних клієнтів. Деякі художники звернулися до створення вітражів для церков. У 1937 році скляна компанія Steuben розпочала практику найму відомих художників на виготовлення скляних виробів. Луї Мажорель, відомий своїми меблями в стилі ар-нуво, створив чудовий вітраж у стилі ар-деко із зображенням сталеливарників для офісів Aciéries de Longwy, сталеливарного заводу в Лонгві, Франція.
Ам'єнський собор має рідкісний зразок вітражів у стилі ар-деко в каплиці Пресвятого Серця, виконаний у 1932-34 роках паризьким художником-склярем Жаном Годеном за малюнками Жака Ле Бретона.

## Металеве мистецтво

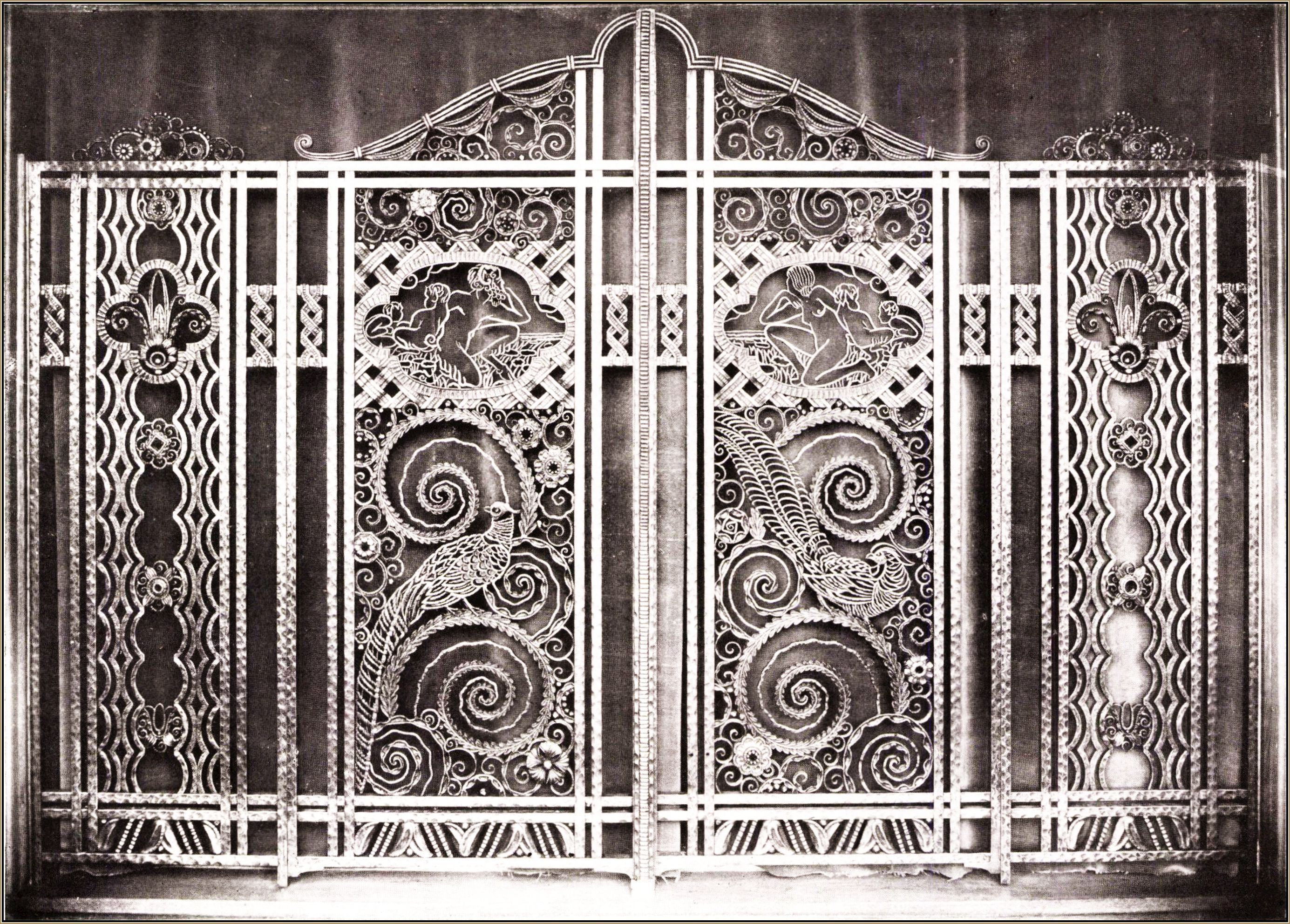
Решітка з двома гратами під назвою "Фазани", виготовлена Полем Кіссом і представлена на Виставці декоративного мистецтва 1925 року.
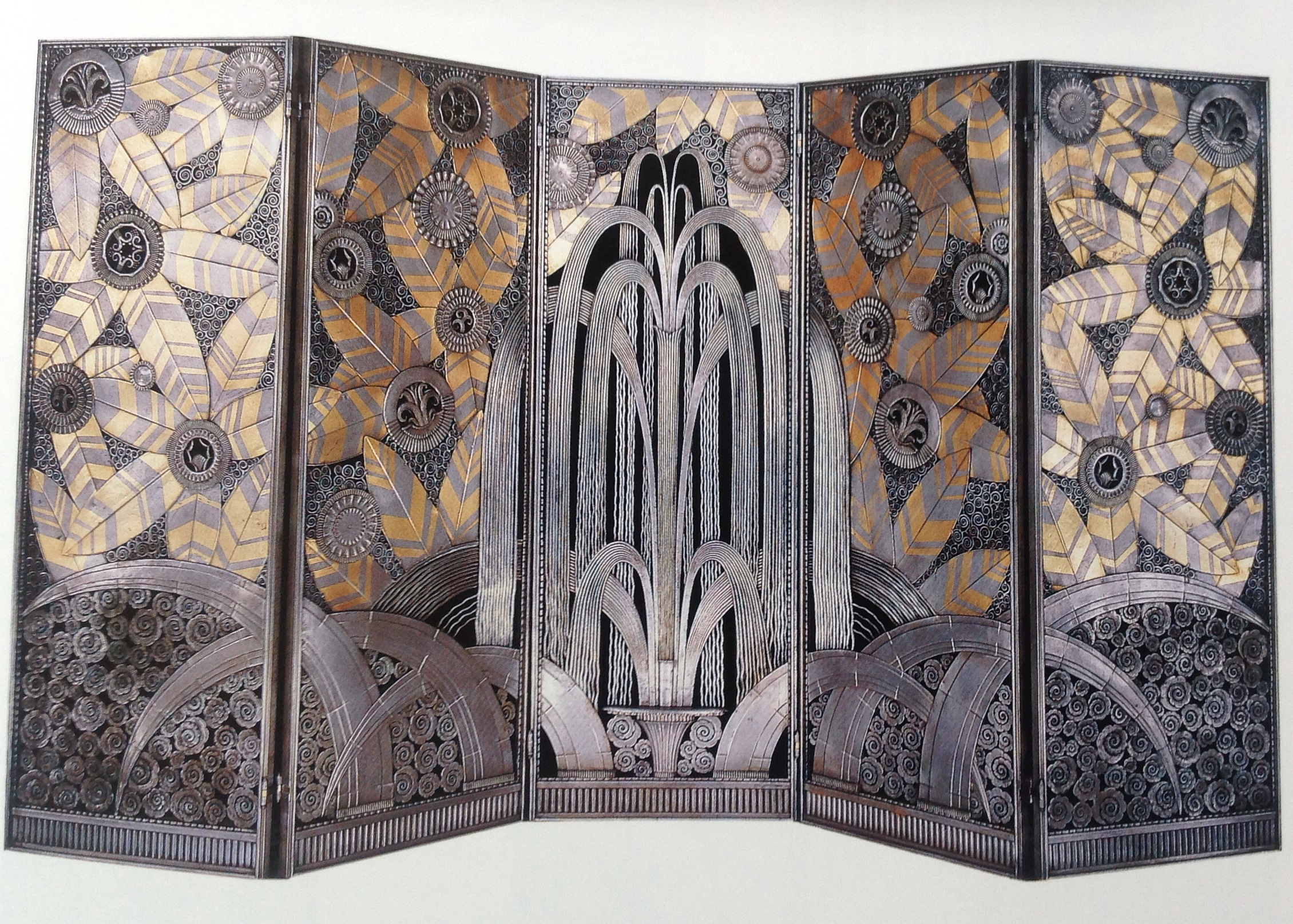
Залізно-мідна решітка "Оаза" Едгара Брандта, виставлена на Паризькій виставці 1925 року
Настільне дзеркало Франца Гаґенауера з віденської майстерні "Werkstätte Hagenauer" (бл. 1930)
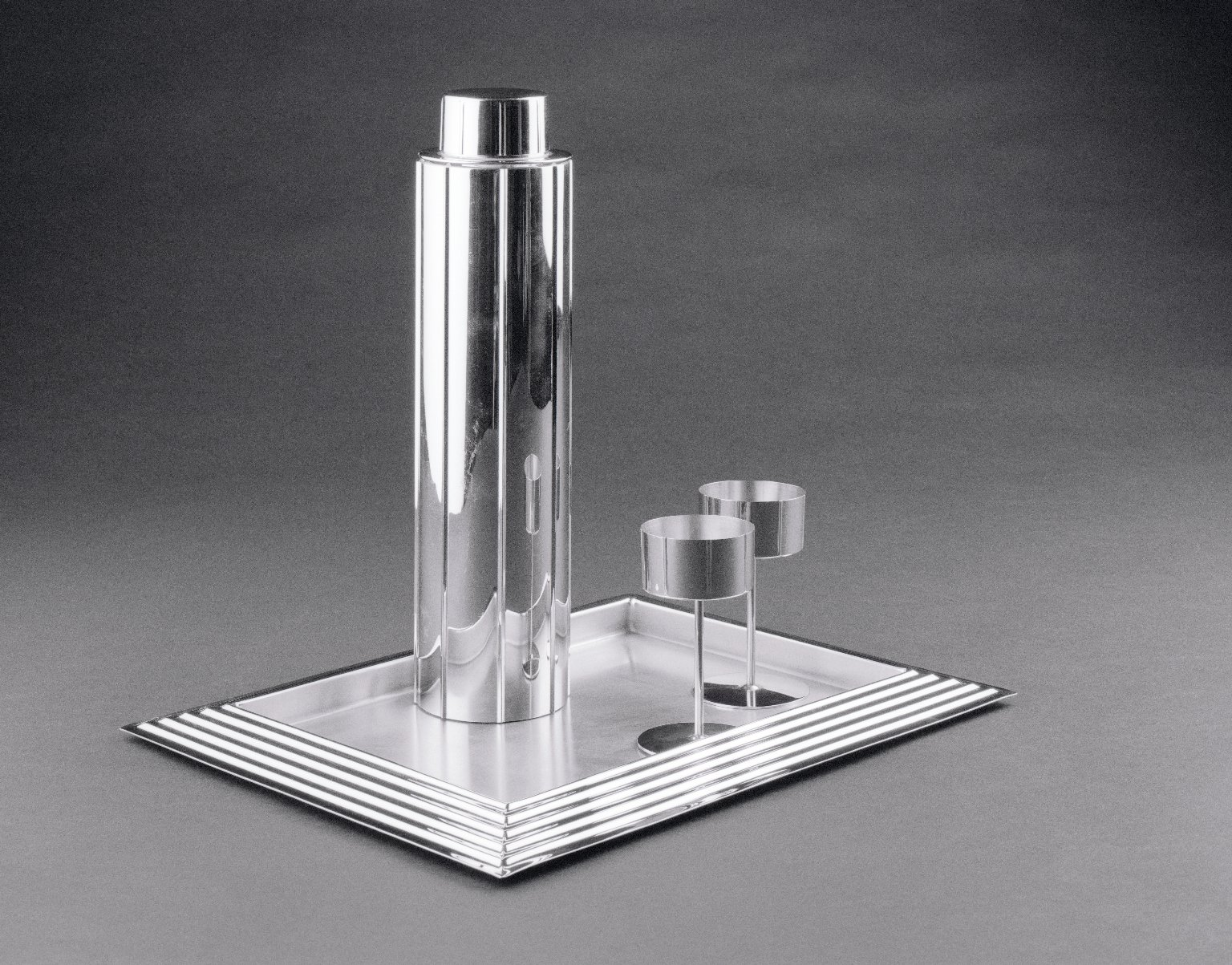
Коктейльний набір з хромованої сталі від Нормана Бель Геддеса (1937)

Митці ар-деко створювали найрізноманітніші практичні предмети в стилі ар-деко, виготовлені з промислових матеріалів — від традиційного кованого заліза до хромованої сталі. Американський художник Норман Бел Геддес розробив коктейльний набір, що нагадує хмарочос, виготовлений з хромованої сталі. Раймон Субес розробив елегантну металеву решітку для входу до Палацу Порта-Доре, центральної споруди Паризької колоніальної виставки 1931 року. Французький скульптор Жан Дюнан виготовив чудові двері на тему «Полювання», вкриті сусальним золотом і фарбою по гіпсу (1935 р.).

## Анімація
Візуальні ефекти та образи ар-деко були використані у багатьох анімаційних фільмах, зокрема «Бетмен», «Нічний капюшон» (Night Hood), «Все на ярмарку» (All's Fair at the Fair), «Веселі манекени» (Merry Mannequins), «Викликайте міс Славу» (Page Miss Glory), «Фантазія» та «Спляча красуня»[136]. Архітектура представлена у вигаданому підводному місті Захоплення в серії відеоігор «BioShock».

## Відомі художники та декоратори стилю ар-деко
- Адольф Мурон Кассандр (1901–1968) (фр. Adolphe Jean Marie Mouron Cassandre)  Україна  Франція
- Жан Дюнан (1877–1942) (фр. Jean Dunand)  Швейцарія
- Жан Дюпа[en] (1882–1964) (фр. Jean Dupas)  Франція
- Ерте (Ромен де Тіртофф) (1892–1990) (фр. Erté/Romain de Tirtoff)  Франція
- Вадим Меллер (1884–1962)  Україна (Заслужений діяч мистецтв УРСР 1942 року)
- Олександра Екстер (1882–1949)  Україна
- Соня Делоне (1885–1979) (фр. Sonia Delaunay)  Україна
- Елейн Грей (1878–1976) (англ. Eileen Gray)  Ірландія
- Георг Йенсен (1866–1935) (дан. Georg Jensen)  Данія
- Рене Лалік (1860–1945) (фр. René Jules Lalique)  Франція
- Жорж Барб'є (1882–1932) (фр. George Barbier)  Франція
- Жюль Льольо[en] (1883–1961) (фр. Jules Leleu)  Франція
- Тамара де Лемпицька (1898–1980) (пол. Tamara de Lempicka)  Польща  Франція
- Зофія Стриєнська (1891—1976) (пол. Zofia Stryjeńska)  Польща
- Пол Меншип (1885–1966) (англ. Paul Manship)  США
- Еміль Жак-Рульманн[en] (1879–1933) (фр. Émile-Jacques Ruhlmann)  Франція
- Волтер Дорвінг Тіг[en] (1883–1960) (англ. Walter Dorwin Teague)  США
- Карл Пол Джонневейн[en] (1890–1978) (англ. Carl Paul Jennewein)  США
- Лавров Георгій Дмитрович (1895–1991) (англ. George Lavroff)

## Відомі архітектори стилю ар-деко
- Ернест Корм'є[en] (1885–1980) (англ. Ernest Cormier)  Канада
- Раймонд Худ[en] (1881–1934) (англ. Raymond Hood)  США
- Вільям ван Ален[en] (1883–1954) (англ. William van Alen)  США
- Вірт Роуленд[en] (1887–1946) (англ. Wirt C. Rowland)  США
- Джозеф Санлайт[en] (1889–1978) (англ. Joseph Sunlight)  Велика Британія
- Пабло Антоніо[en] (1902–1975) (ісп. Pablo Antonio)  Філіппіни
- Ральф Вокер[en] (1889–1973) (англ. Ralph Walker)  США
- лі Жак Кан[en] (1884–1972) (англ. Ely Jacques Kahn)  США

## Ар-деко в різних державах

### Ар-деко в Україні
Стиль ар-деко набув поширення у міжвоєнний час на західноукраїнських землях. Зокрема у Львові було закладено декілька вілл на вулиці Панаса Мирного, павільйони транспорту та броварів на Східних торгах. У 1920-х роках елементи ар-деко використовувалися для оздоблення ряду житлових будинків на вулицях: Київській 24-28, Архипенка 32, Ольги Басараб 1, Івана Франка 125, 141, Дорошенка 55, Стецька 13 і т. ін. Елементи ар-деко, (балкони, ґрати та інш.) можна побачити в оформленні давніших споруд (Чорна кам'яниця, вітрина на пр. Шевченка 10), елементів фасадів — Кам'яниця Мазанчівська, вул. Галицька 5, 9, двір костелу св. Миколая, могильних пам'ятників Францішка Яворського, Адольфа Едельмана, Кароля Скібінського, Людвіка Казимира Ральського, родини Ґюрковичів (архіт. Людомил Ґюркович) на Личаківському цвинтарі.[джерело?]

#### Ар-деко в Харкові

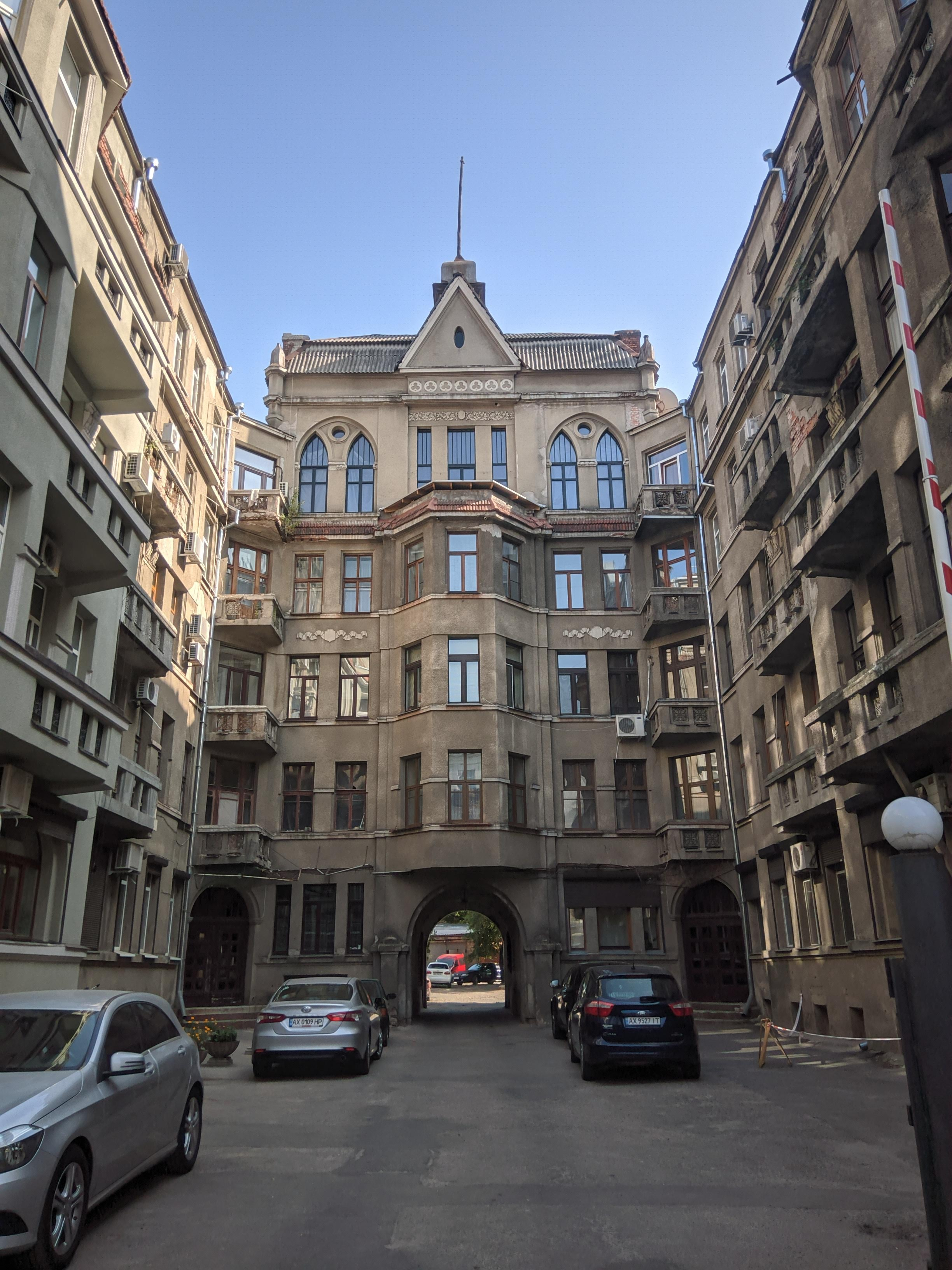
5-поверховий секційний житловий будинок «Червоний банківець». Побудований у 1928 р. за проєктом архітектора В. А. Естровича
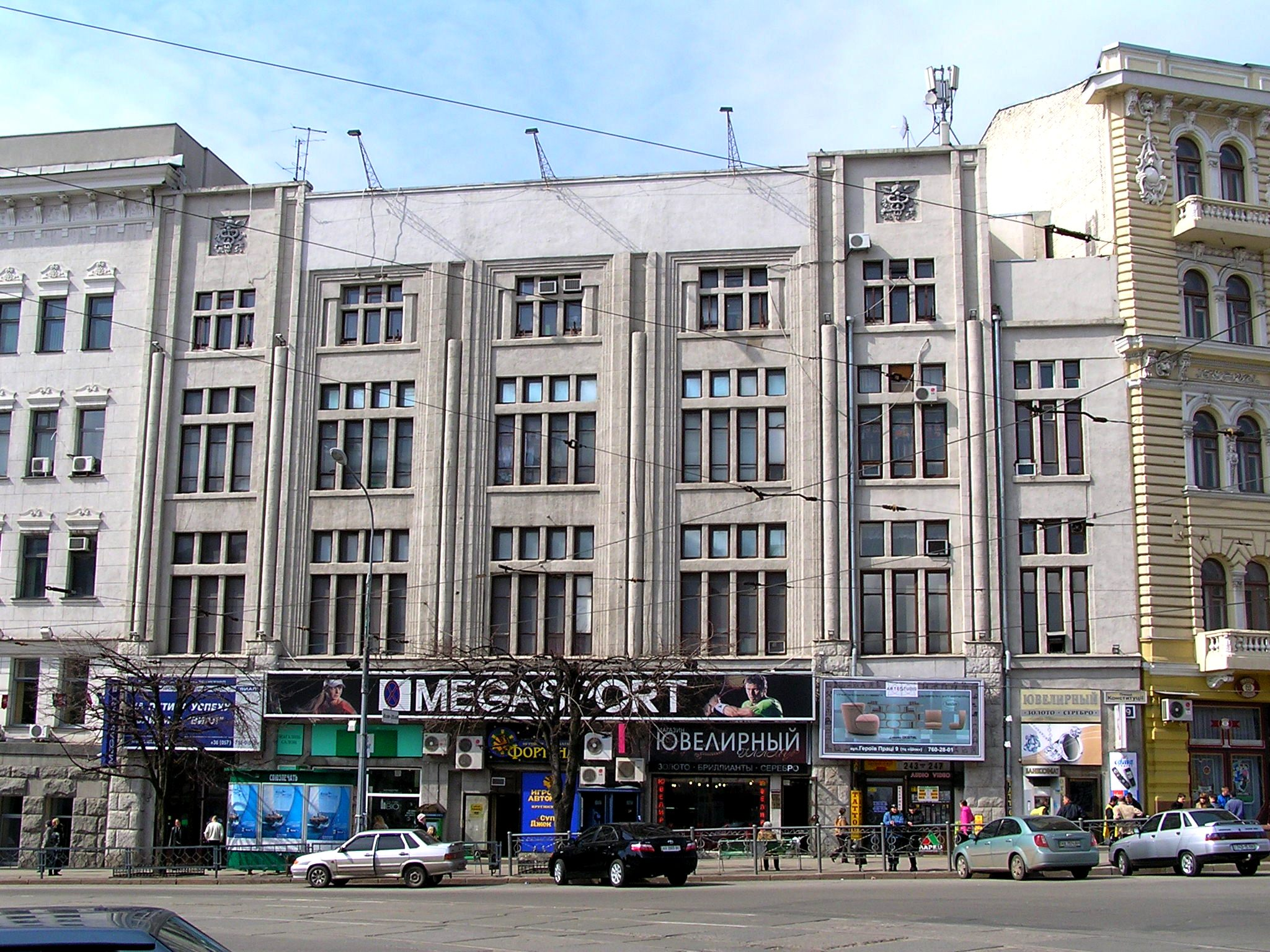
«Новий пасаж», 1925 р.
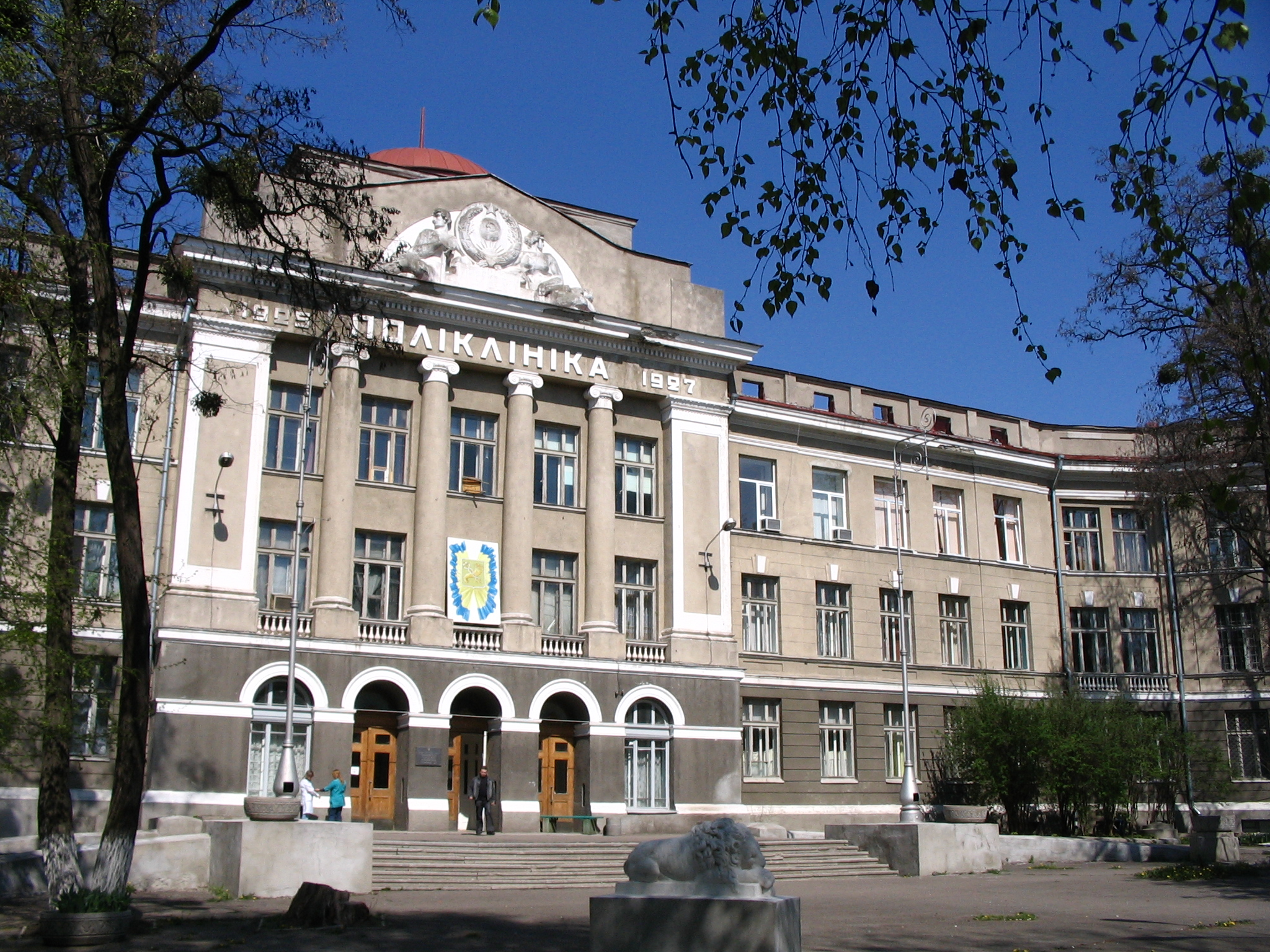
"Робітнича поліклініка", 1927 р.
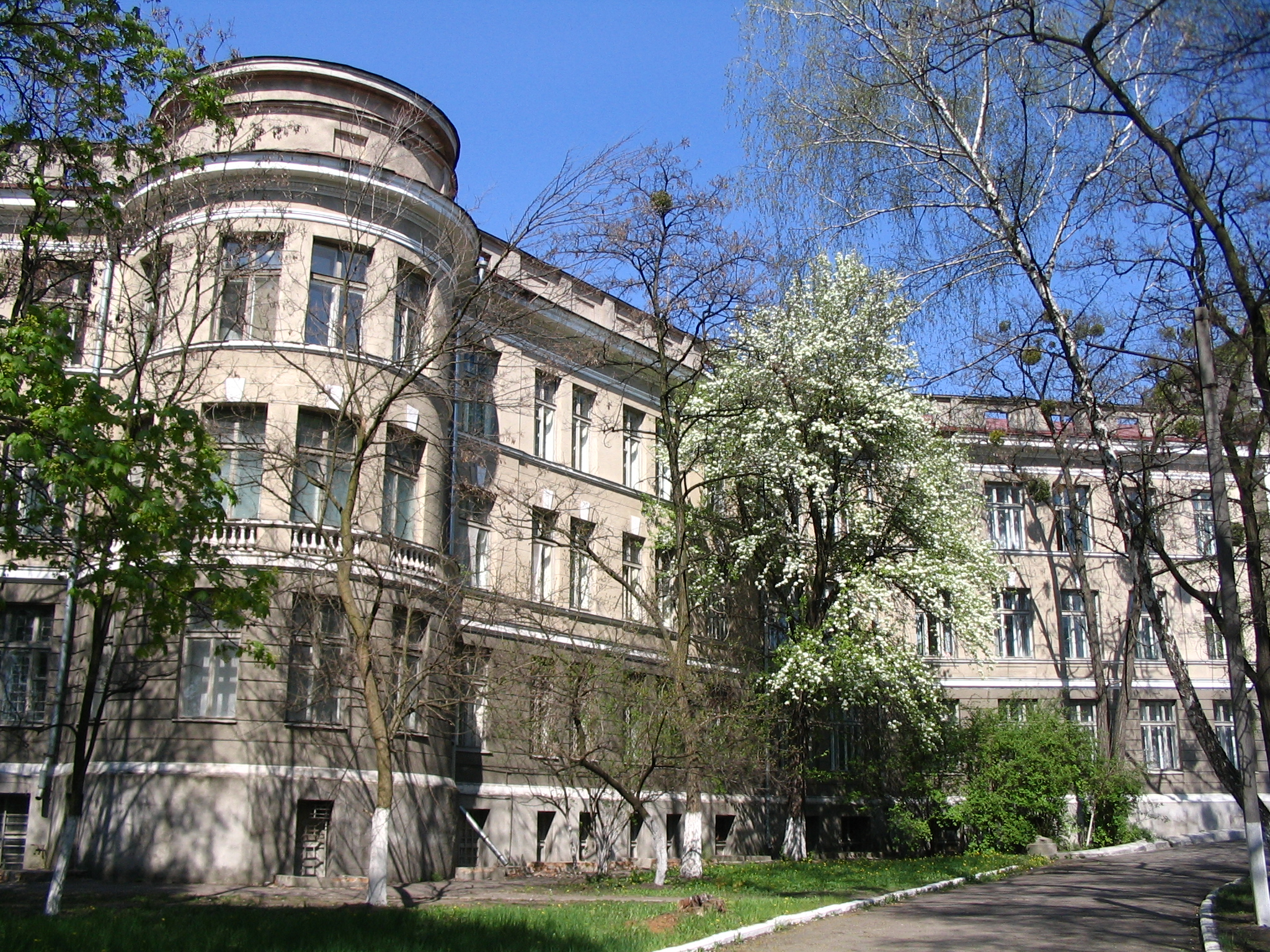
"Робітнича поліклініка" з іншого ракурсу
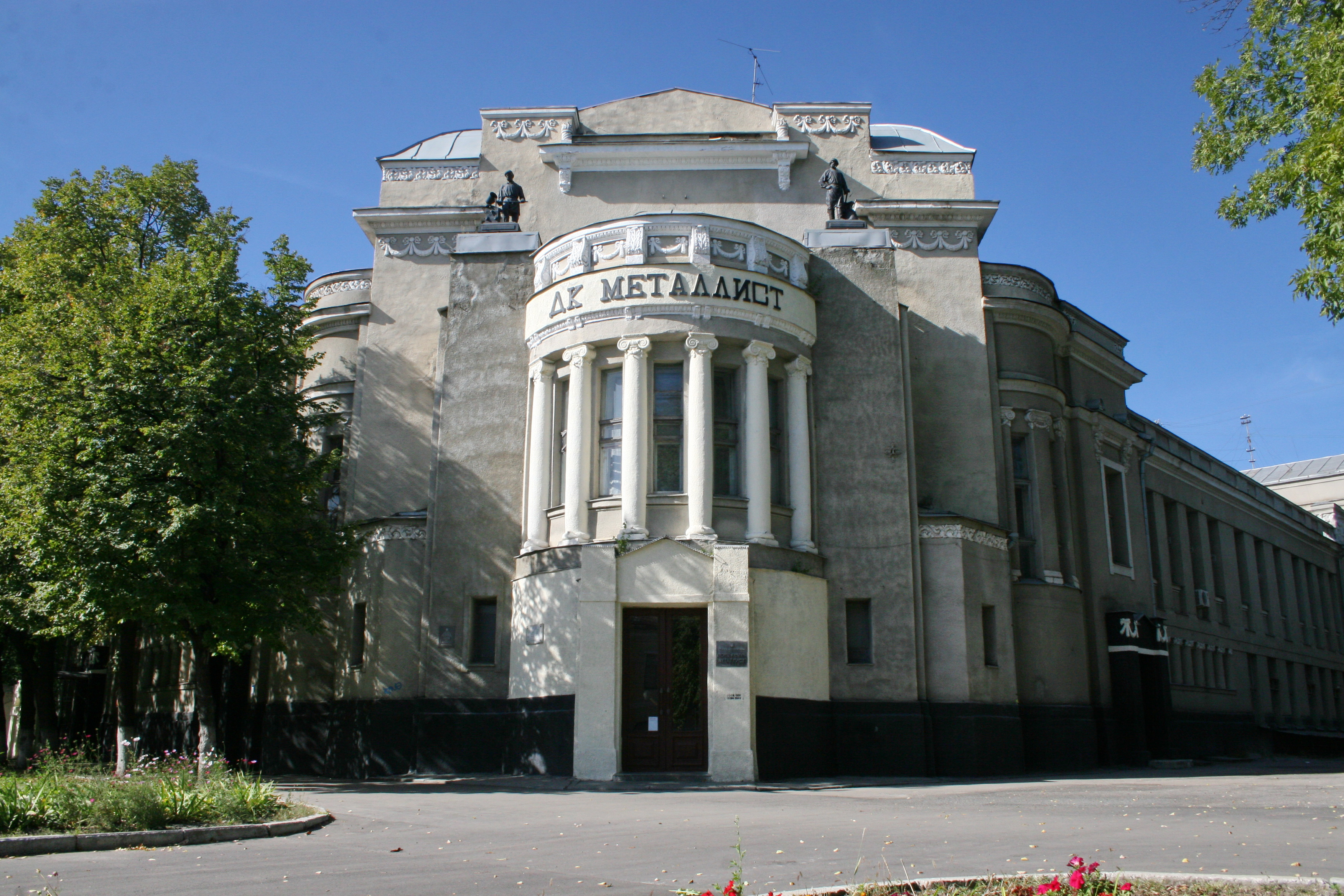
Палац культури «Металіст», збудований за проєктом міського архітектора Іліодора Загоскіна (1890—1893 рр.). Реконструйовий Бекетовим 1923 року.
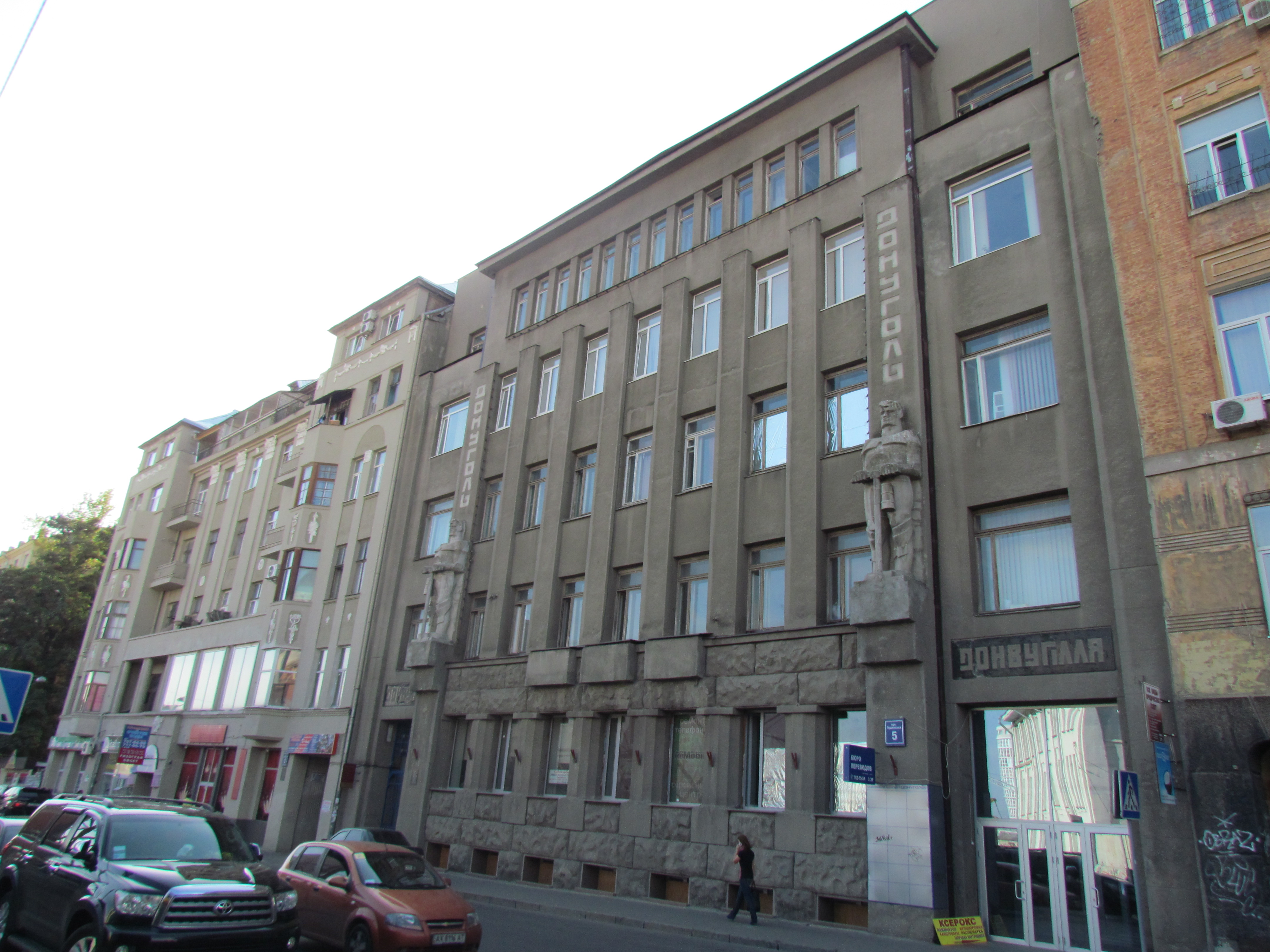
Будинок тресту "Донвугілля", побудований у 1925 році за проєктом архітекторів Носсалевича А.І. та Ломаева Г.О. за участі скульптора Кавалерідзе І.П.
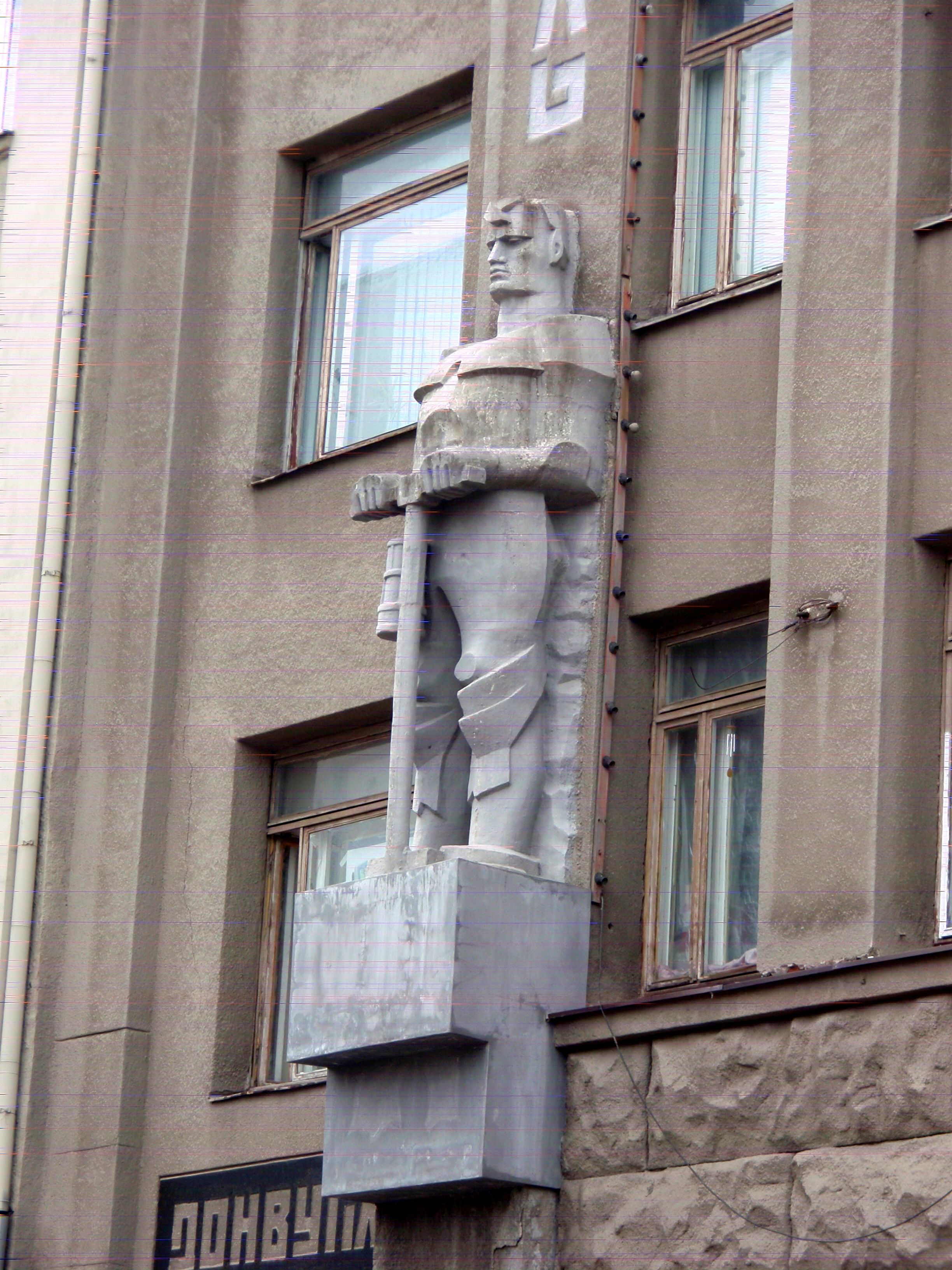
Скульпутри на бідівлі тресту "Донвугілля"
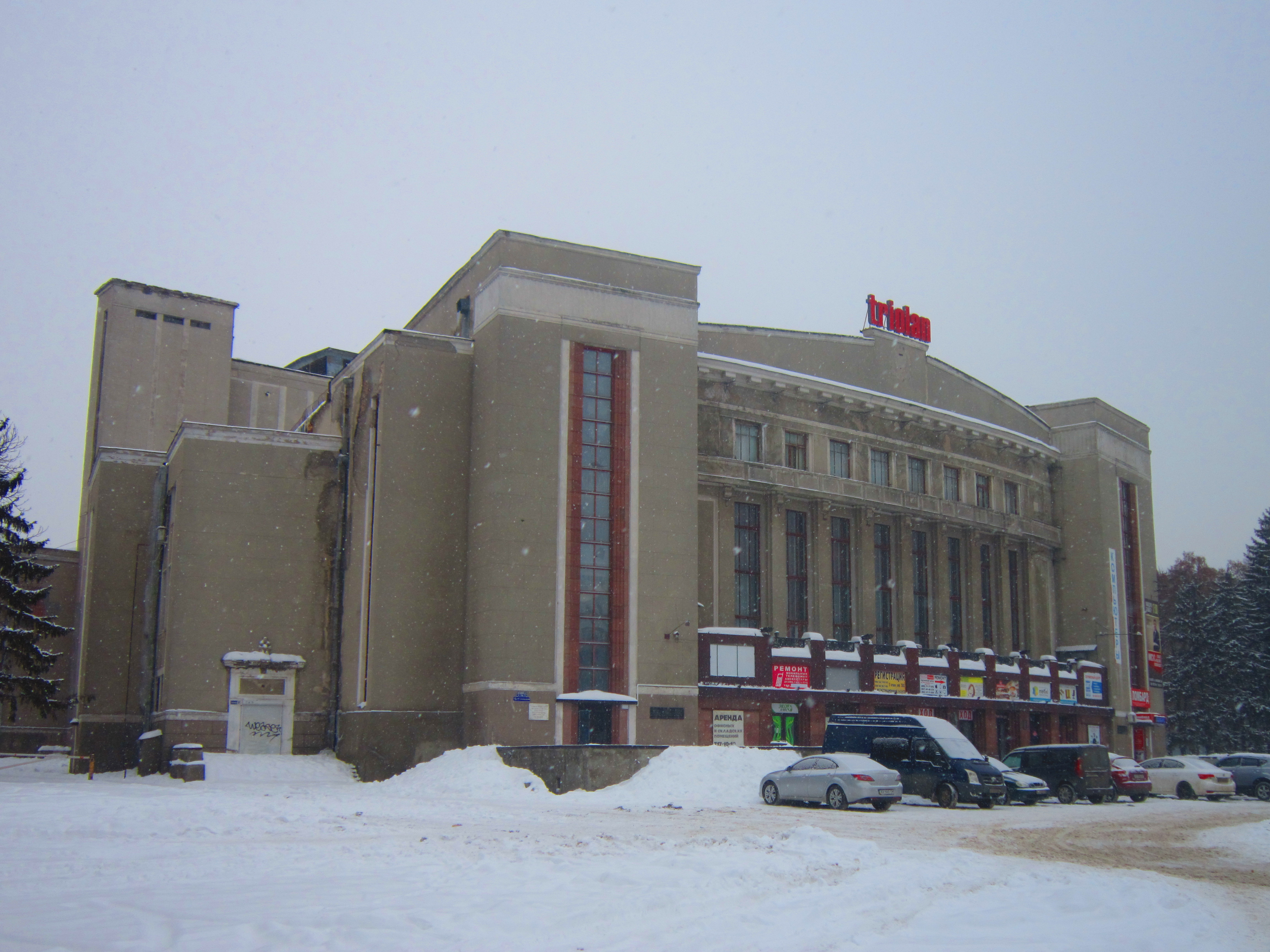
Палац культури ХЕМЗ

#### Ар-деко в Києві

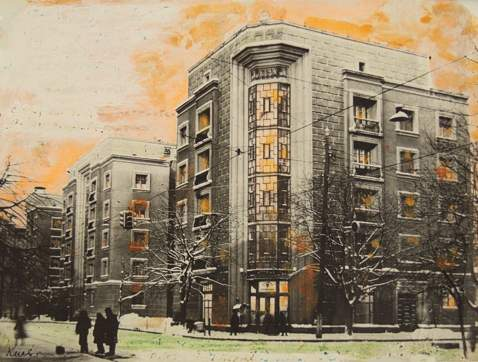
Будинок Українського військового округу (УВО), архітектор Каракіс Й.Ю., 1937
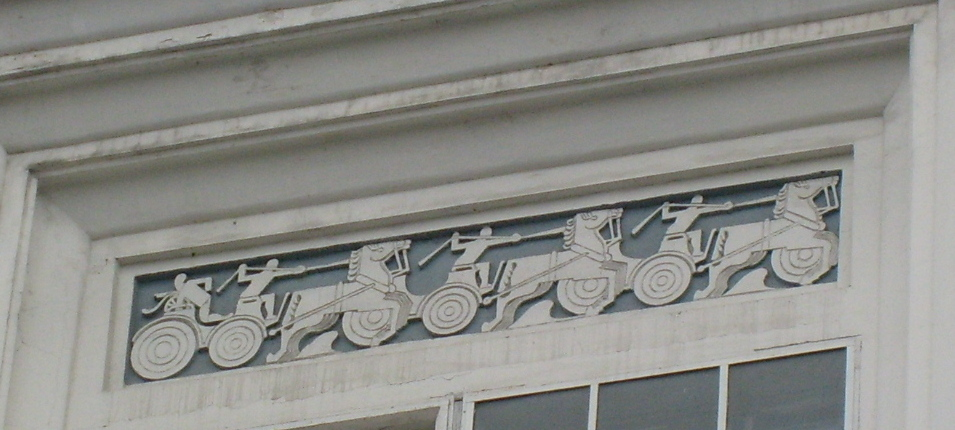
Будинок УВО (фрагмент)
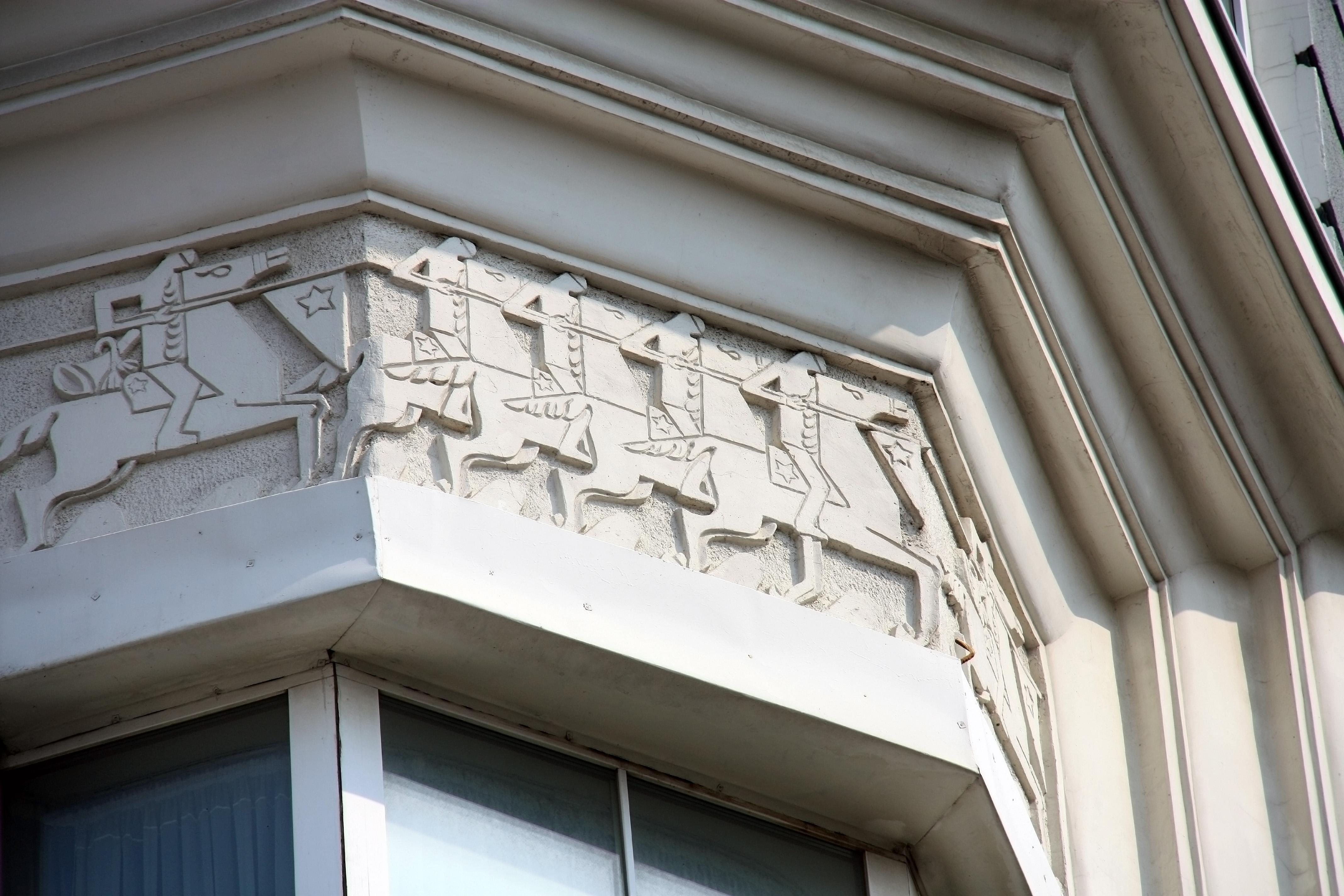
Будинок УВО (фрагмент)
Будинок працівників заводу «Транссигнал», архітектор Олексій Тацій, 1935
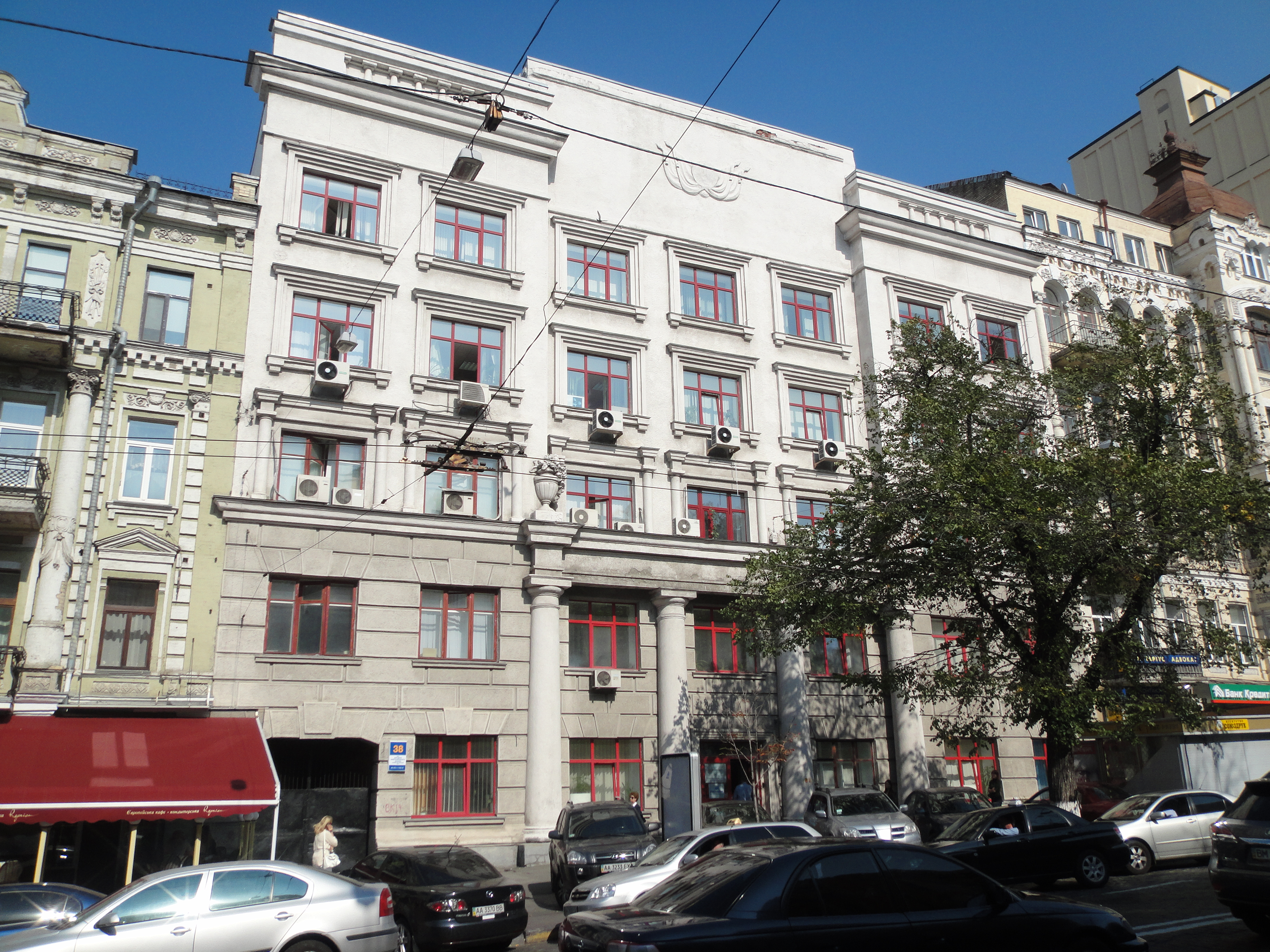
Будинок для Наркомату радянського господарства, архітектор В.Онащенко, 1936 р.
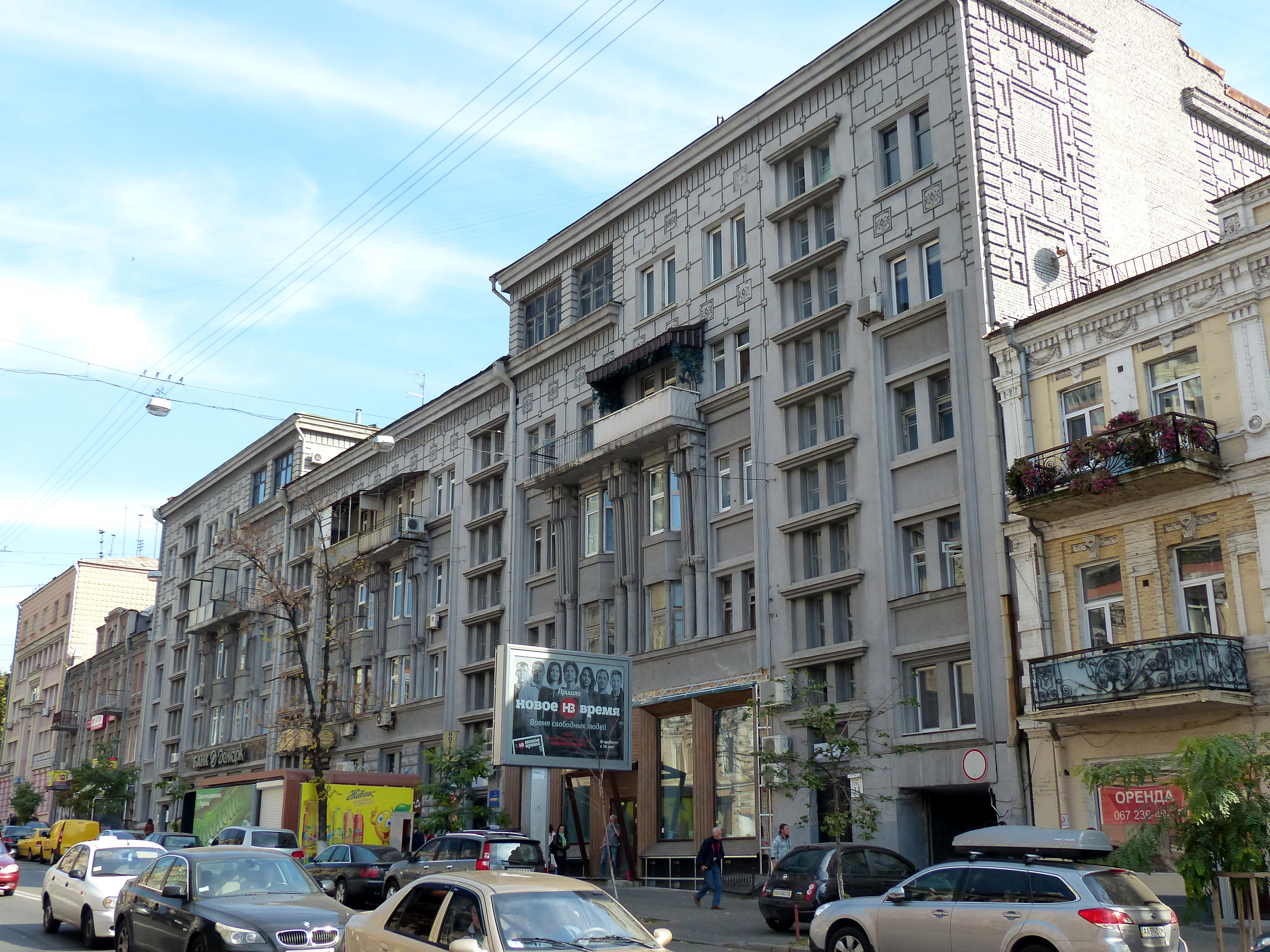
Житловий будинок по вул. Симона Петлюри 7-9, архітектор С. Венгеровський, 1930-ті рр.
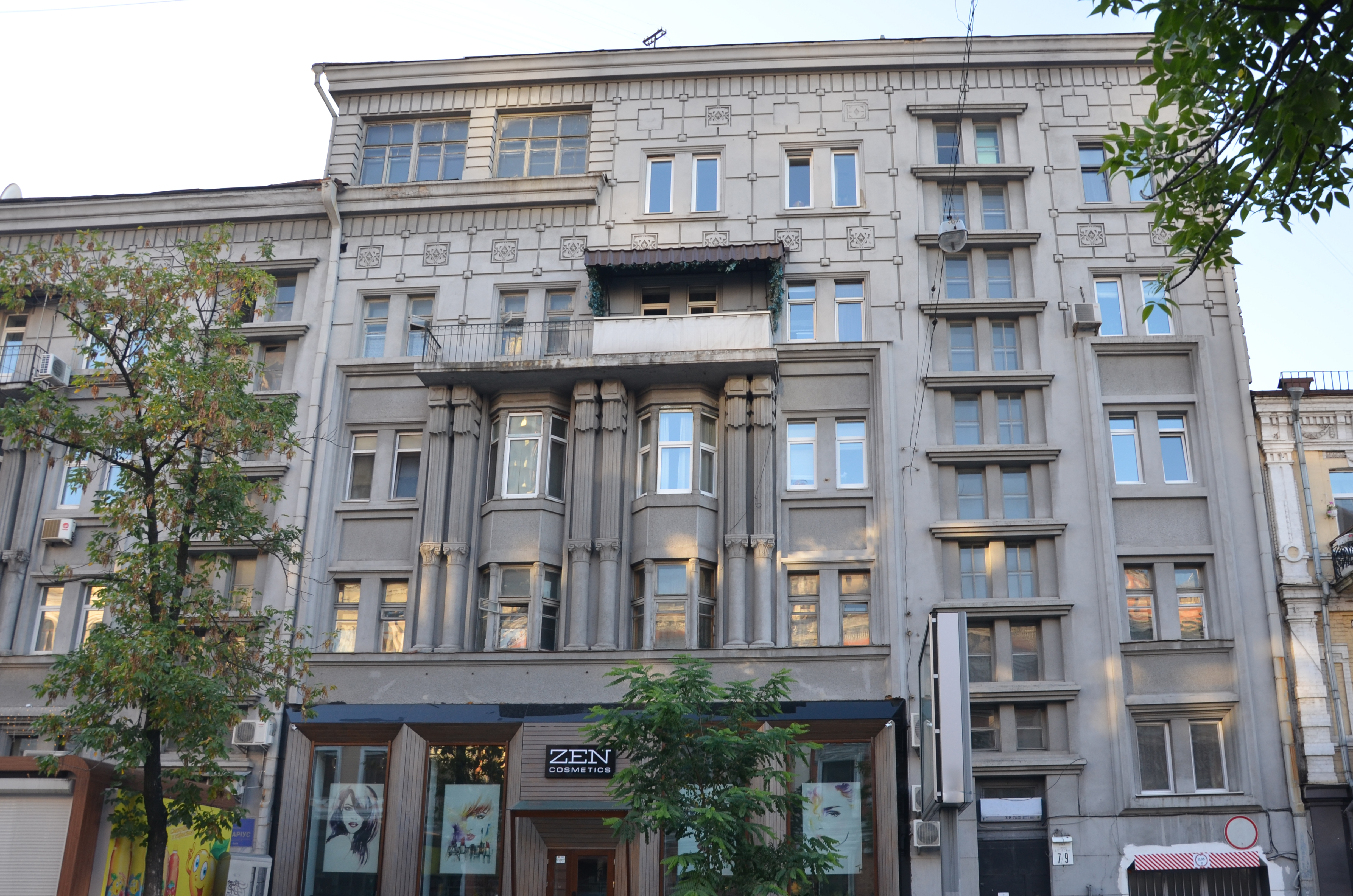
Житловий будинок по вул. Симона Петлюри 7-9 (інший ракурс)
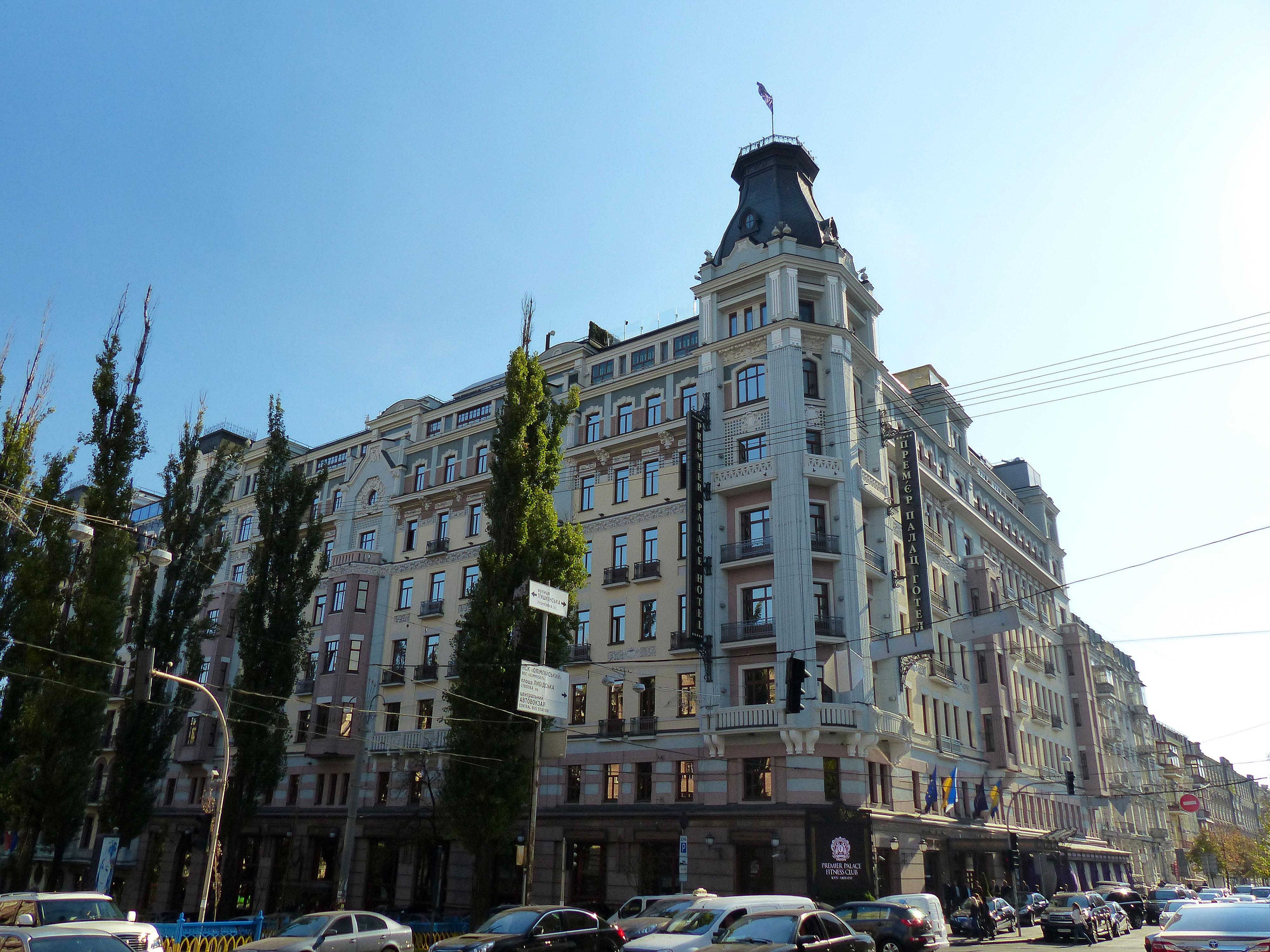
Готель, 1911–1912, архітектор Йосип Зекцер

#### Ар-деко у Львові

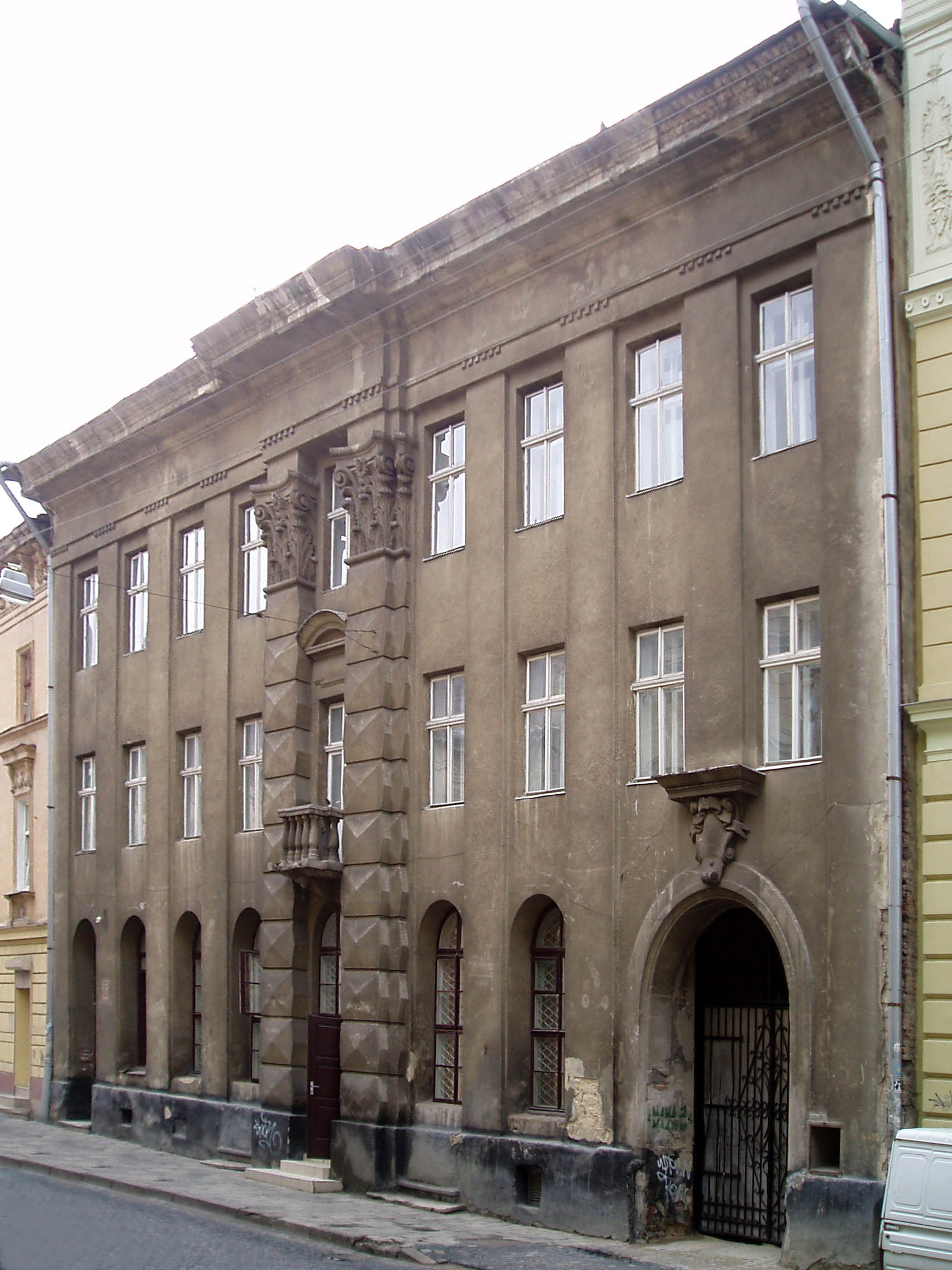
Будинок видавництва та друкарні часопису «Wiek Nowy», архітектор Євген Червінський, 1924 р.
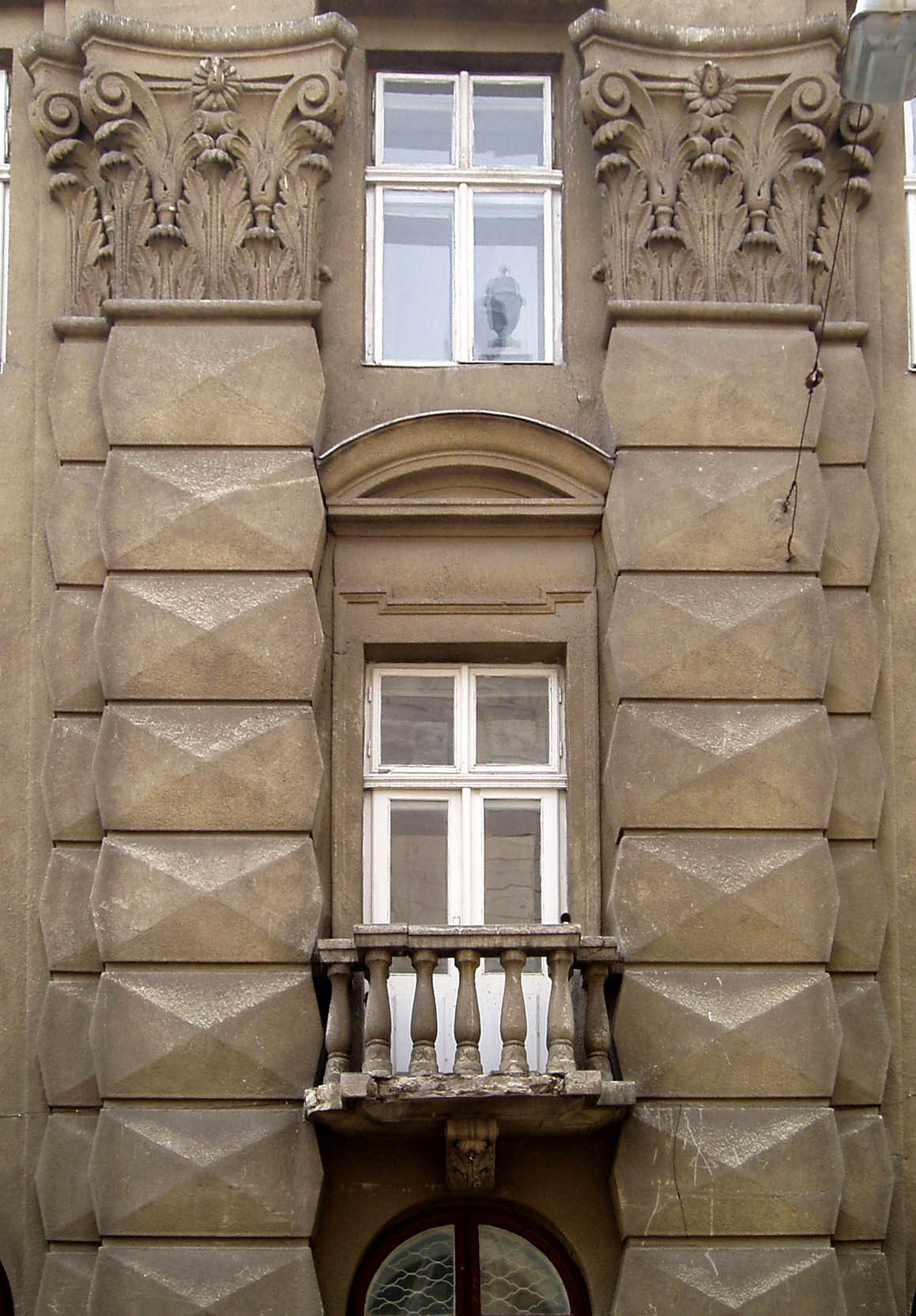
Будинок часопису «Wiek Nowy» (фрагмент)
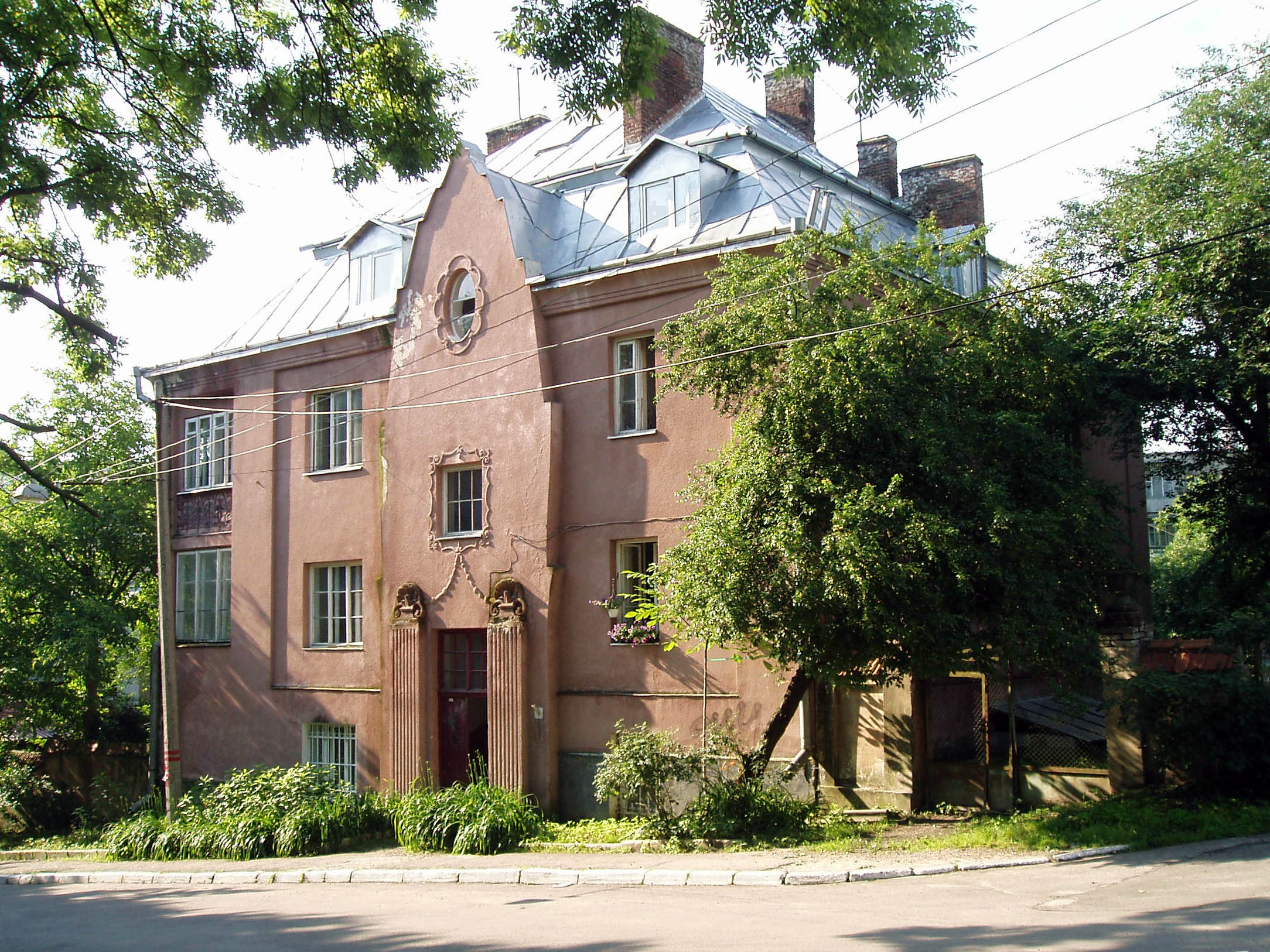
Вілла на вулиці Карманського, 8 у Львові, архітектор Ян Новорита, 1923.
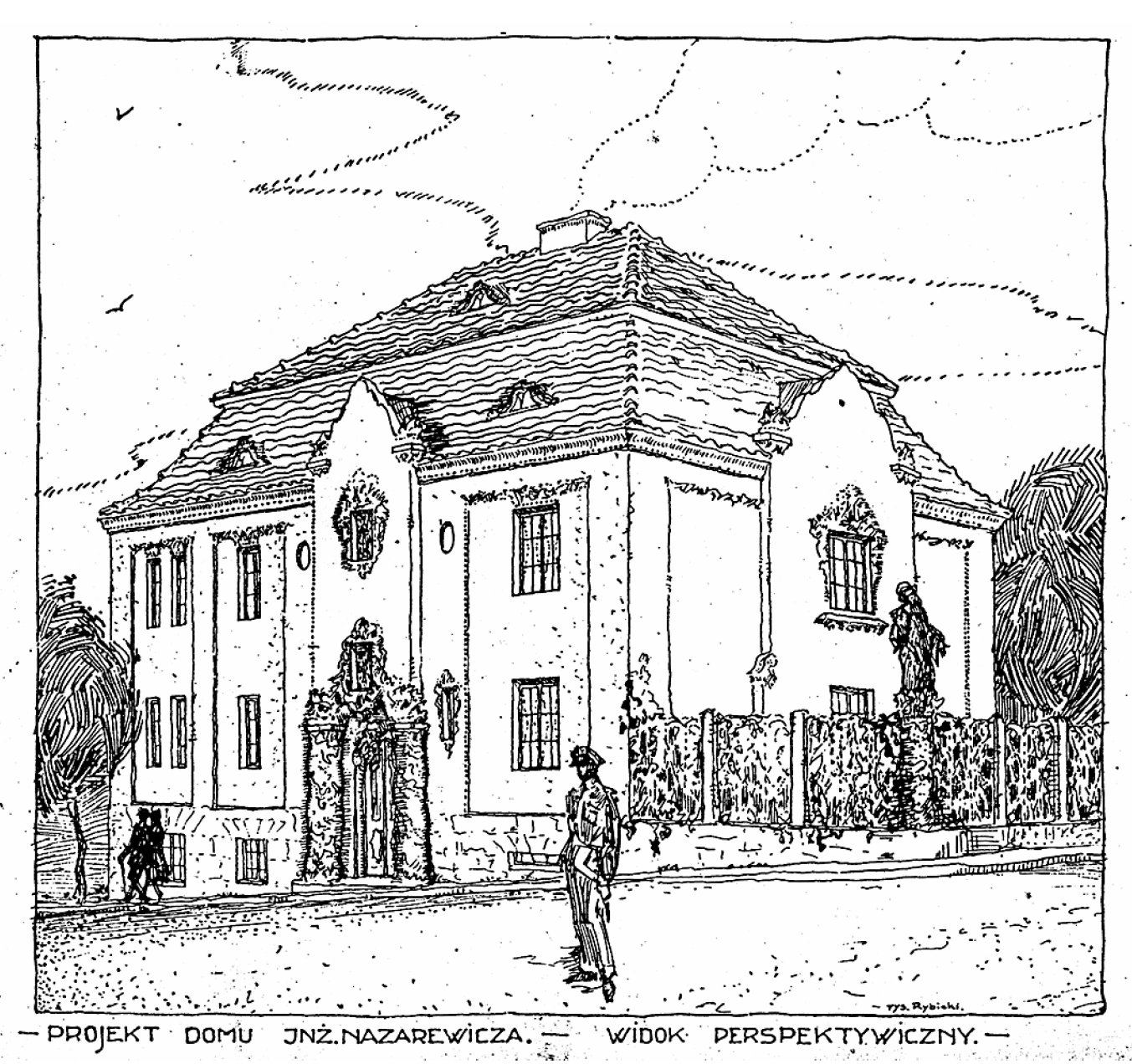
Проєкт будинку на вулиці Франка у Львові (нереалізований), архітектор Ян Новорита
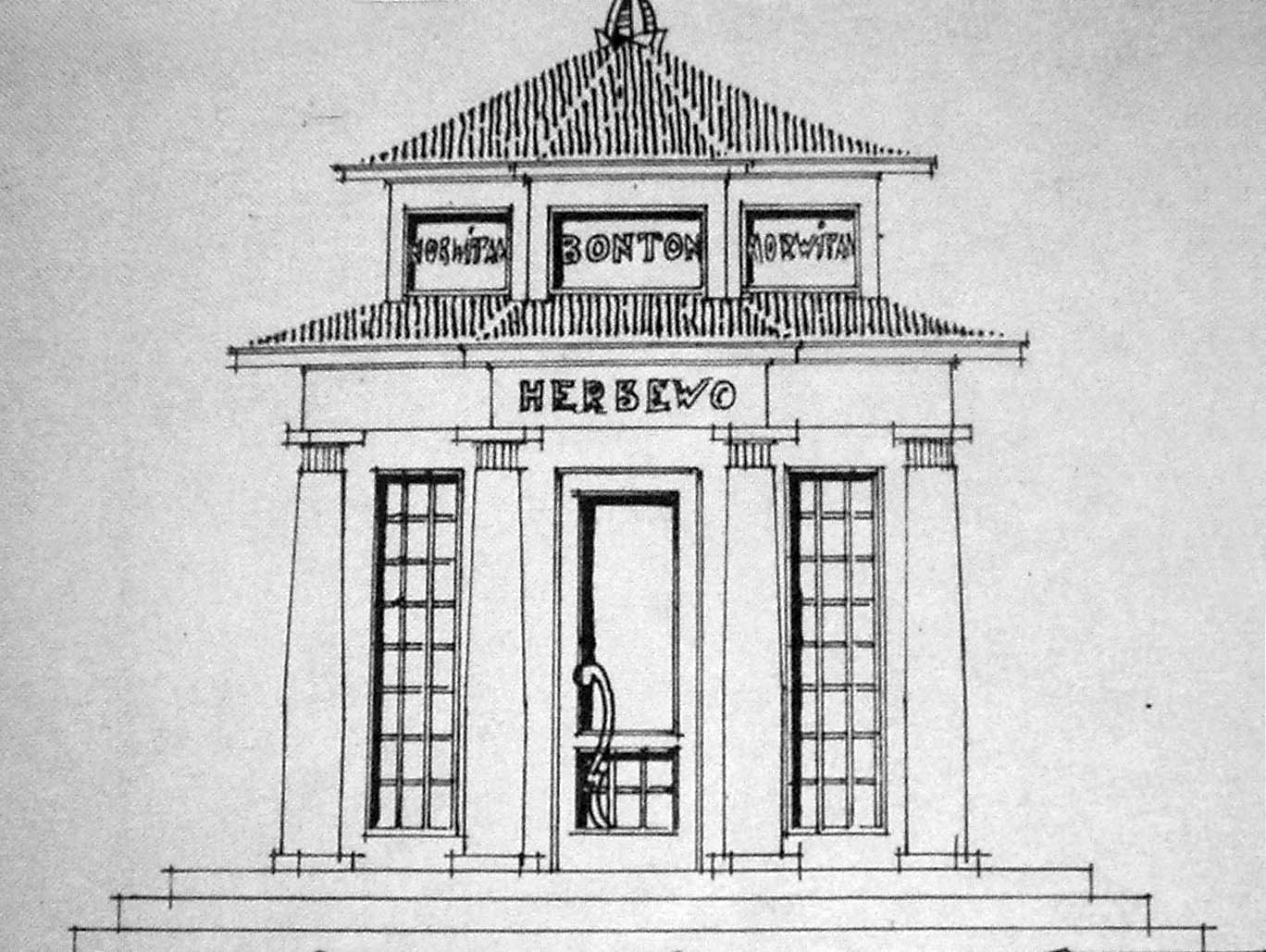
Проєкт кіоску цигаркової фабрики "Hebrewo" (1925) зі Східних торгів у Стрийському парку, архітектор Ян Новорита
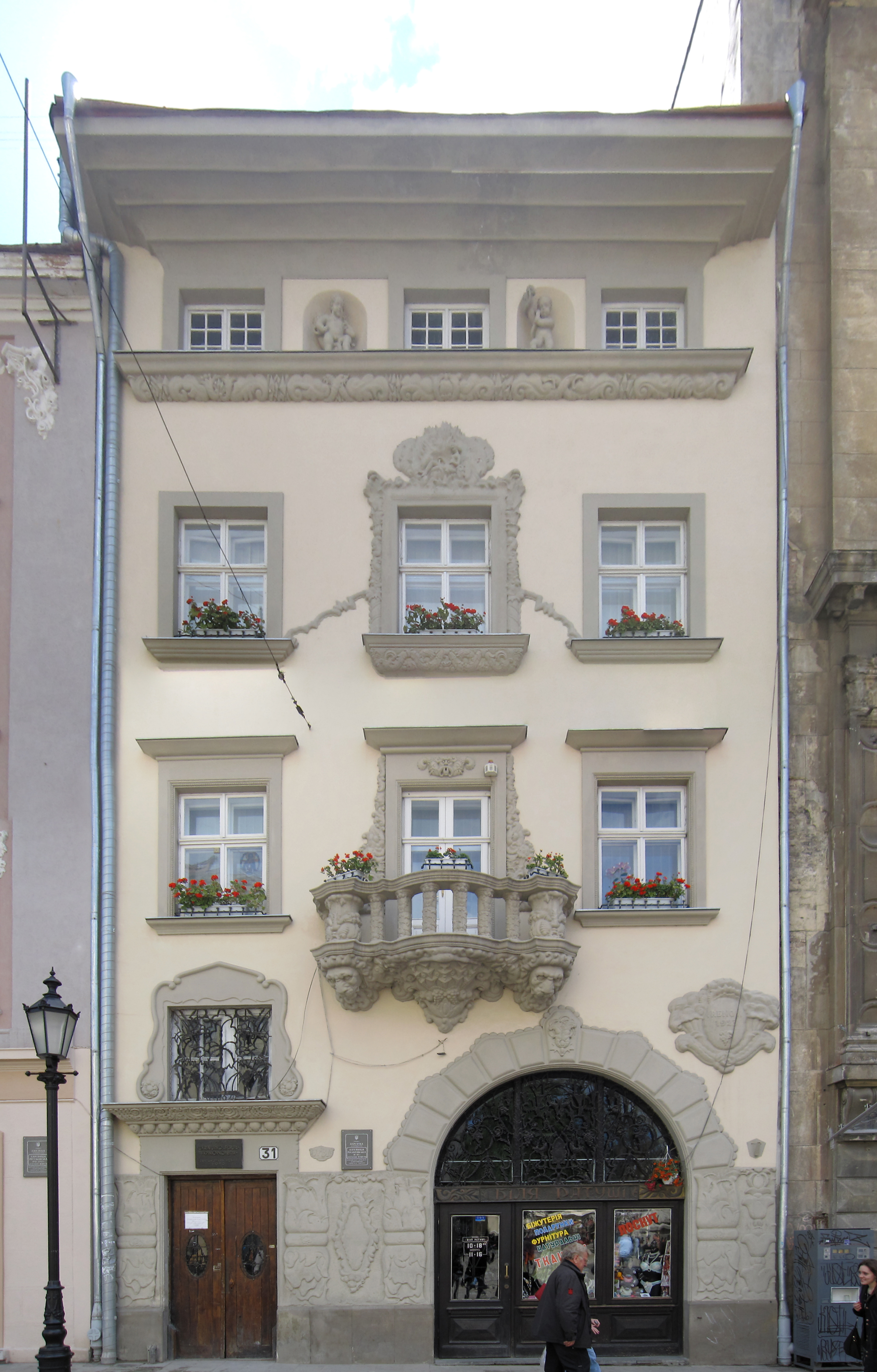
Будинок Мазанчова на головній площі Ринок № 31 у Львові, відреставрований у 1923 році Броніславом Віктором, скульптурні роботи виконані Зиґмундом Курчинським.
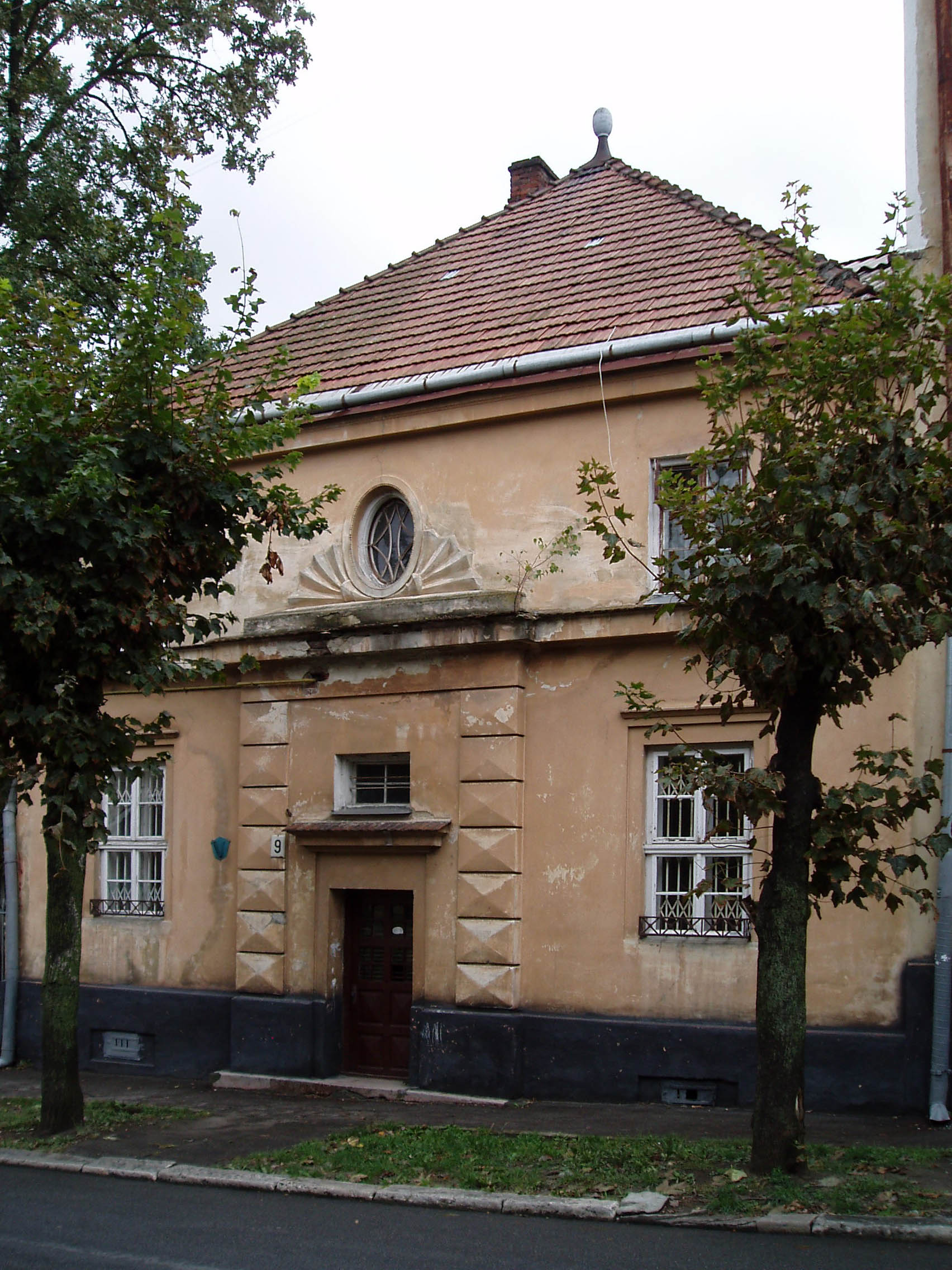
Житловий будинок авторства архітектора Олександера Пежанського, 1927-1929

### Франція

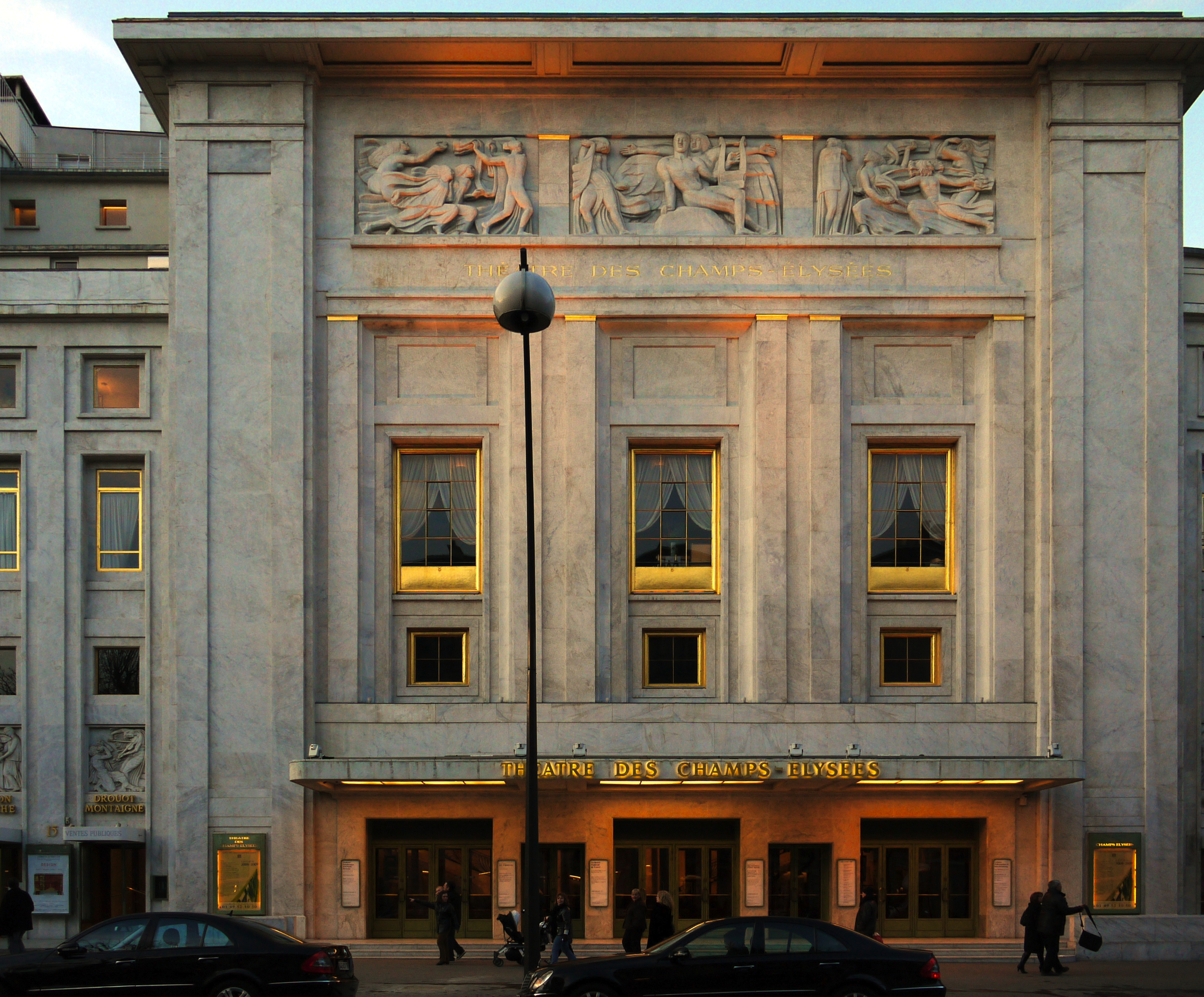
Фасад, театру Єлисейських полів (1910–13)
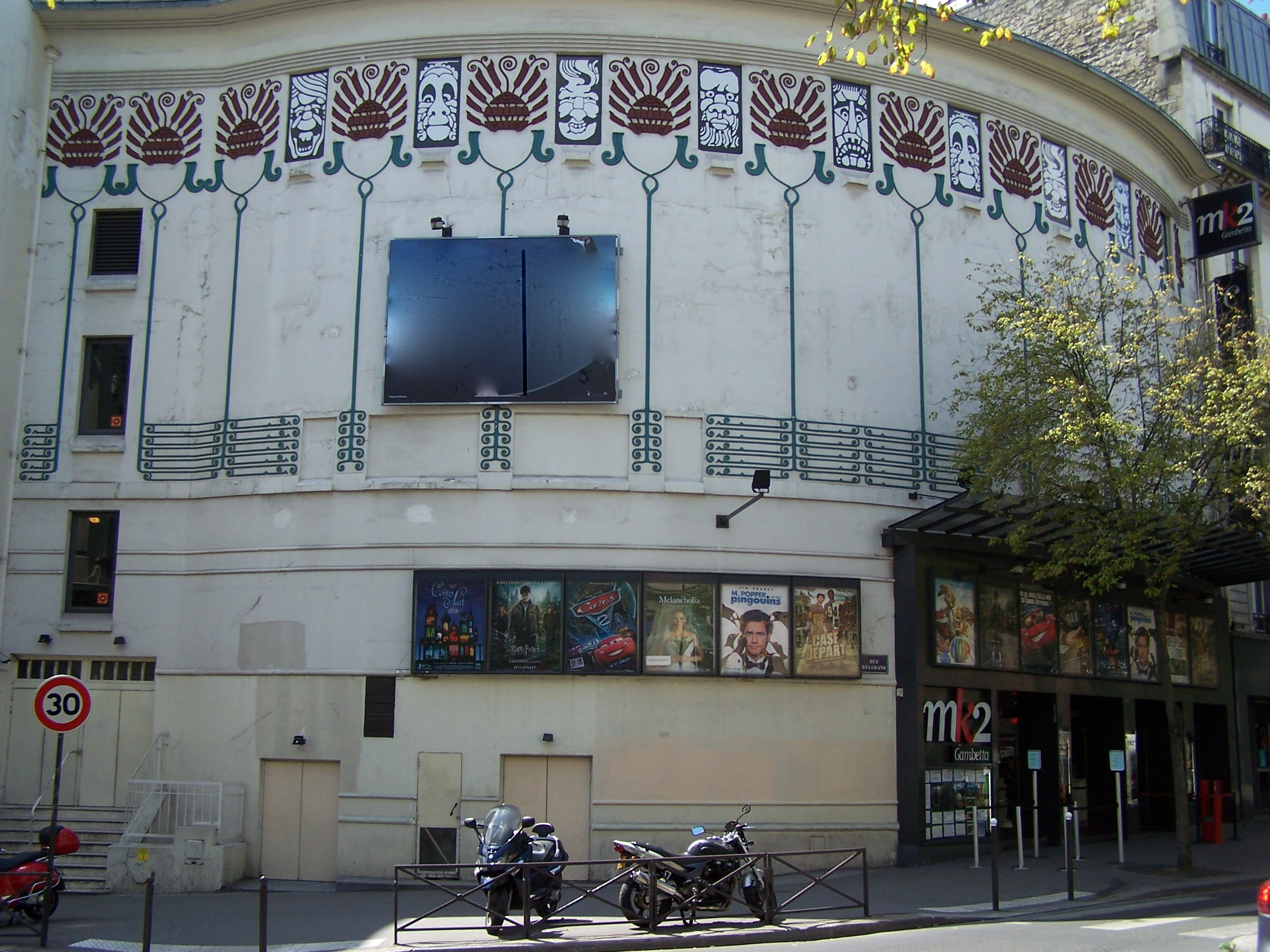
MK-2 кінотеатр Гамбетта, Париж (1920)
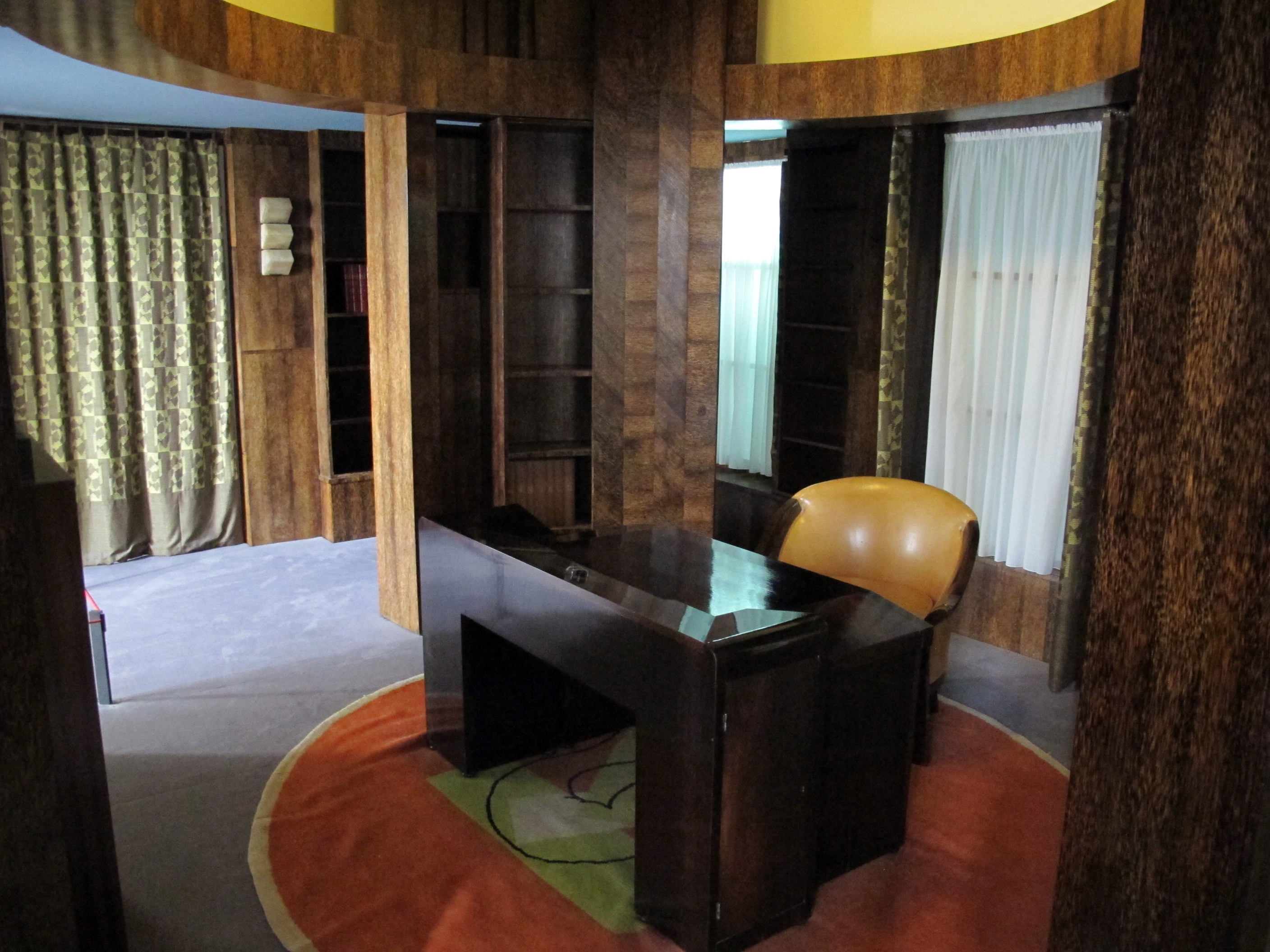
Офіс французького посла на виставці декоративного мистецтва, 1925 р., дизайнер П'єр Шарло
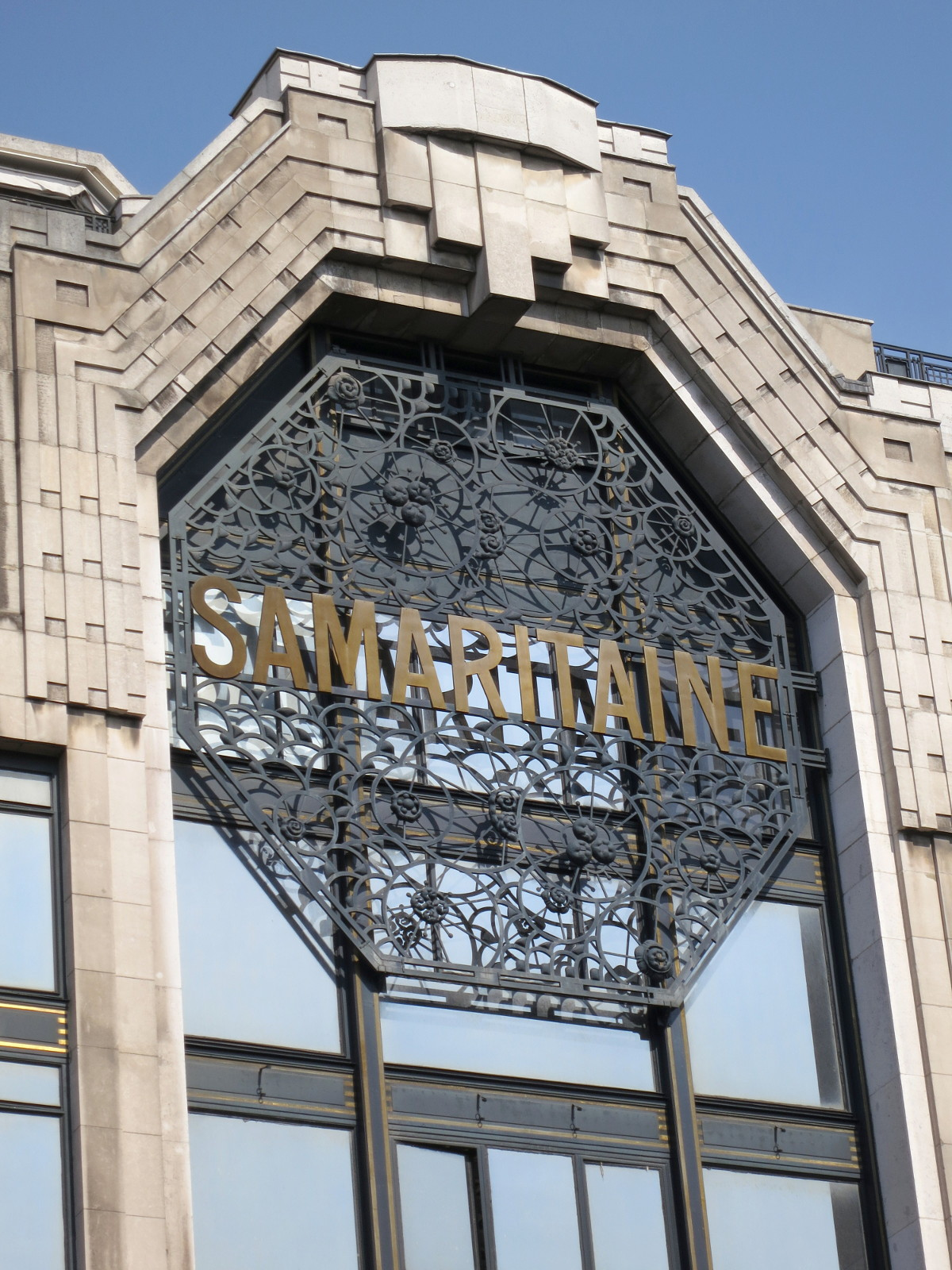
Фасад універмагу "Самаритянка" (1926–28)

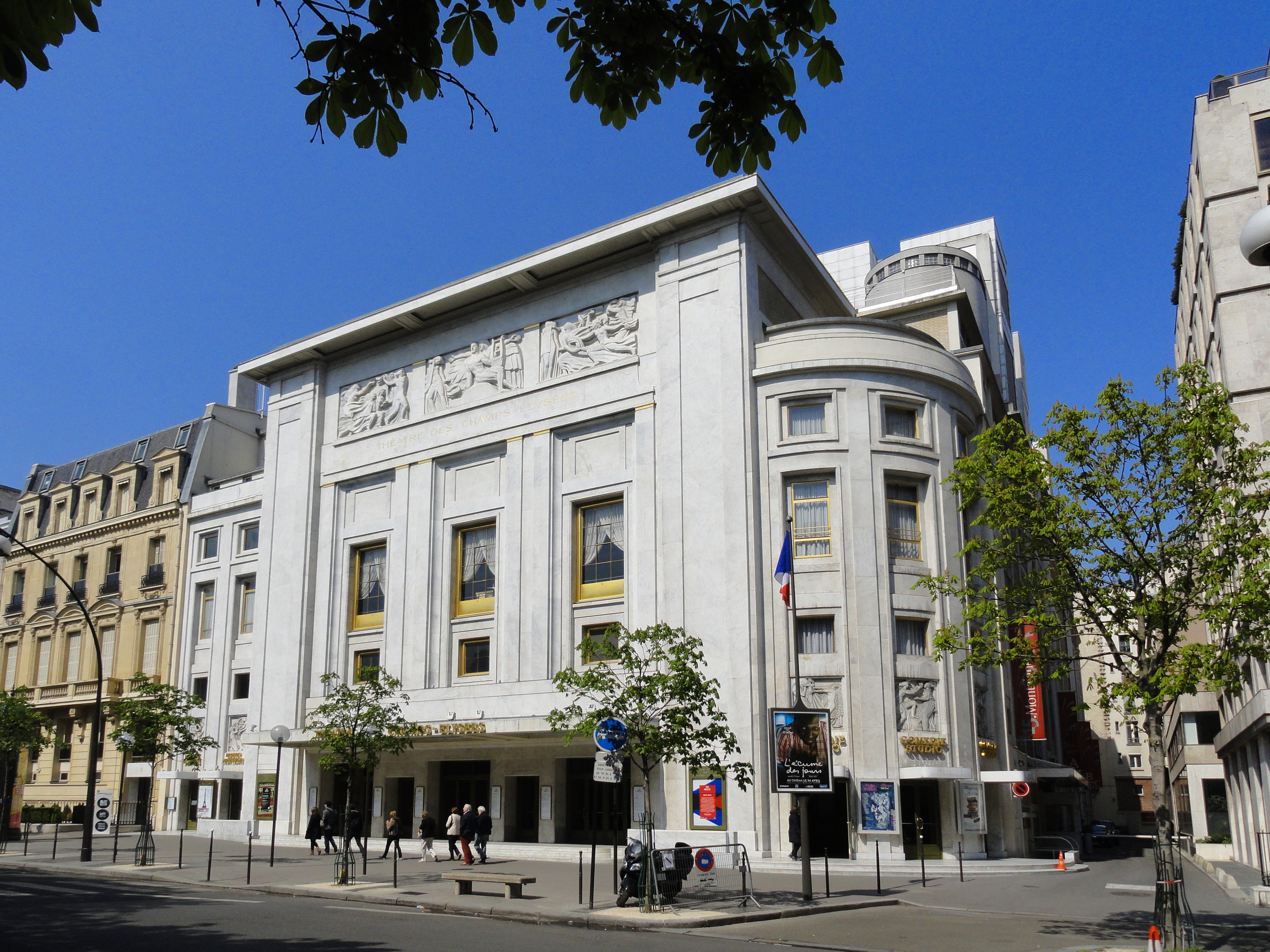
Театр Єлисейських полів, Париж
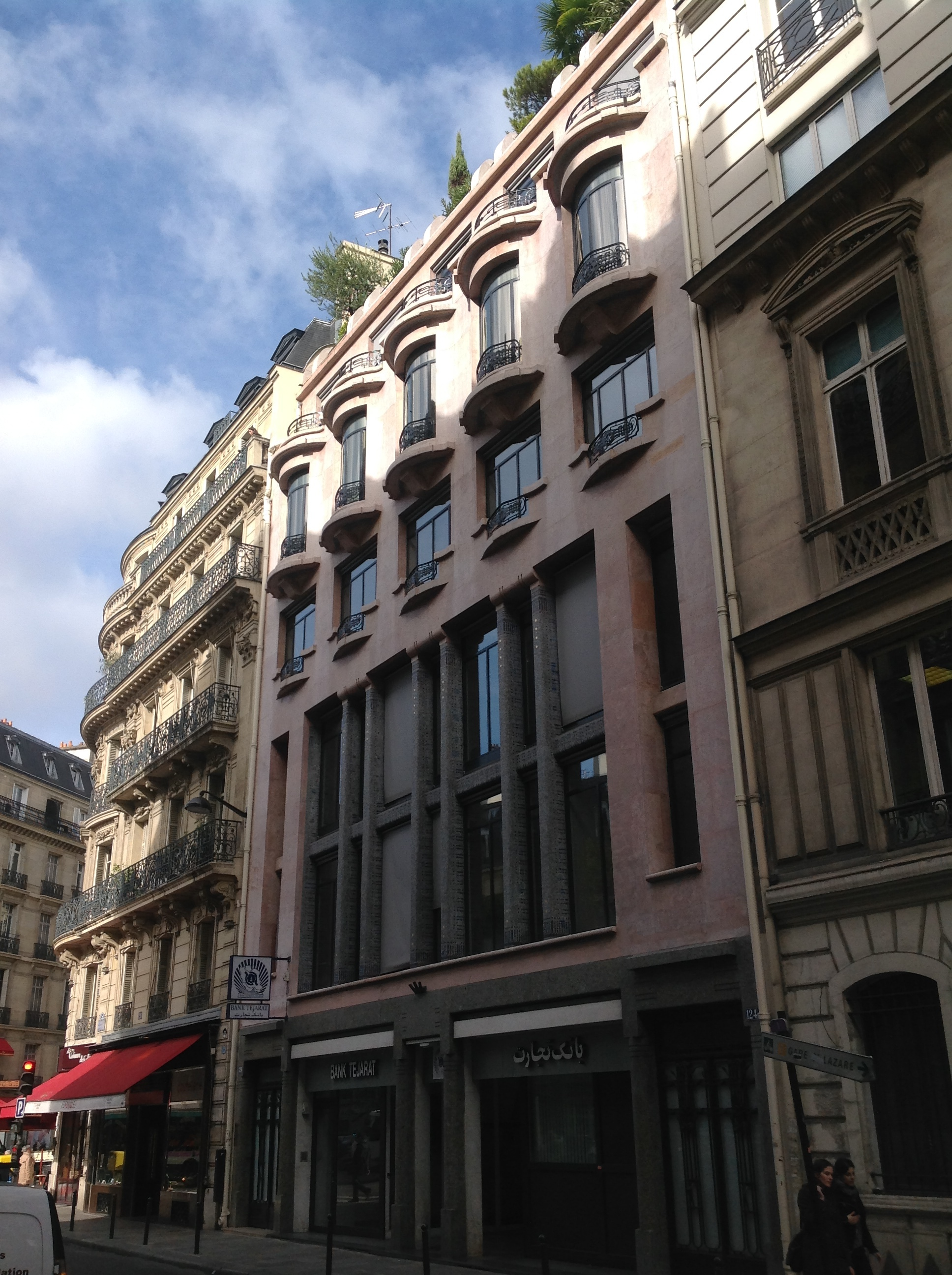
Будинок Мажореля, Париж (1912-1914)
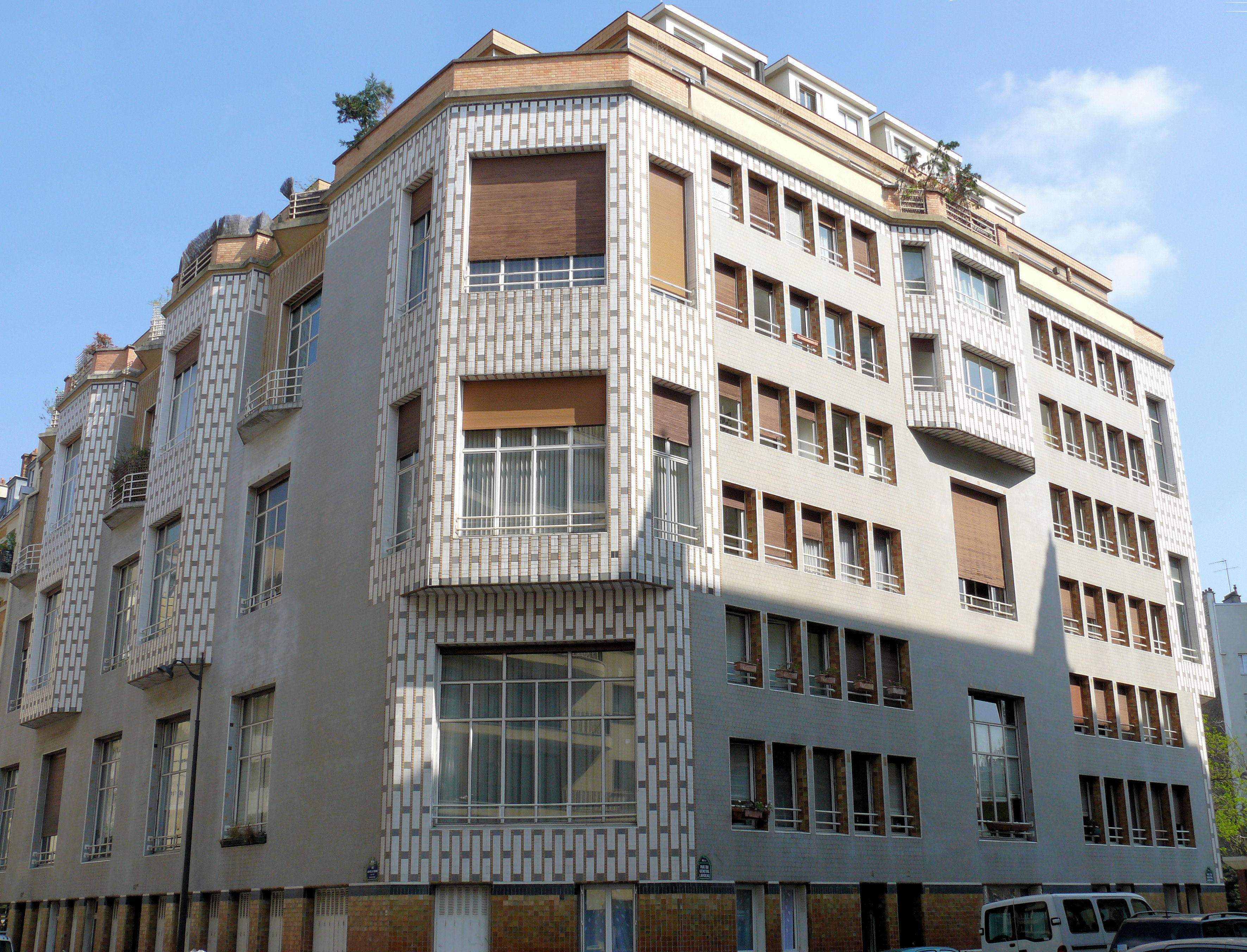
Студія, 16-ий район Парижа (1926)
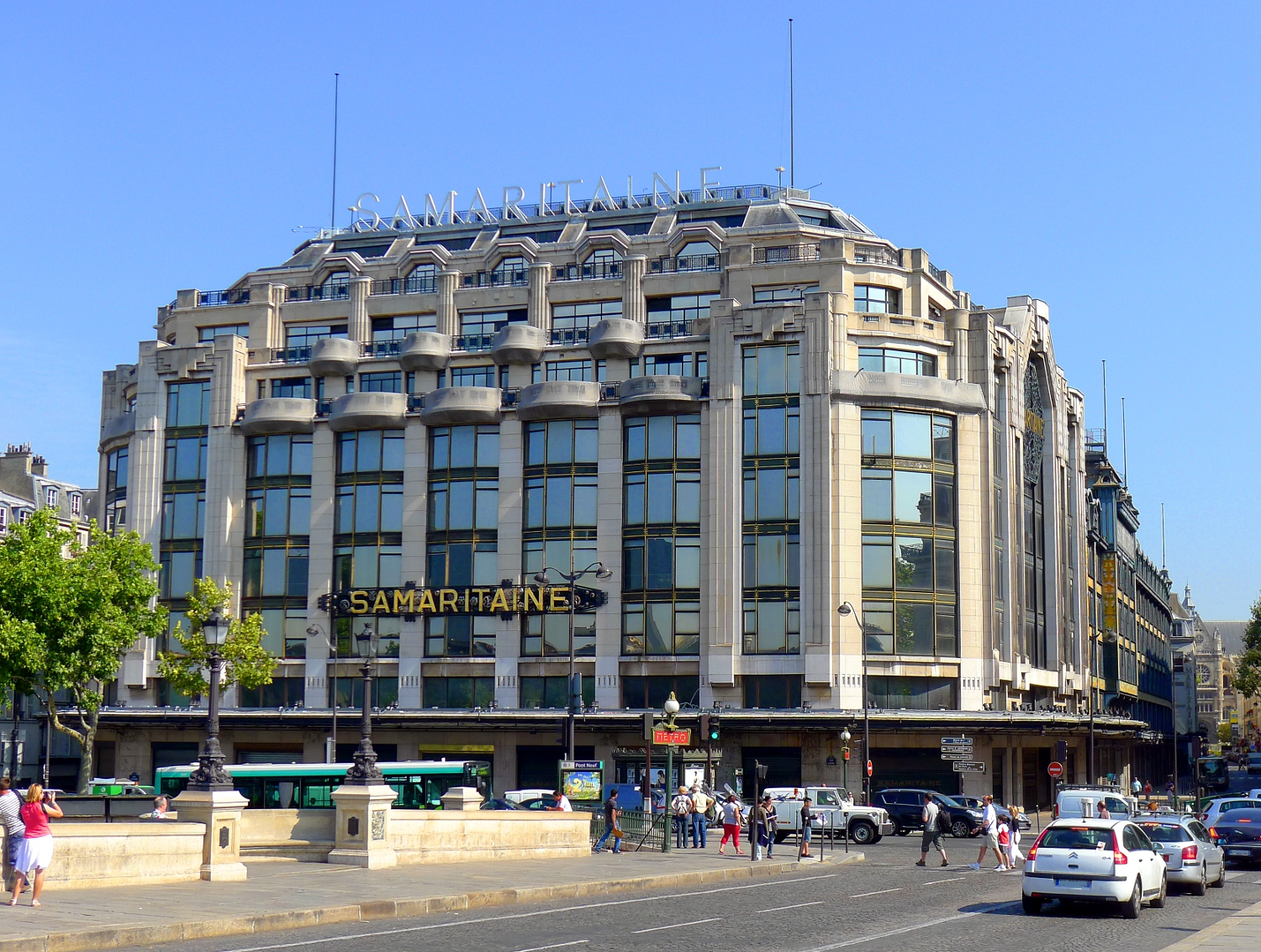
Універмаг "Самаритянка" (1926–28)

### Бельгія

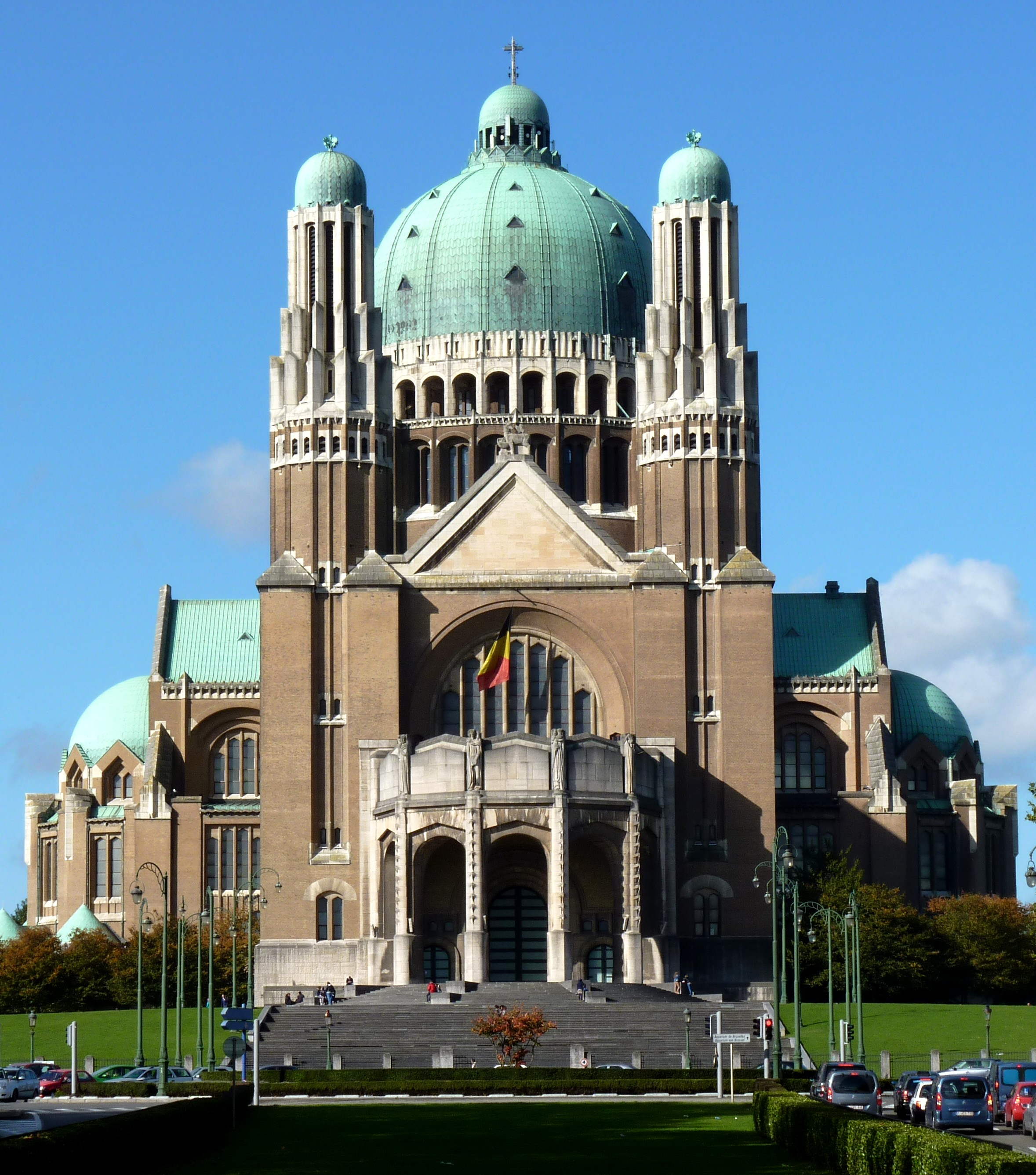
Західний портал базиліки святого серця, Кьокельберг
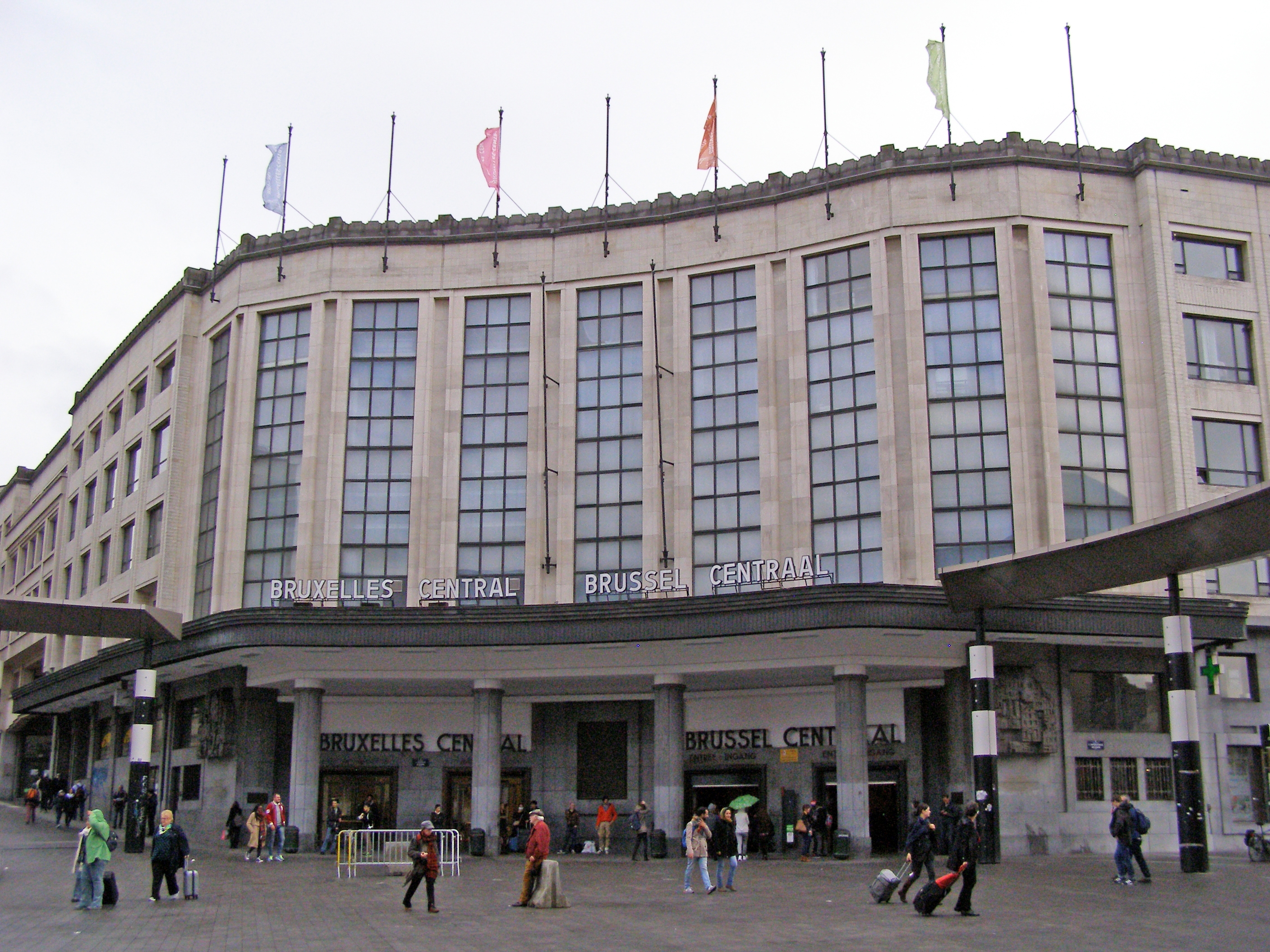
Центральний вхід брюссельського центрального вокзалу
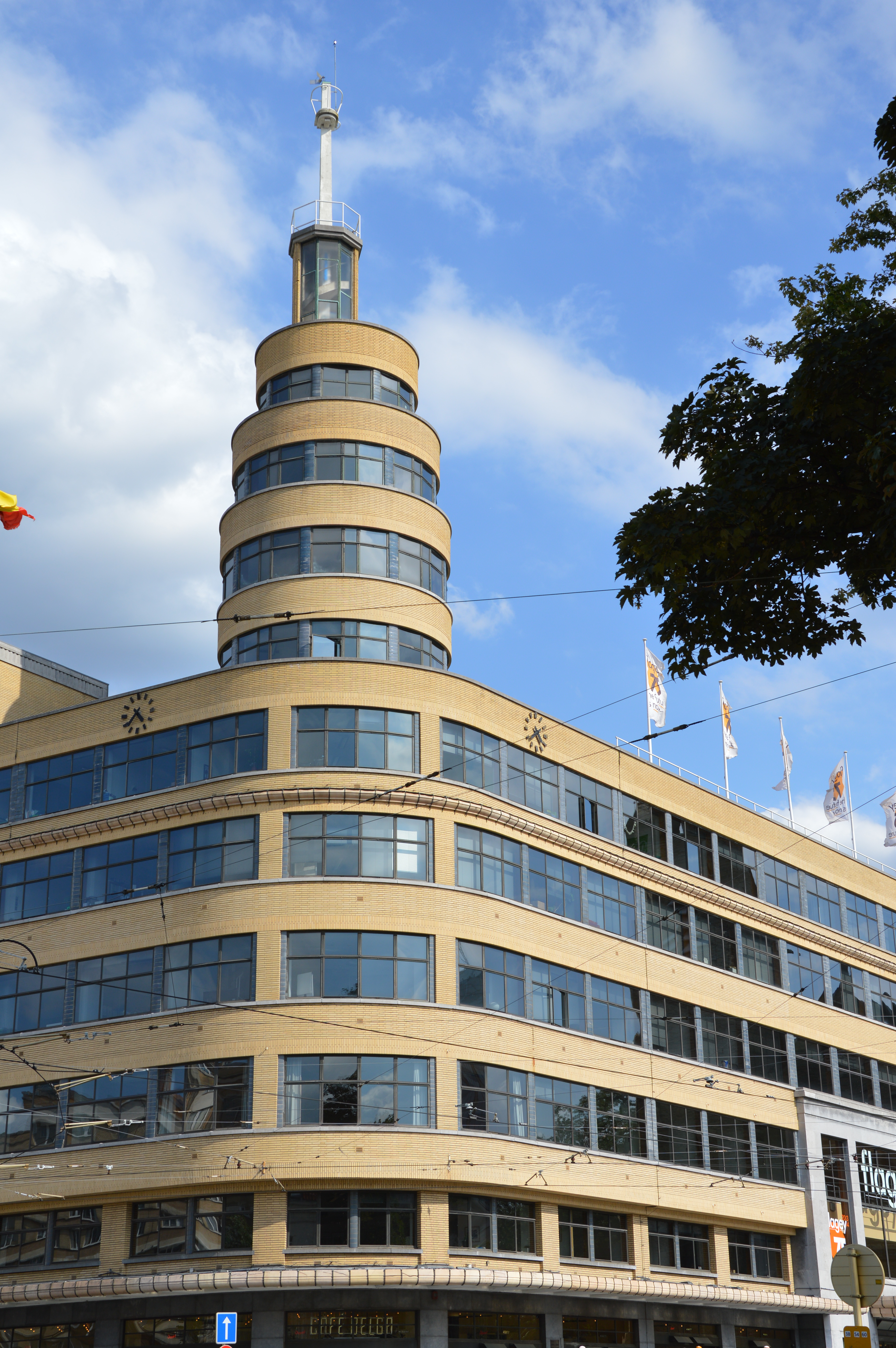
Колишній національний радіоінститут на площі Флаге

### СРСР

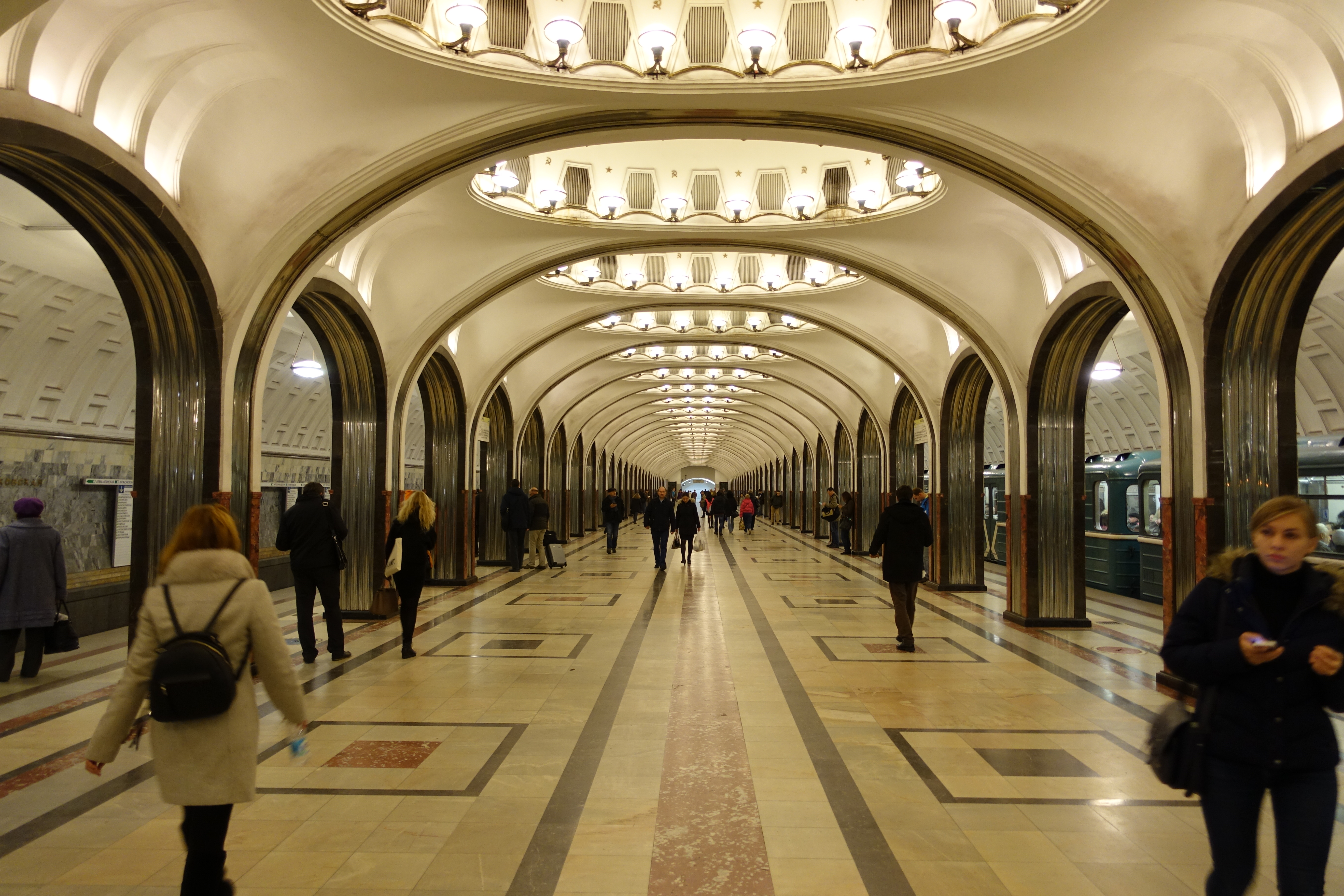
Станція метро Маяковська (1938)
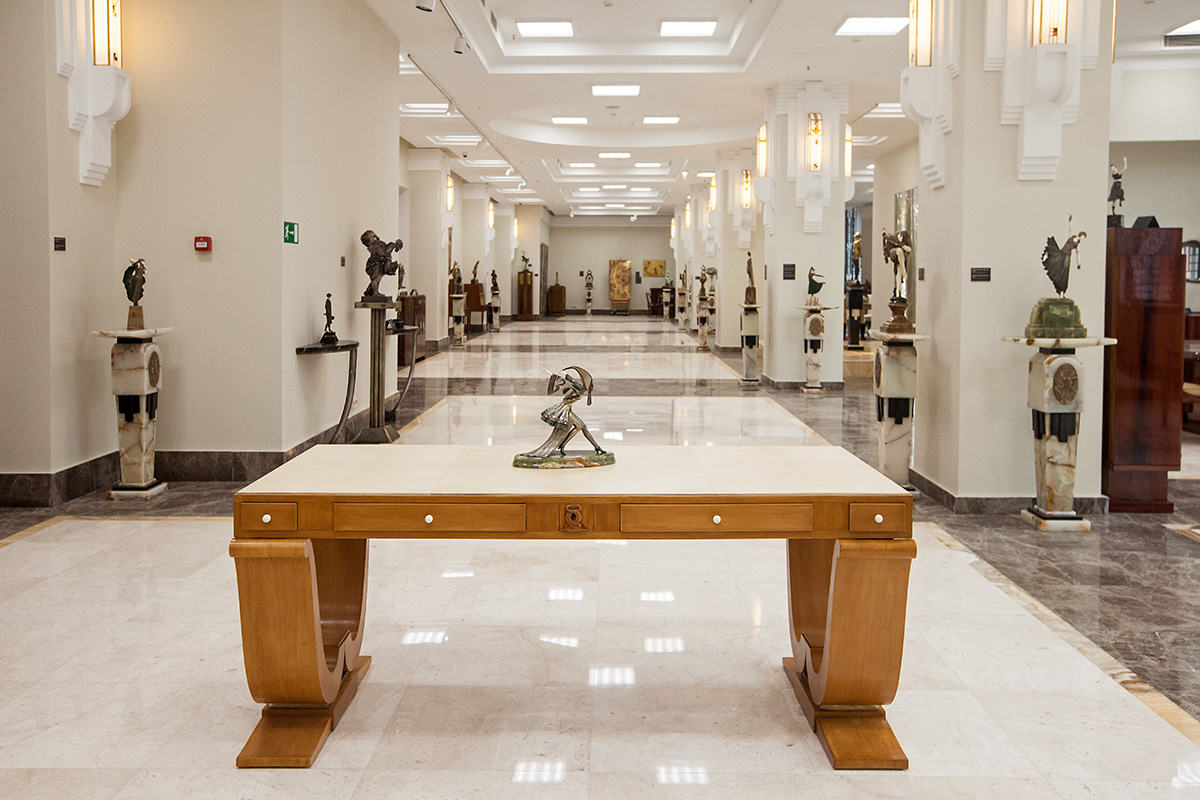
Музей ар-деко у Москві

## Галерея

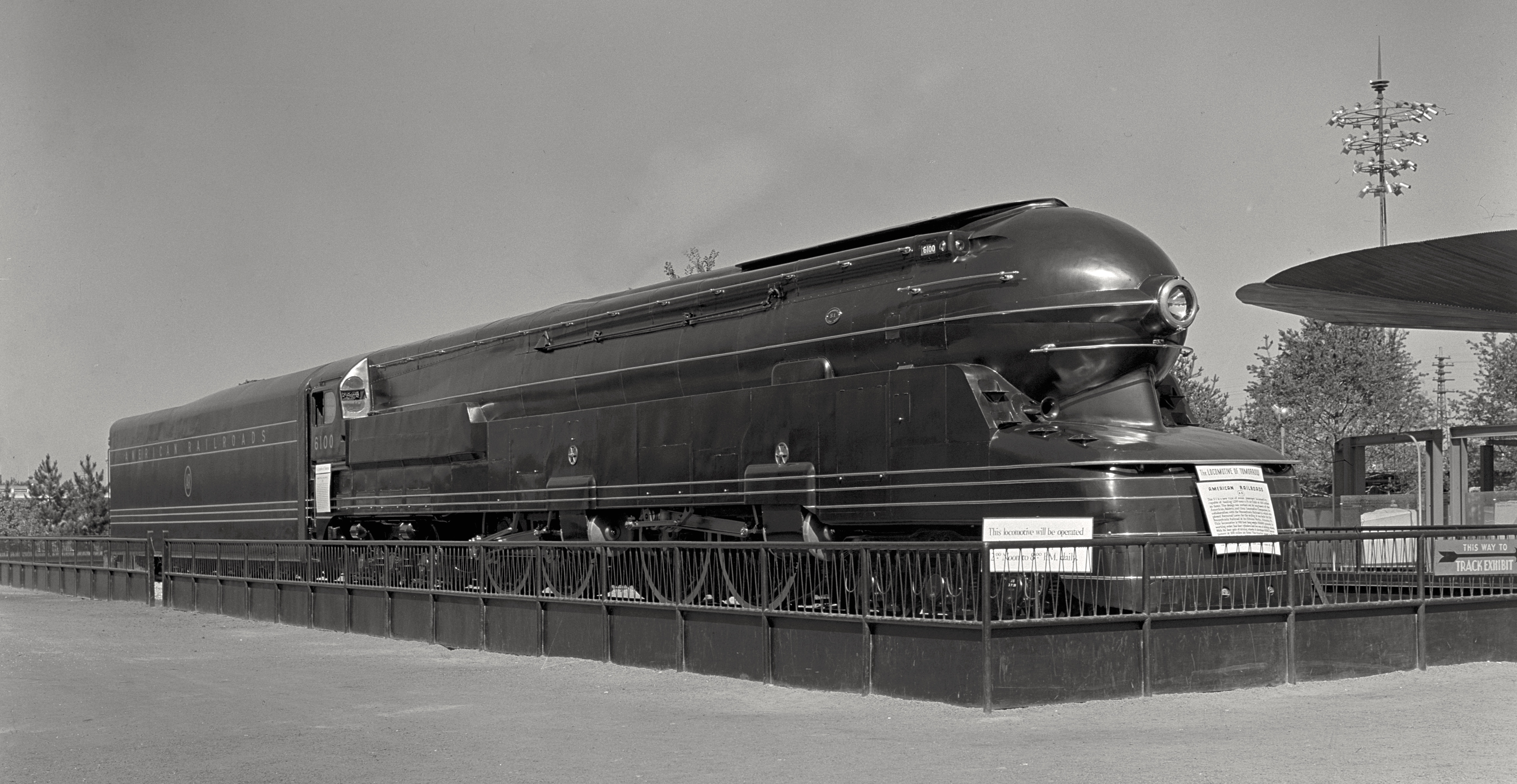
Pennsylvania RR's S-1 locomotive, designed by Raymond Loewy, at the 1939 New York World's Fair
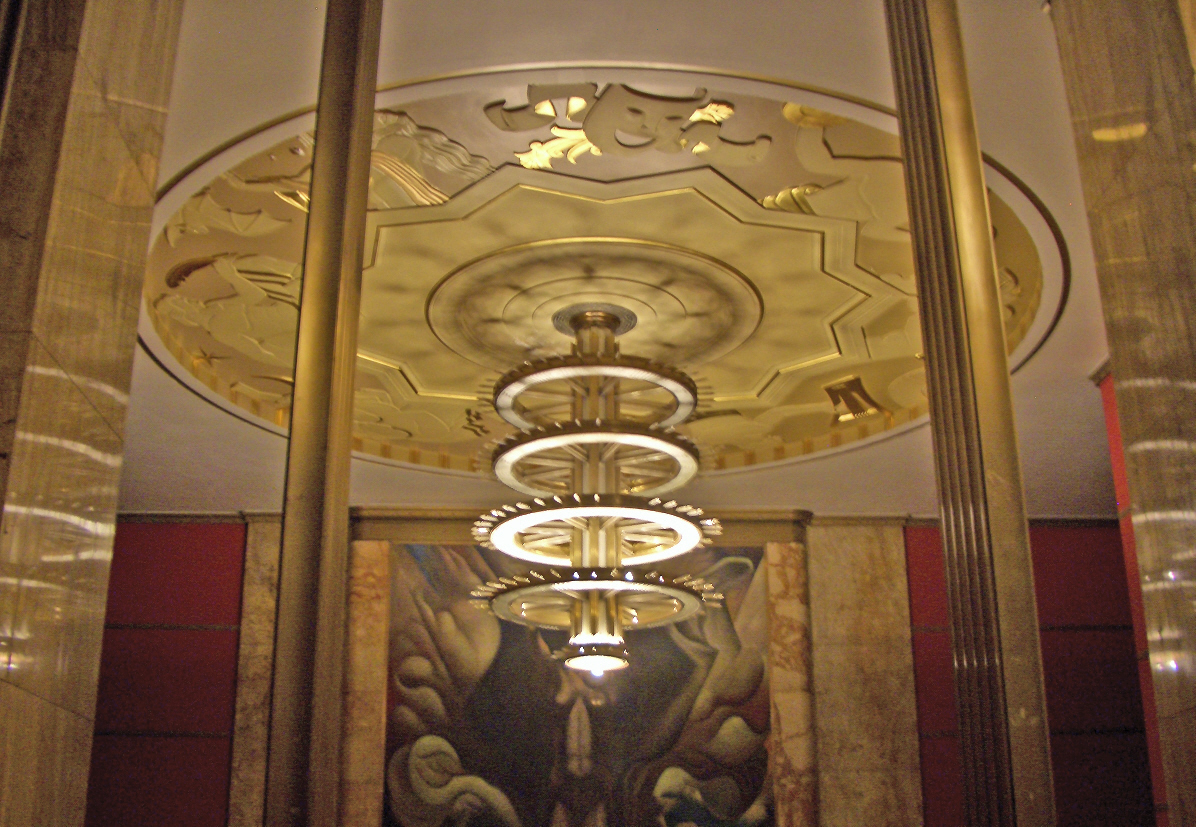
Municipal Auditorium of Kansas City, Missouri: Hoit Price & Barnes, and Gentry, Voskamp & Neville, 1935
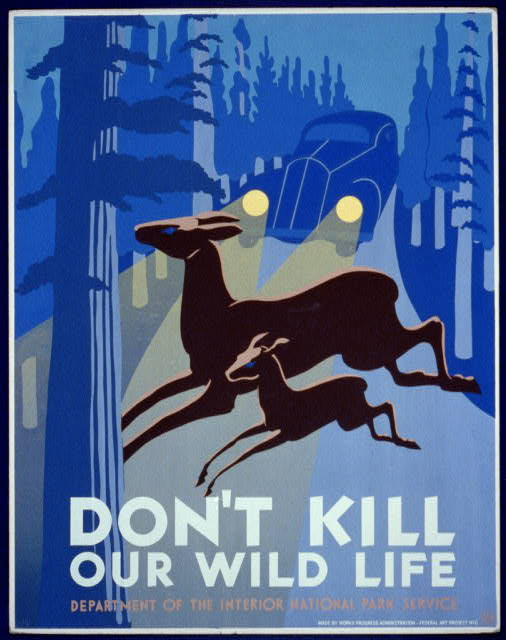
U.S. Works Progress Administration poster, John Wagner, artist, ca. 1940
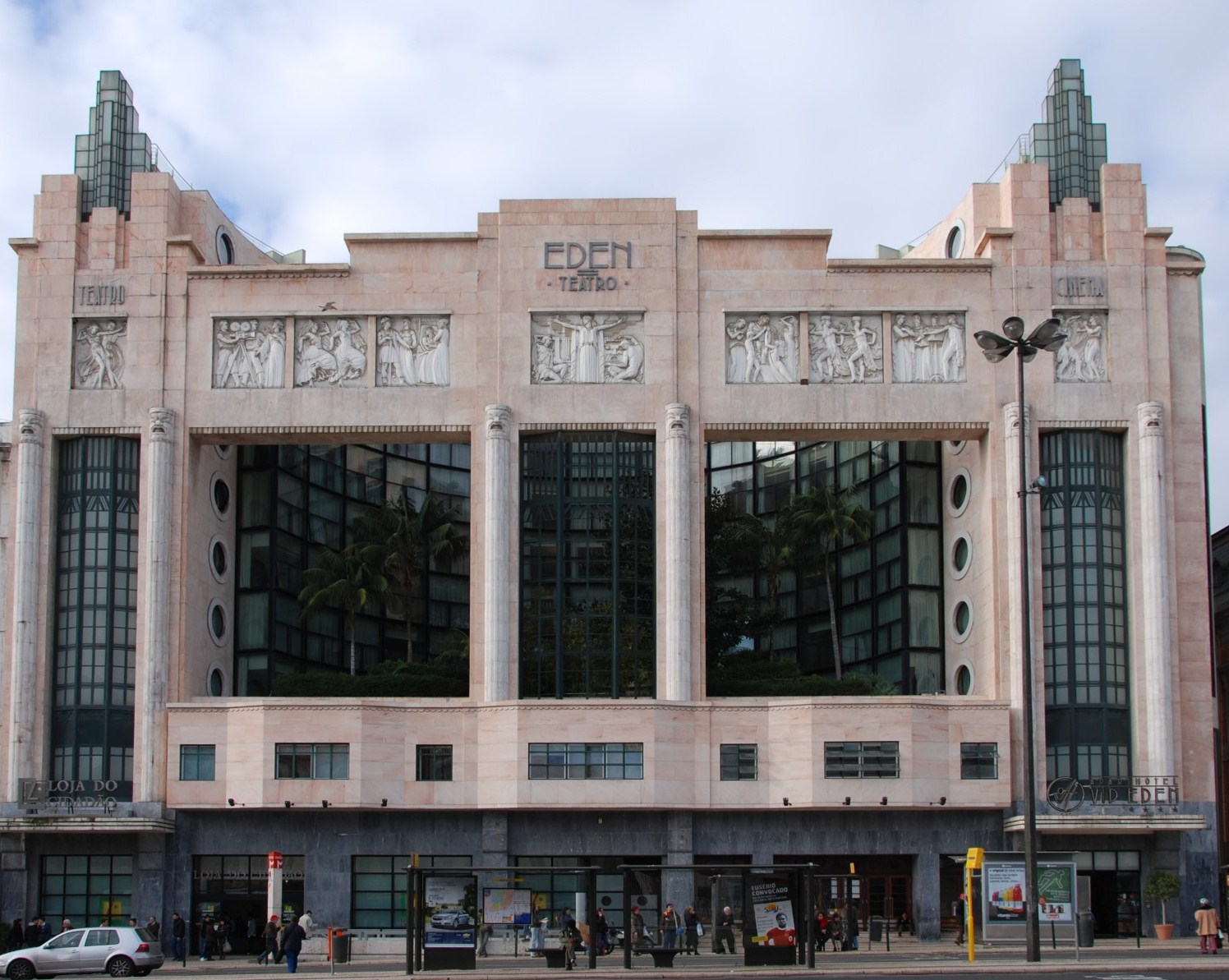
Former Teatro Eden, now Aparthotel Vip Eden in Lisbon, Portugal: Cassiano Branco and Carlo Florencio Dias, 1931
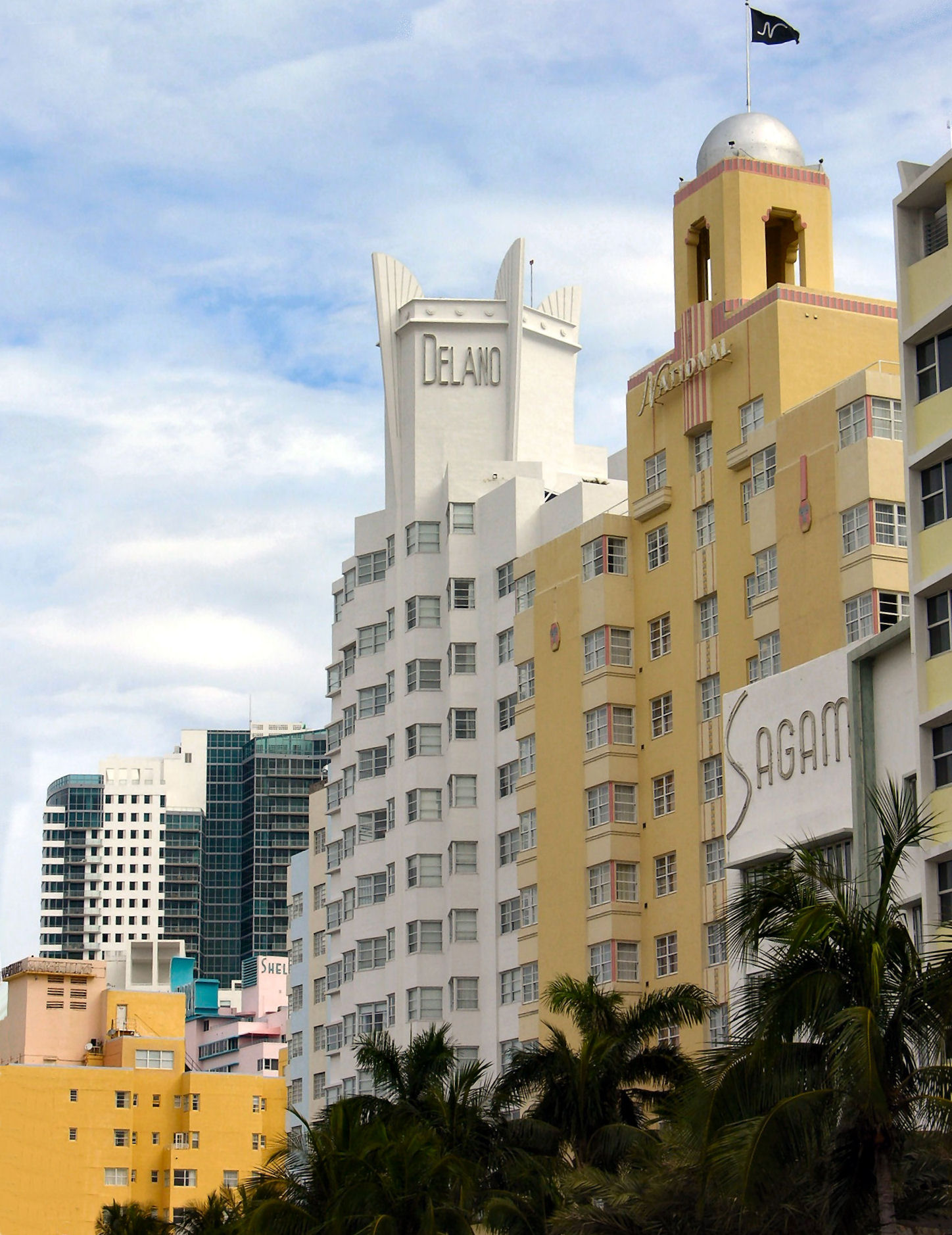
Delano Hotel, 1947 (Robert Swartburg) and National Hotel, 1940 (Roy F. France), Collins Ave., Miami Beach
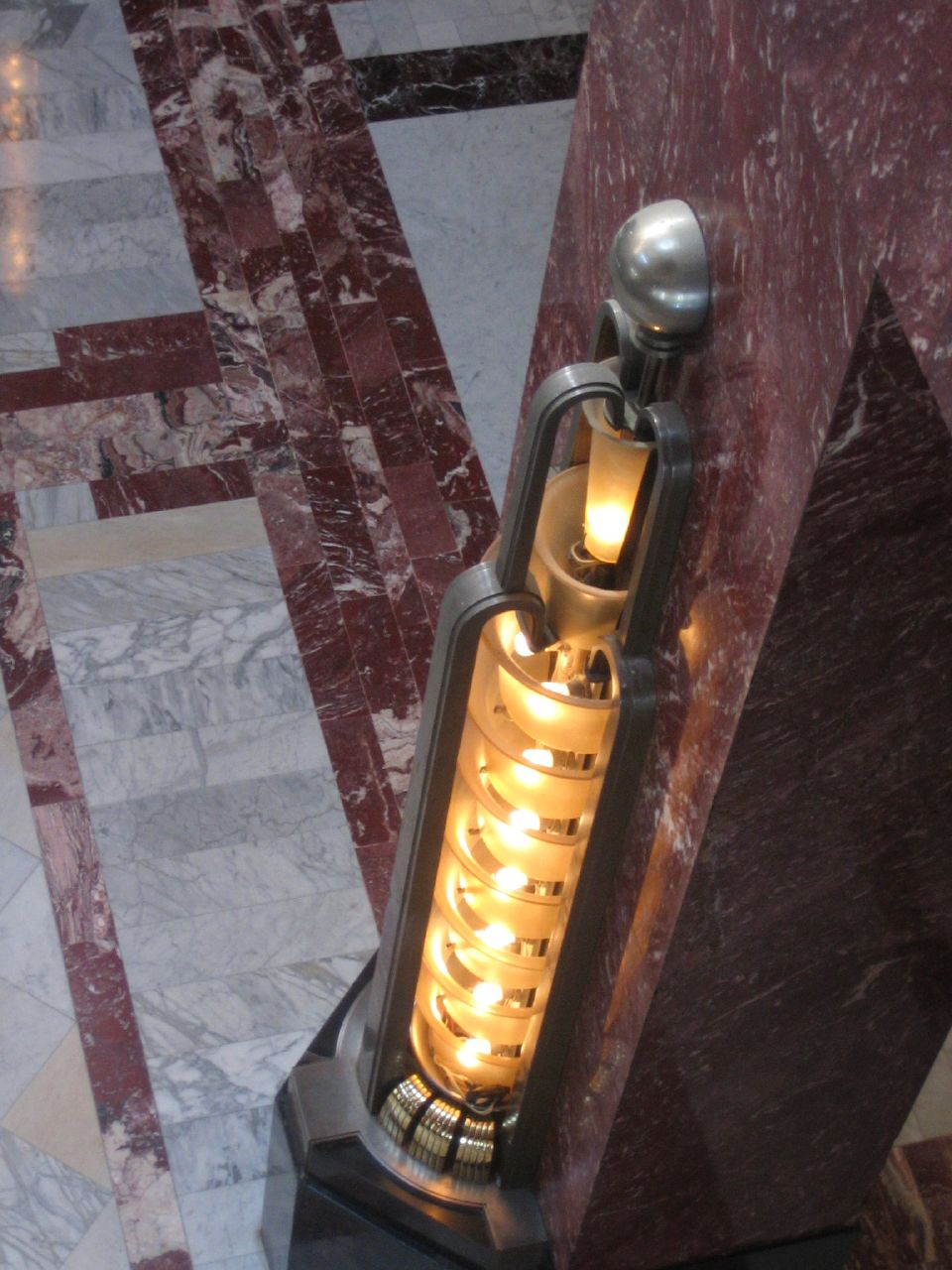
Palacio de Bellas Artes, Mexico City, Federico Mariscal, completed 1934
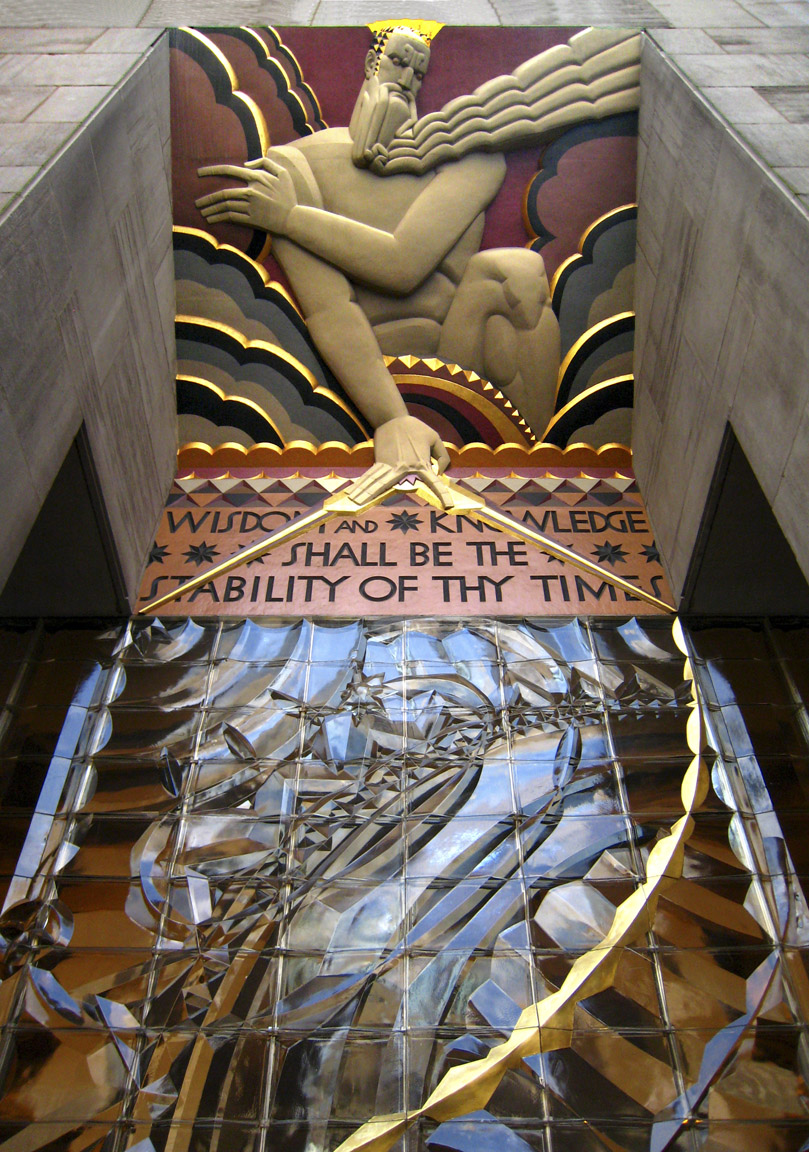
Wisdom, with Light and Sound, 30 Rockefeller Center, NYC: Lee Lawrie, 1933
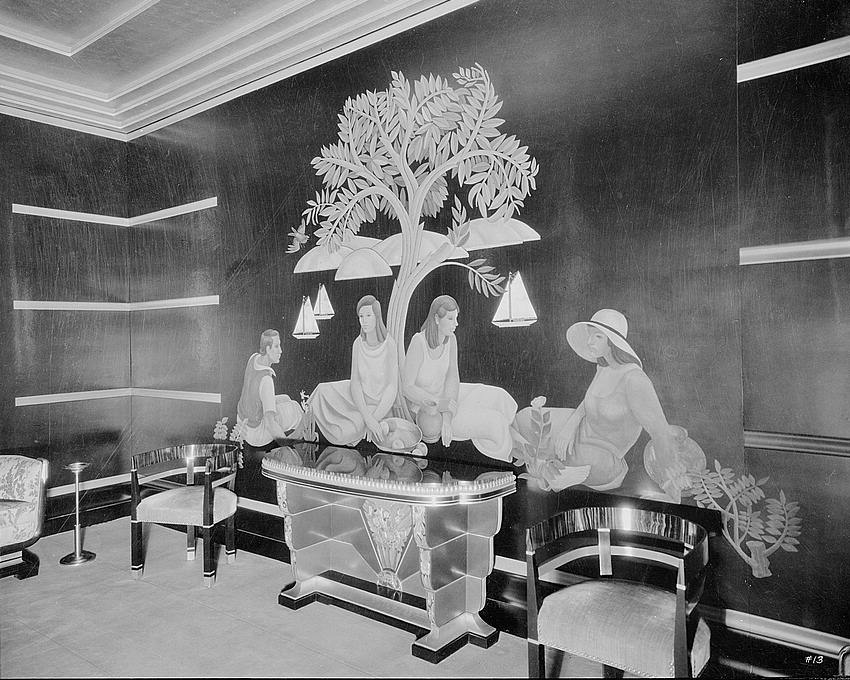
Women's Smoking Room at the Paramount Theatre, Oakland. Timothy L. Pflueger, architect, 1931
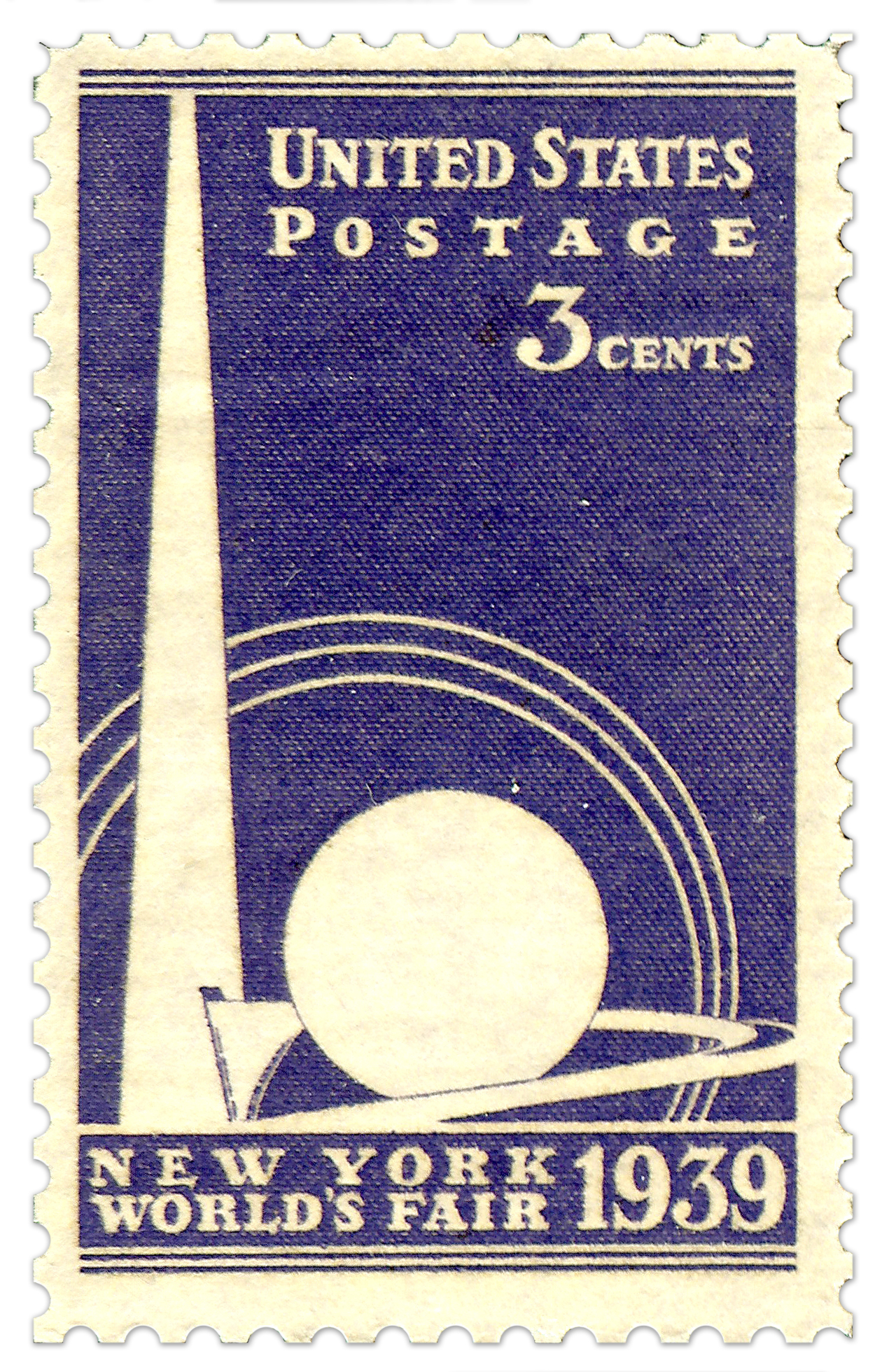
U.S. postage stamp commemorating the 1939 New York World's Fair, 1939
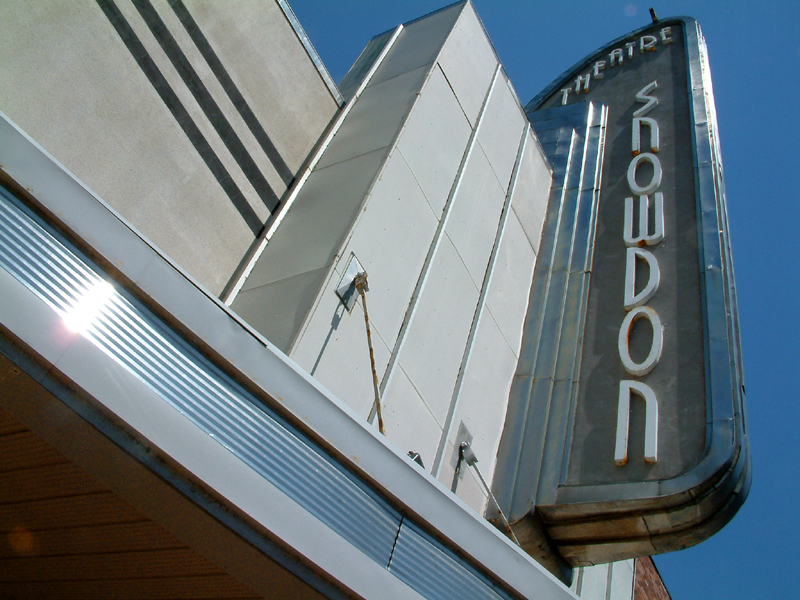
Disused Snowdon Theatre, Montreal, Canada. Opened 1937, closed 1984. Daniel J. Crighton, architect
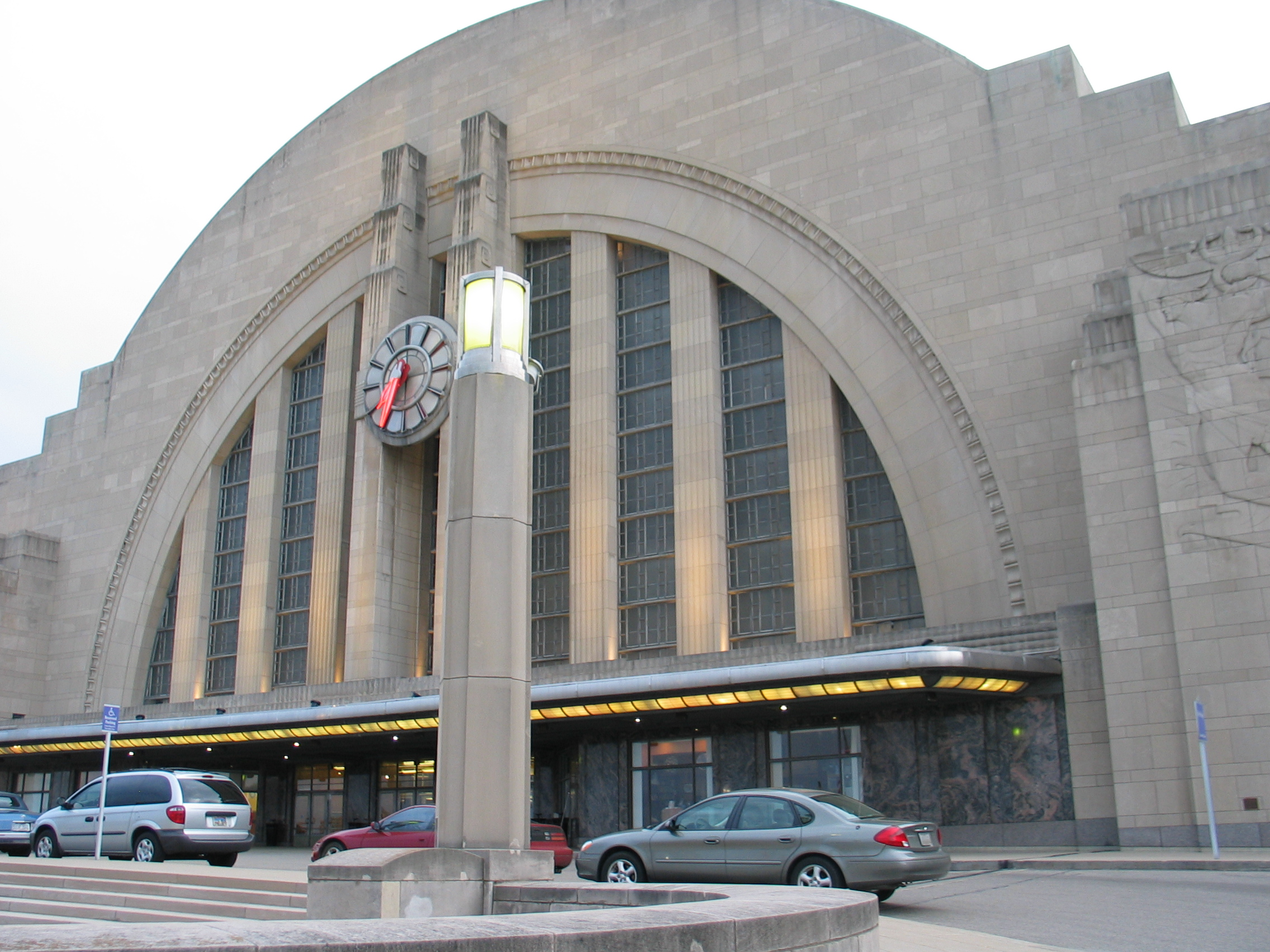
Union Terminal in Cincinnati, Ohio; Paul Philippe Cret, Alfred T. Fellheimer, Steward Wagner, Roland Wank, 1933
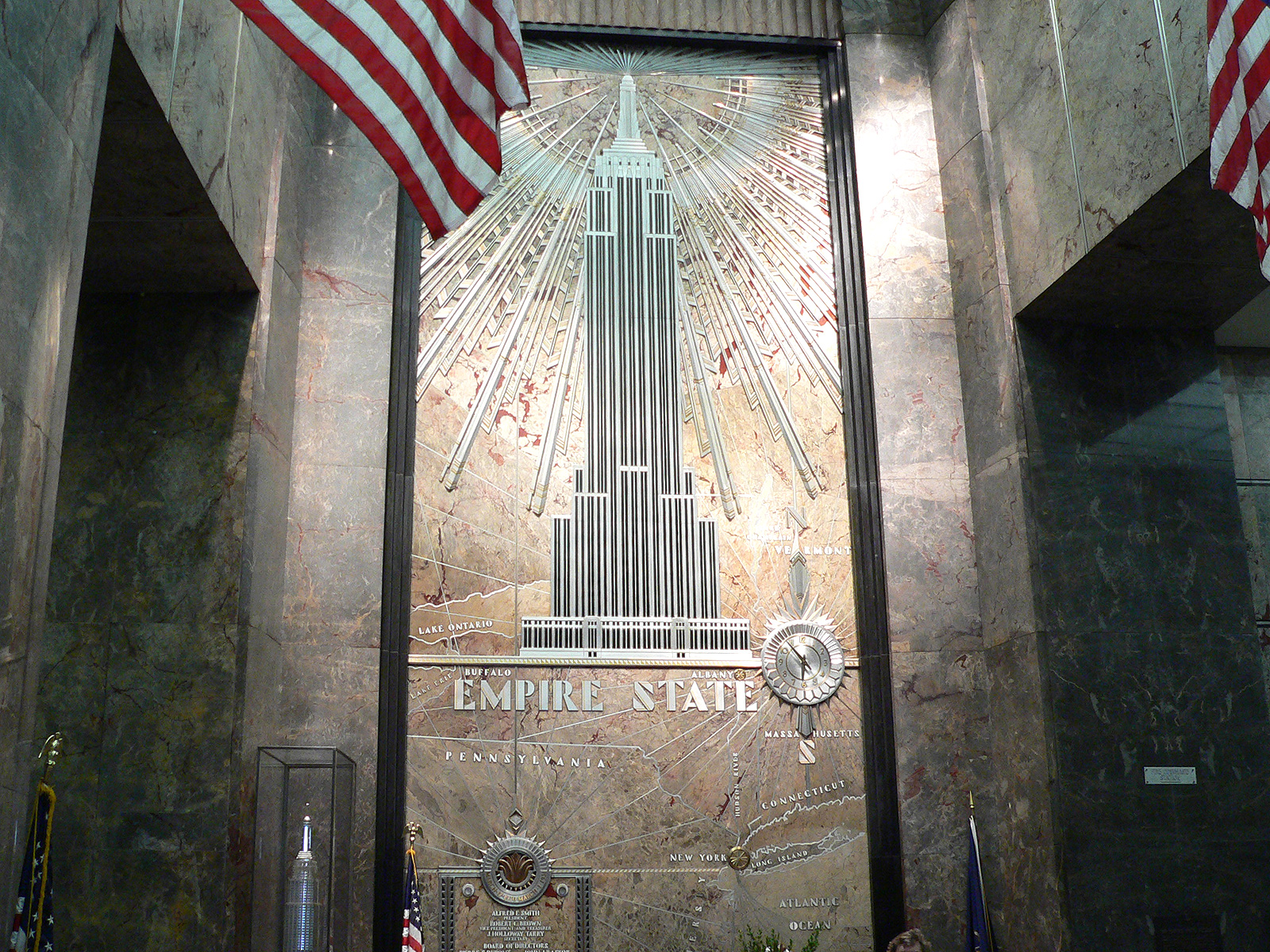
Lobby, Empire State Building, New York City. William F. Lamb, opened 1931
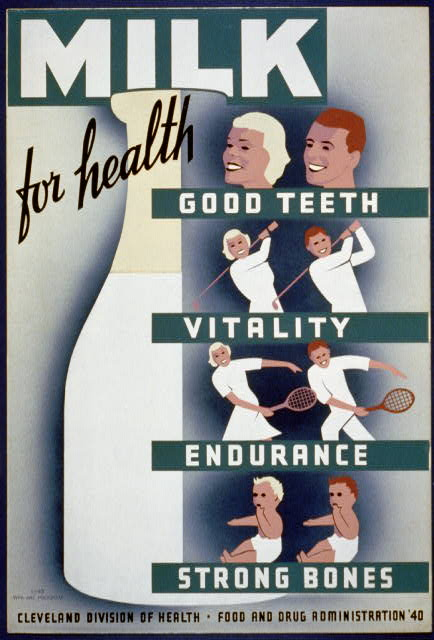
Federal Art Project poster promoting milk drinking in Cleveland, Ohio, 1940
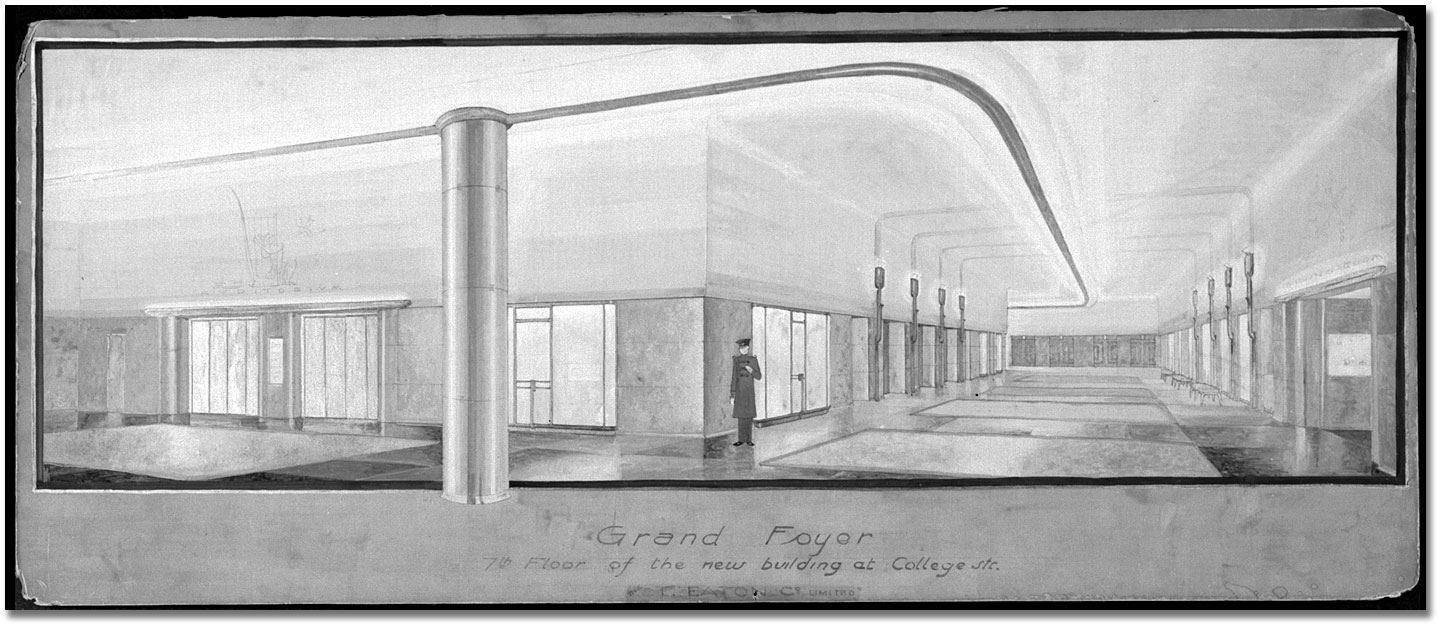
Interior drawing, Eaton's College Street department store, Toronto, Canada
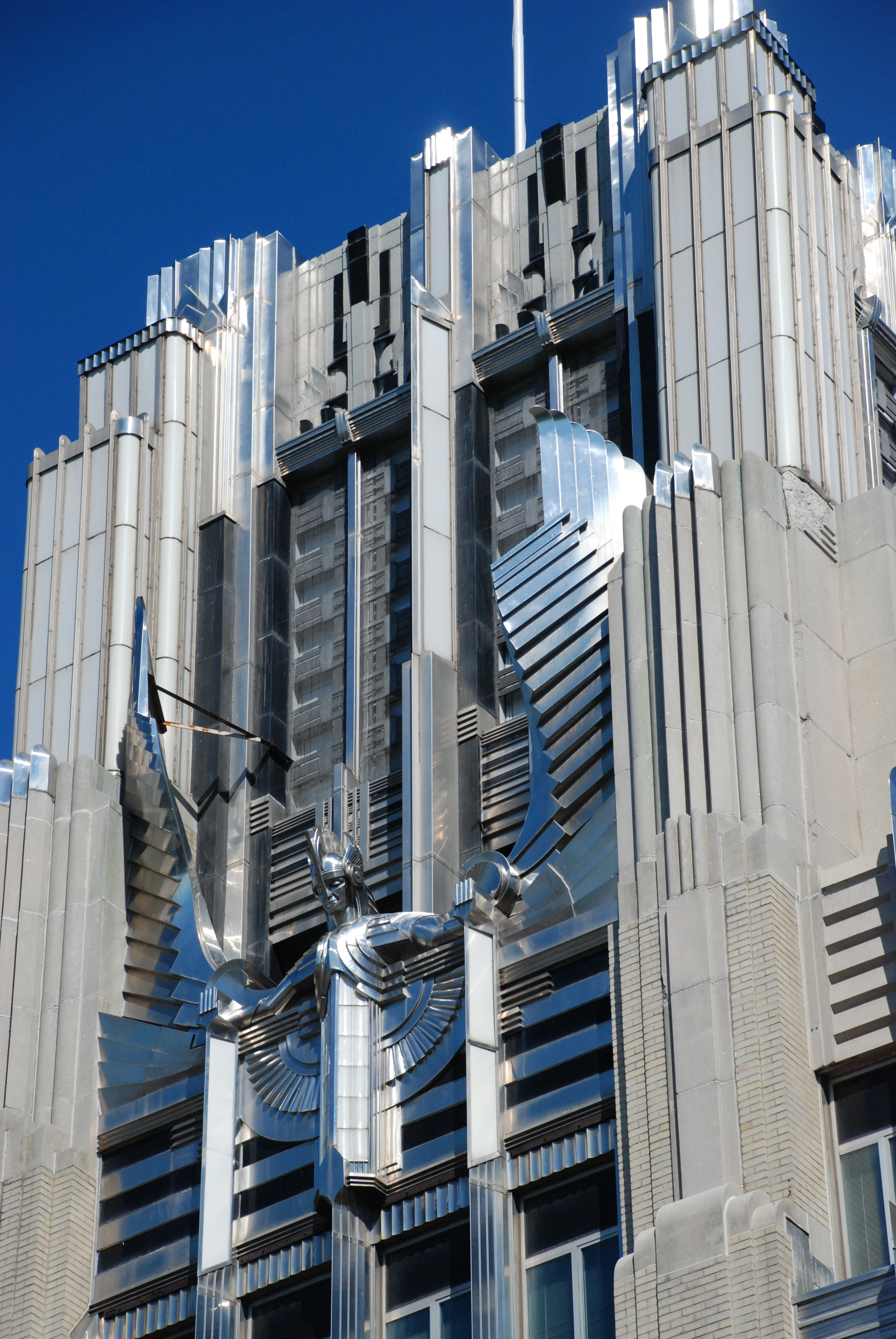
Niagara Mohawk Building, Syracuse, New York. Melvin L. King and Bley & Lyman, architects, completed 1932